# Promenada Gwiazd w Międzyzdrojach

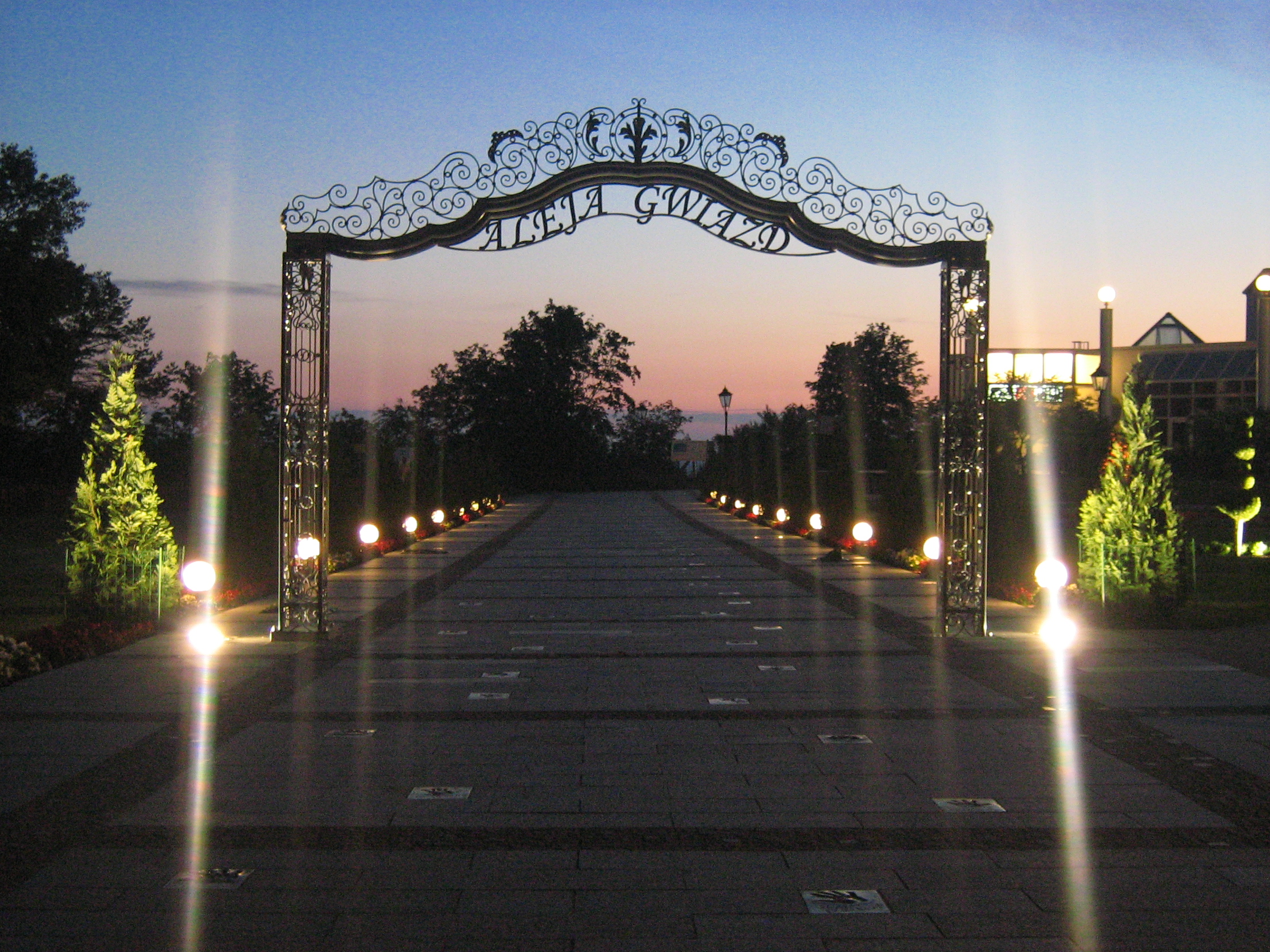
Promenada Gwiazd w 2009 roku

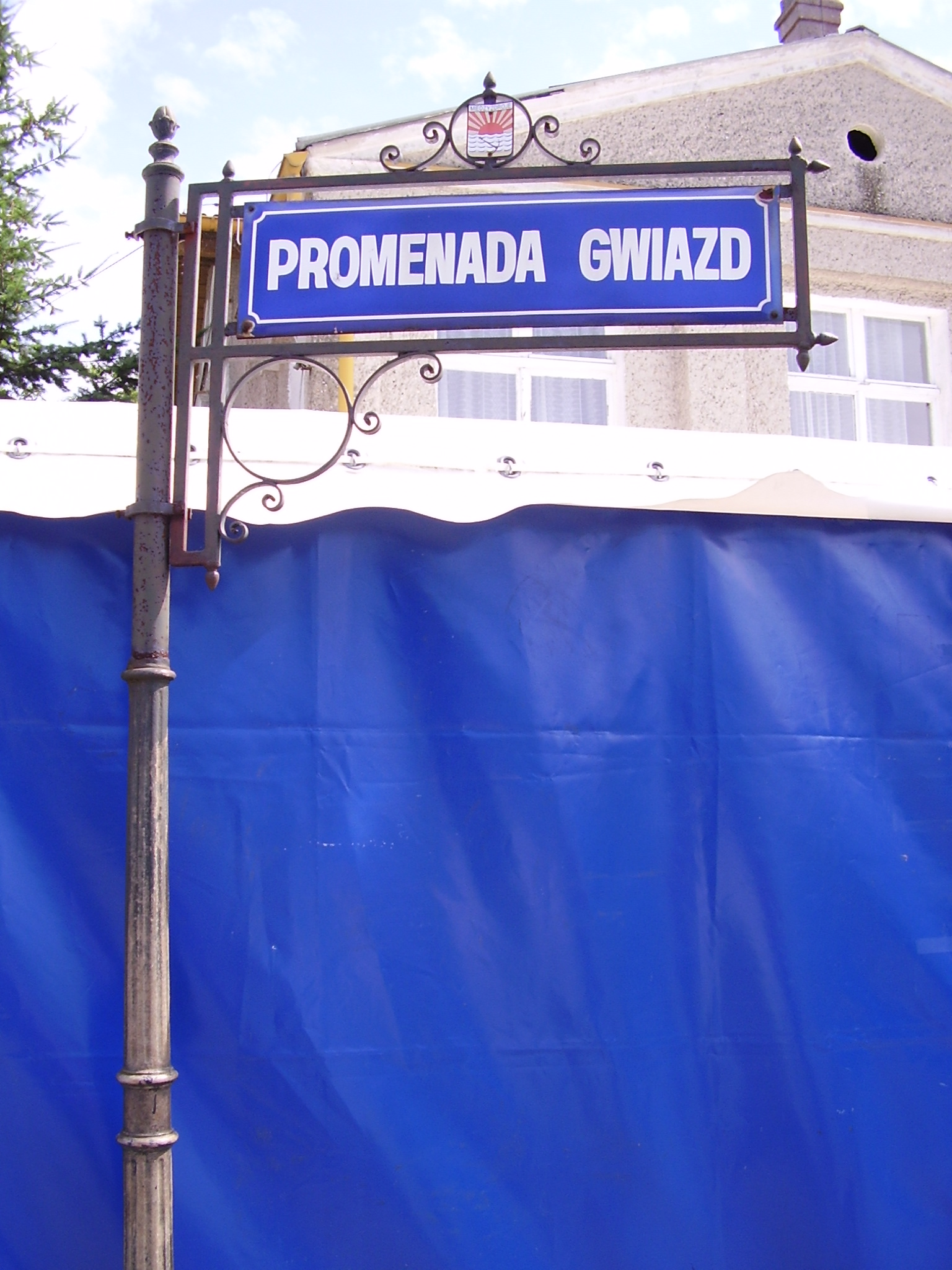
Promenada Gwiazd

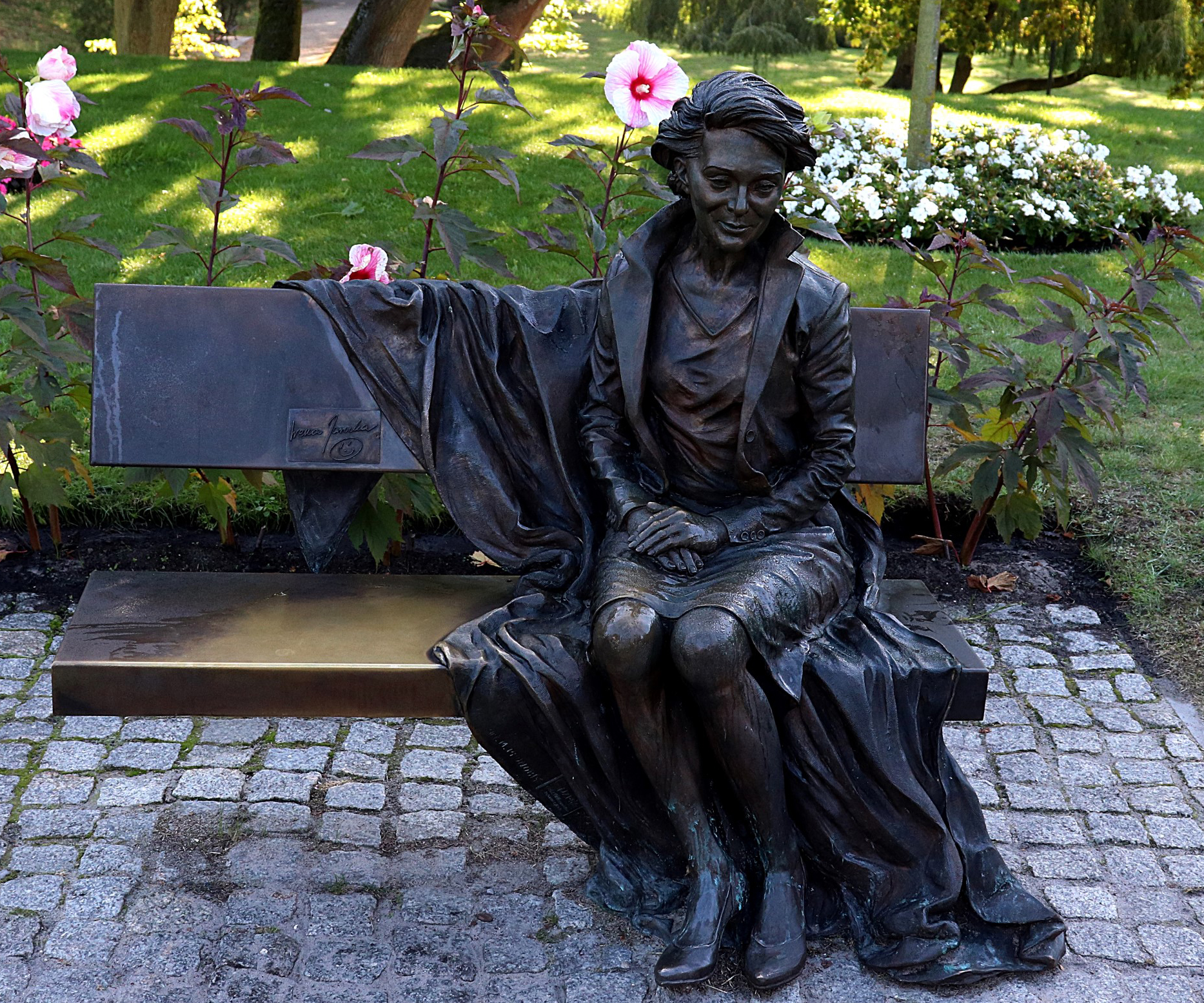
Ławeczka Ireny Jarockiej

Promenada Gwiazd (potocznie Aleja Gwiazd) – aleja gwiazd w Międzyzdrojach powstała w 1996, kiedy podczas Festiwalu Gwiazd pierwsze znane osobistości polskiej sceny kulturalnej odcisnęły swoje dłonie w pamiątkowych płytach.
W latach 2016–2018 odbywał się internetowy plebiscyt „Idol Publiczności”, w którym to internauci mieli prawo wybrać zwycięzcę. Osoba z największą liczbą głosów została odznaczona specjalną tablicą.
W latach 2020–2021, festiwal nie odbył się z powodu pandemii COVID-19.

## Laureaci Promenady Gwiazd
1996: W hołdzie Krzysztofowi Kieślowskiemu (rzeźba)
Janusz Gajos, Krystyna Janda, Krzysztof Kieślowski, Maja Komorowska, Bogusław Linda, Daniel Olbrychski, Janusz Olejniczak, Krzysztof Piesiewicz, Zbigniew Preisner, Beata Tyszkiewicz, Zbigniew Zamachowski,
1997: Andrzej Wajda (rzeźba)
Anna Dymna, Jan Englert, Marek Kondrat, Olgierd Łukaszewicz, Wojciech Malajkat, Cezary Pazura, Jan Peszek, Wojciech Pszoniak, Anna Romantowska, Andrzej Seweryn, Grażyna Szapołowska
1998: Jeremi Przybora (rzeźba)
Katarzyna Figura, Jan Frycz, Adam Hanuszkiewicz, Gustaw Holoubek, Krzysztof Kolberger, Tadeusz Konwicki, Olaf Lubaszenko, Andrzej Łapicki, Jan Nowicki, Maria Pakulnis, Dorota Segda, Anna Seniuk, Joanna Szczepkowska, Jerzy Trela, Stanisław Tym, Magdalena Zawadzka
1999: Homagge a Jerzy Bińczycki (rzeźba)
Jadwiga Barańska, Jerzy Hoffman, Piotr Machalica, Krzysztof Majchrzak, Jerzy Radziwiłowicz, Zbigniew Zapasiewicz, Wiktor Zborowski, Michał Żebrowski
2000: 5. Festiwal Gwiazd
Teresa Budzisz-Krzyżanowska, Edward Dziewoński, Piotr Fronczewski, Wiesław Gołas, Krzysztof Kowalewski, Bohdan Łazuka, Wojciech Młynarski, Marian Opania, Wojciech Pokora, Szymon Szurmiej, Ewa Wiśniewska, Krzysztof Zanussi
2001: Poświęcony Muzom
Michał Bajor, Jerzy Fedorowicz, Alina Janowska, Jerzy Kawalerowicz, Olga Lipińska, Maja Ostaszewska, Franciszek Pieczka, Igor Przegrodzki, Dorota Stalińska, Danuta Stenka, Andrzej Strzelecki, Artur Żmijewski
2002: Poświęcony 50-leciu Teatru Telewizji:

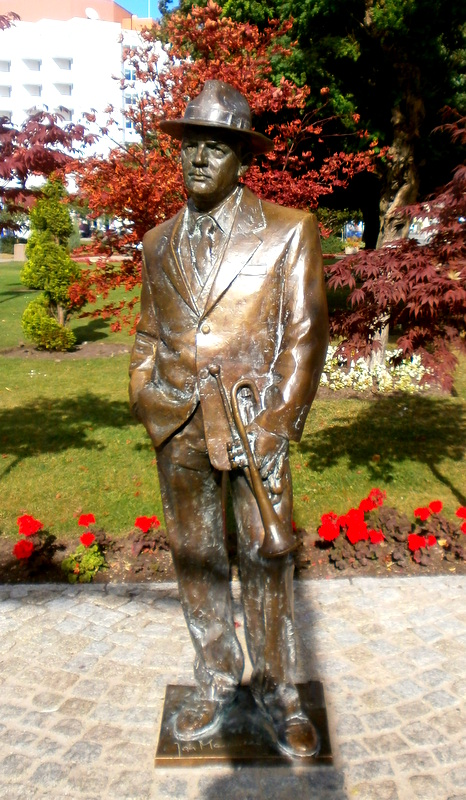
Pomnik Jana Machulskiego

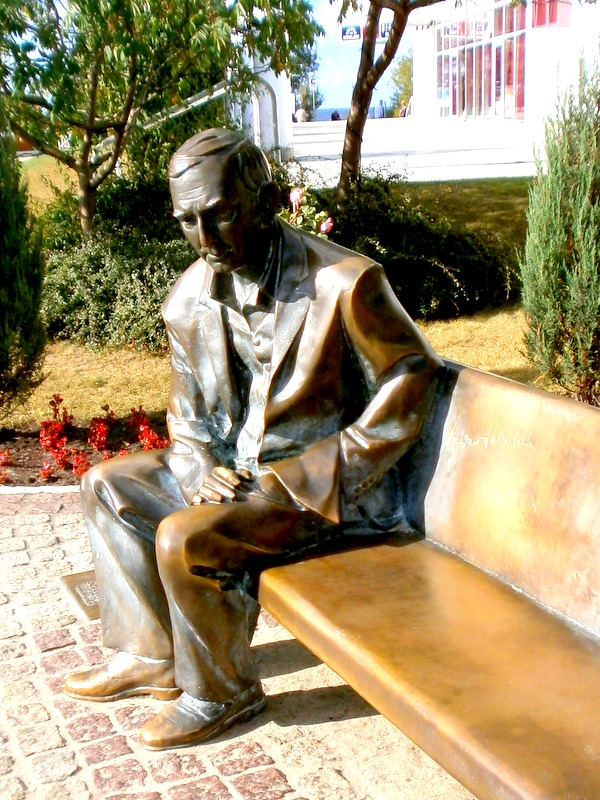
Ławeczka Gustawa Holoubka

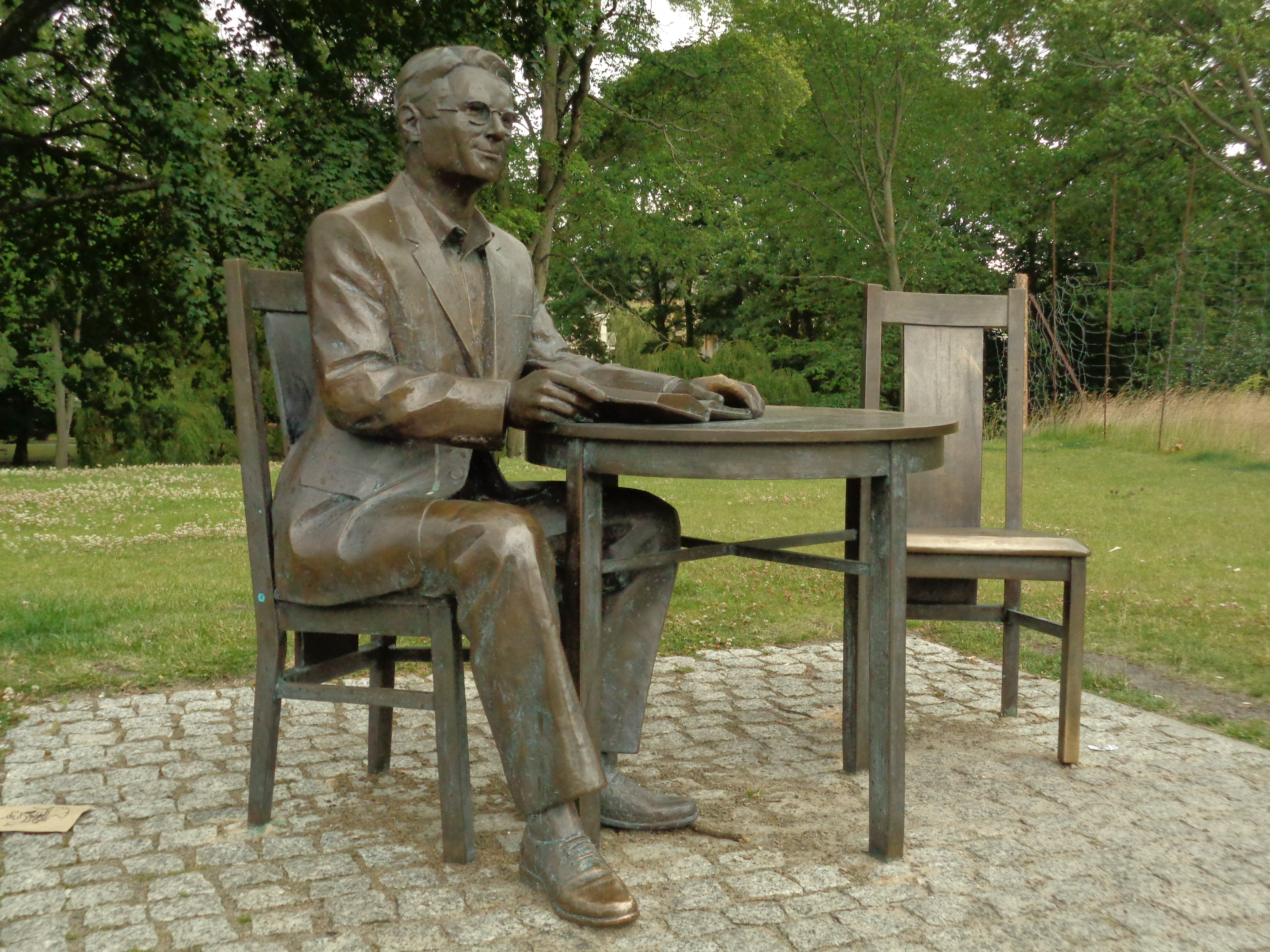
Stolik Krzysztofa Kolbergera

Artur Barciś, Stanisława Celińska, Magdalena Cielecka, Bożena Dykiel, Rafał Królikowski, Jan Machulski, Leon Niemczyk, Leonard Pietraszak, Anna Polony, Tomasz Stockinger
2003: Poświęcony Poezji
Hanka Bielicka, Ewa Błaszczyk, Zbigniew Buczkowski, Elżbieta Czyżewska, Małgorzata Foremniak, Krzysztof Globisz, Jerzy Kamas, Marian Kociniak, Władysław Kowalski, Zofia Kucówna, Irena Kwiatkowska, Janusz Majewski, Marek Walczewski,
2004: Poświęcony Witoldowi Gombrowiczowi:
Ignacy Gogolewski, Agnieszka Holland, Edyta Jungowska, Emil Karewicz, Jan Kobuszewski, Jan Kociniak, Małgorzata Kożuchowska, Stanisław Mikulski, Anna Milewska, Paweł Wilczak, Andrzej Zaorski
2005: 10. Wakacyjny Jubileuszowy Festiwal Gwiazd
Piotr Adamczyk, Janusz Głowacki, Krzysztof Jasiński, Barbara Krafftówna, Emilia Krakowska, Agnieszka Krukówna, Anna Nehrebecka, Marek Piwowski, Roman Polański, Kinga Preis, Jerzy Skolimowski, Witold Sobociński, Adam Ferency
2010: 15. Jubileuszowy Wakacyjny Festiwal Artystów
Anna Dereszowska, Tomasz Karolak, Franciszek Starowieyski (pośmiertnie), Borys Szyc, Hanna Śleszyńska
2011: 16. Festiwal Gwiazd
Krzesimir Dębski, Zbigniew Górny, Janusz Józefowicz, Anna Jurksztowicz
2012: 17. Festiwal Gwiazd
Szymon Bobrowski, Zofia Czerwińska, Maciej Kozłowski (tablica pośmiertnie), Waldemar Malicki, Anna Przybylska, Beata Rybotycka, Krystyna Sienkiewicz
2013: 18. Festiwal Gwiazd
Hanna Banaszak, Emilian Kamiński, Ewa Kasprzyk, Joanna Kurowska, Edward Linde-Lubaszenko, Marta Lipińska, Janusz Morgenstern (tablica pośmiertnie), Antoni Pawlicki, Jerzy Satanowski, Jan Wieczorkowski, Jan Wołek, Maciej Zakościelny, Janusz Zaorski
2014: 19. Festiwal Gwiazd
Wojciech Kilar (tablica pamiątkowa), Andrzej Kopiczyński, Teresa Lipowska, Andrzej Nejman, Andrzej Poniedzielski, Andrzej Pągowski, Maryla Rodowicz, Paweł Wawrzecki, Ewa Wencel, Agnieszka Włodarczyk
2015: 20. Festiwal Gwiazd
Jacek Cygan, Piotr Gąsowski, Mikołaj Grabowski, Paweł Królikowski, Piotr Polk, Witold Pyrkosz, Magdalena Różczka, Henryk Sawka, Jerzy Turek (tablica pośmiertnie), Jakub Wesołowski, Alicja Węgorzewska
2016: 21. Festiwal Gwiazd
Ewa Braun, Marian Dziędziel, Michał Kwieciński, Justyna Steczkowska, Ewa Szykulska, Natalia Sikora – „Idol Publiczności 2016”, Zbigniew Wodecki, Katarzyna Żak
2017: 22. Festiwal Gwiazd
Edyta Bartosiewicz, Magdalena Boczarska, Janusz Kondratiuk, Izabela Kuna, Paweł Małaszyński, Beata Poźniak, Justyna Sieńczyłło, Piotr Szwedes, Bartłomiej Topa, Wojciech Wysocki, Zofia Zborowska – „Idol Publiczności 2017”
2018: 23. Festiwal Gwiazd
Mirosław Baka, Iga Cembrzyńska, Katarzyna Skrzynecka, Grażyna Wolszczak, Natalia Rybicka, Paweł Deląg, Krzysztof Cugowski, Maciej Miecznikowski, Adam Myjak (tablica), Piotr Gawron-Jedlikowski – „Idol Publiczności 2018”, Irena Jarocka (ławeczka)
2019: 24. Festiwal Gwiazd
Anna Gornostaj, Sławomira Łozińska, Mikołaj Roznerski, Zdzisław Kuźniar, Anna Wyszkoni, Krzysztof Gosztyła, Krzysztof Tyniec, Krystyna Tkacz, Stanisław Bareja (rzeźba)
2022: 25. Festiwal Gwiazd
Katarzyna Maciąg, Michał Milowicz, Przemysław Sadowski, Joanna Trzepiecińska, Lesław Żurek, Henryk Talar
2023: 26. Festiwal Gwiazd
Stefan Friedmann, Ewa Gawryluk, Katarzyna Glinka, Tadeusz Huk, Karol Strasburger
2024: 27. Festiwal Gwiazd
Katarzyna Bonda, Waldemar Dąbrowski, Paweł Domagała, Dawid Ogrodnik, Małgorzata Pieczyńska

## Galeria

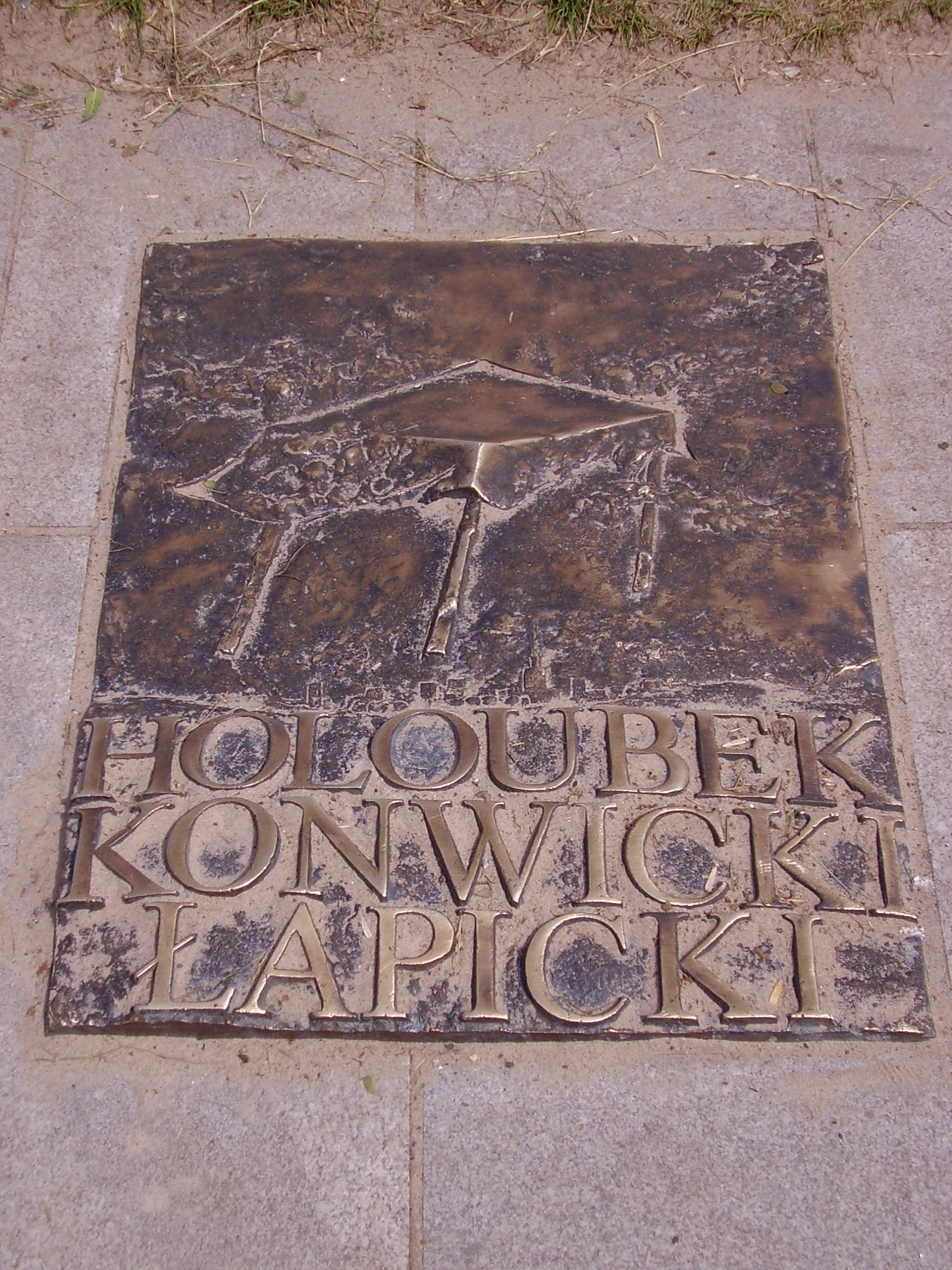
Monument poświęcony Gustawowi Holoubkowi, Tadeuszowi Konwickiemu i Andrzejowi Łapickiemu
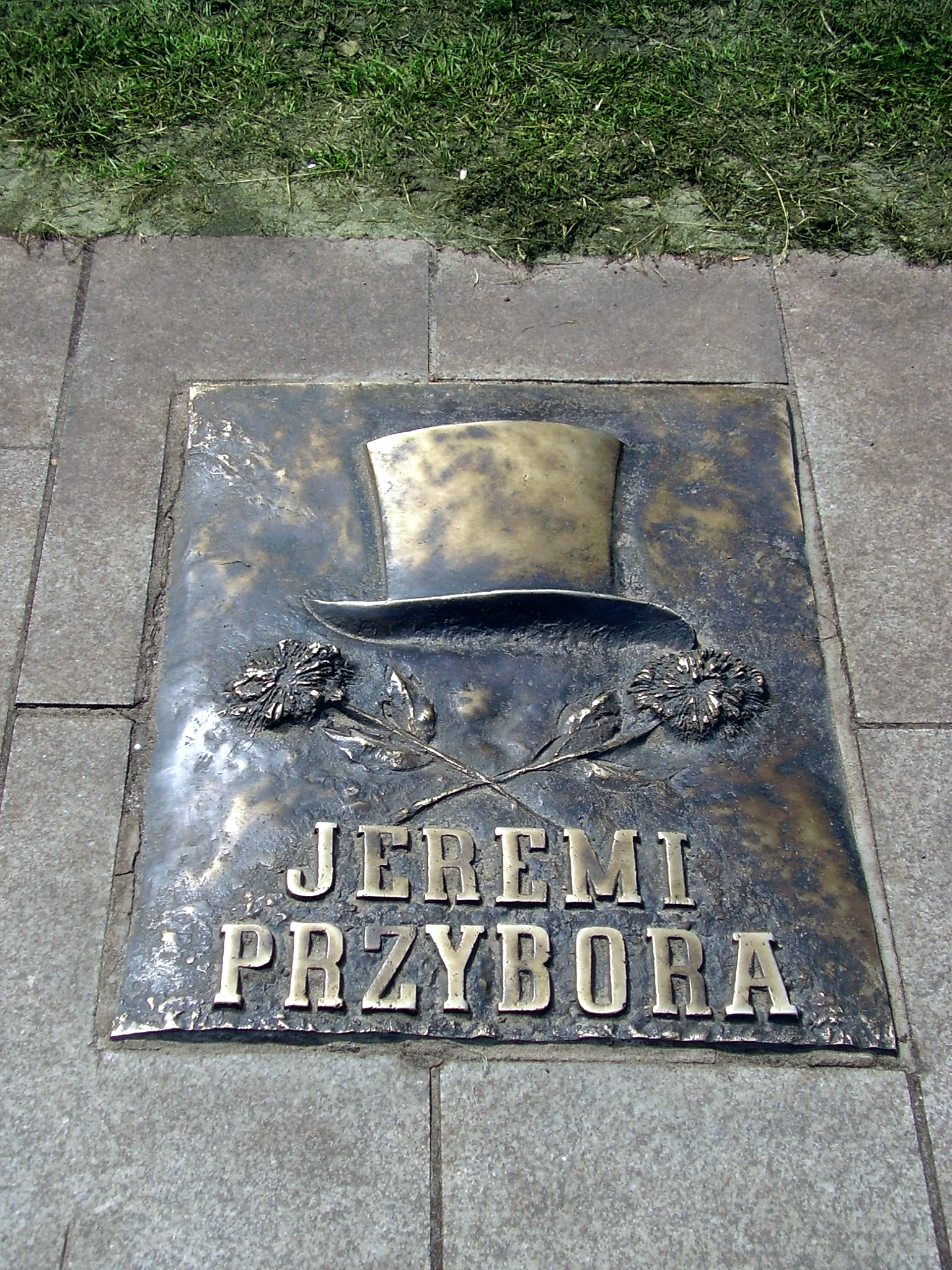
Pomnik poświęcony Jeremiemu Przyborze
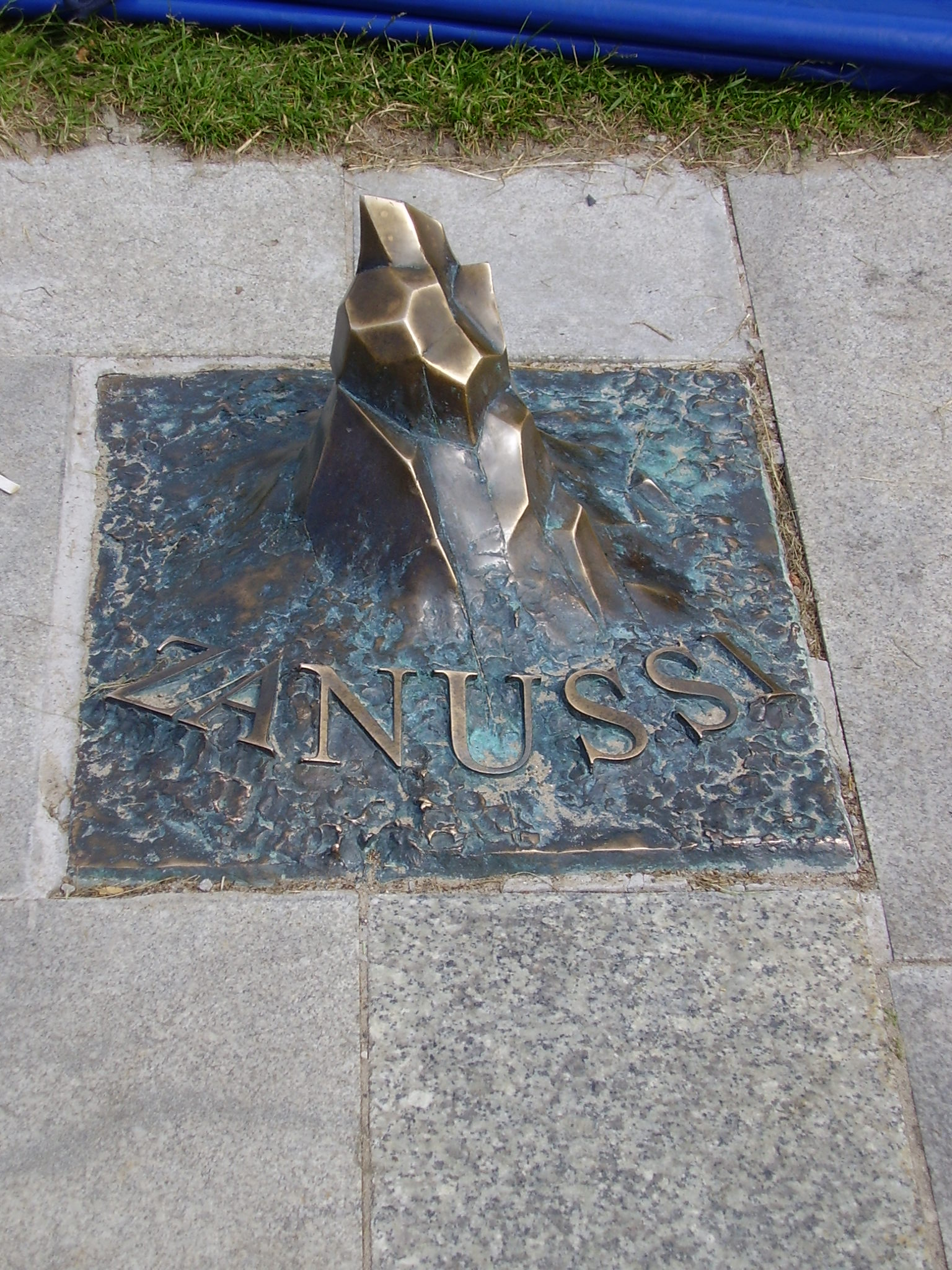
Pomnik poświęcony Krzysztofowi Zanussiemu
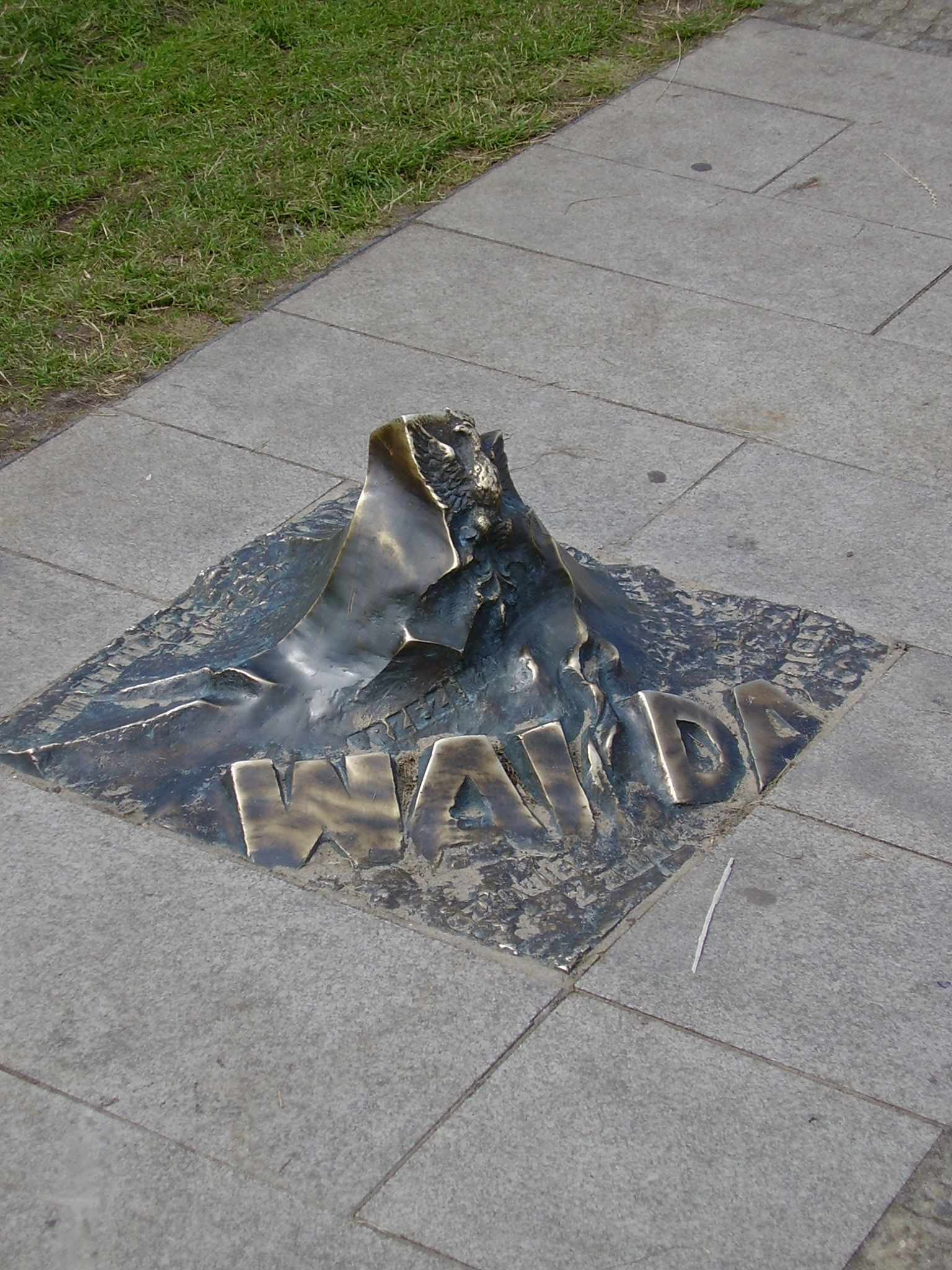
Pomnik poświęcony Andrzejowi Wajdzie
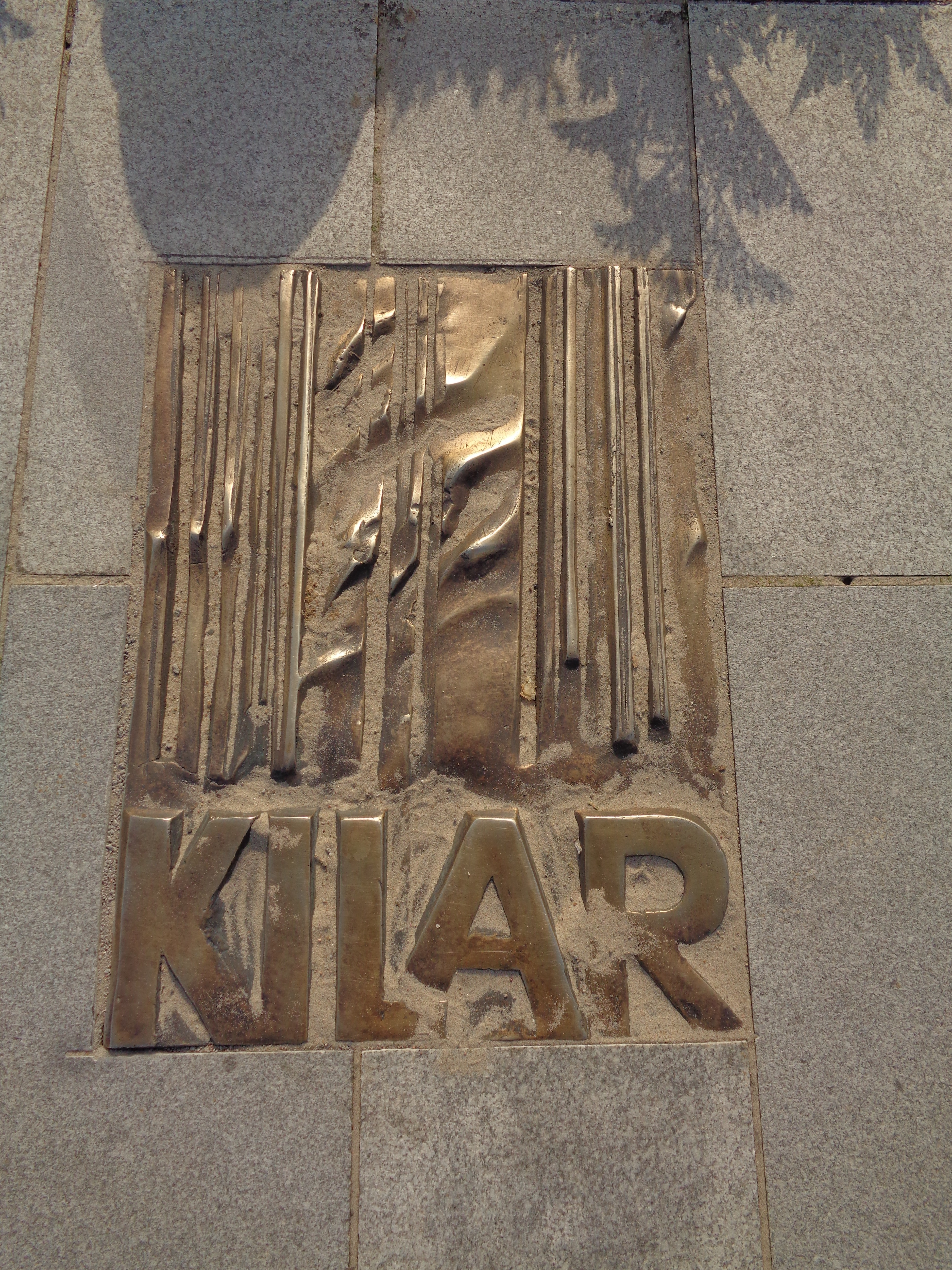
Pomnik poświęcony Wojciechowi Kilarowi
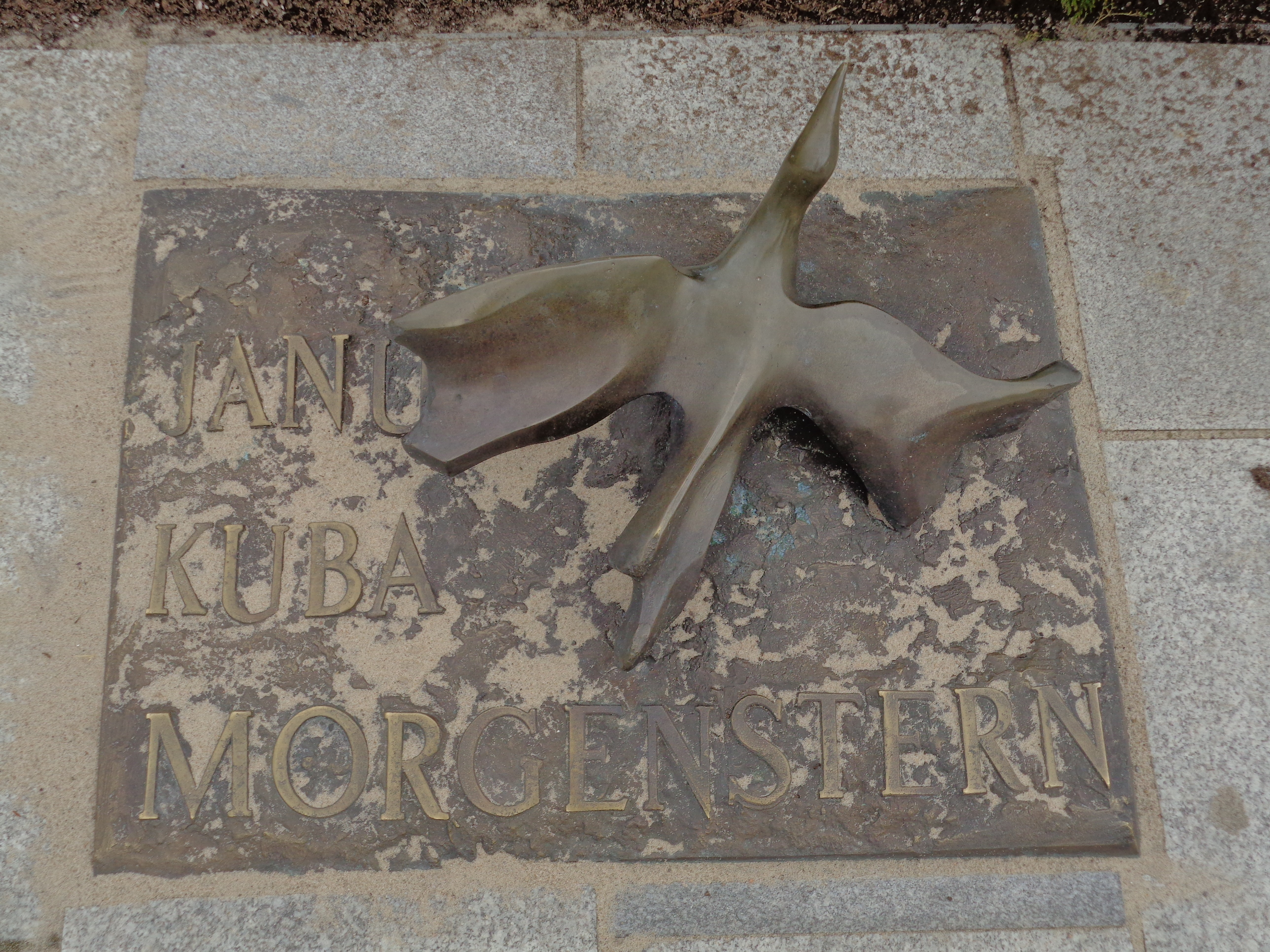
Pomnik poświęcony Januszowi Morgensternowi
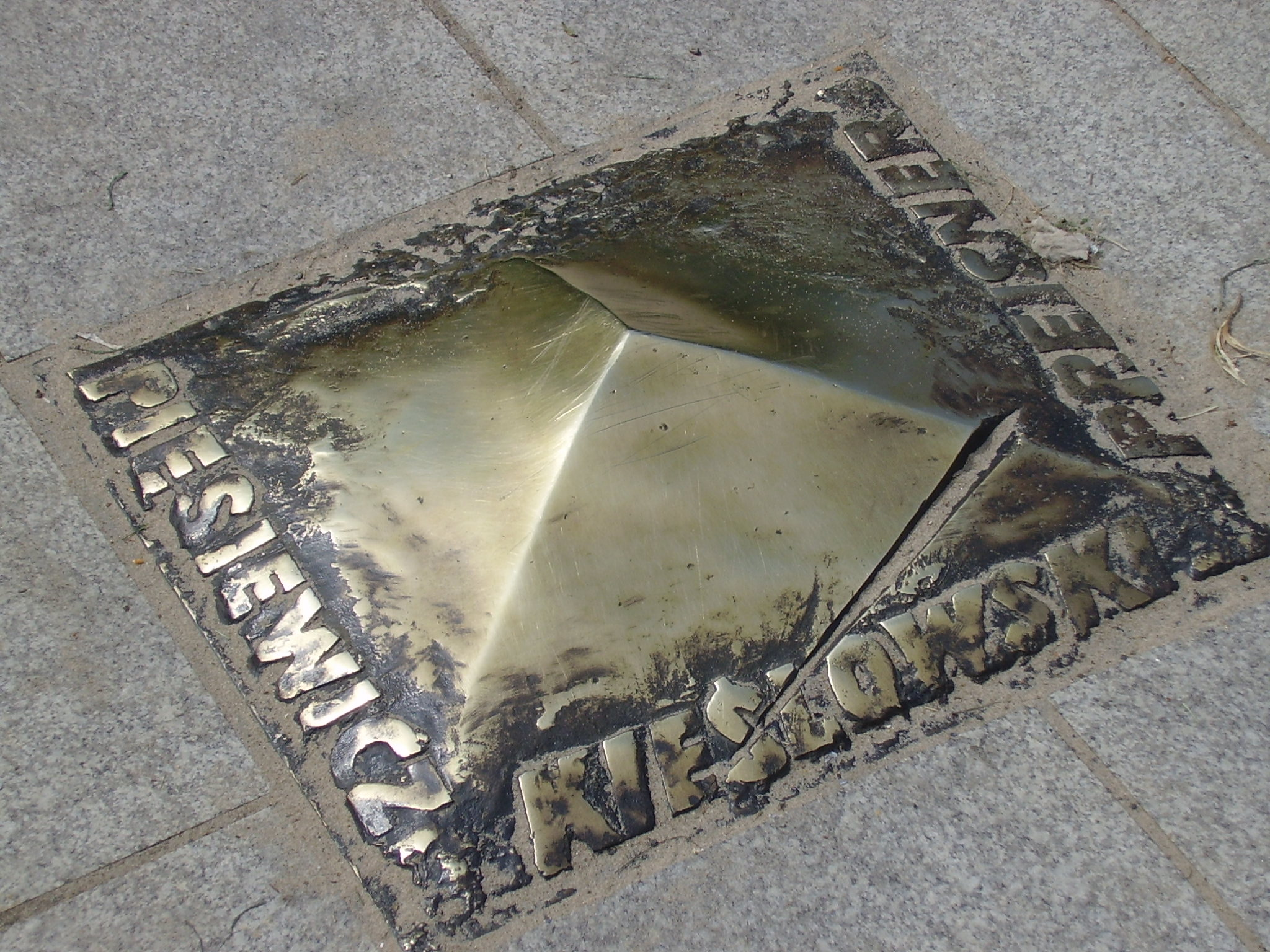
Monument poświęcony pamięci Krzysztofa Piesiewicza, Krzysztofa Kieślowskiego i Zbigniewa Preisnera
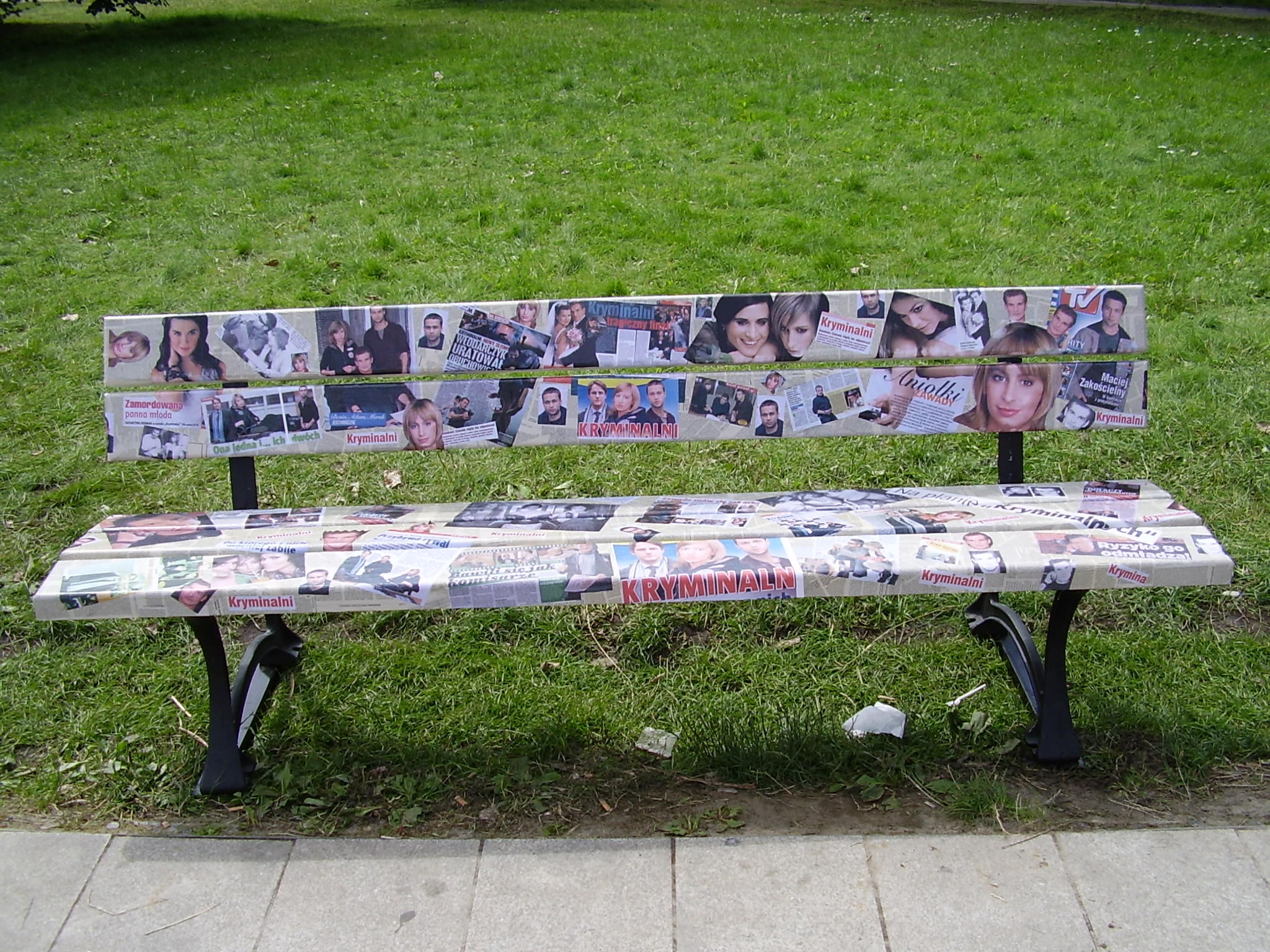
Ławeczka serialu Kryminalni
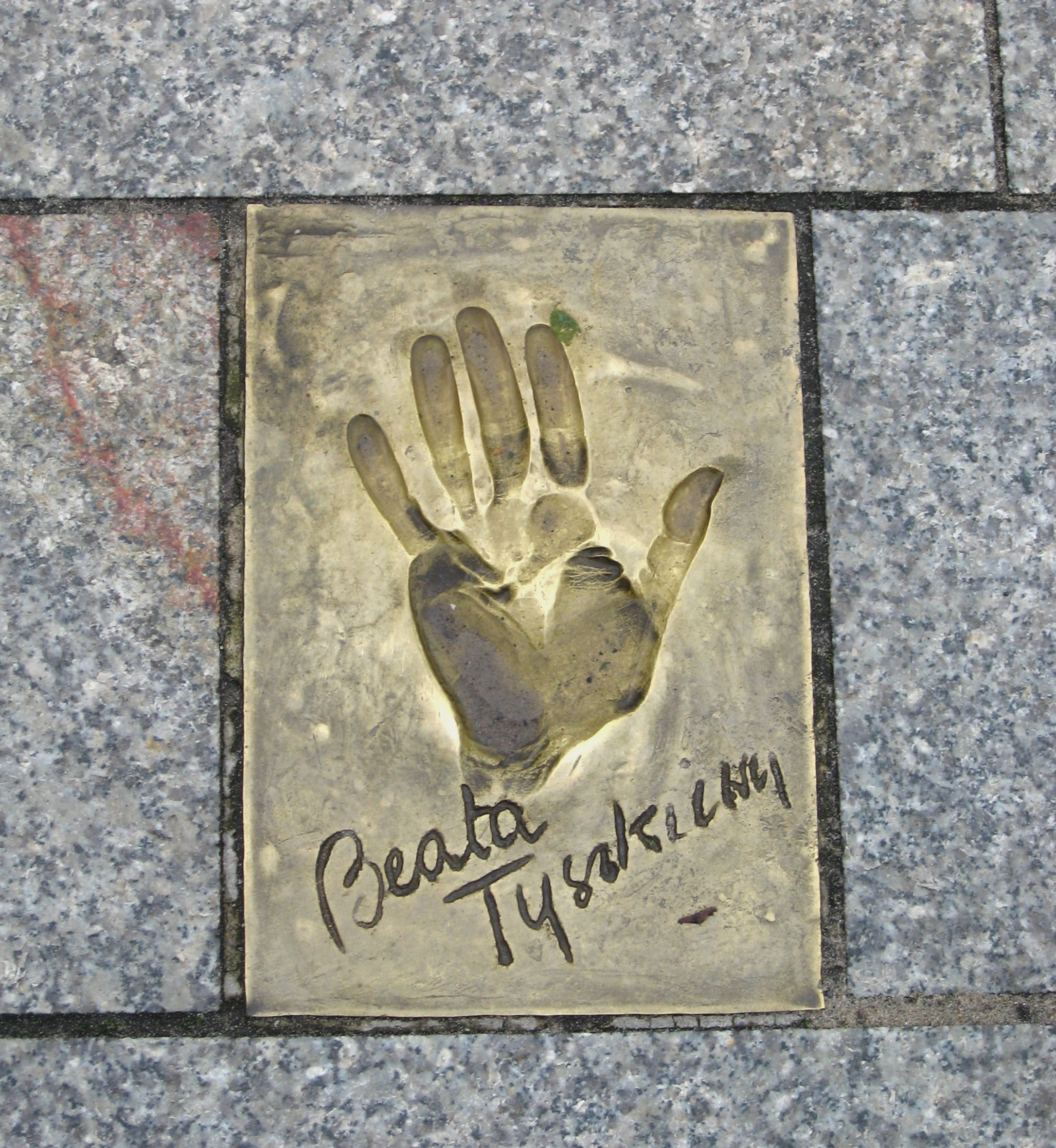
Odcisk dłoni Beaty Tyszkiewicz
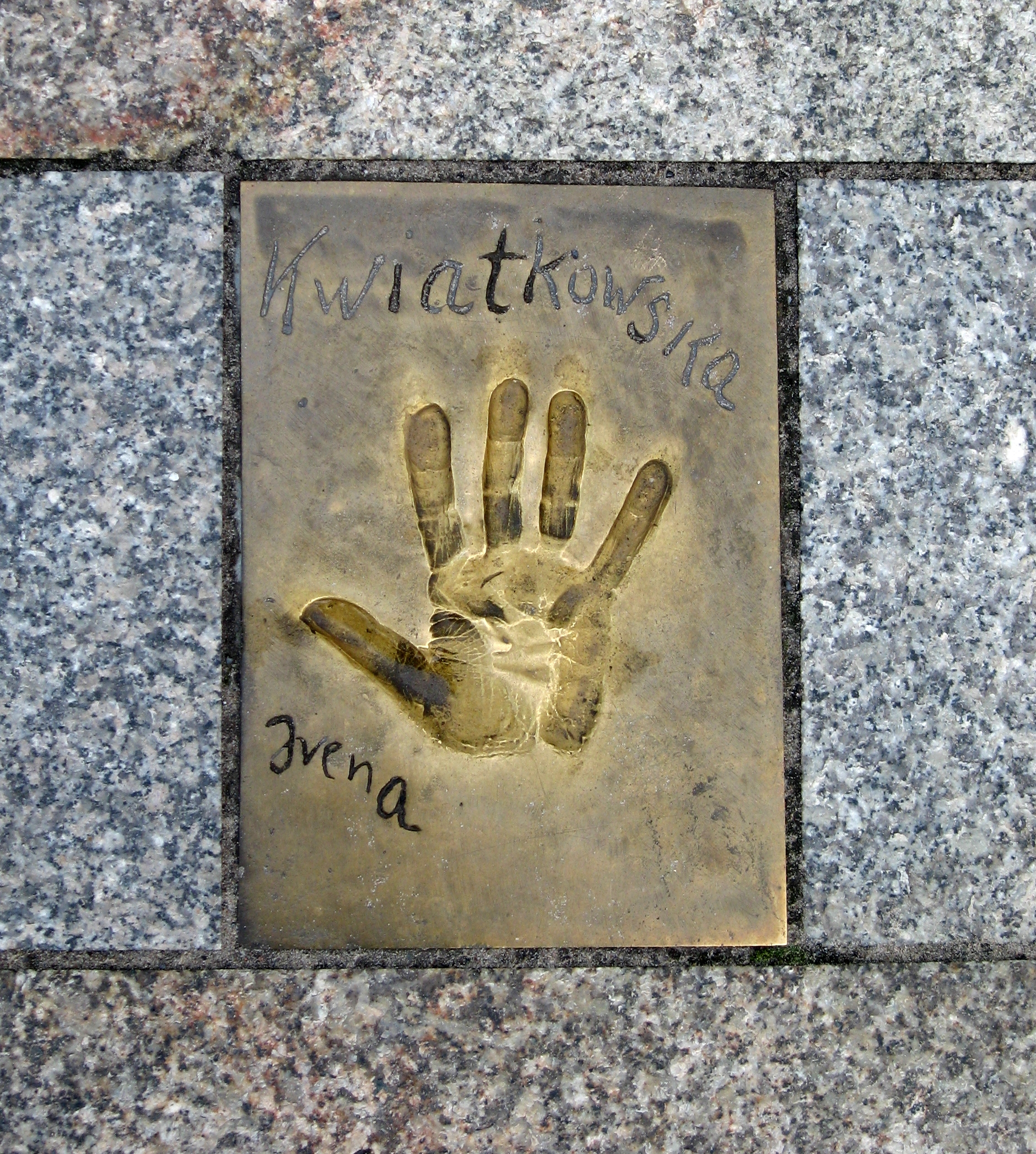
Odcisk dłoni Ireny Kwiatkowskiej
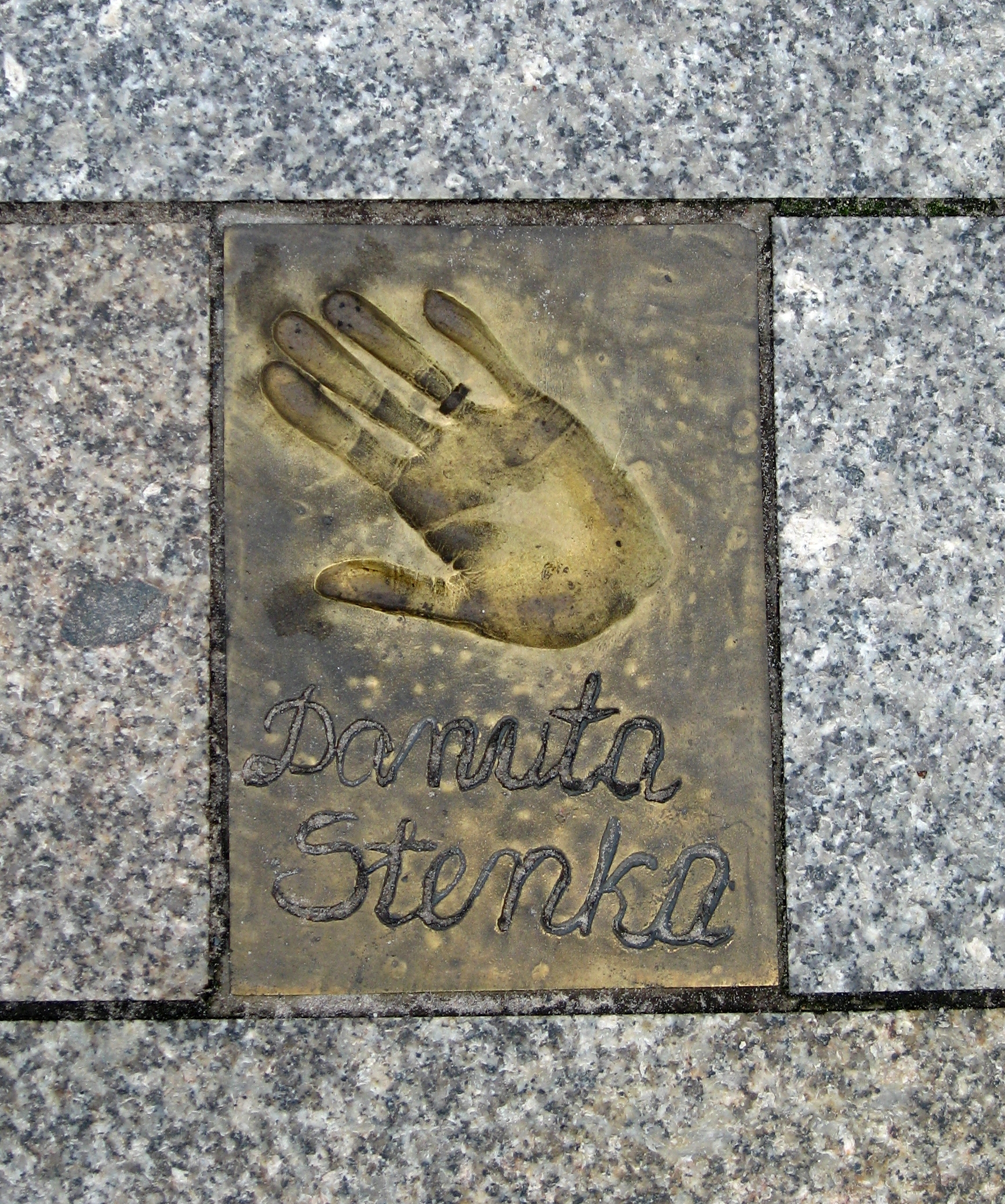
Odcisk dłoni Danuty Stenki
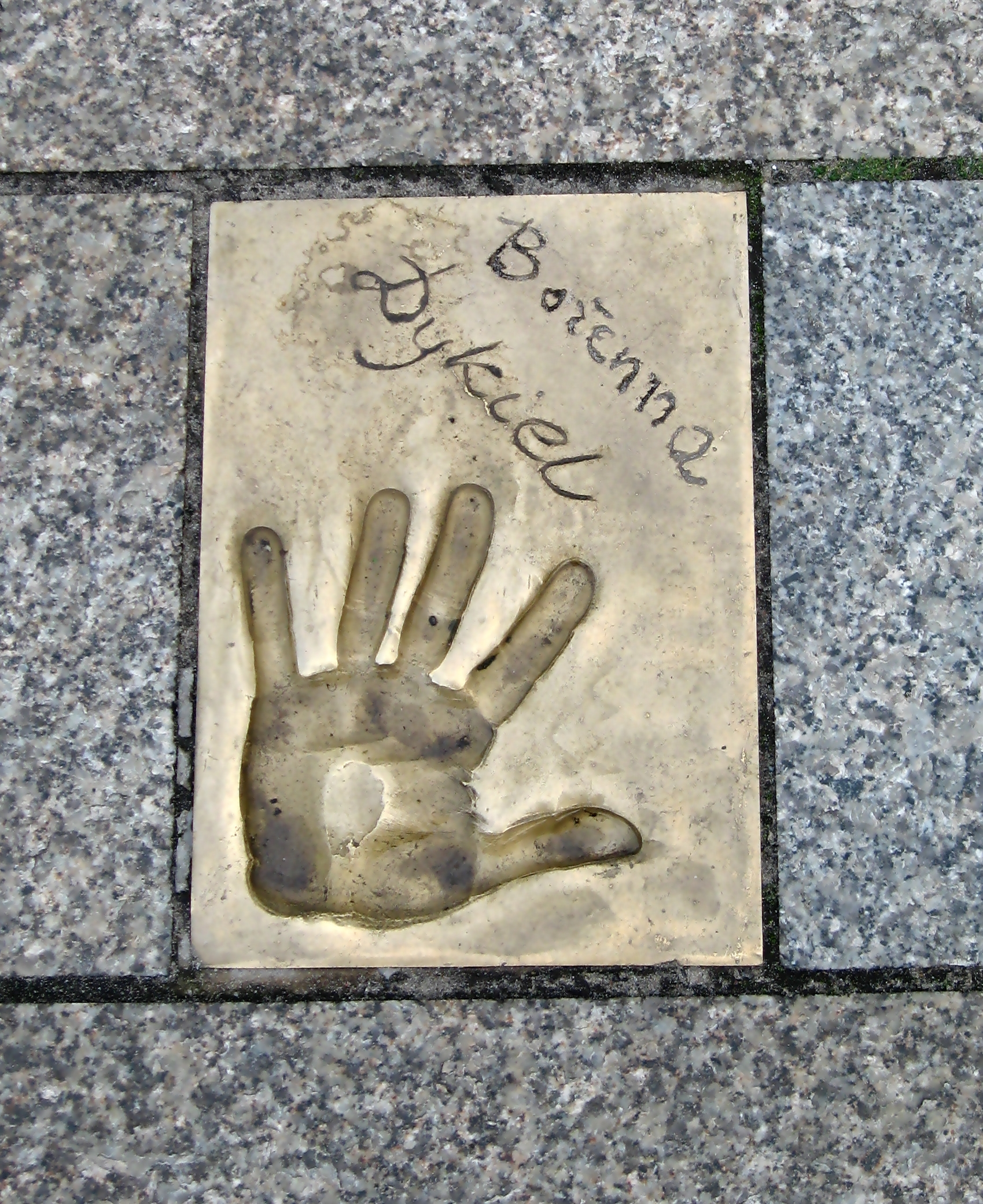
Odcisk dłoni Bożeny Dykiel
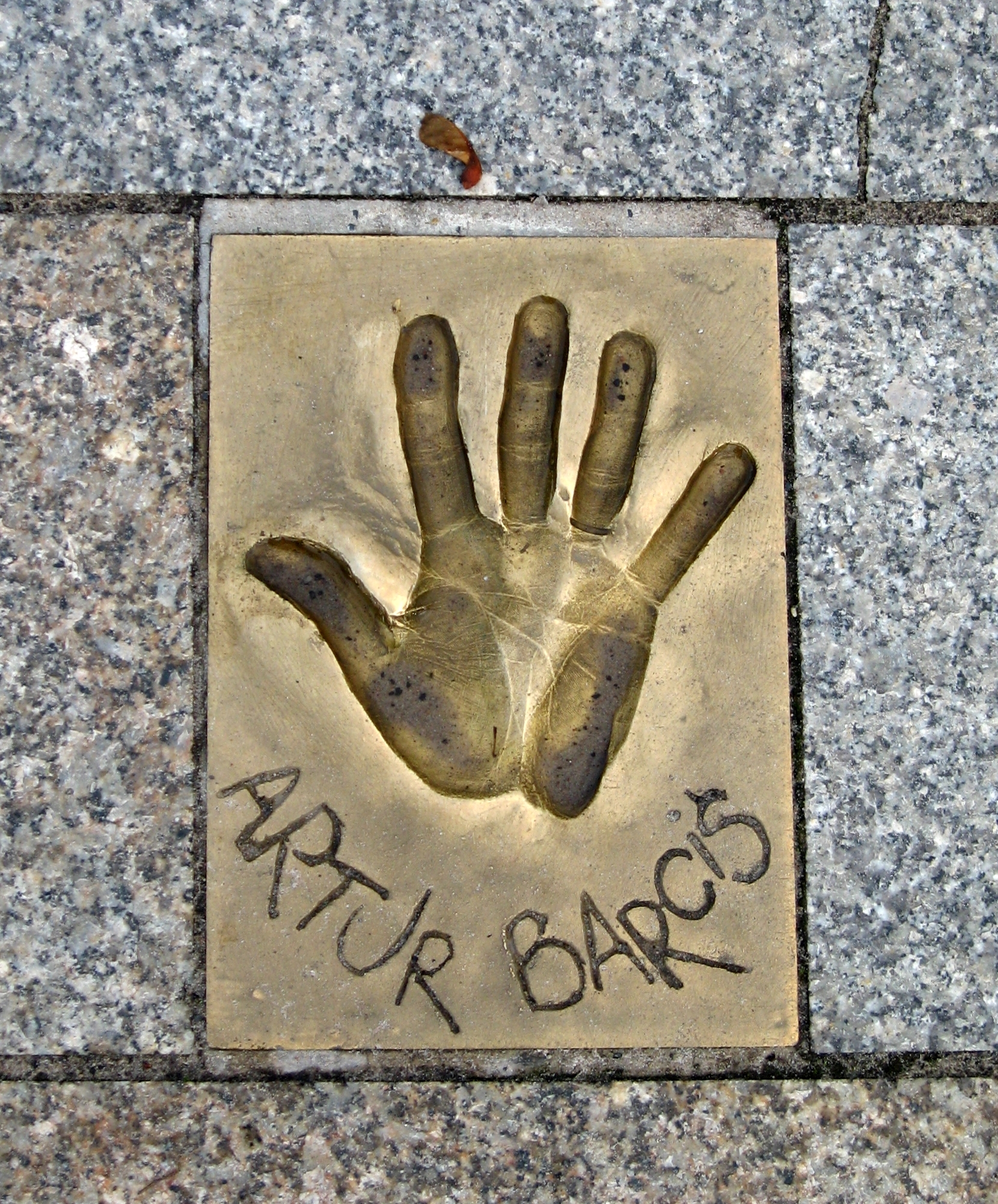
Odcisk dłoni Artura Barcisia
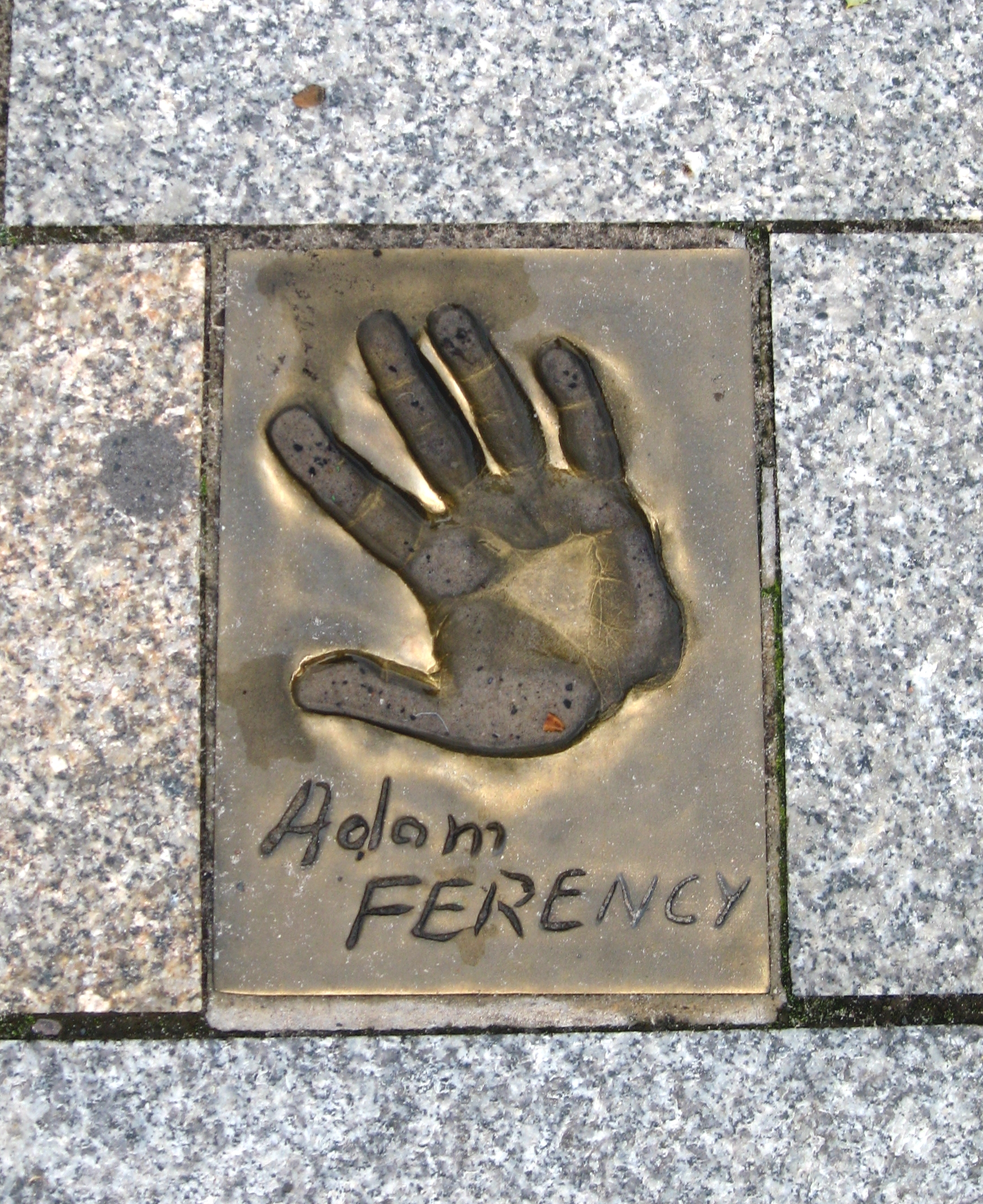
Odcisk dłoni Adama Ferencego
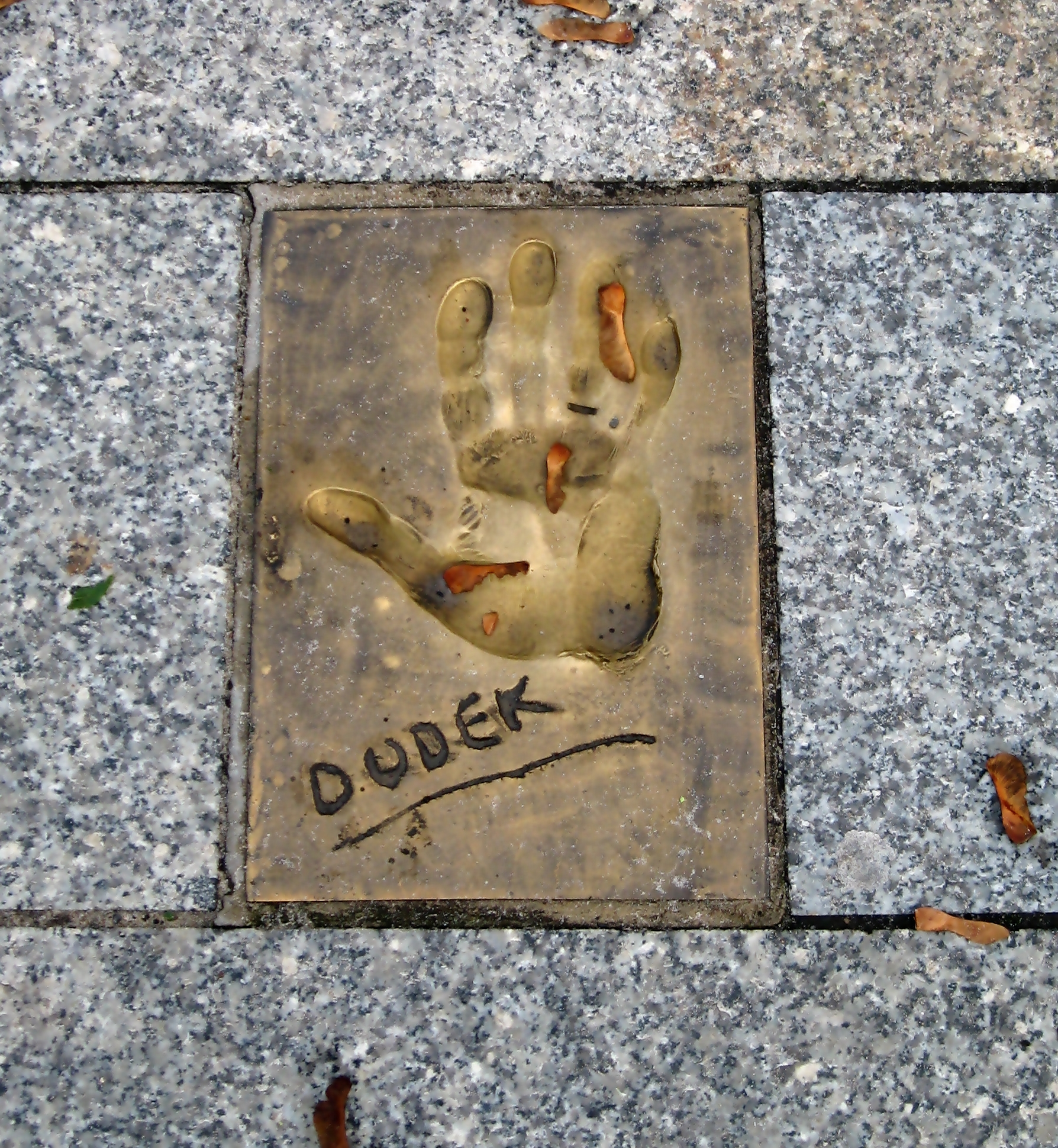
Odcisk dłoni Edwarda „Dudka” Dziewońskiego
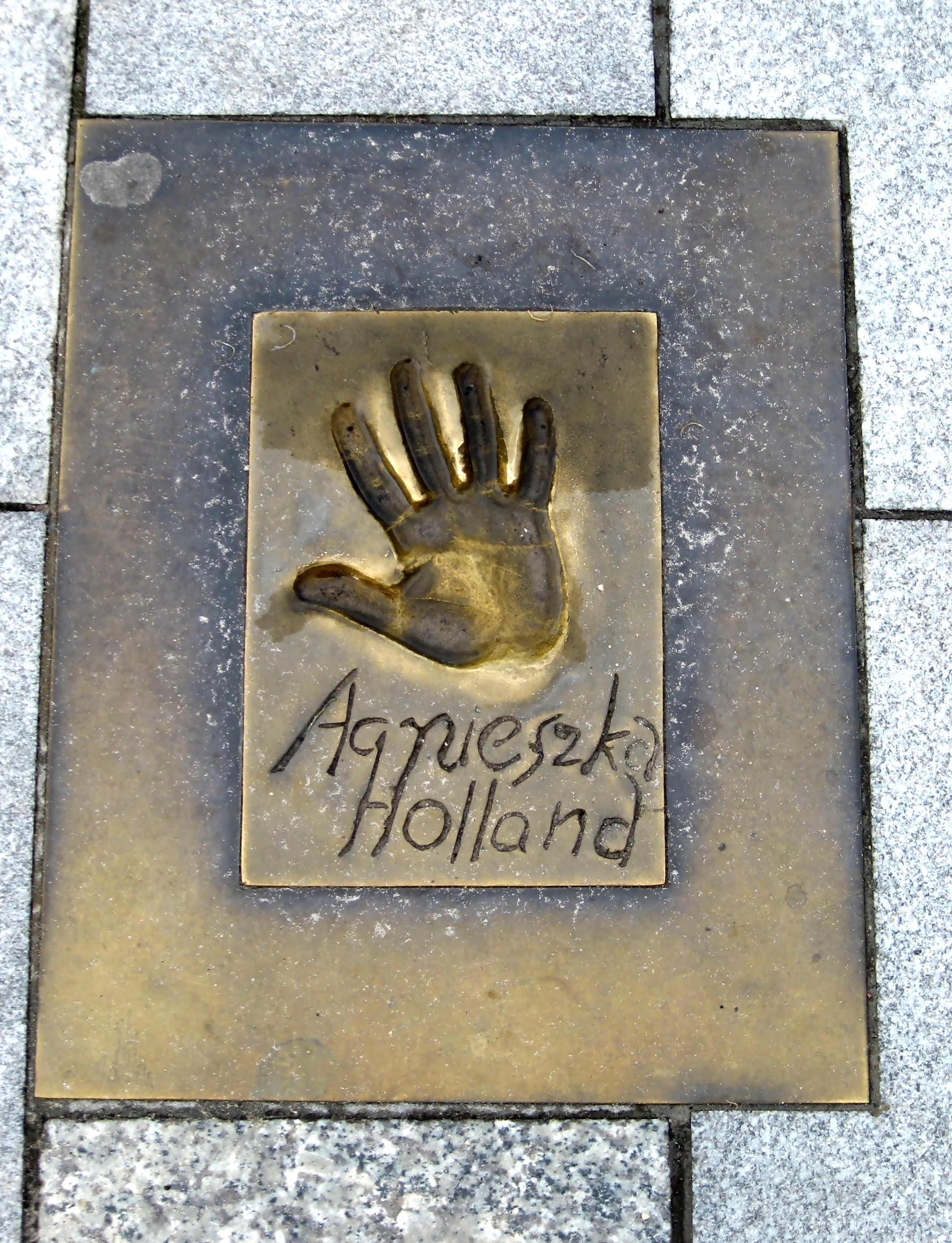
Odcisk dłoni Agnieszki Holland
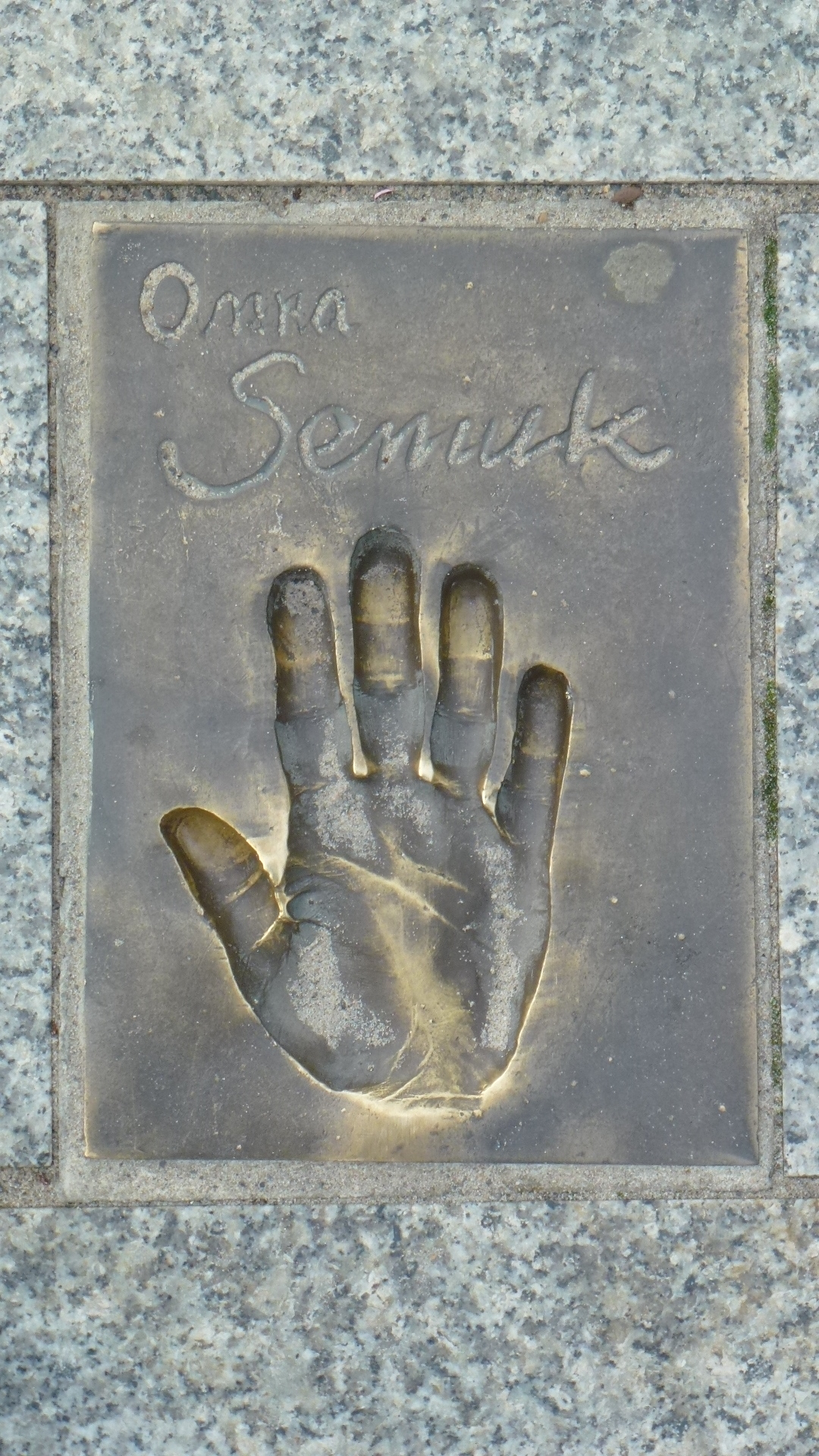
Odcisk dłoni Anny Seniuk
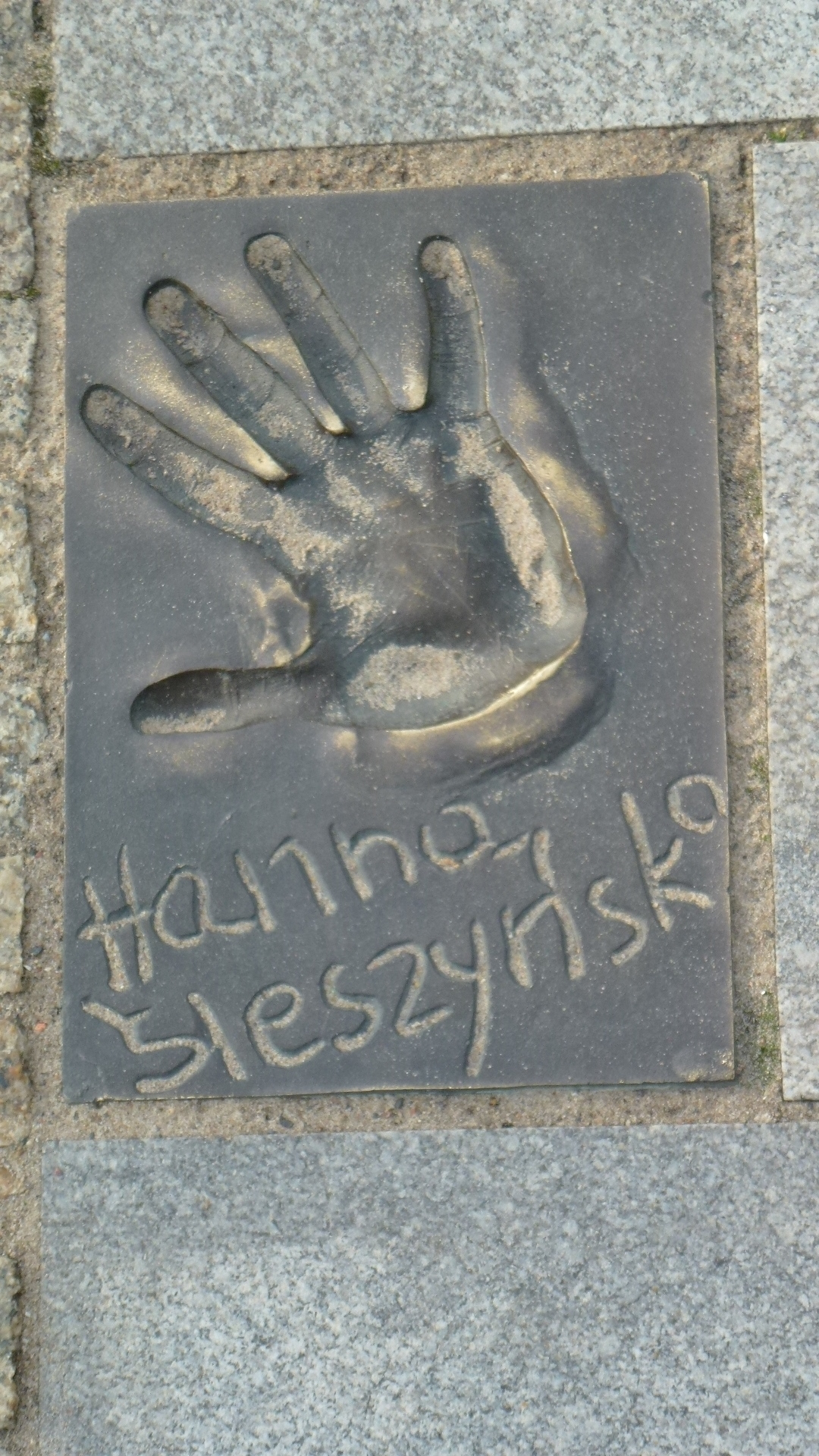
Odcisk dłoni Hanny Śleszyńskiej
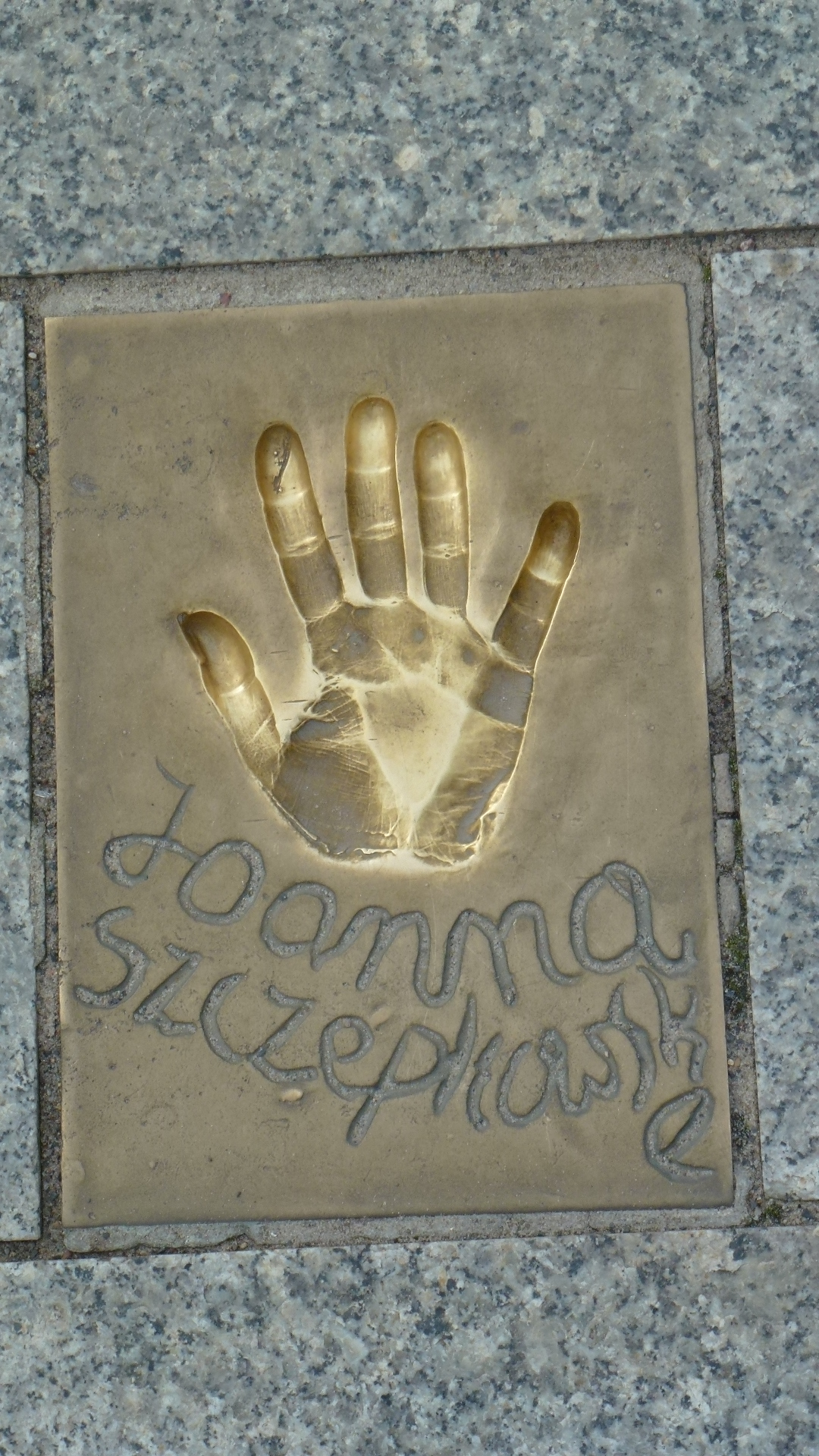
Odcisk dłoni Joanny Szczepkowskiej
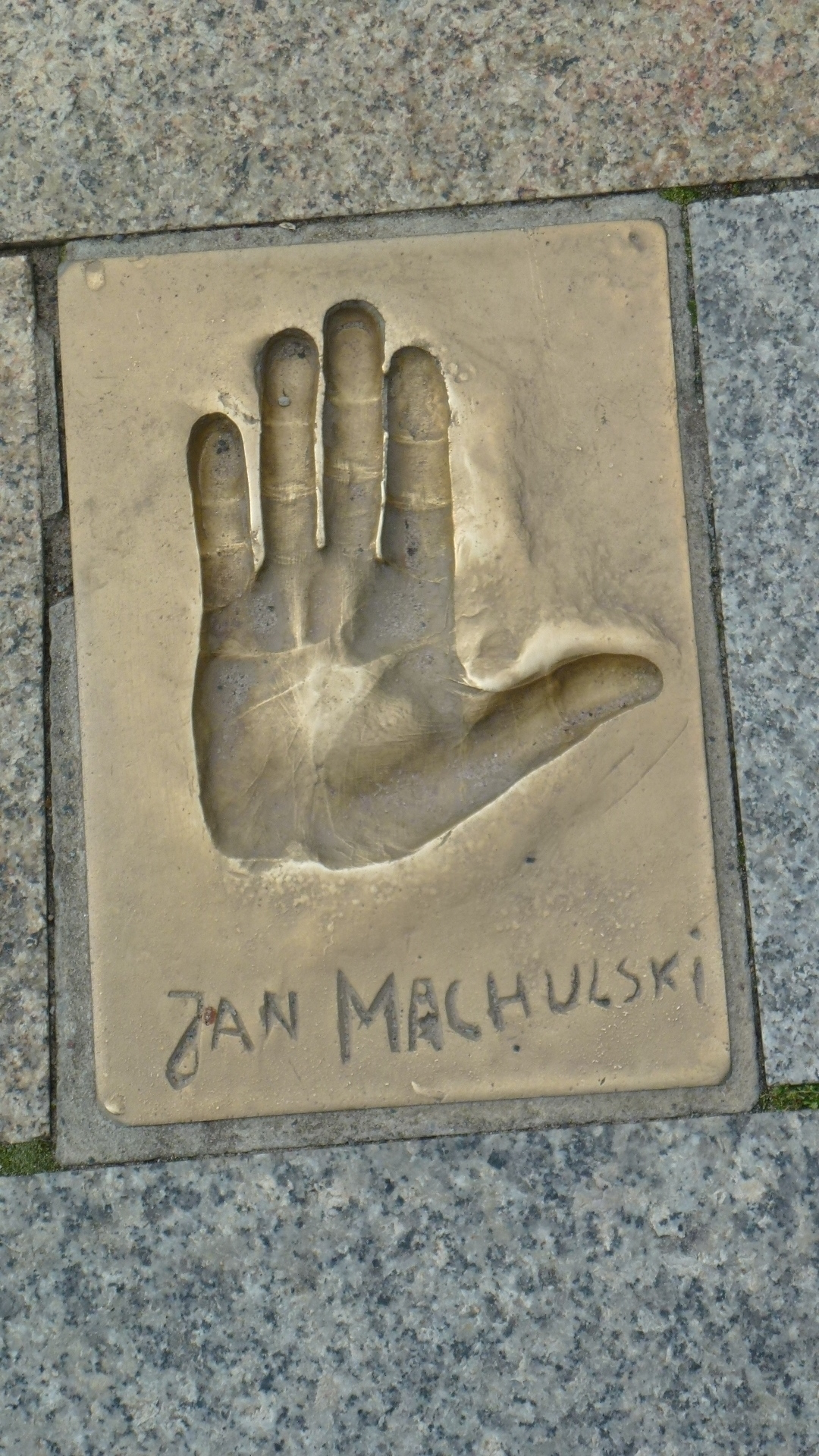
Odcisk dłoni Jana Machulskiego
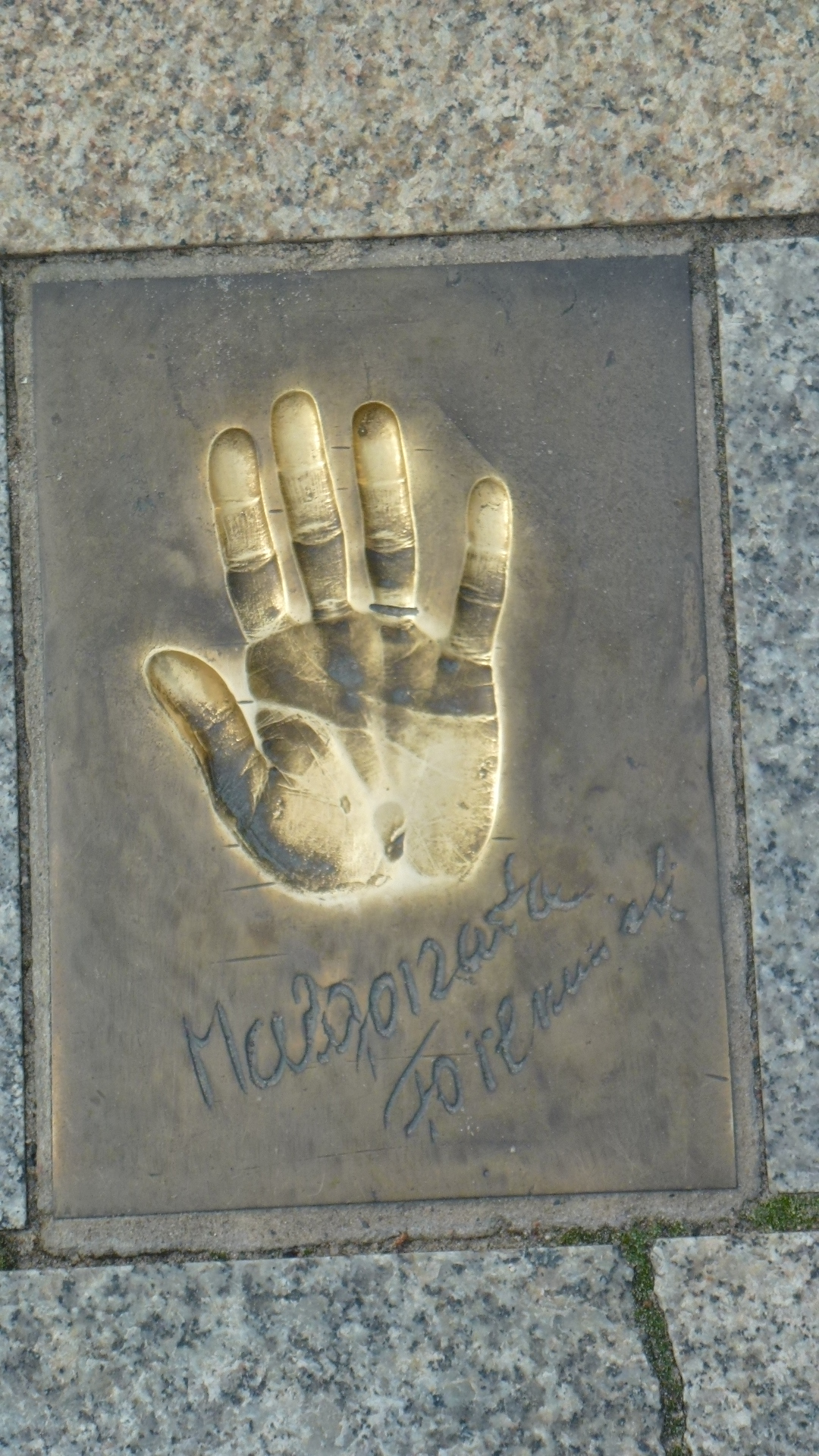
Odcisk dłoni Małgorzaty Foremniak
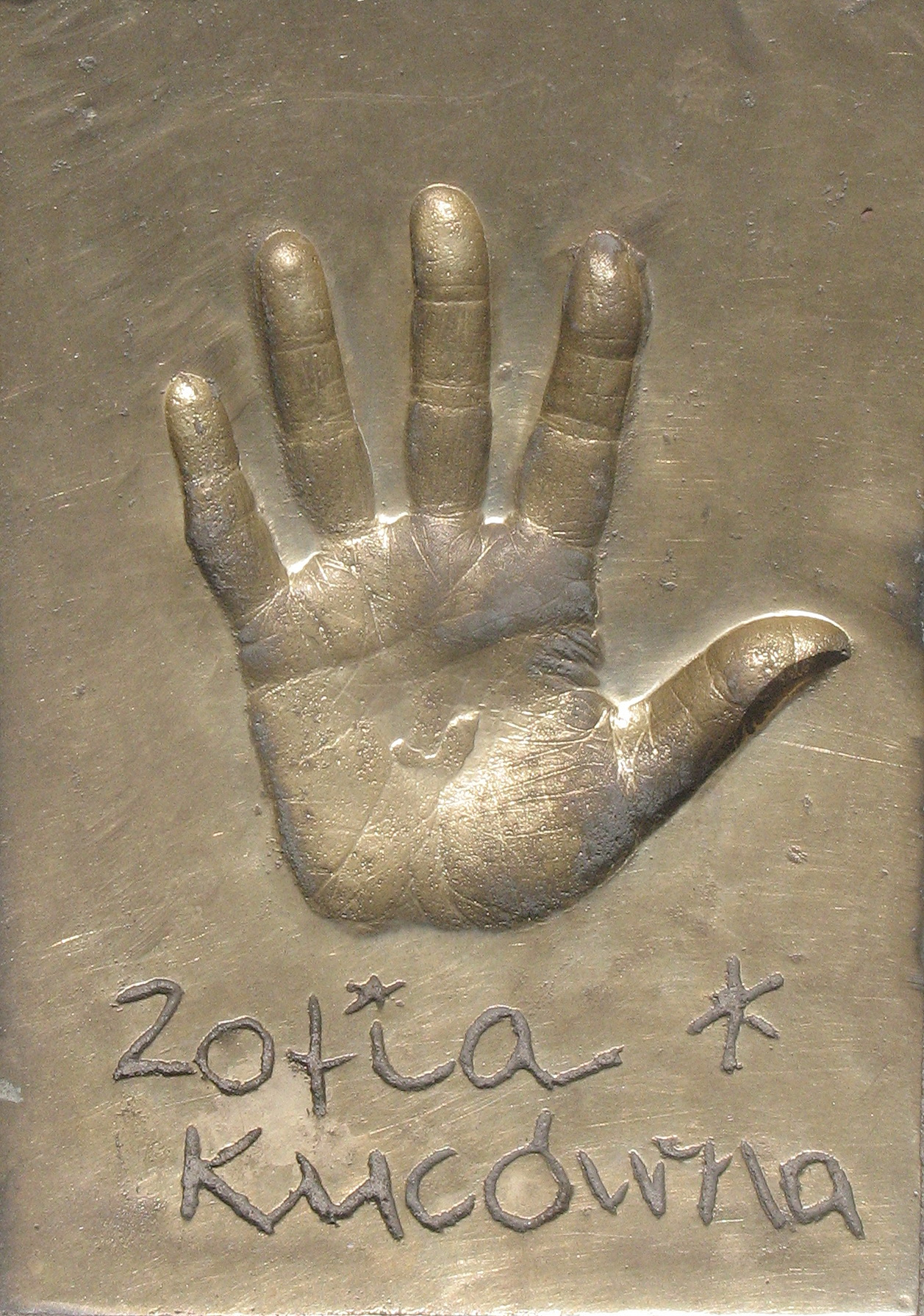
Odcisk dłoni Zofii Kucówny
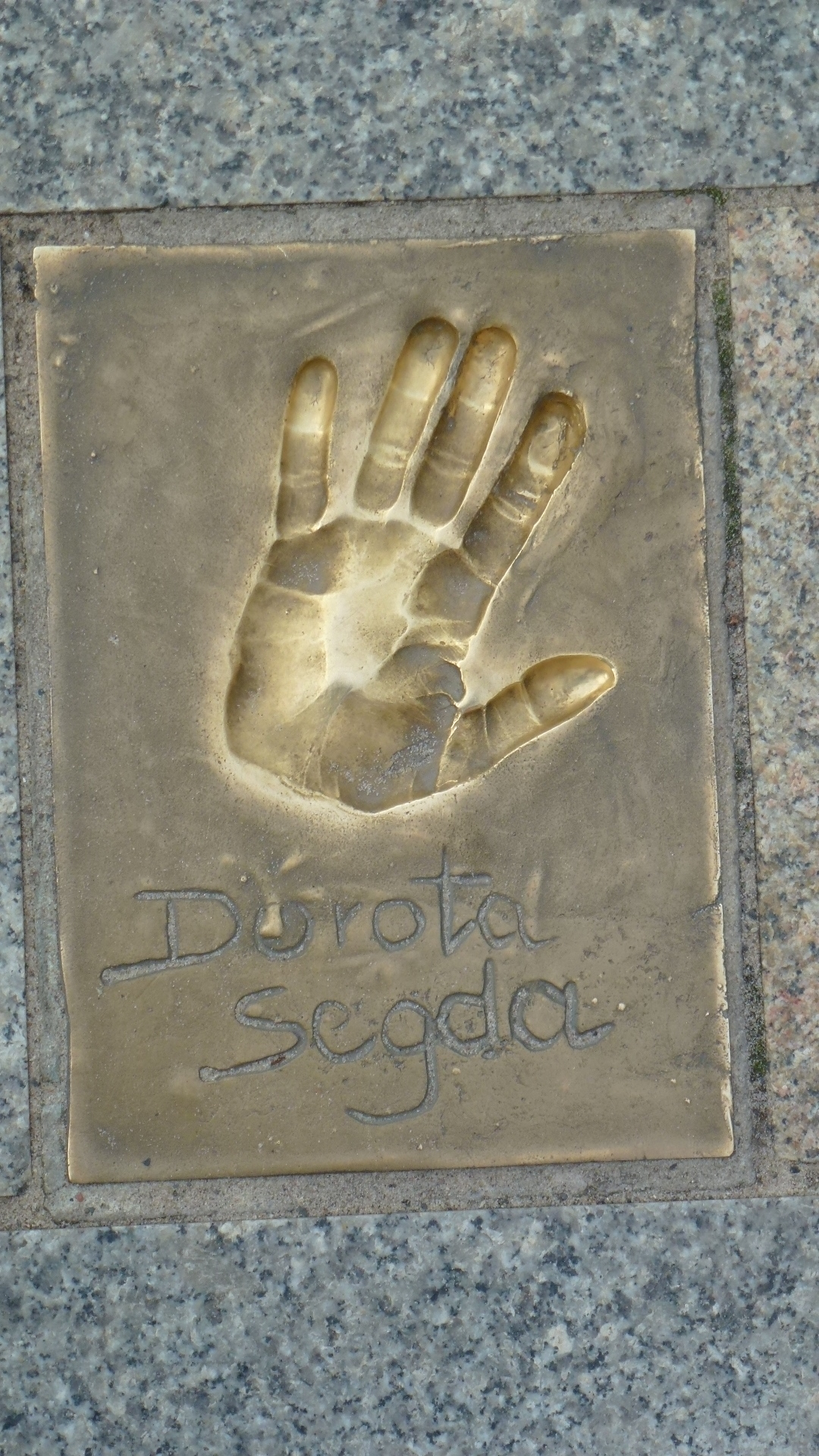
Odcisk dłoni Doroty Segdy
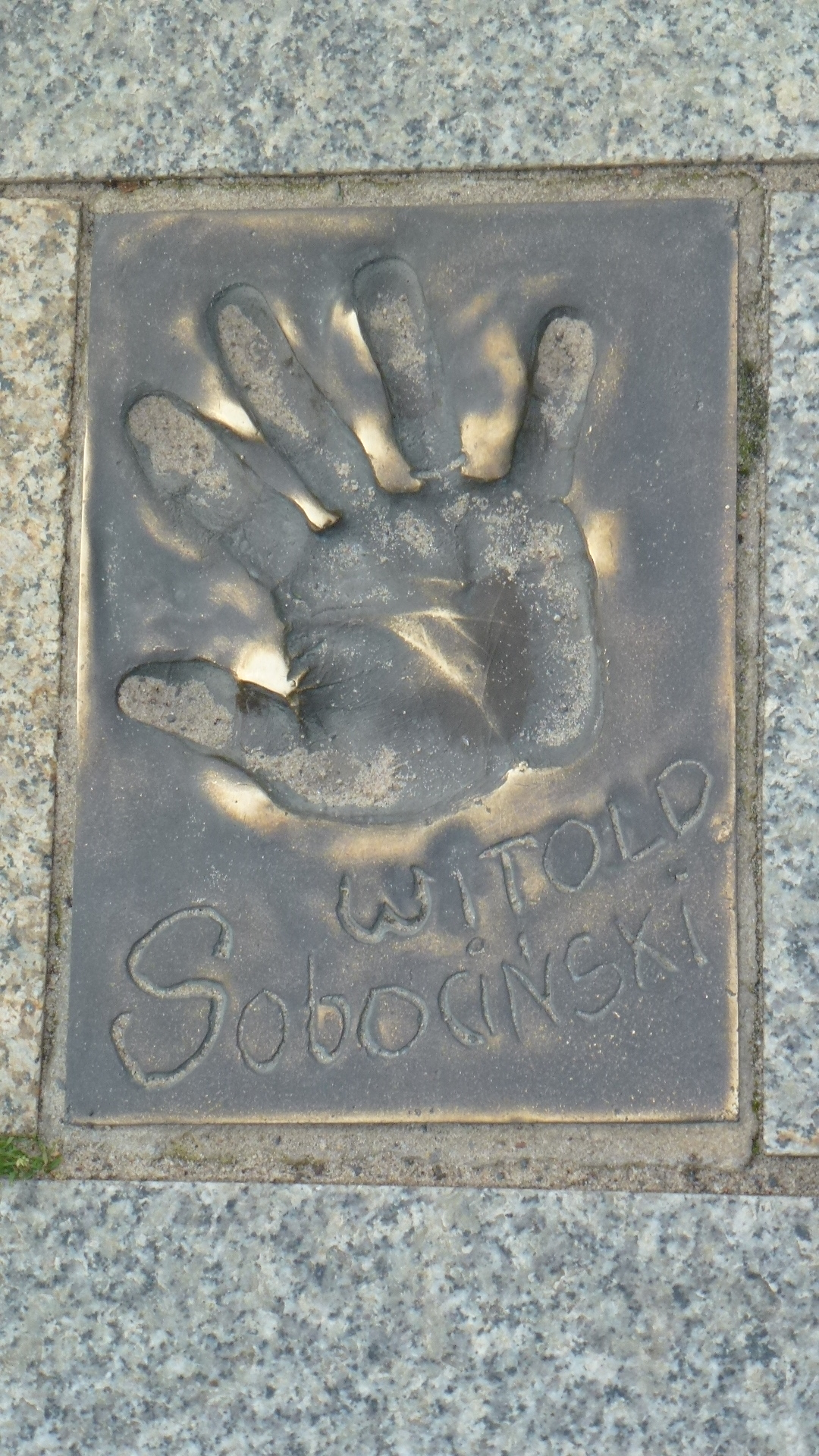
Odcisk dłoni Witolda Sobocińskiego
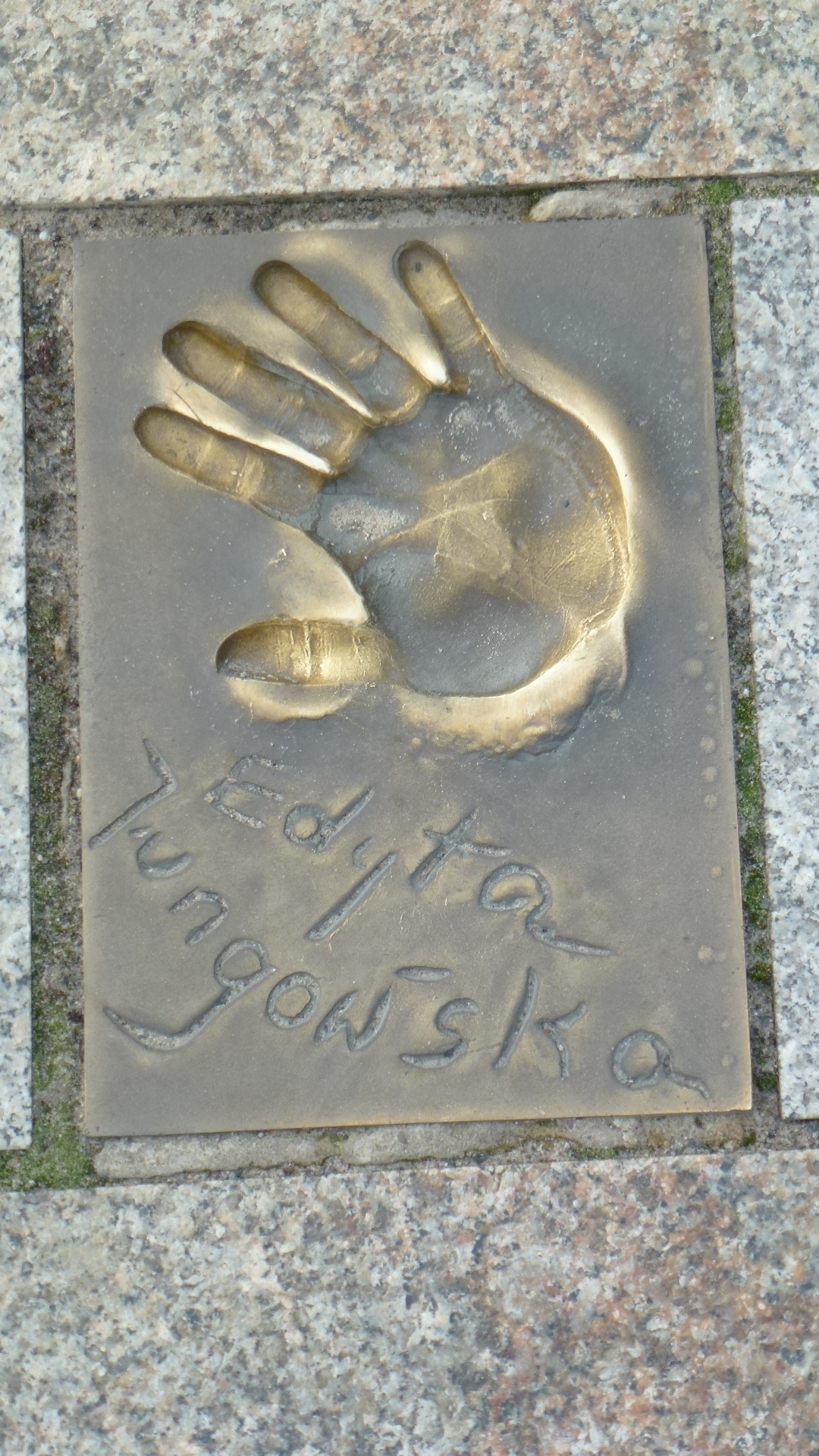
Odcisk dłoni Edyty Jungowskiej
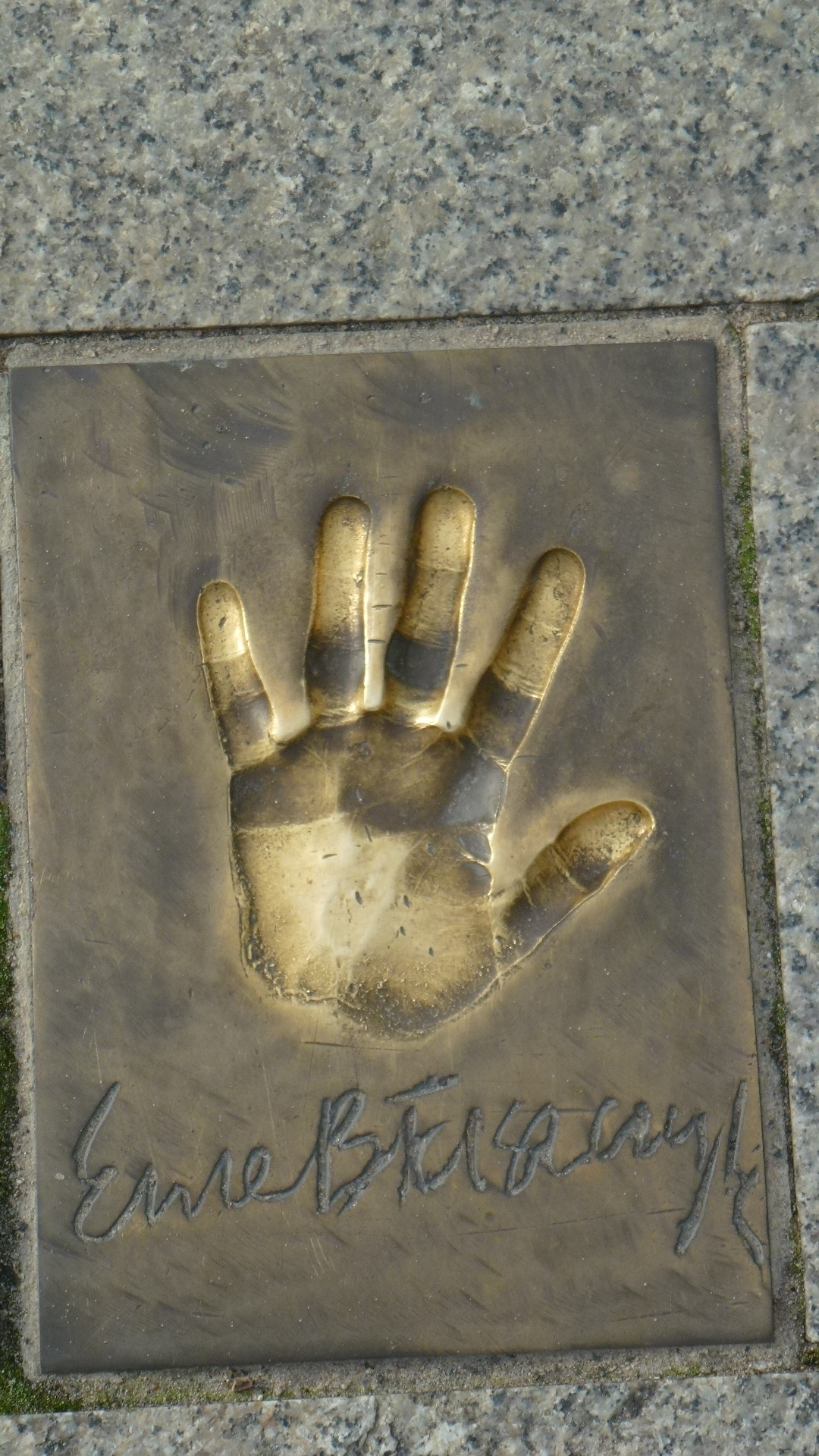
Odcisk dłoni Ewy Błaszczyk
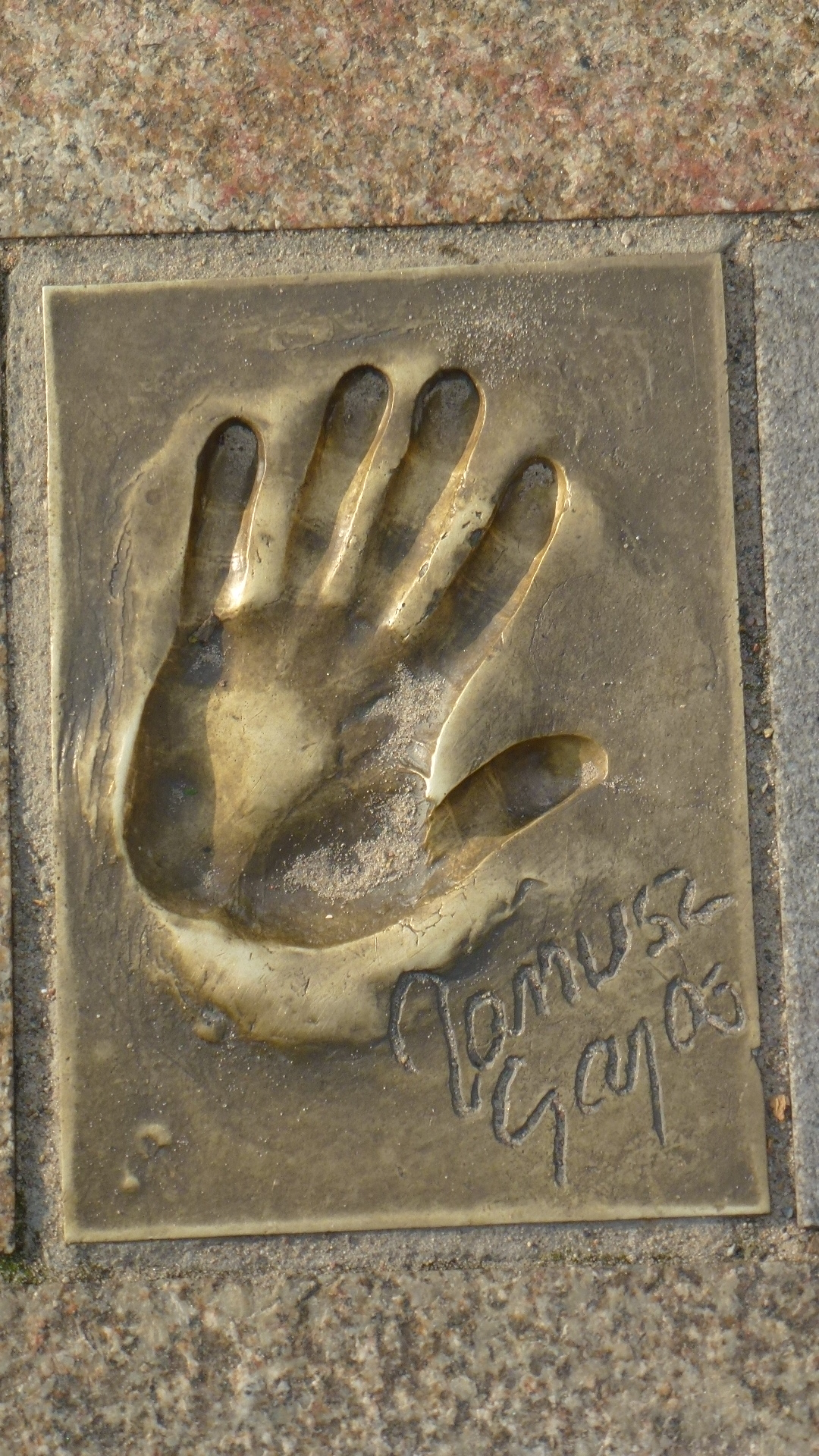
Odcisk dłoni Janusza Gajosa
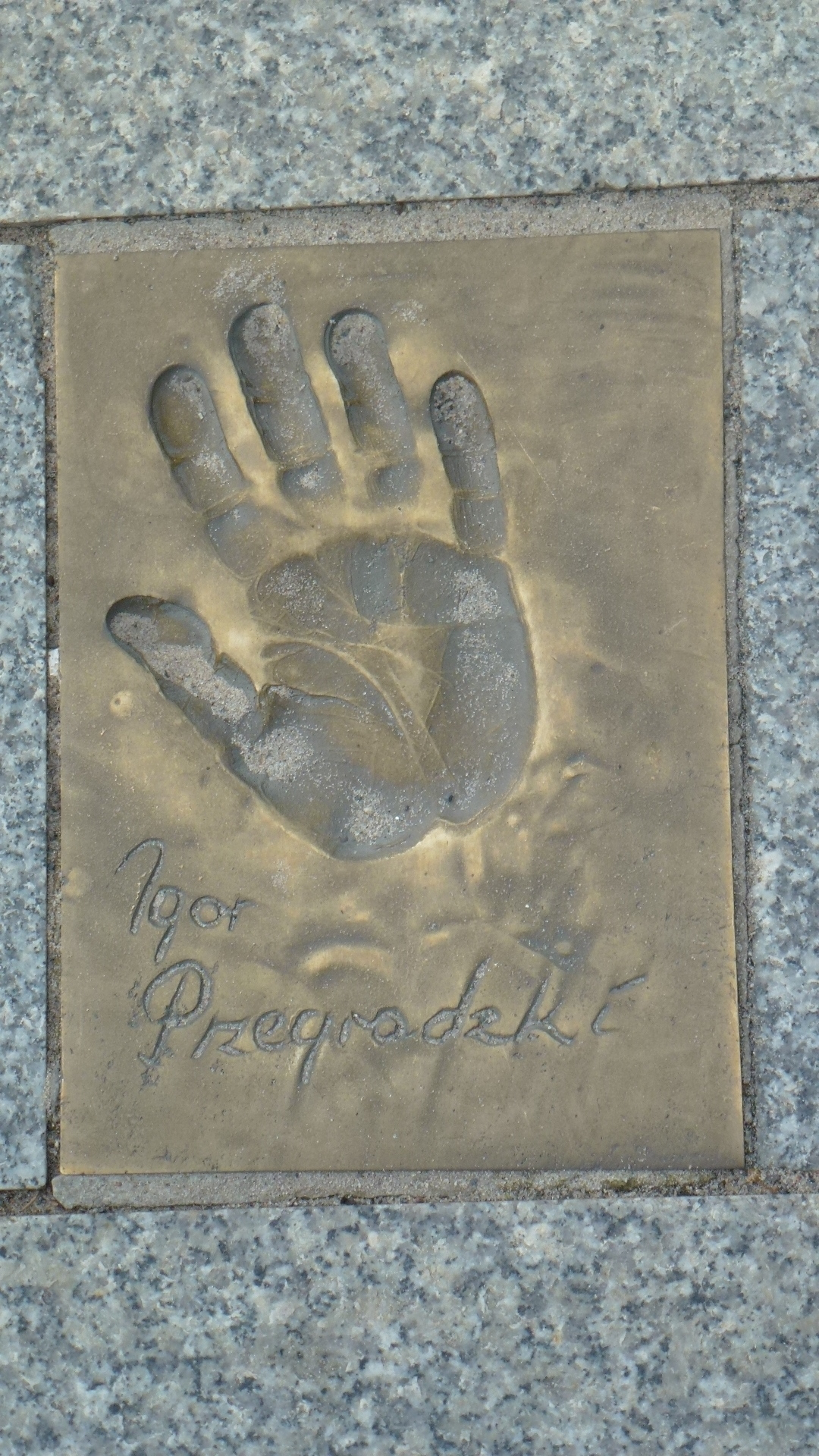
Odcisk dłoni Igora Przegrodzkiego
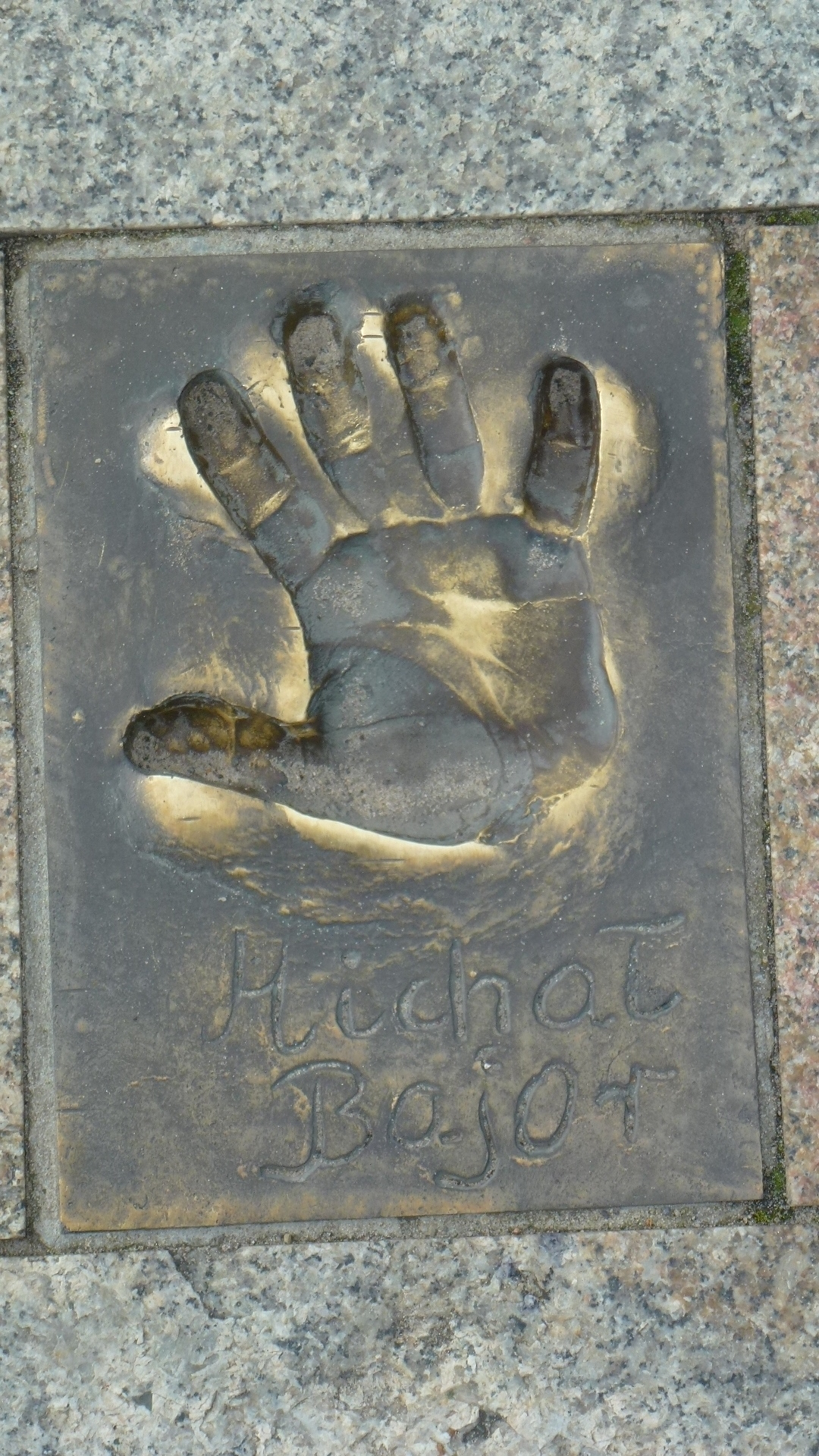
Odcisk dłoni Michała Bajora
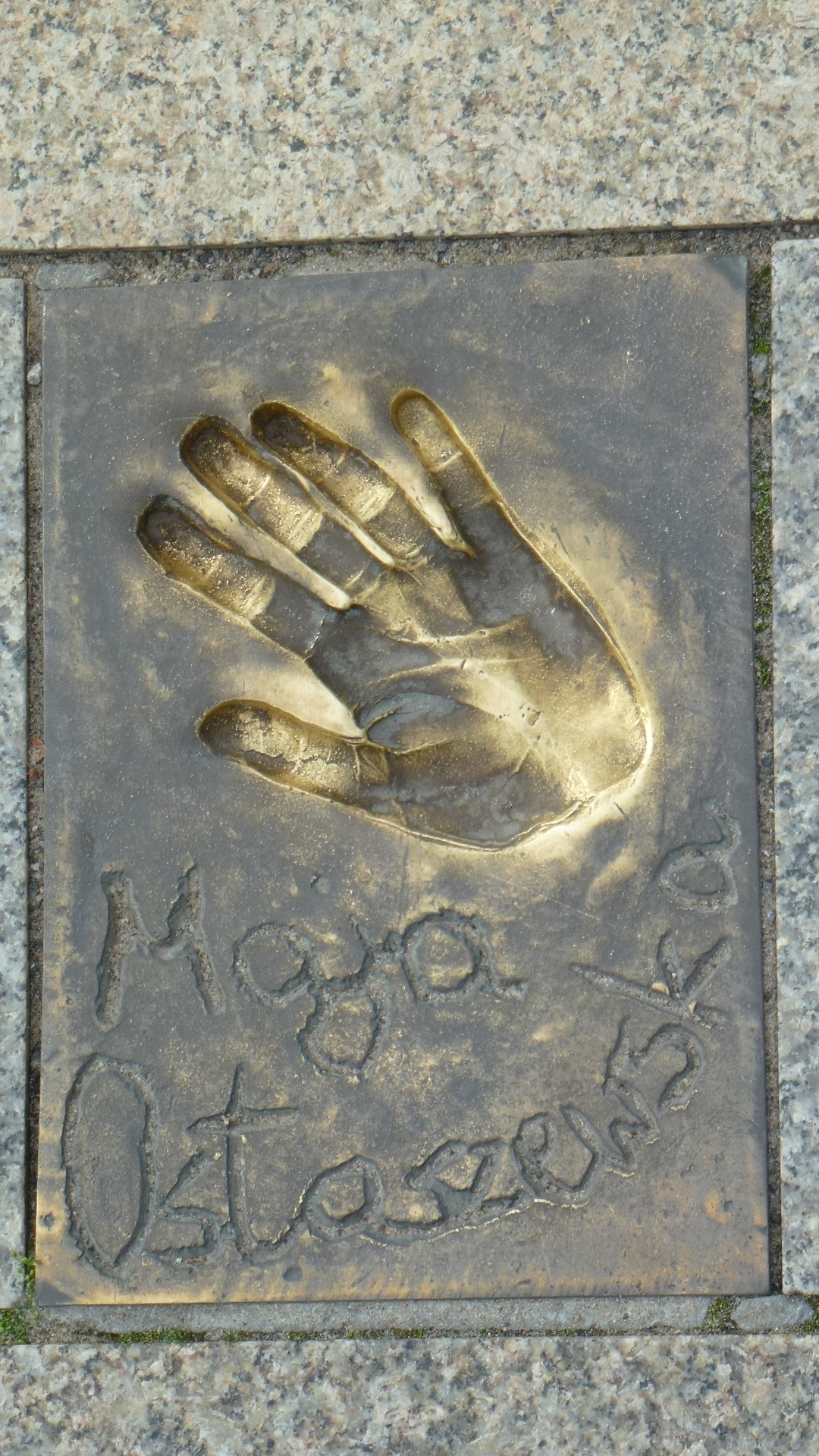
Odcisk dłoni Mai Ostaszewskiej
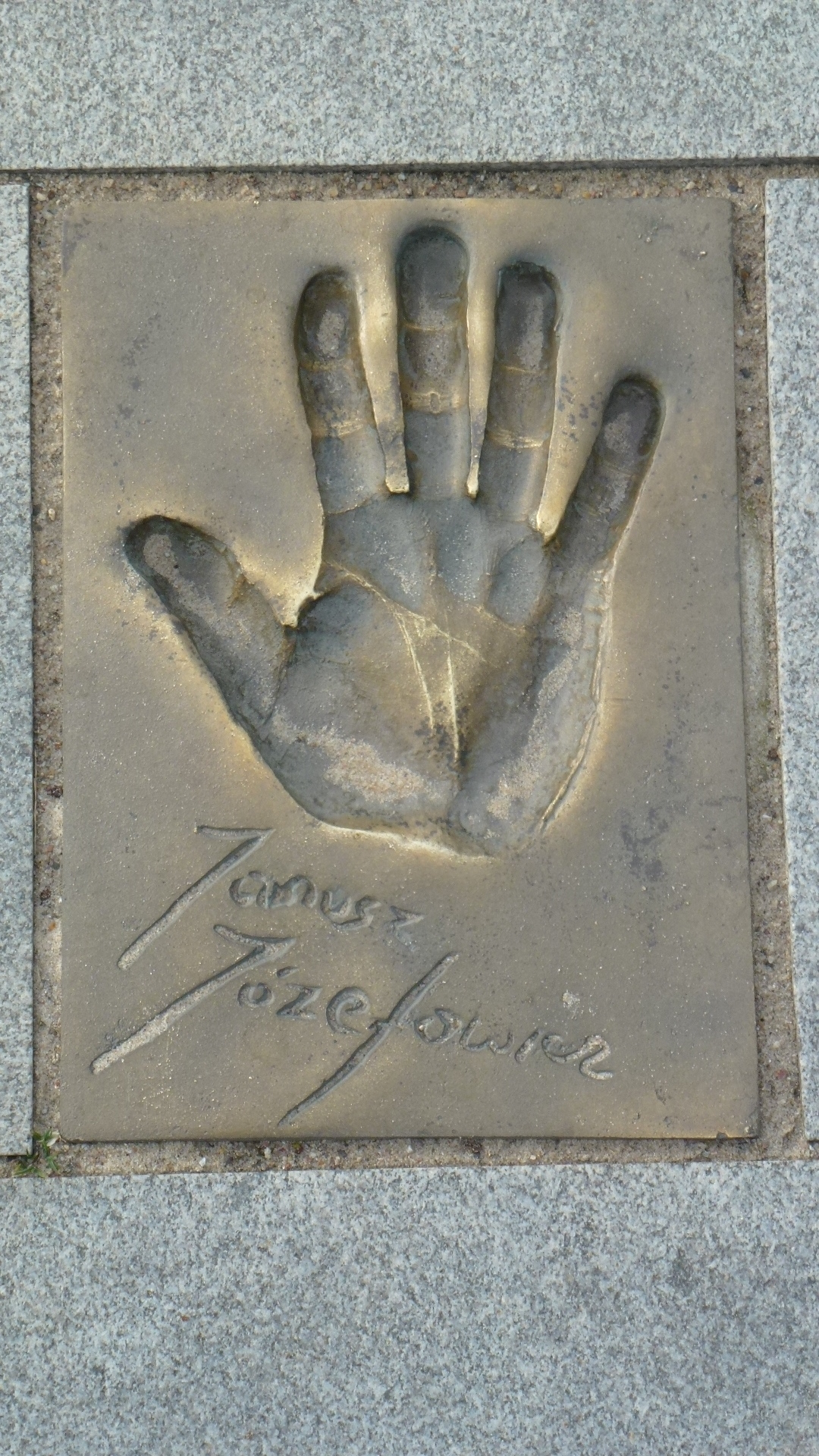
Odcisk dłoni Janusza Józefowicza
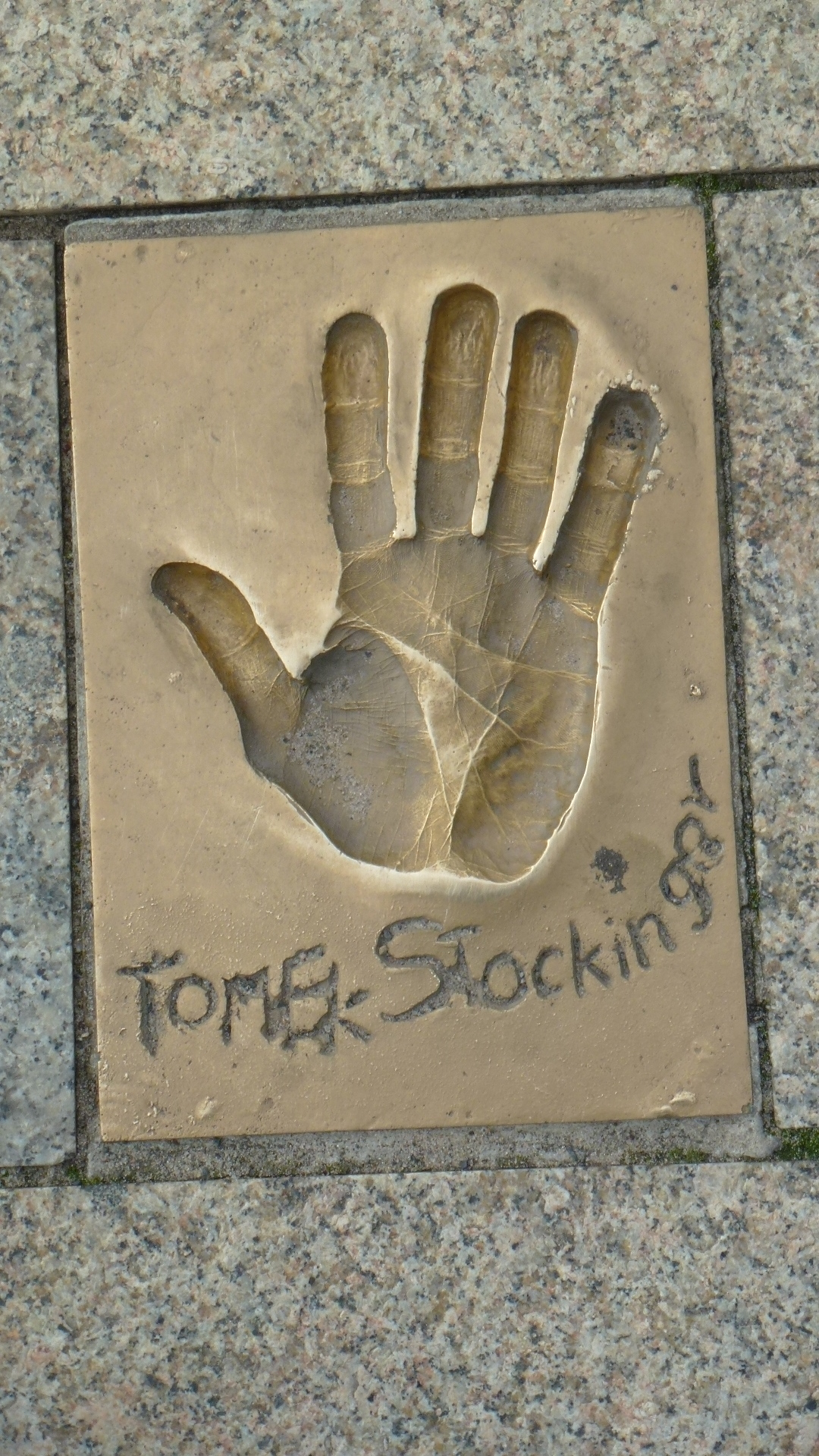
Odcisk dłoni Tomasza Stockingera
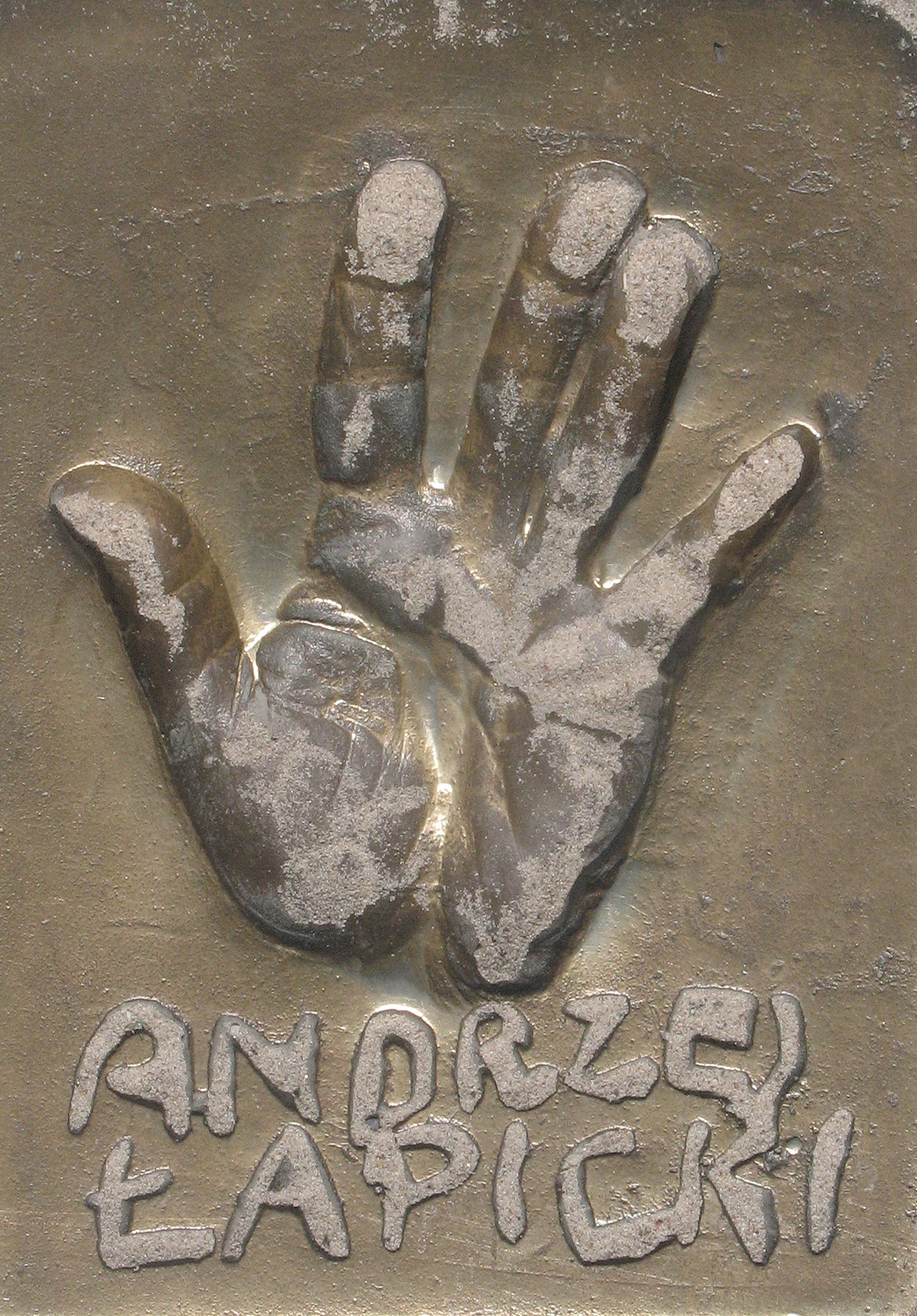
Odcisk dłoni Andrzeja Łapickiego
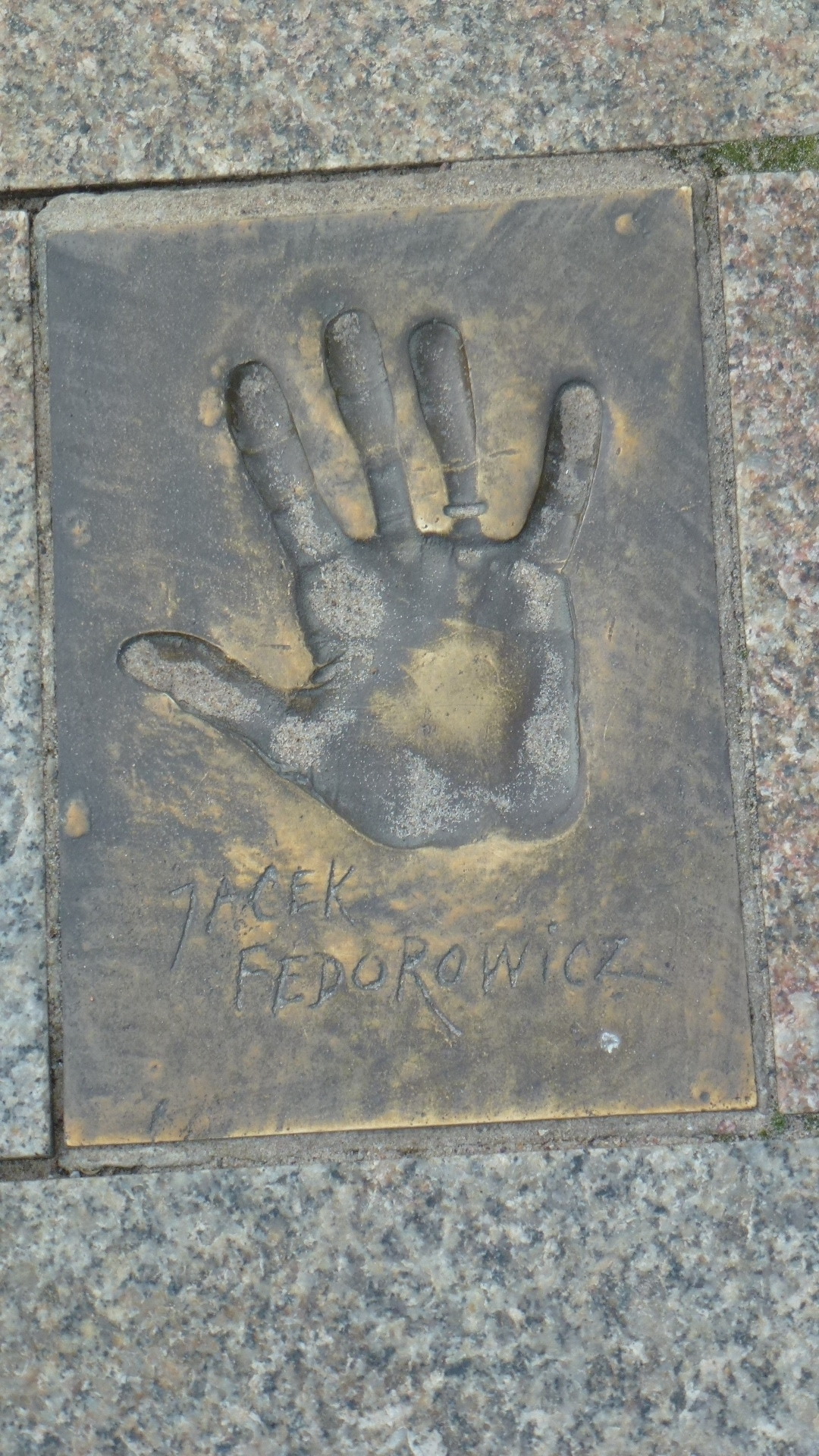
Odcisk dłoni Jacka Fedorowicza
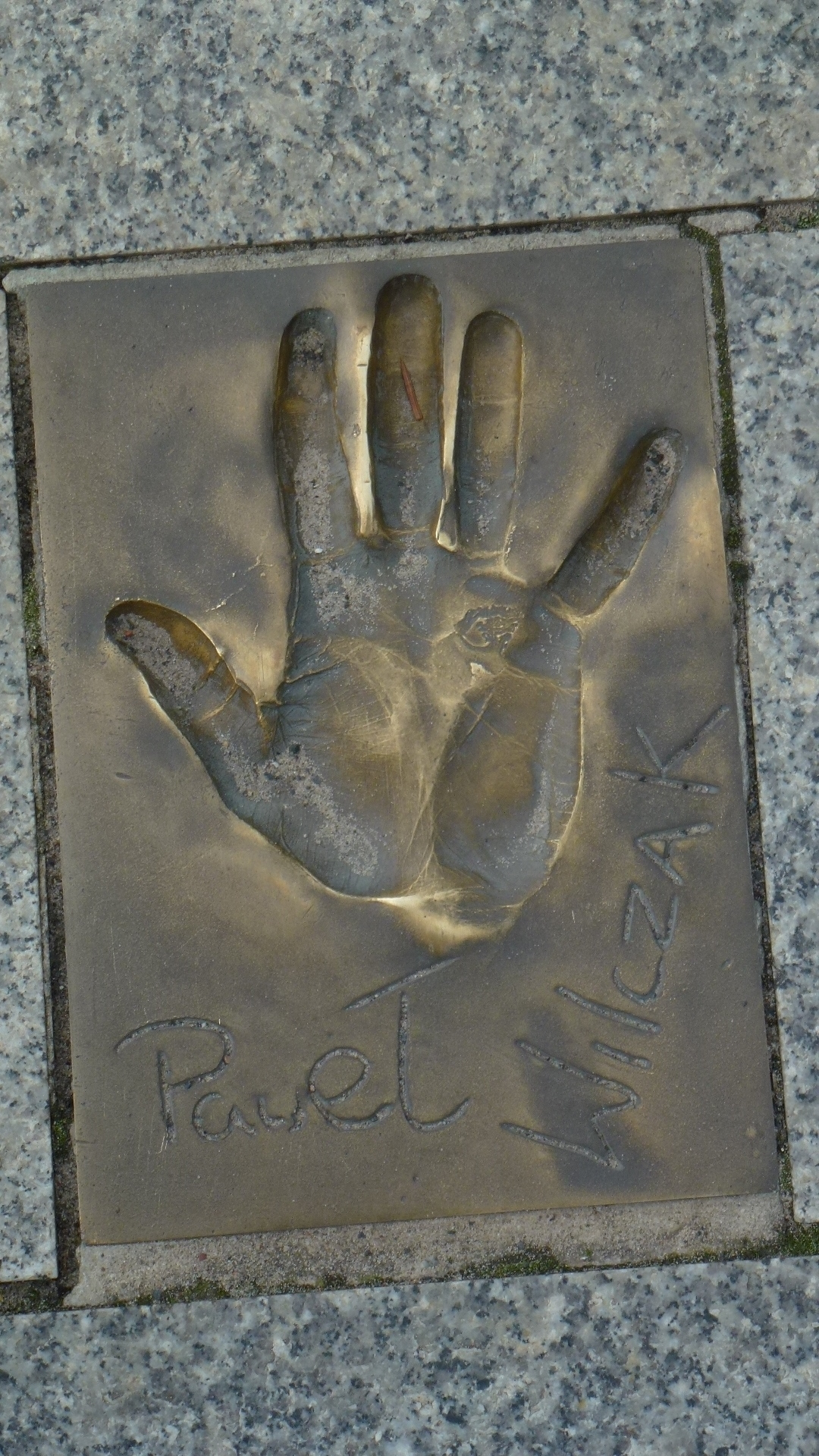
Odcisk dłoni Pawła Wilczaka
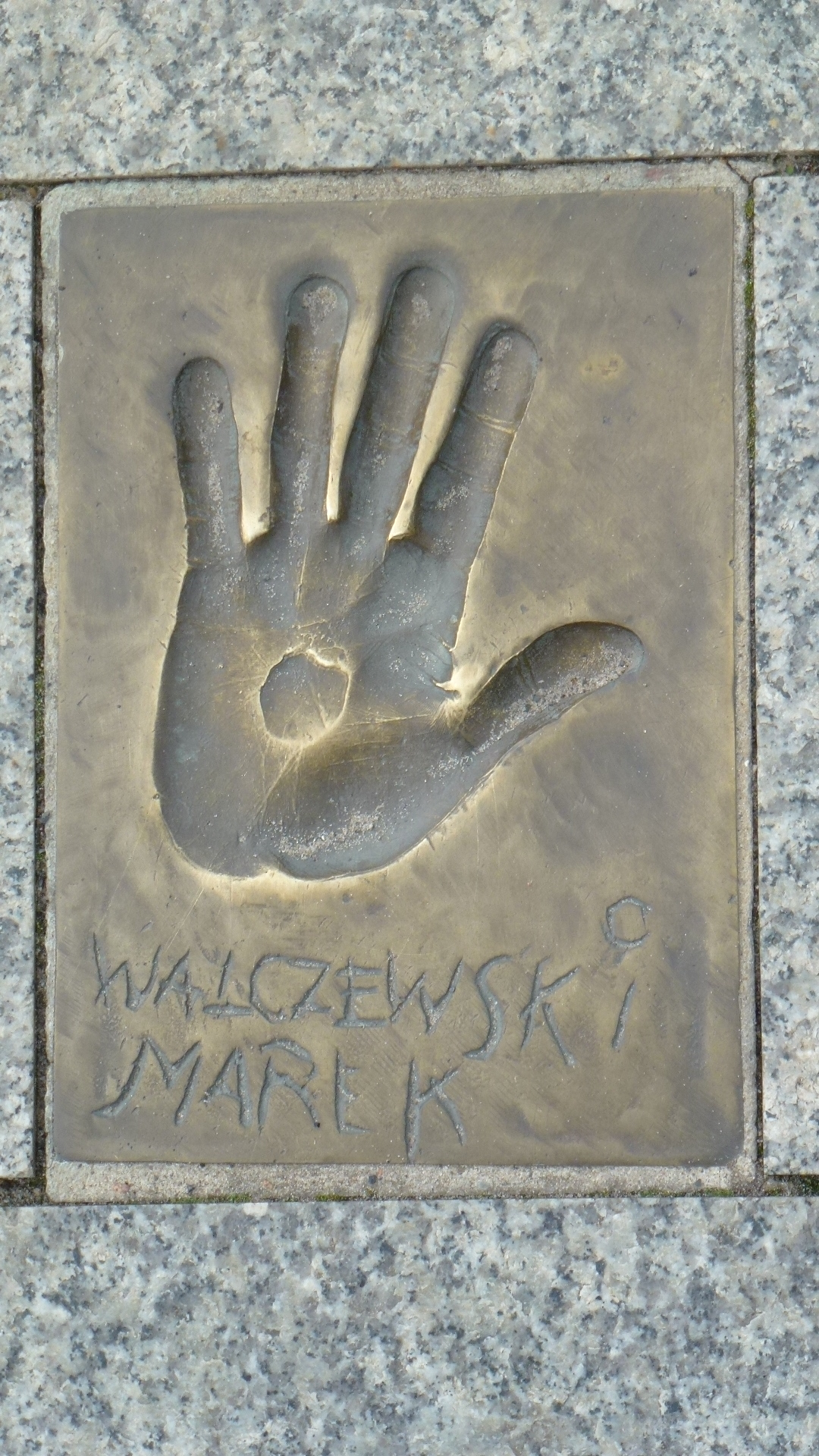
Odcisk dłoni Marka Walczewskiego
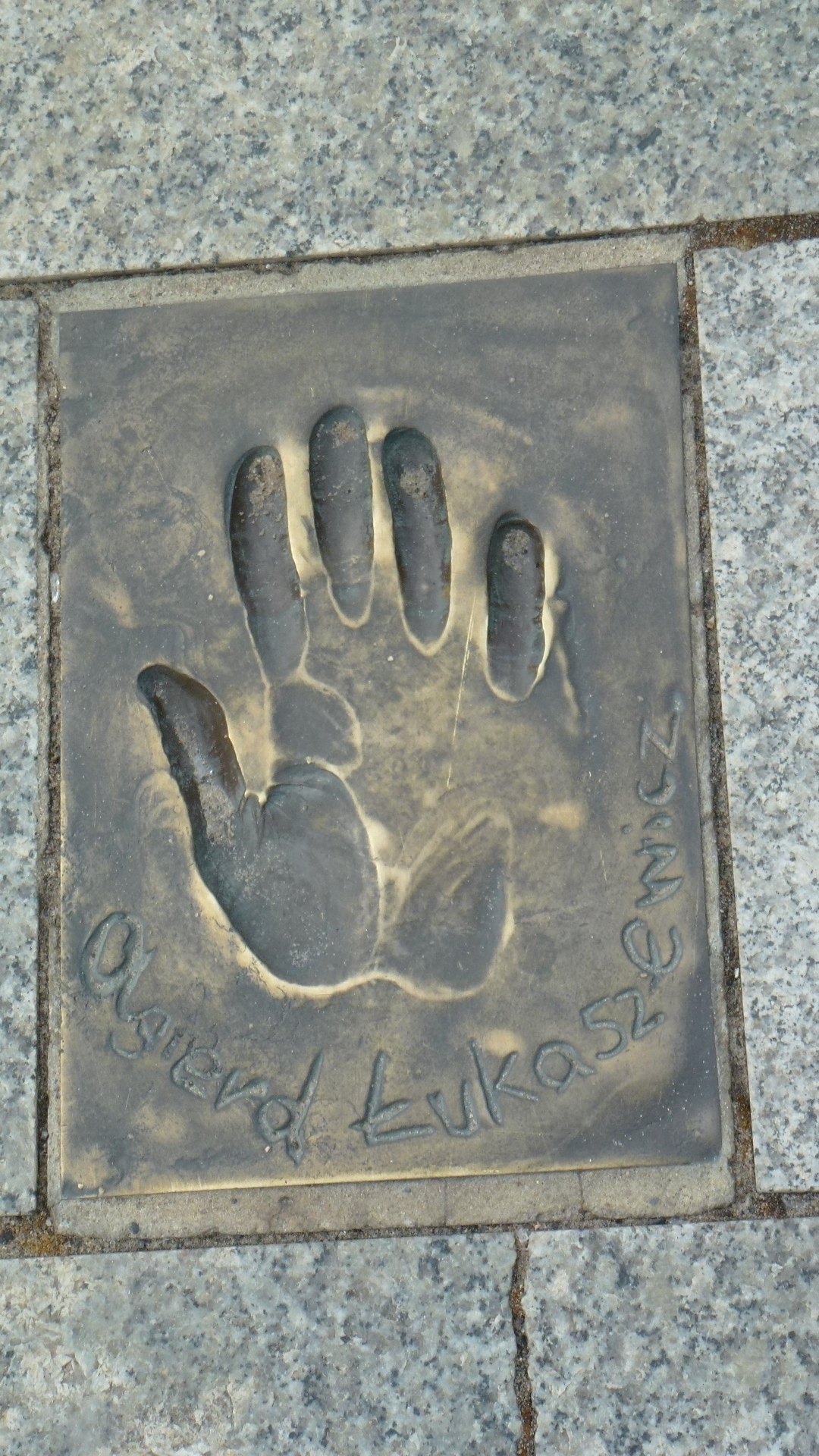
Odcisk dłoni Olgierda Łukaszewicza
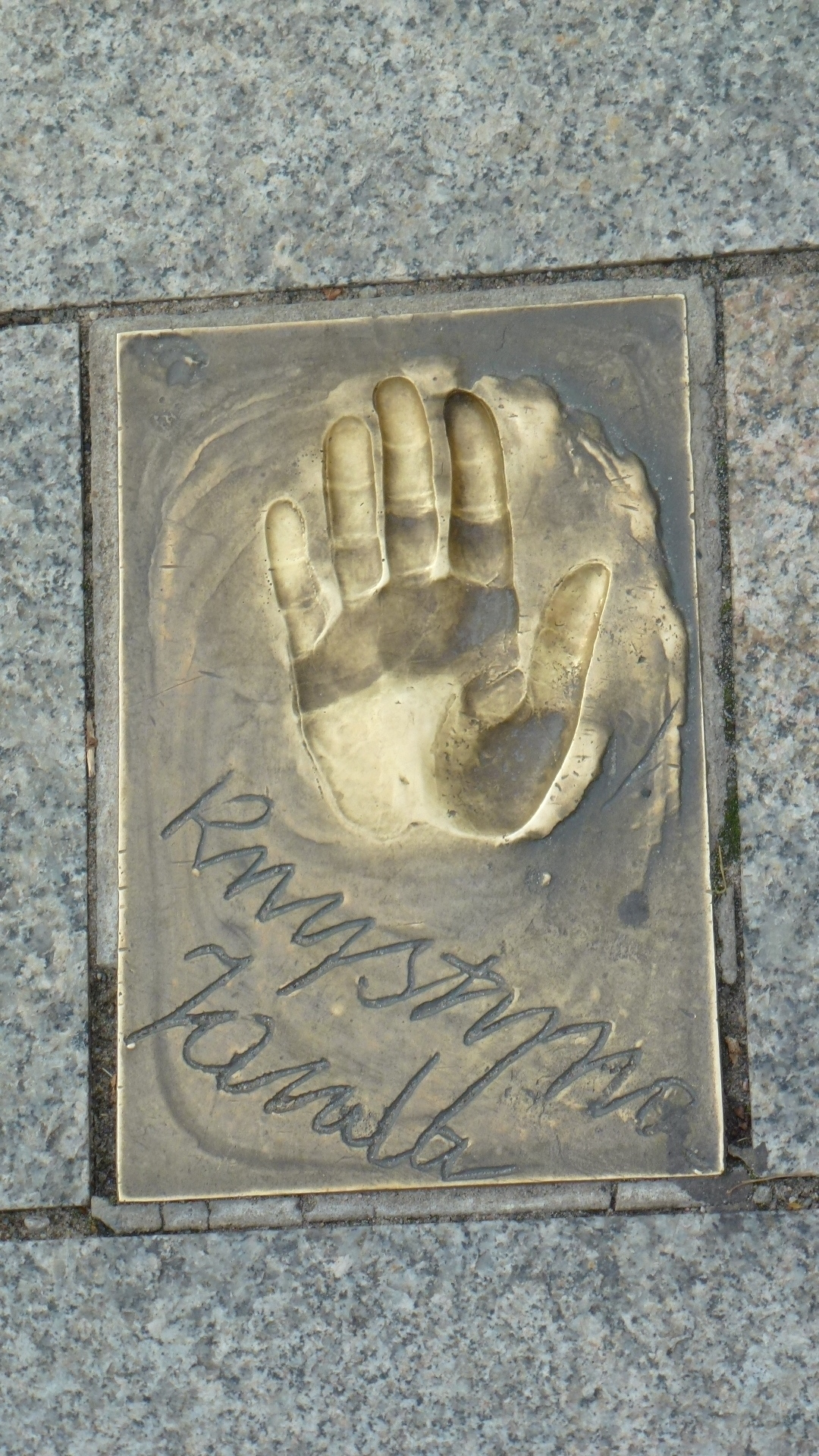
Odcisk dłoni Krystyny Jandy
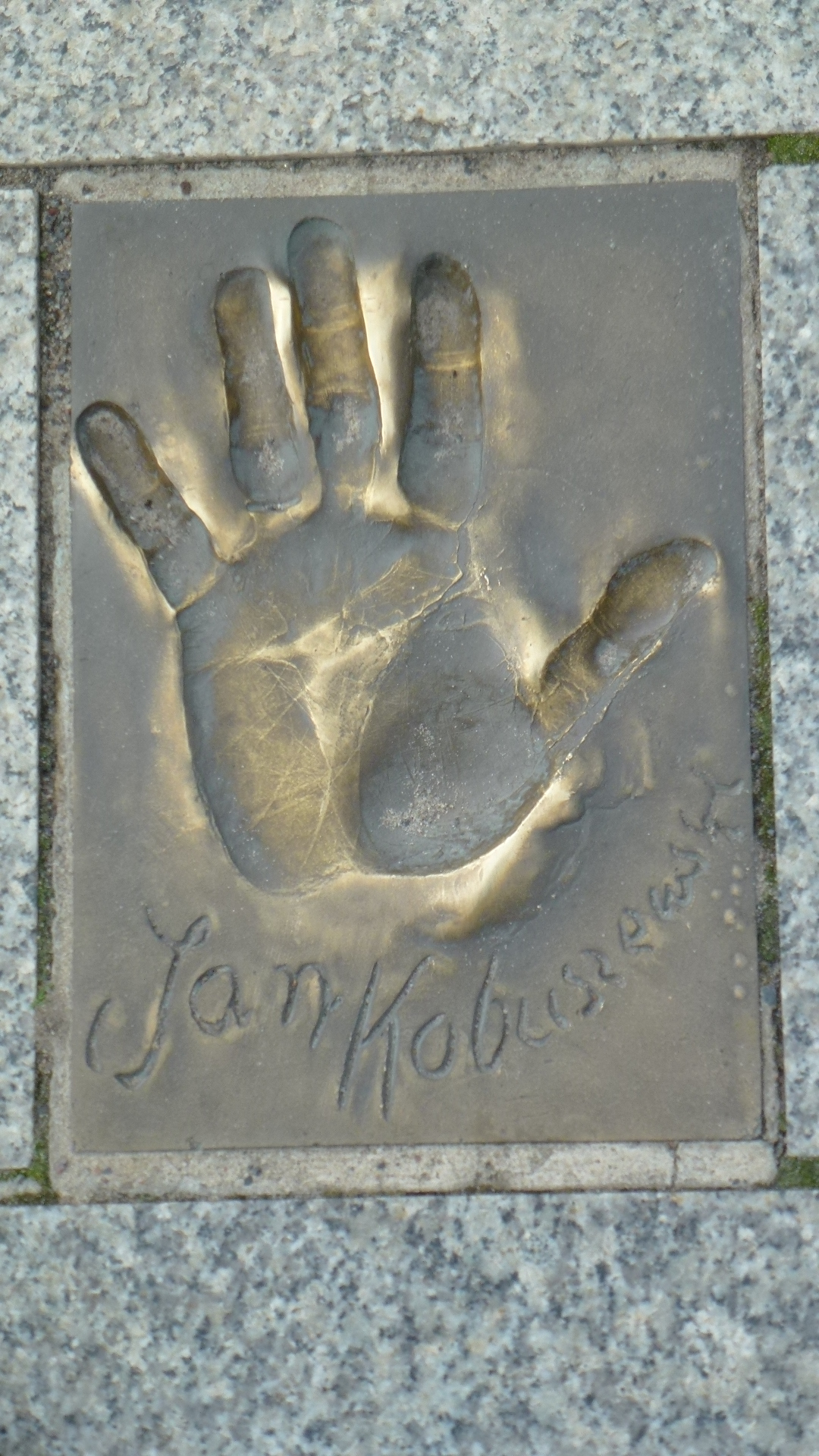
Odcisk dłoni Jana Kobuszewskiego
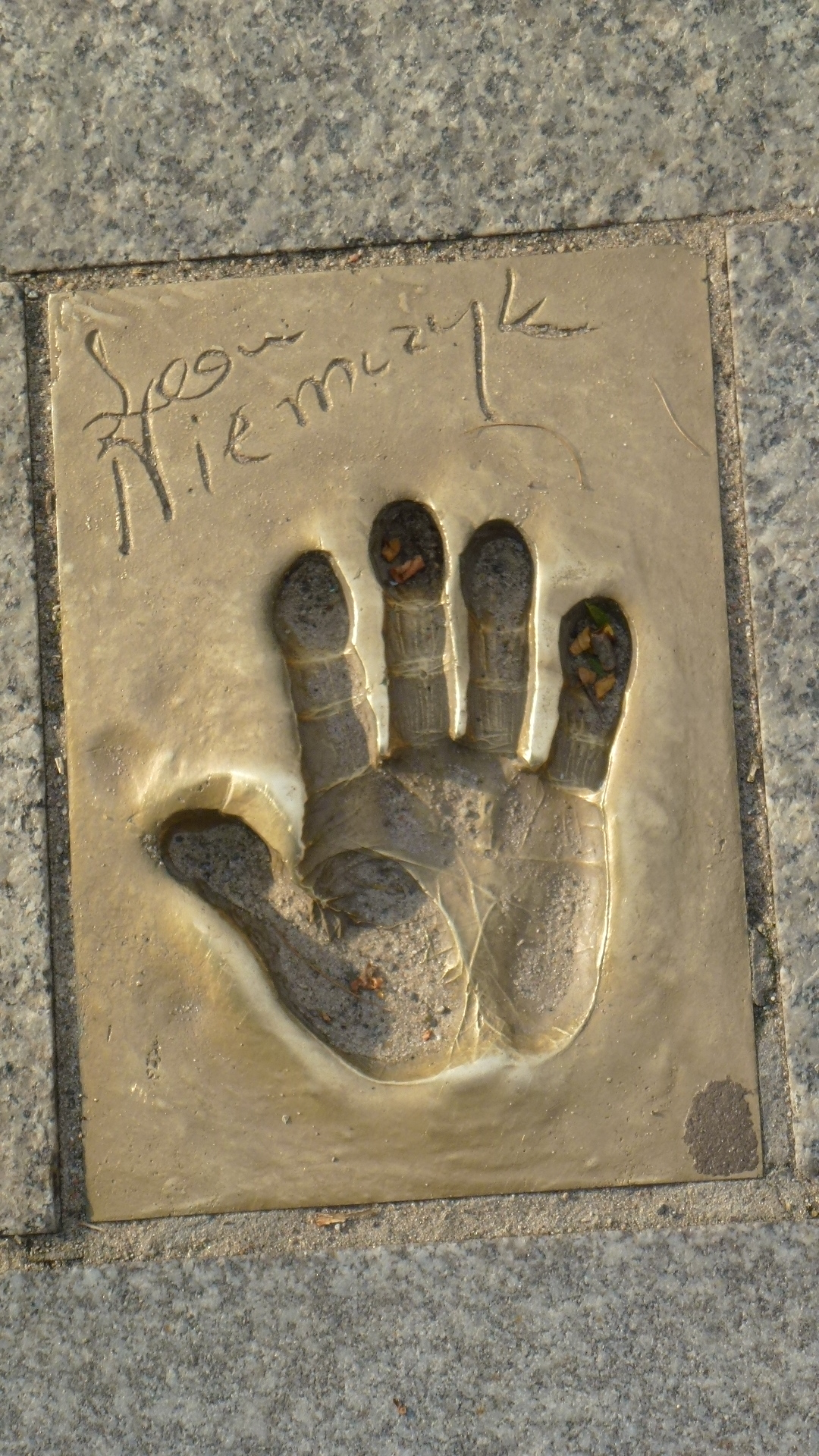
Odcisk dłoni Leona Niemczyka
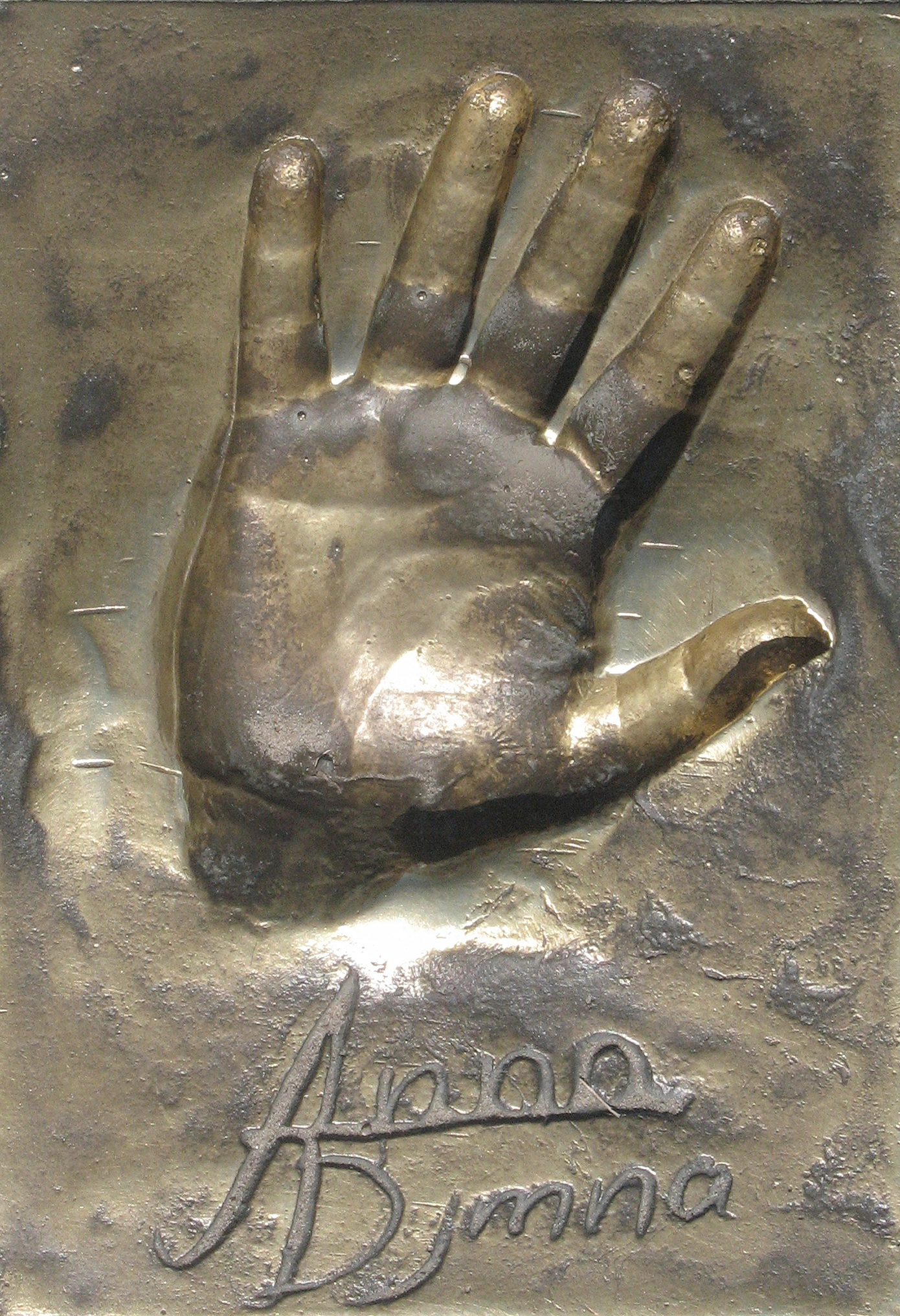
Odcisk dłoni Anny Dymnej
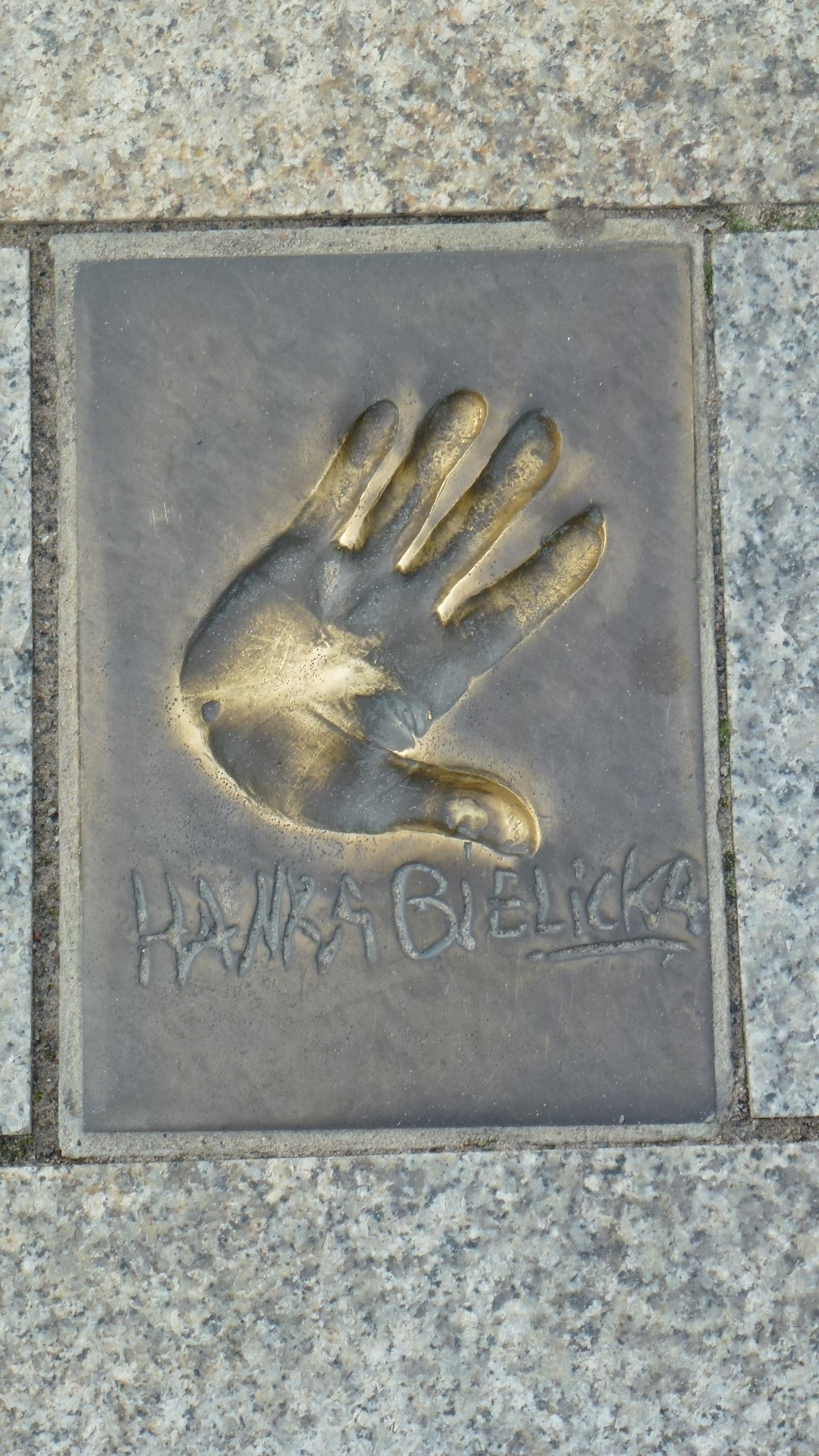
Odcisk dłoni Hanki Bielickiej
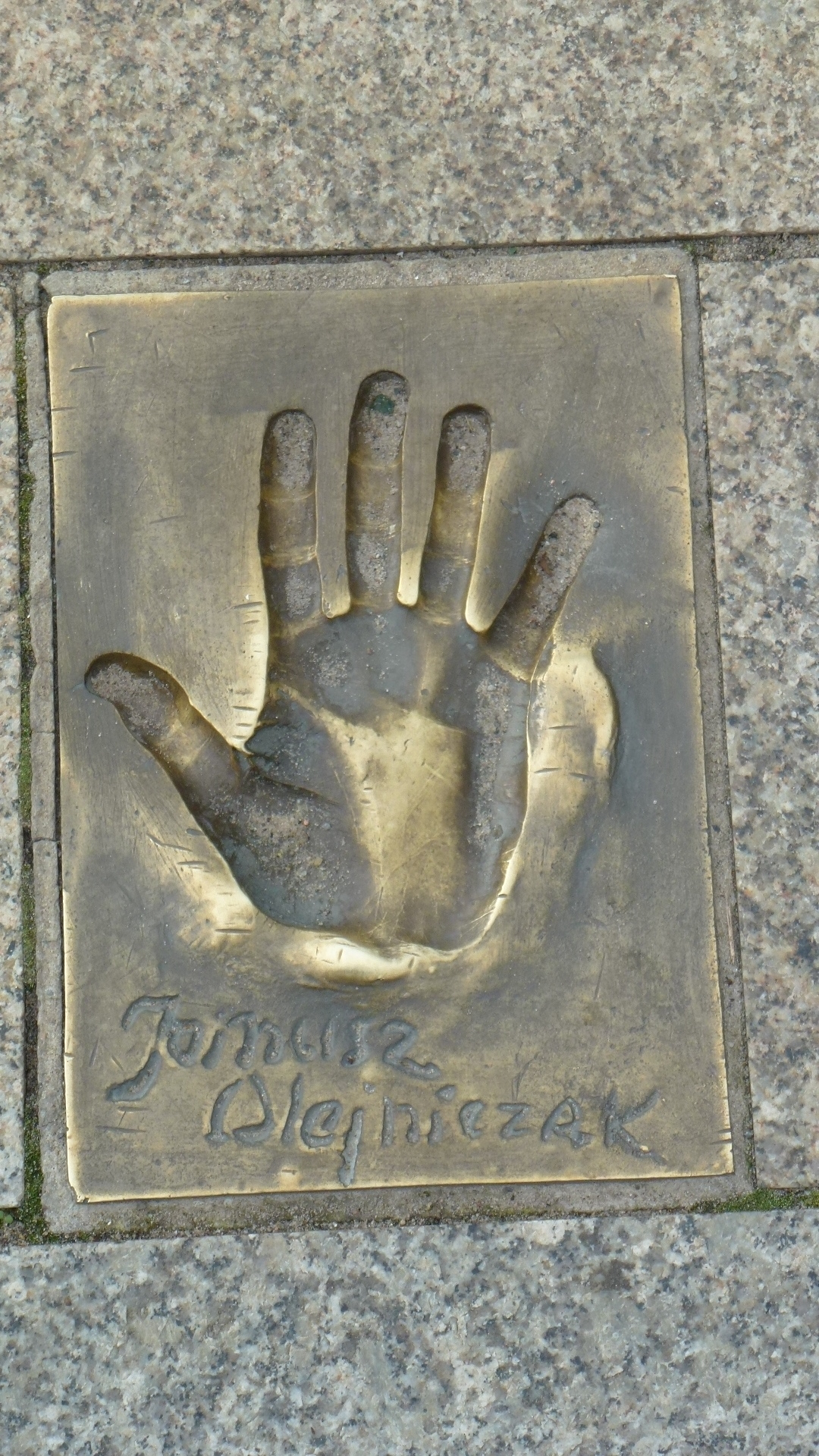
Odcisk dłoni Janusza Olejniczaka
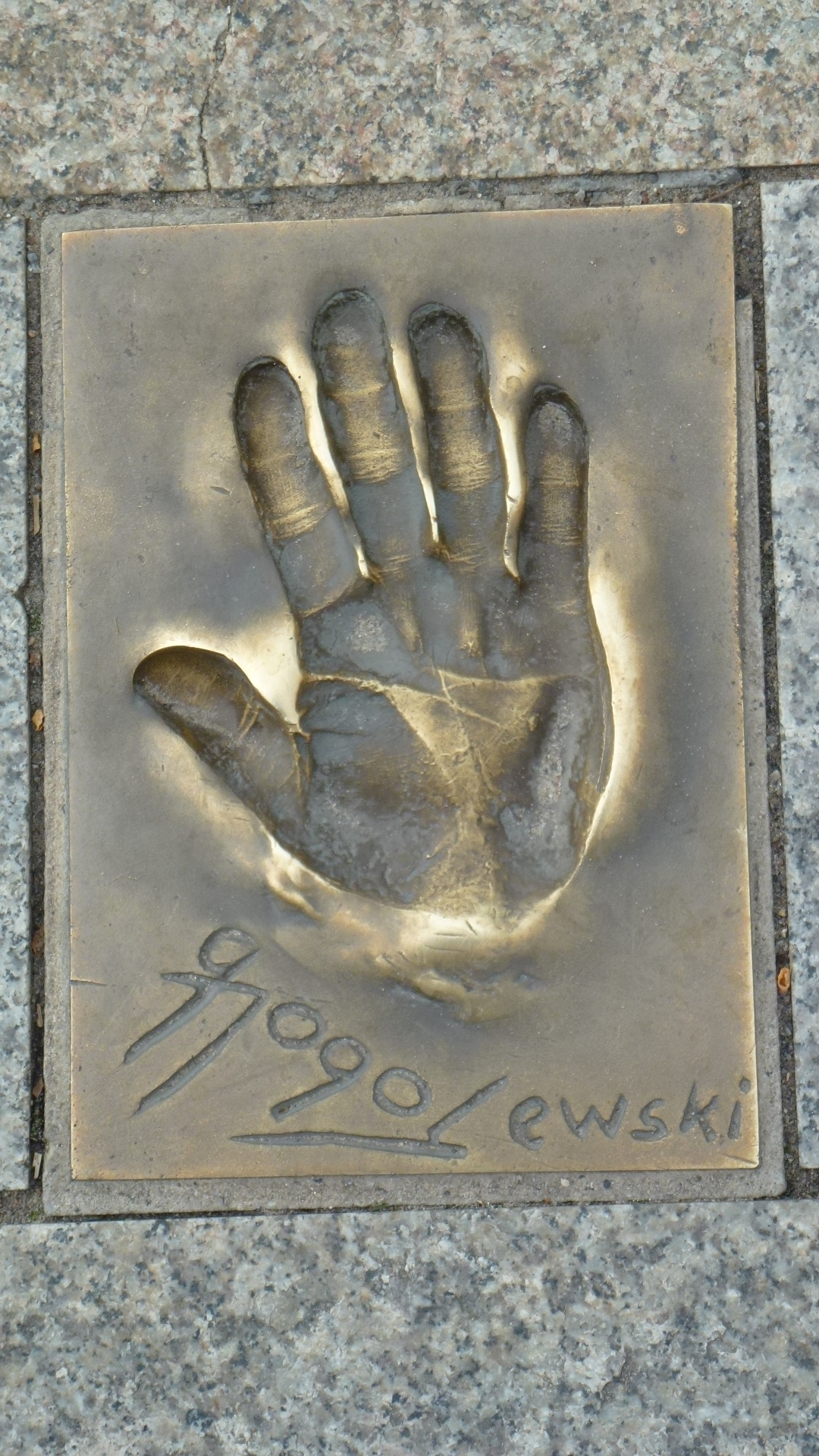
Odcisk dłoni Ignacego Gogolewskiego
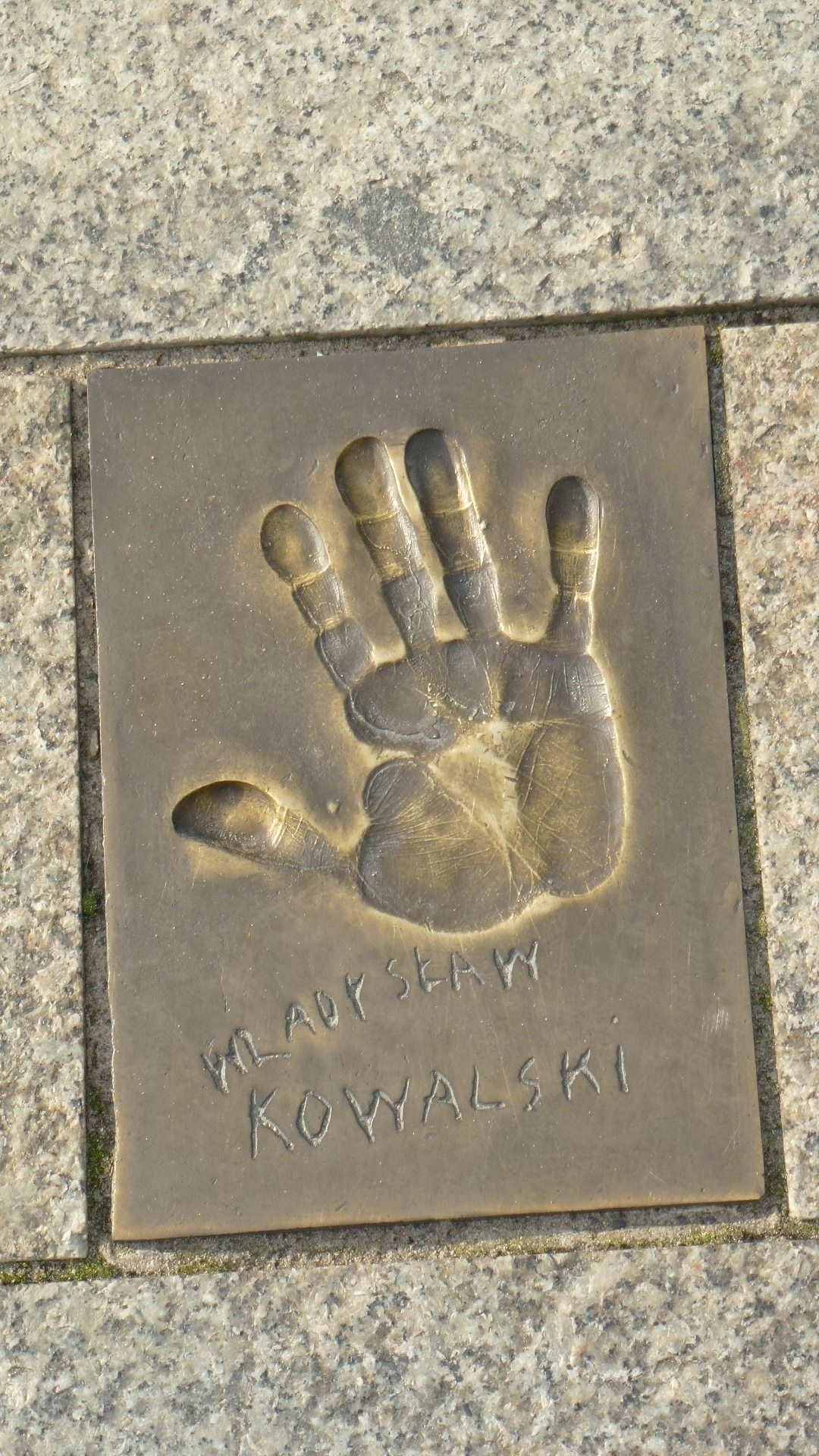
Odcisk dłoni Władysława Kowalskiego
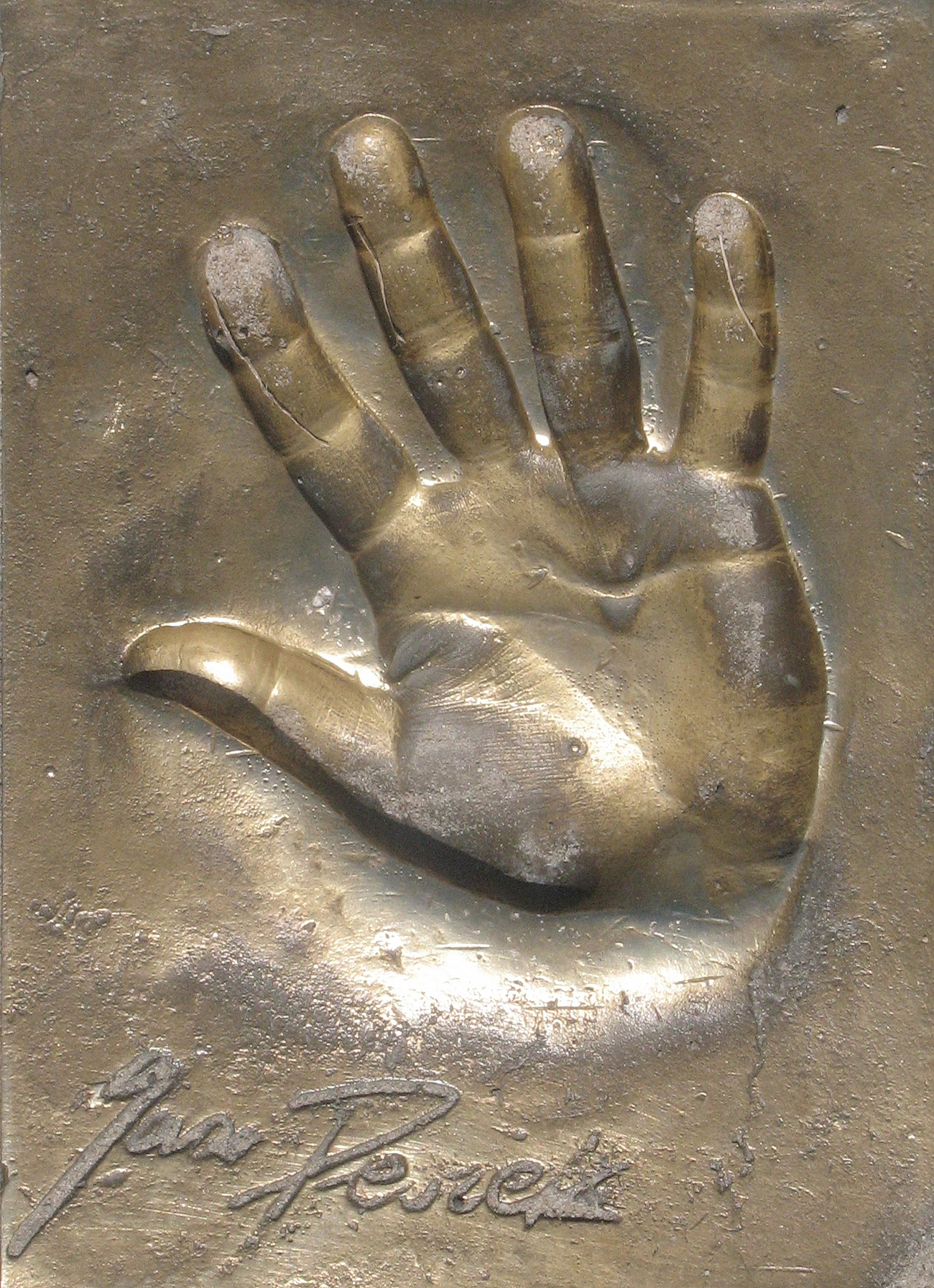
Odcisk dłoni Jana Peszka
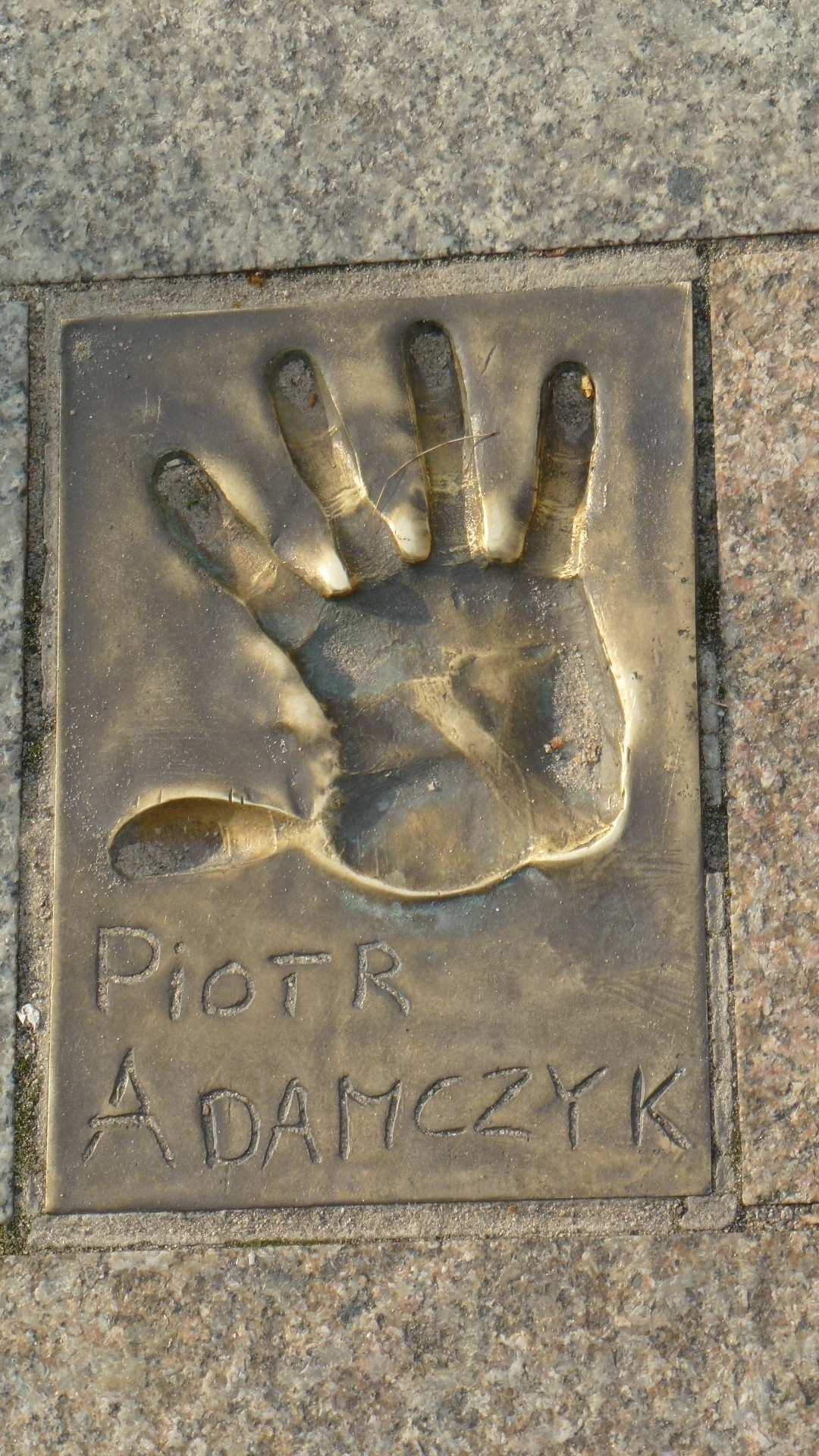
Odcisk dłoni Piotra Adamczyka
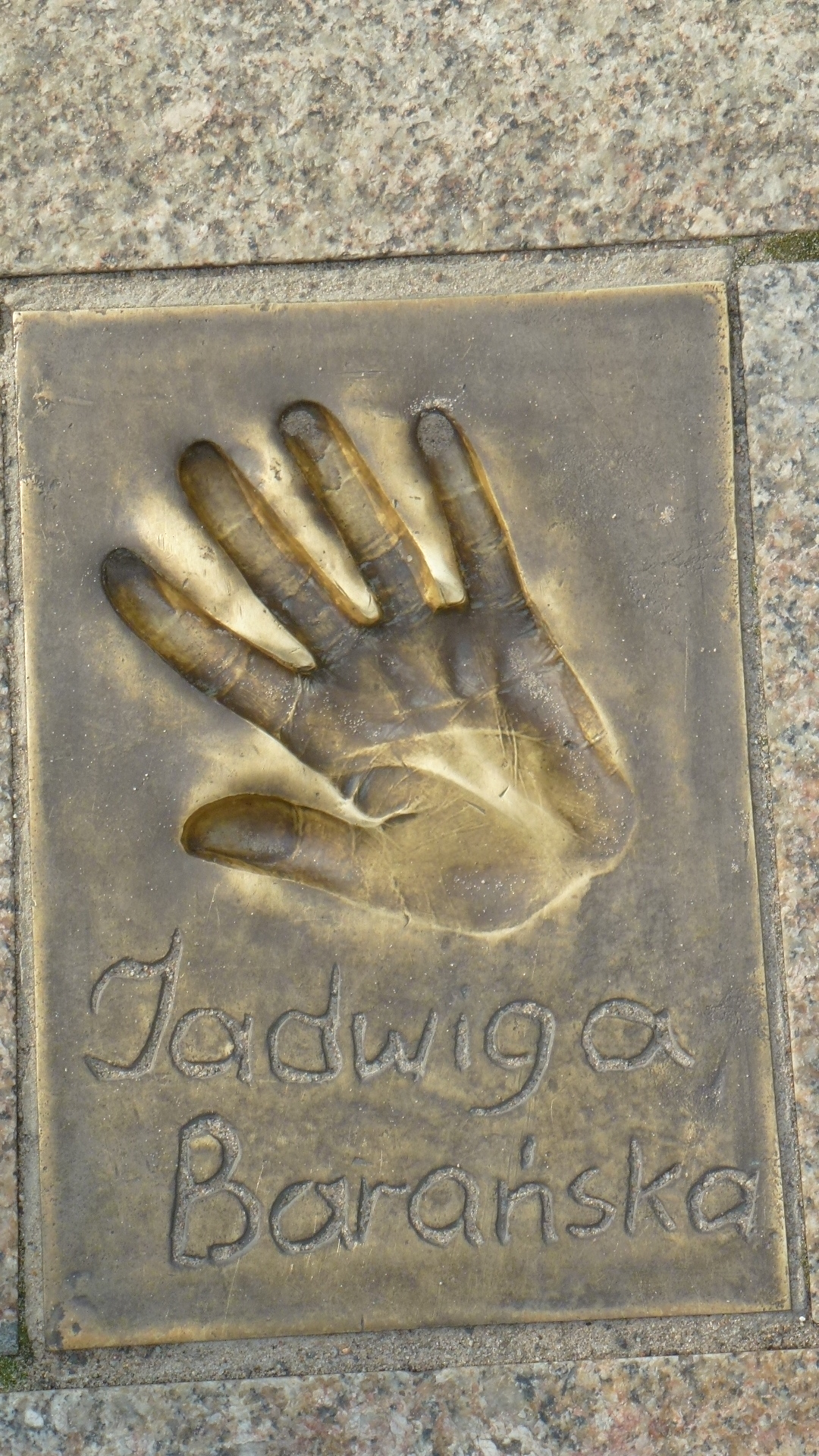
Odcisk dłoni Jadwigi Barańskiej
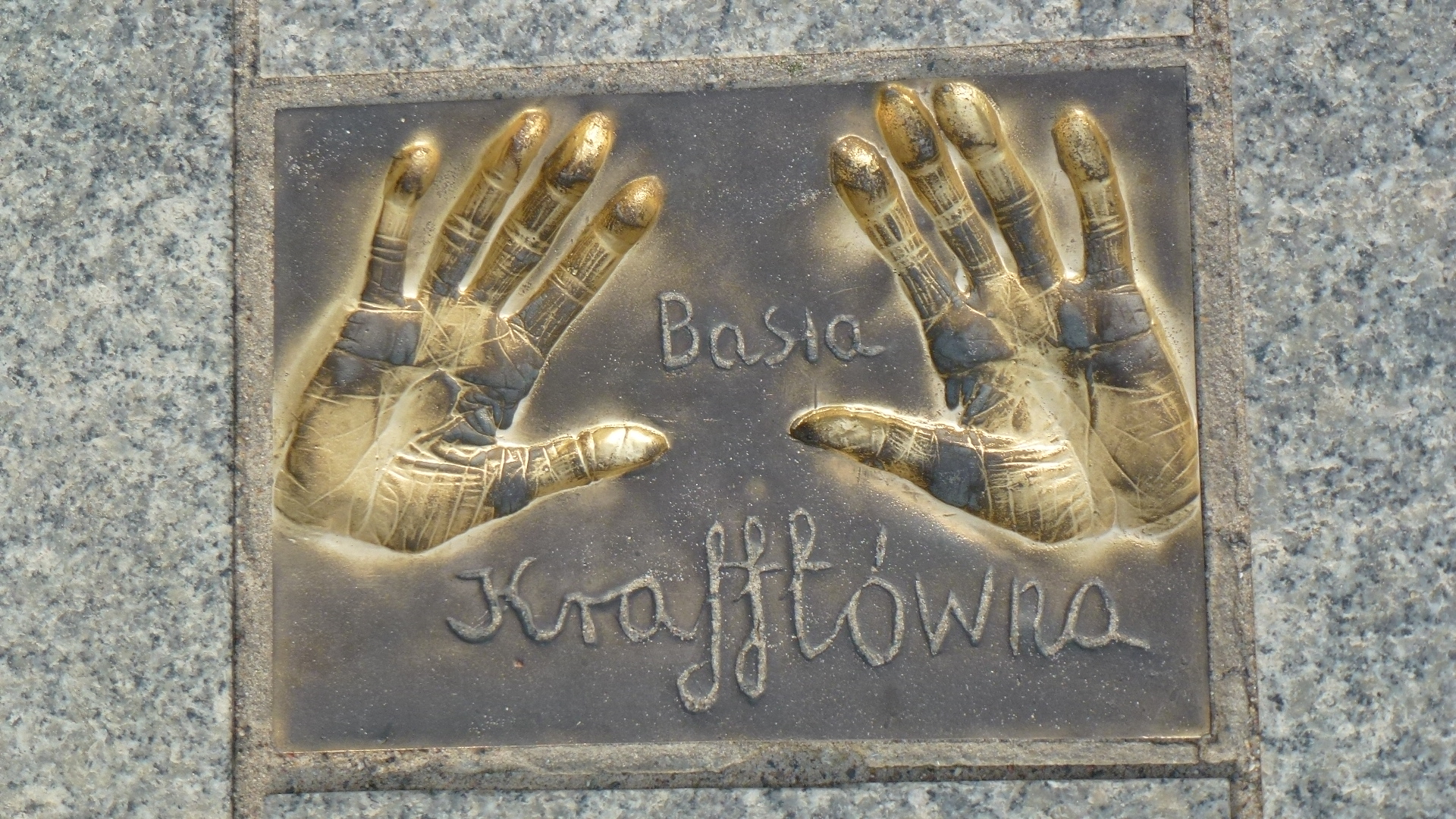
Odcisk dłoni Barbary Krafftówny
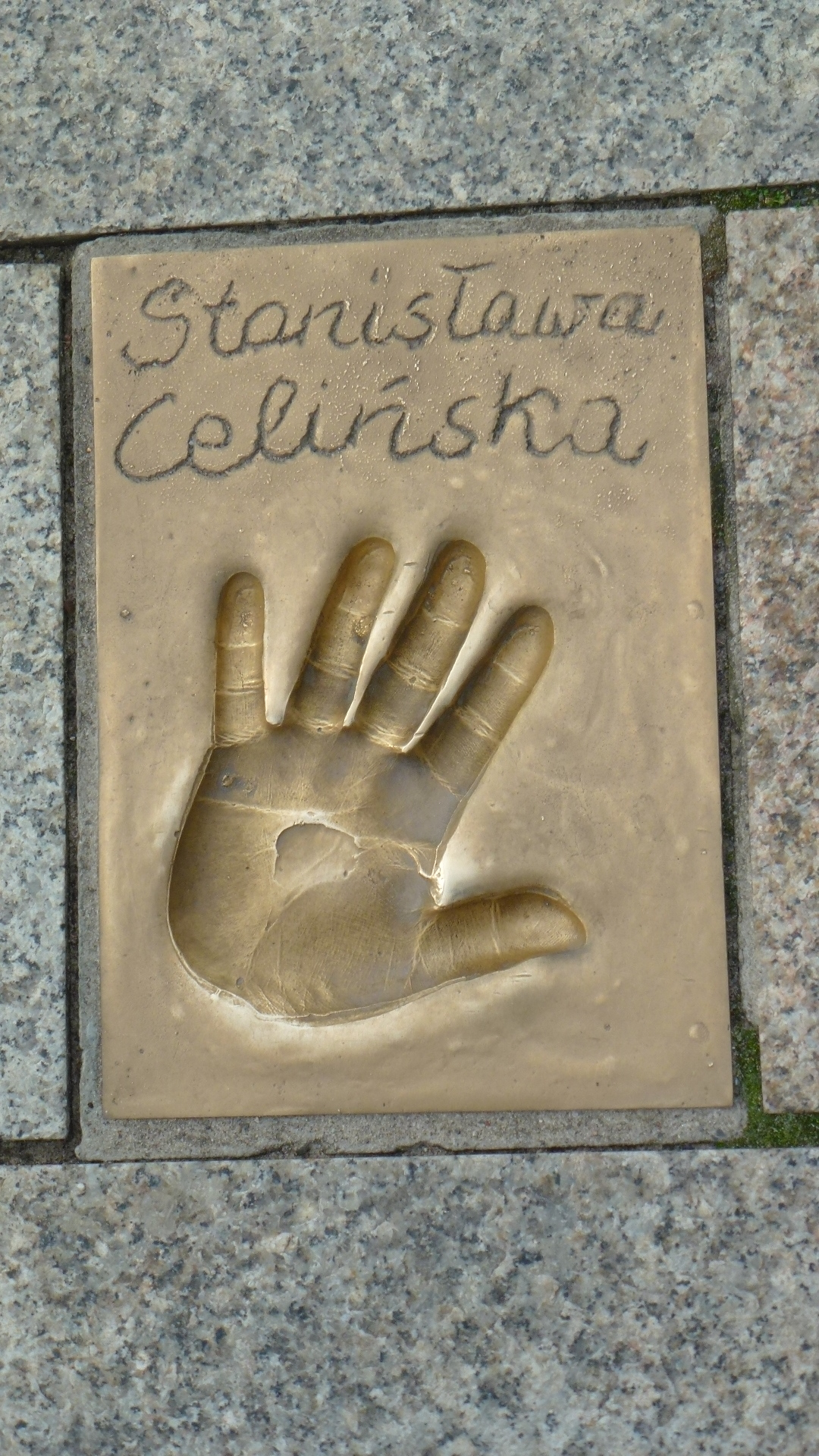
Odcisk dłoni Stanisławy Celińskiej
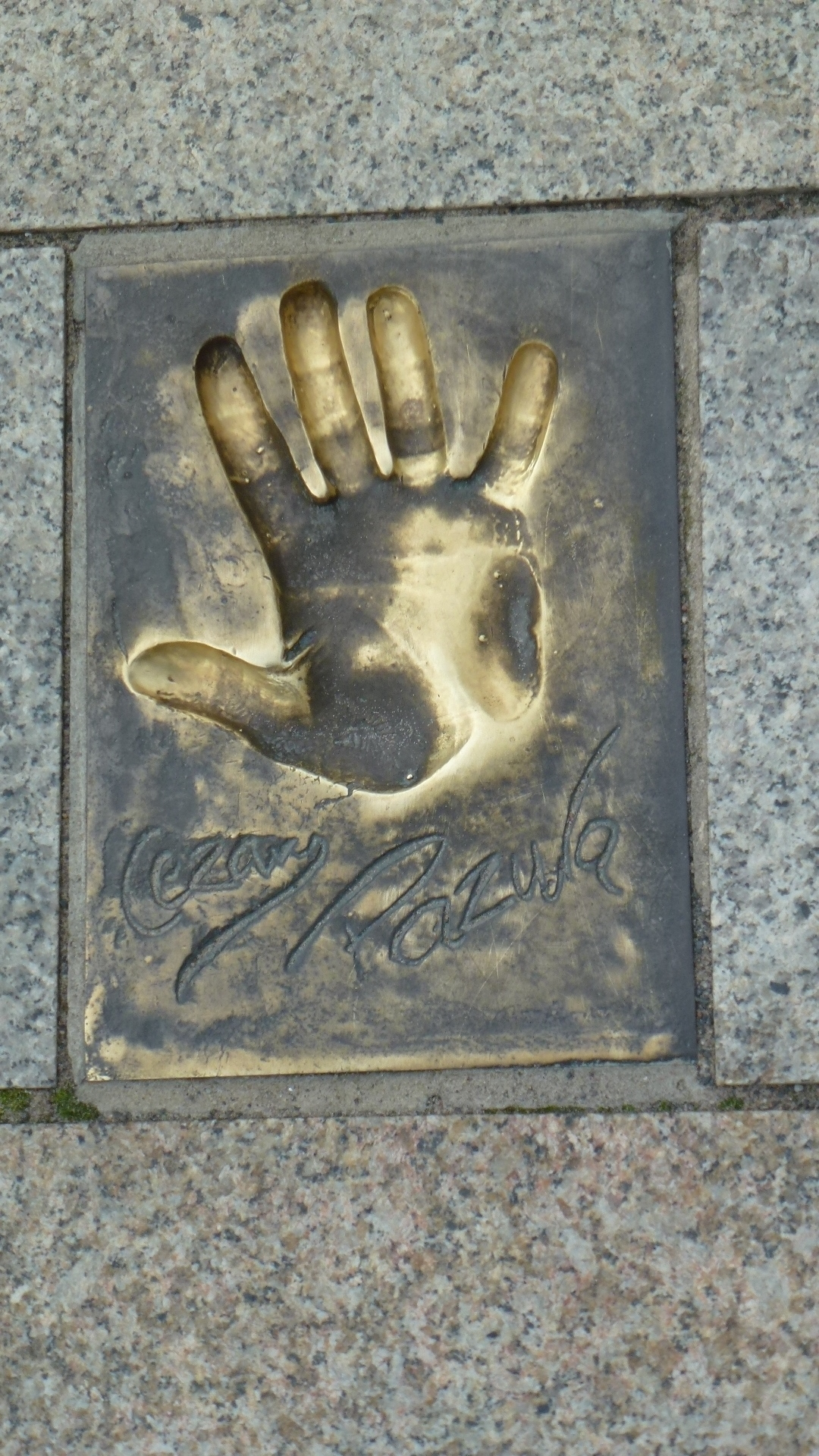
Odcisk dłoni Cezarego Pazury
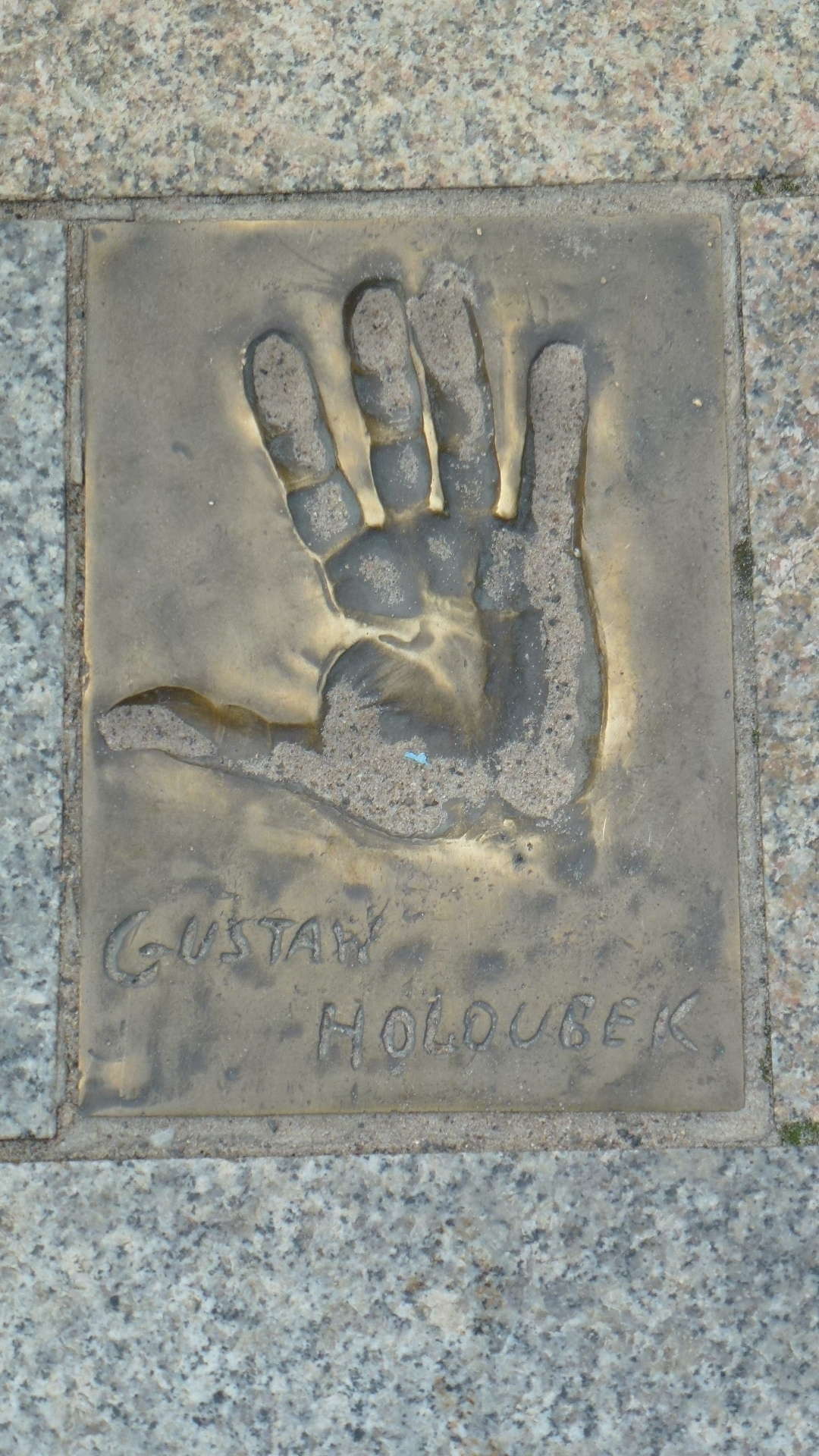
Odcisk dłoni Gustawa Holoubka
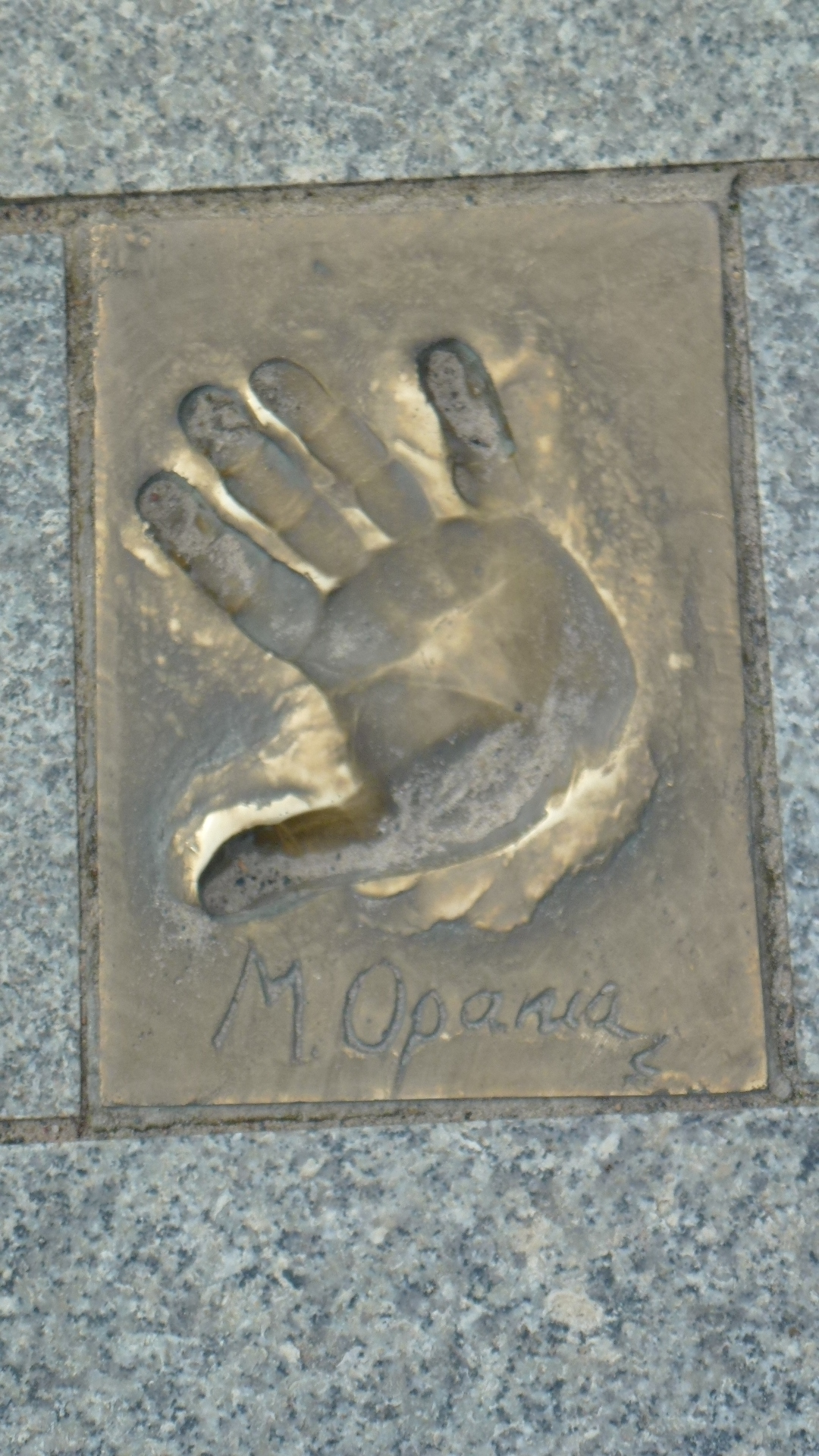
Odcisk dłoni Mariana Opani
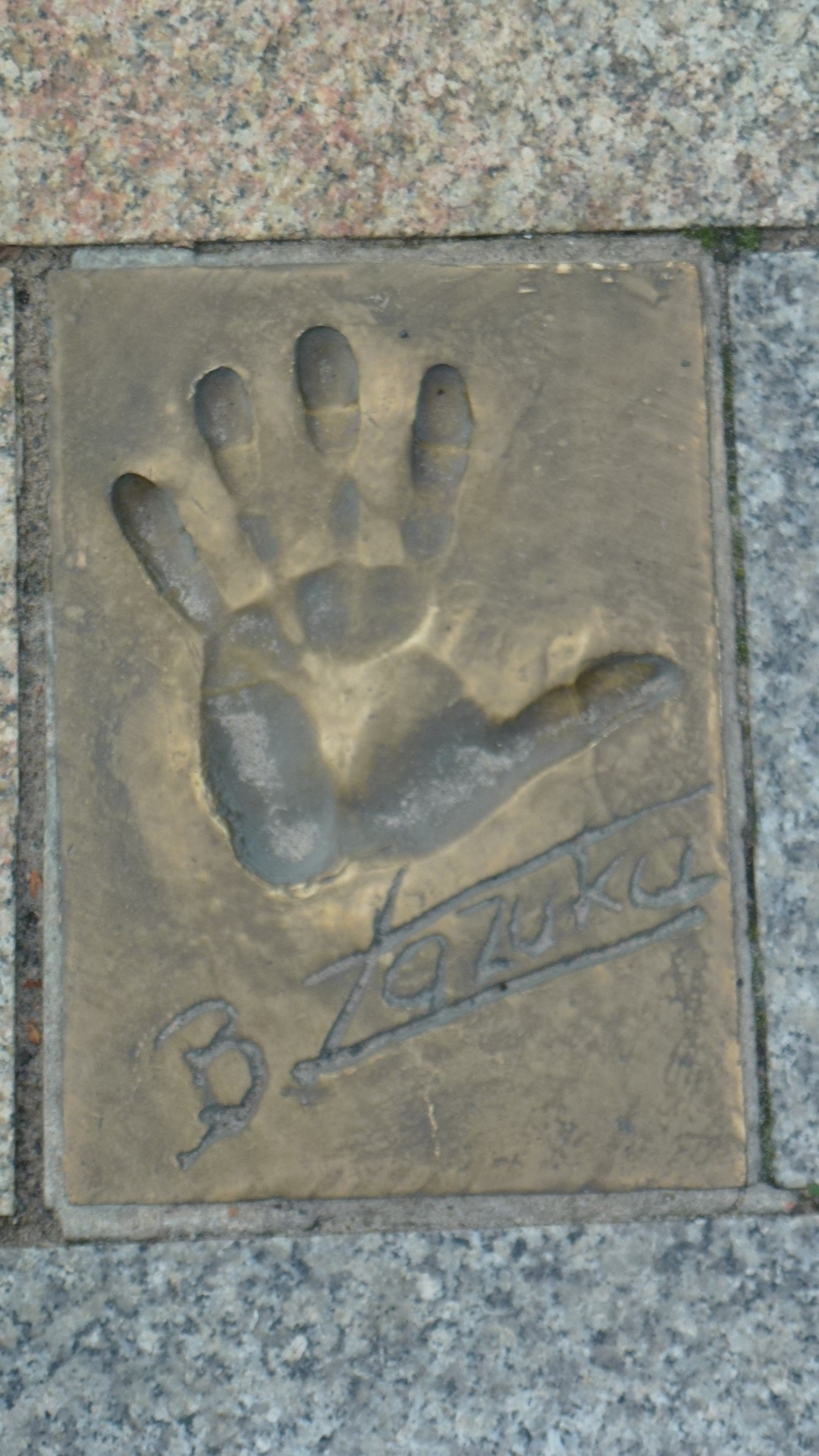
Odcisk dłoni Bohdana Łazuki
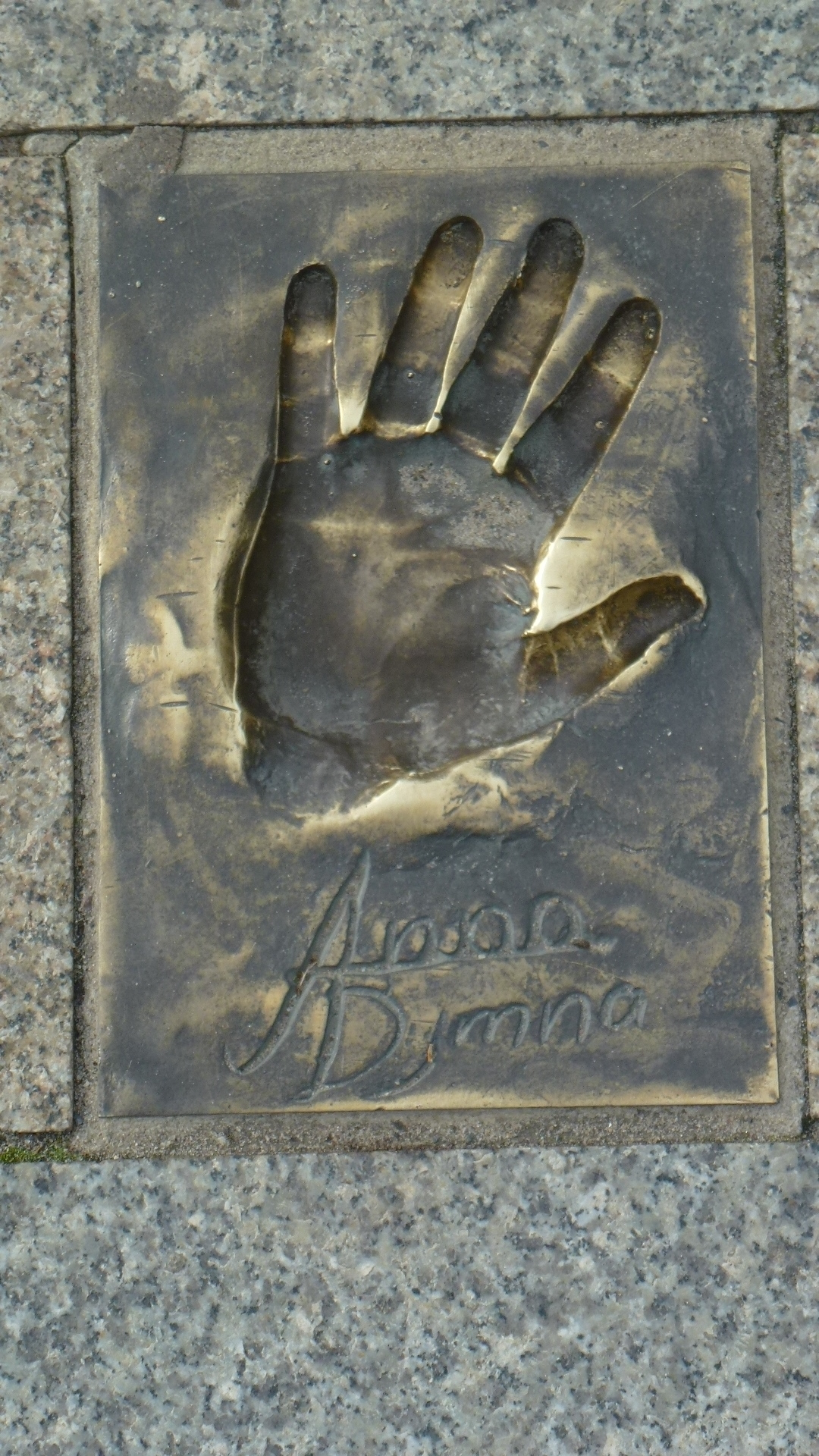
Odcisk dłoni Anny Dymnej
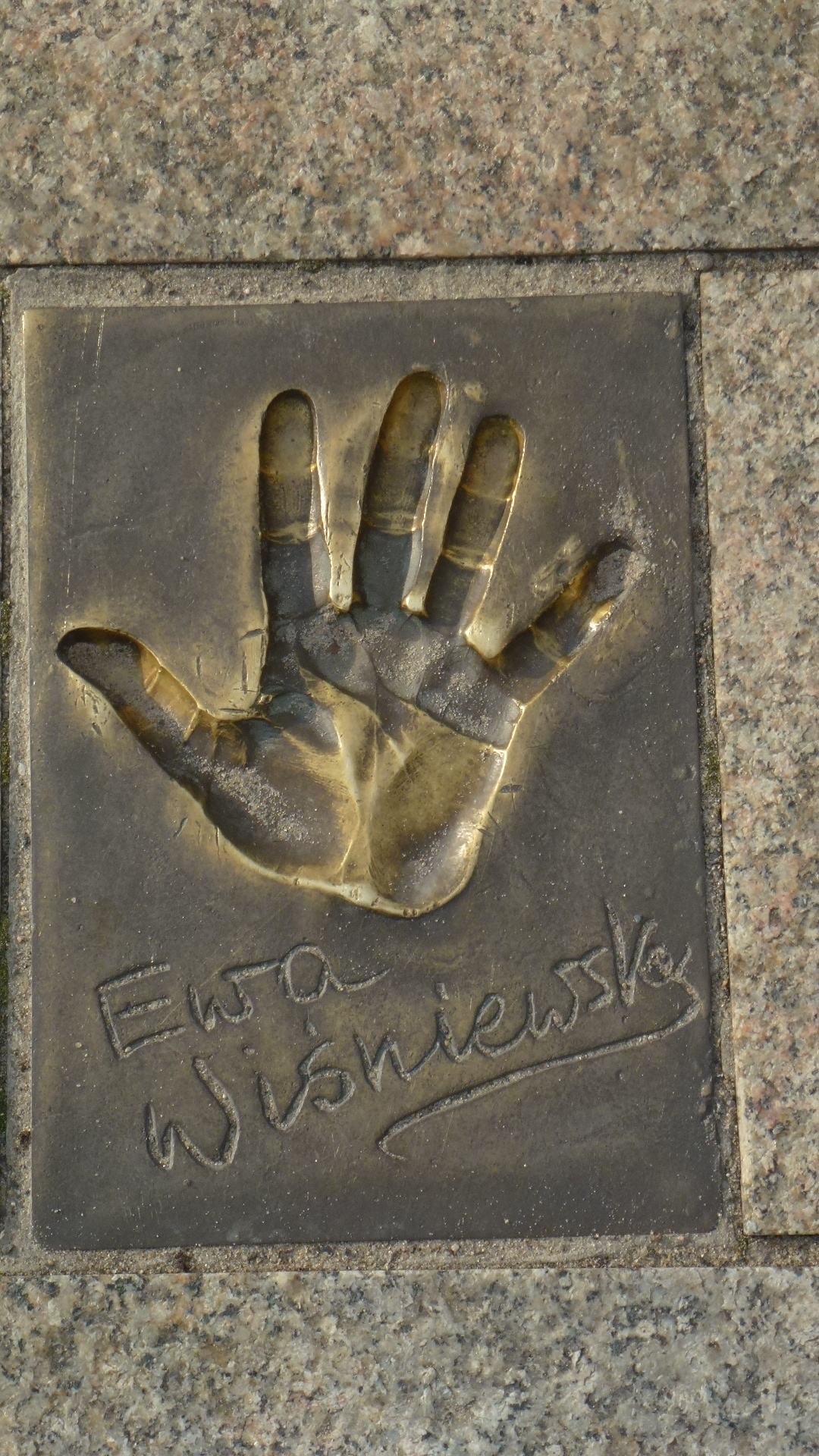
Odcisk dłoni Ewy Wiśniewskiej
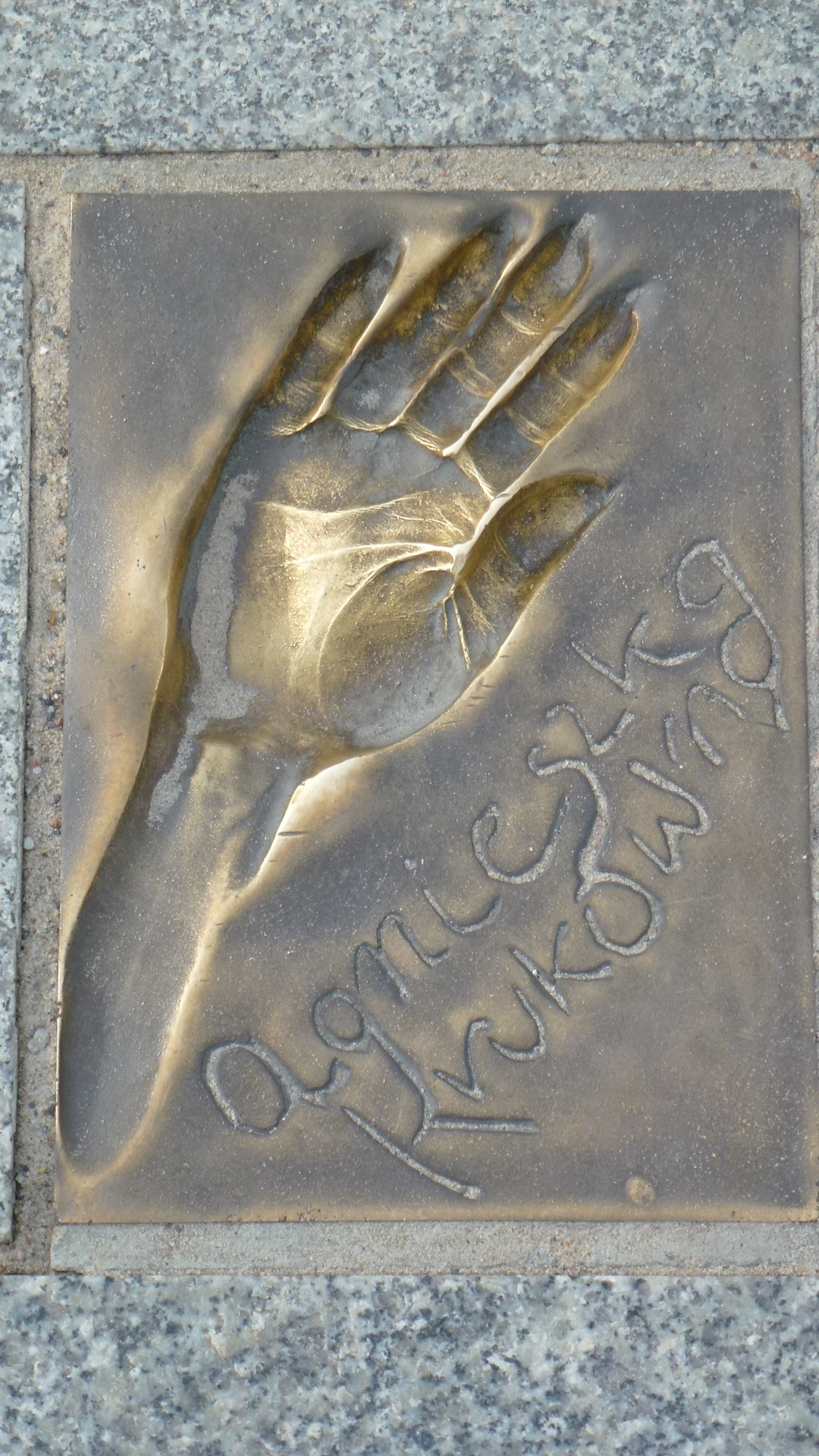
Odcisk dłoni Agnieszki Krukówny
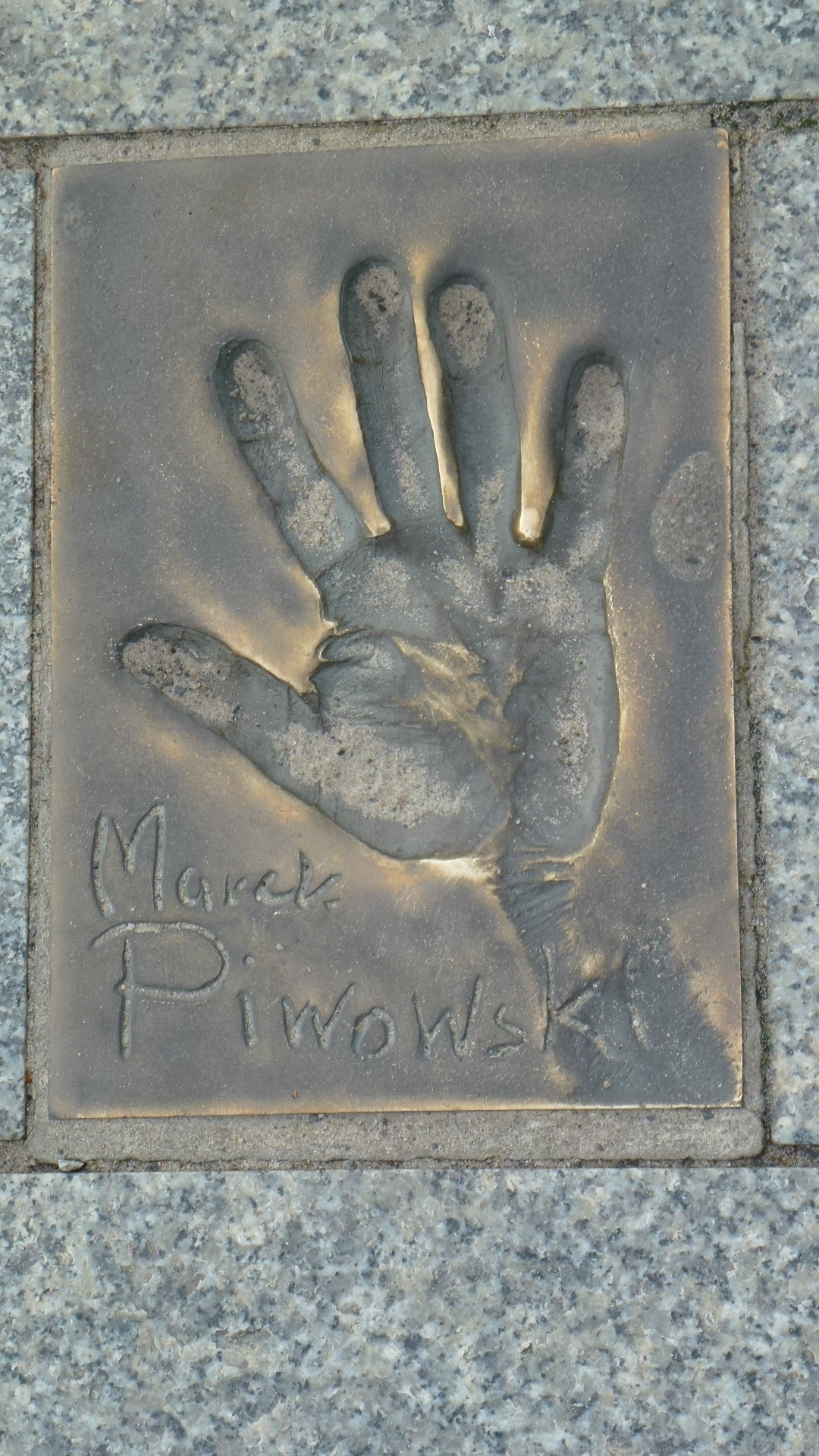
Odcisk dłoni Marka Piwowskiego
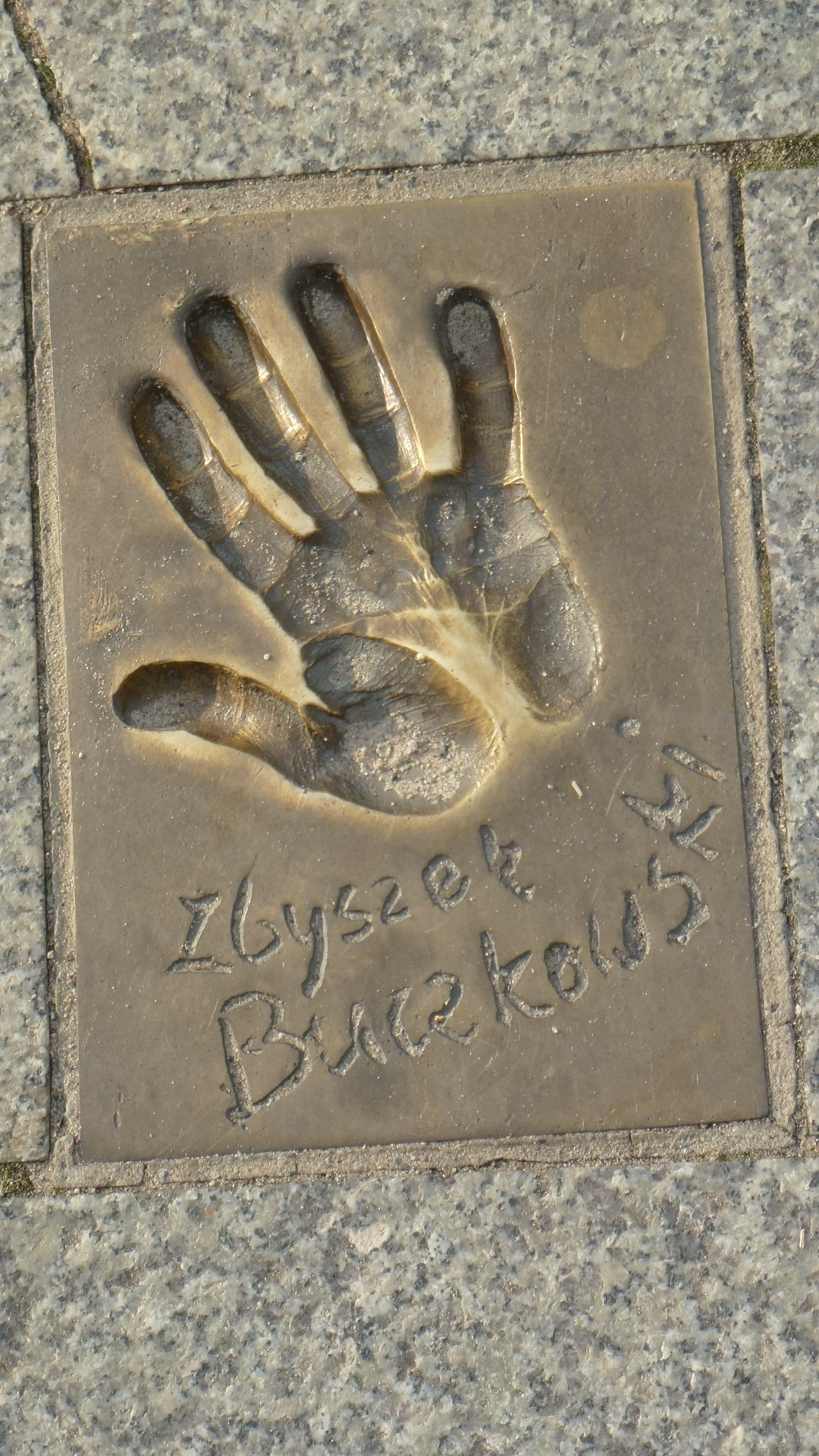
Odcisk dłoni Zbigniewa Buczkowskiego
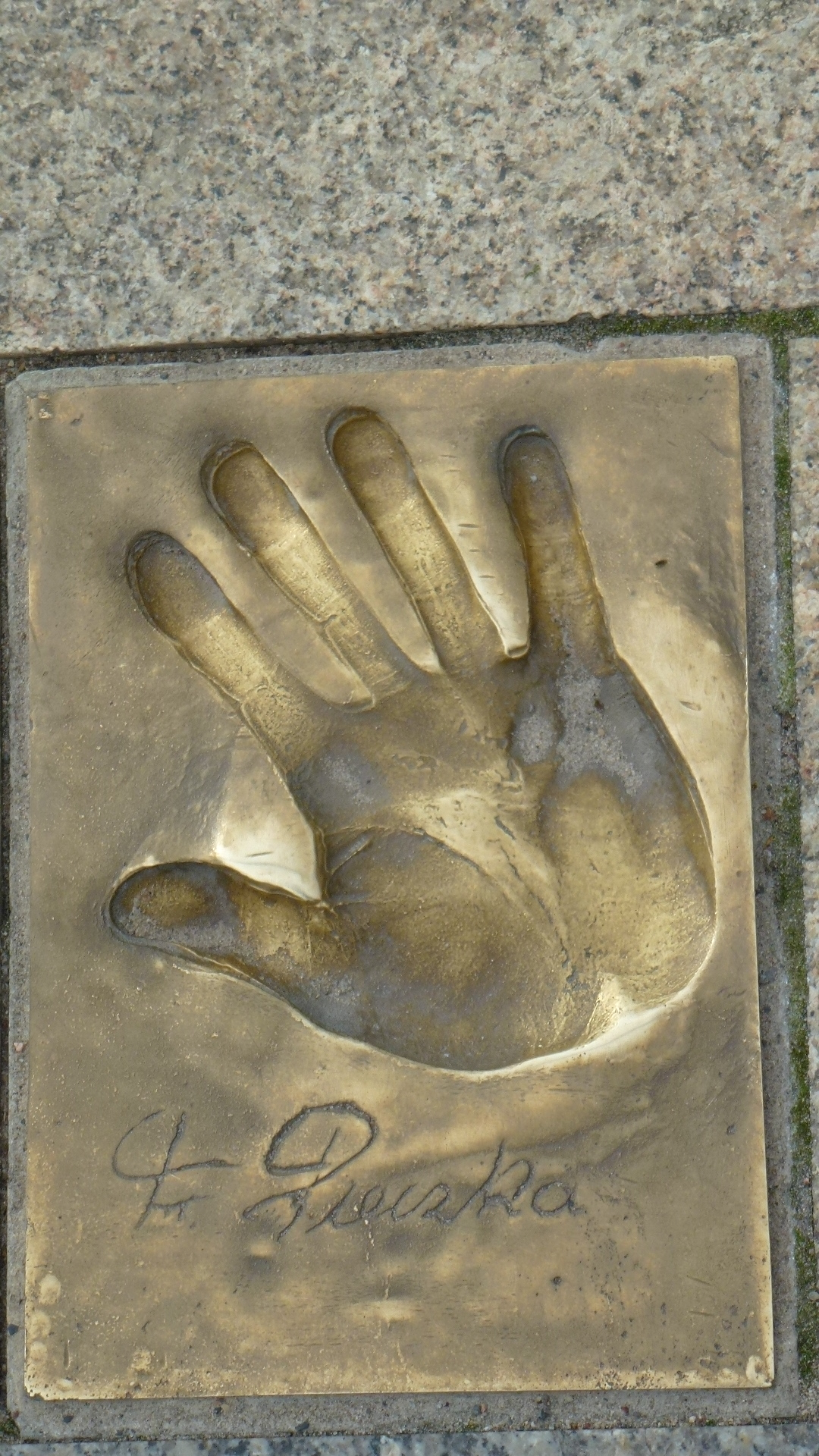
Odcisk dłoni Franciszka Pieczki
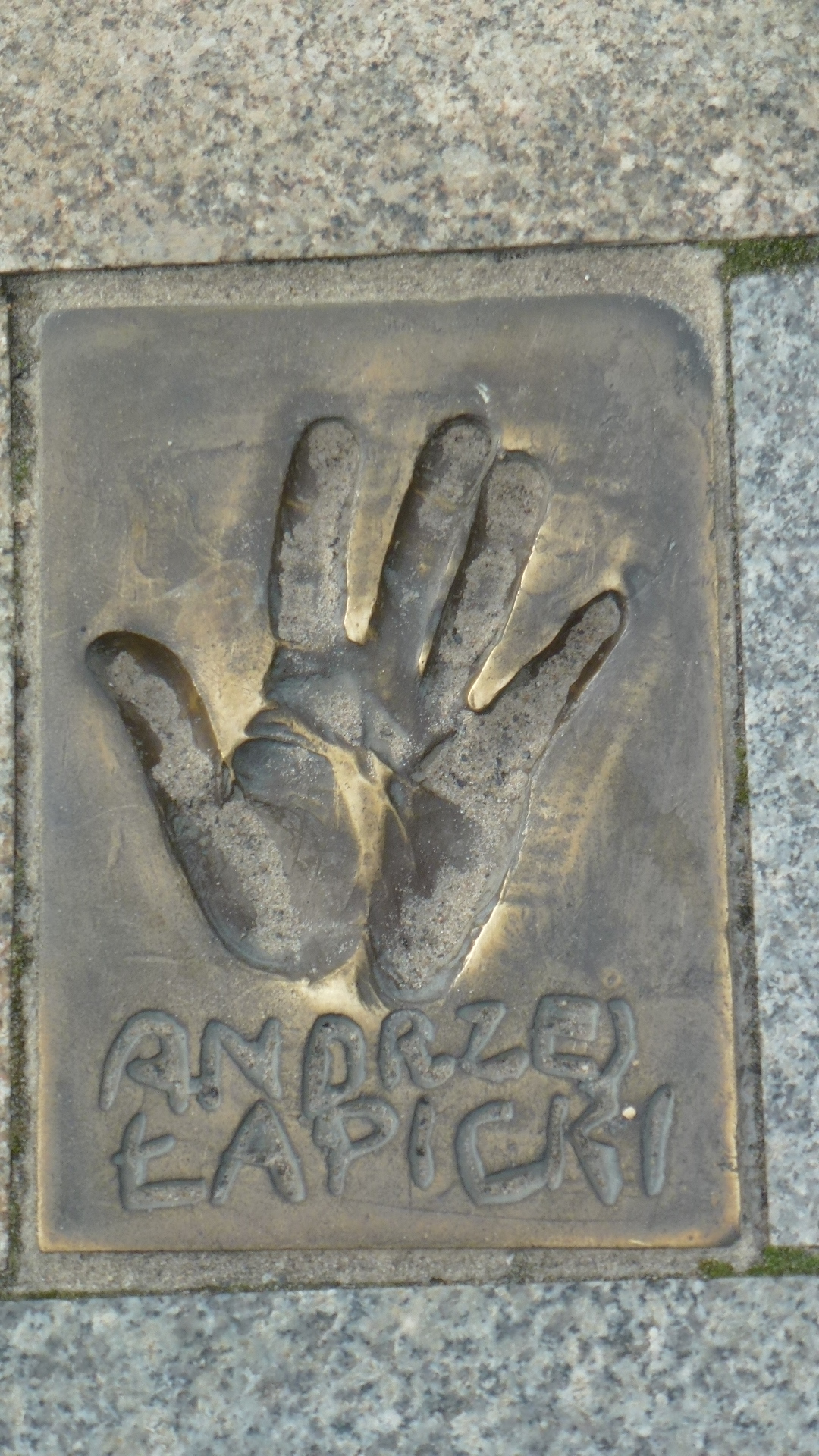
Odcisk dłoni Andrzeja Łapickiego
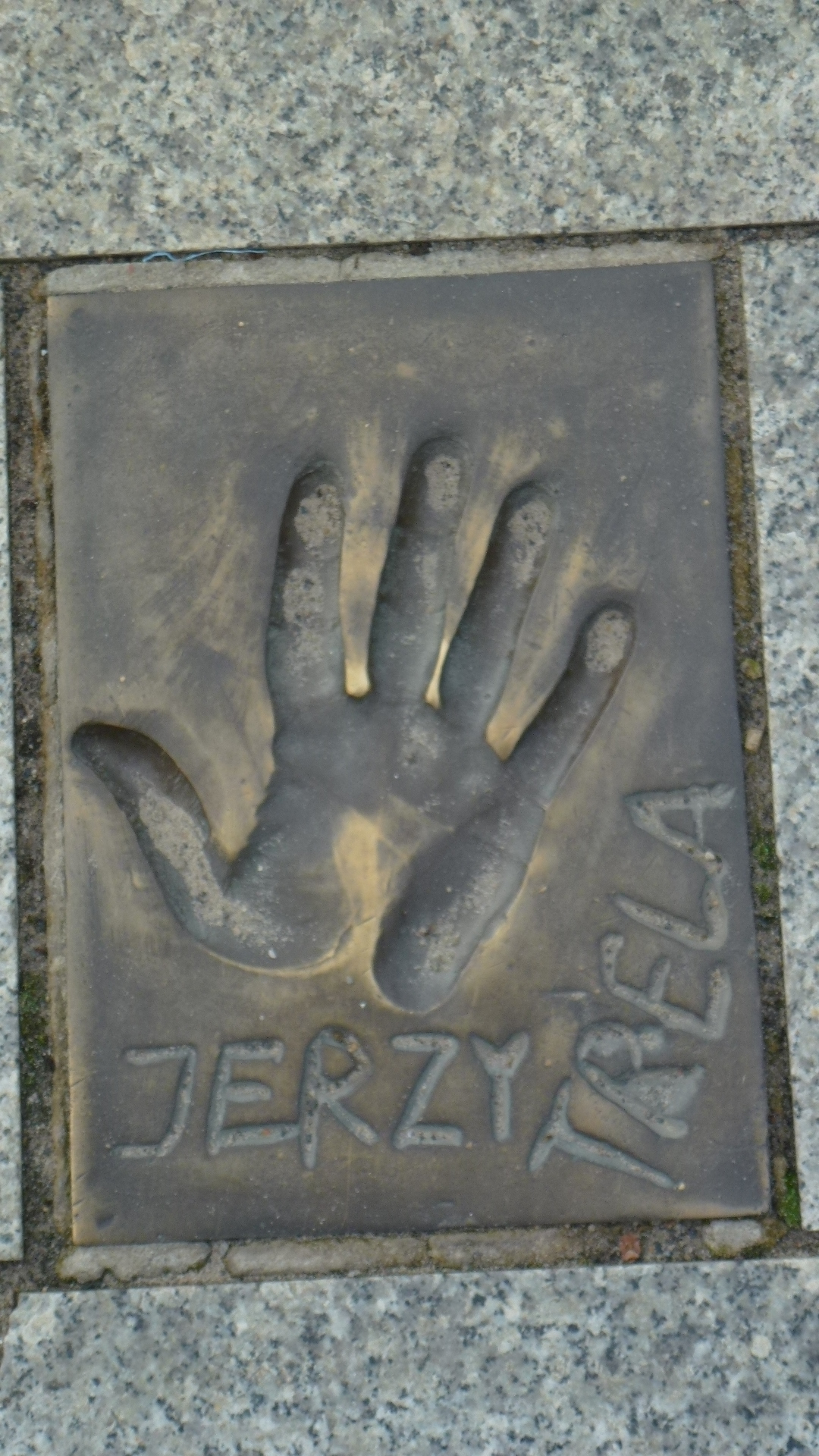
Odcisk dłoni Jerzego Treli
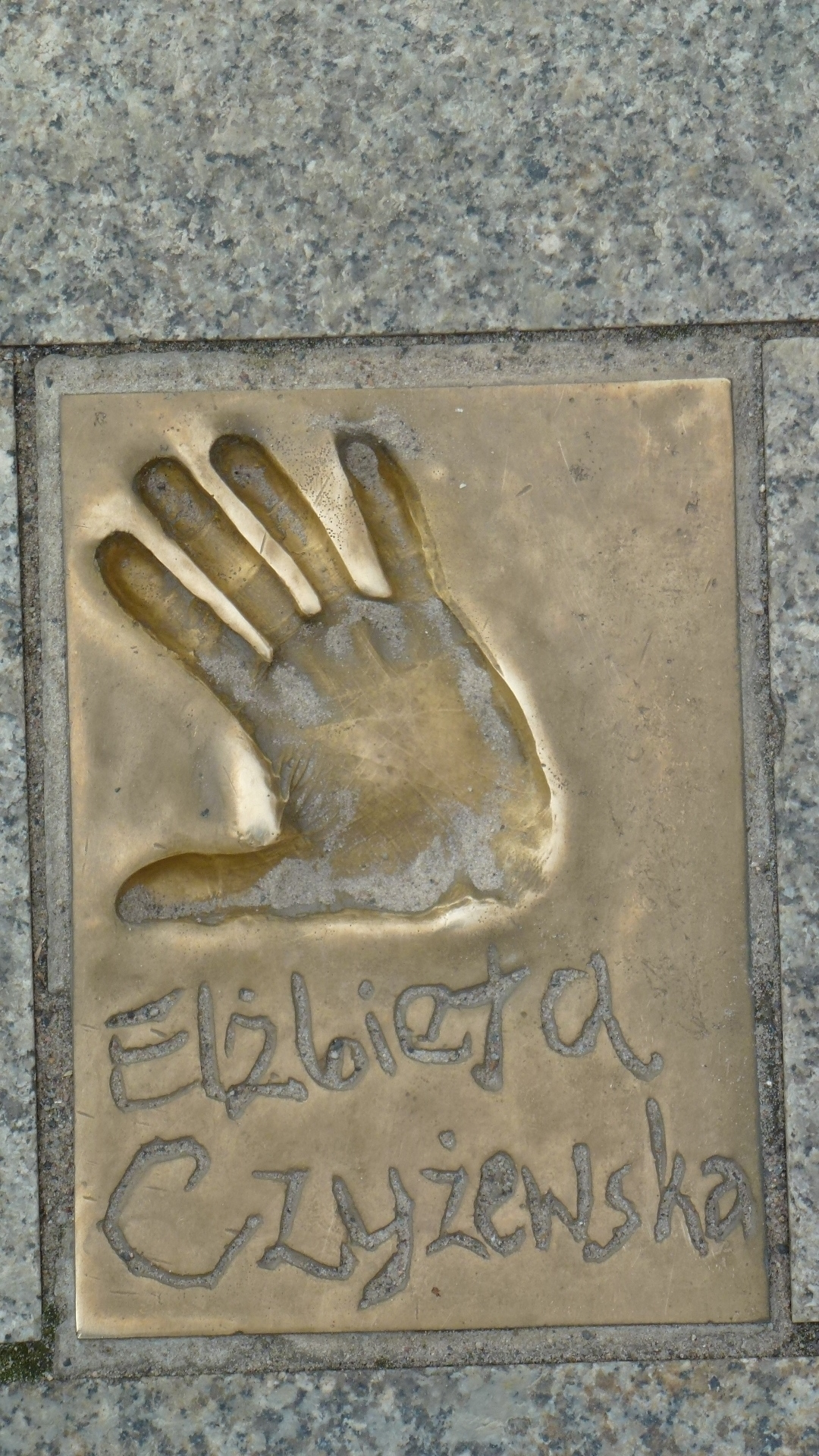
Odcisk dłoni Elżbiety Czyżewskiej
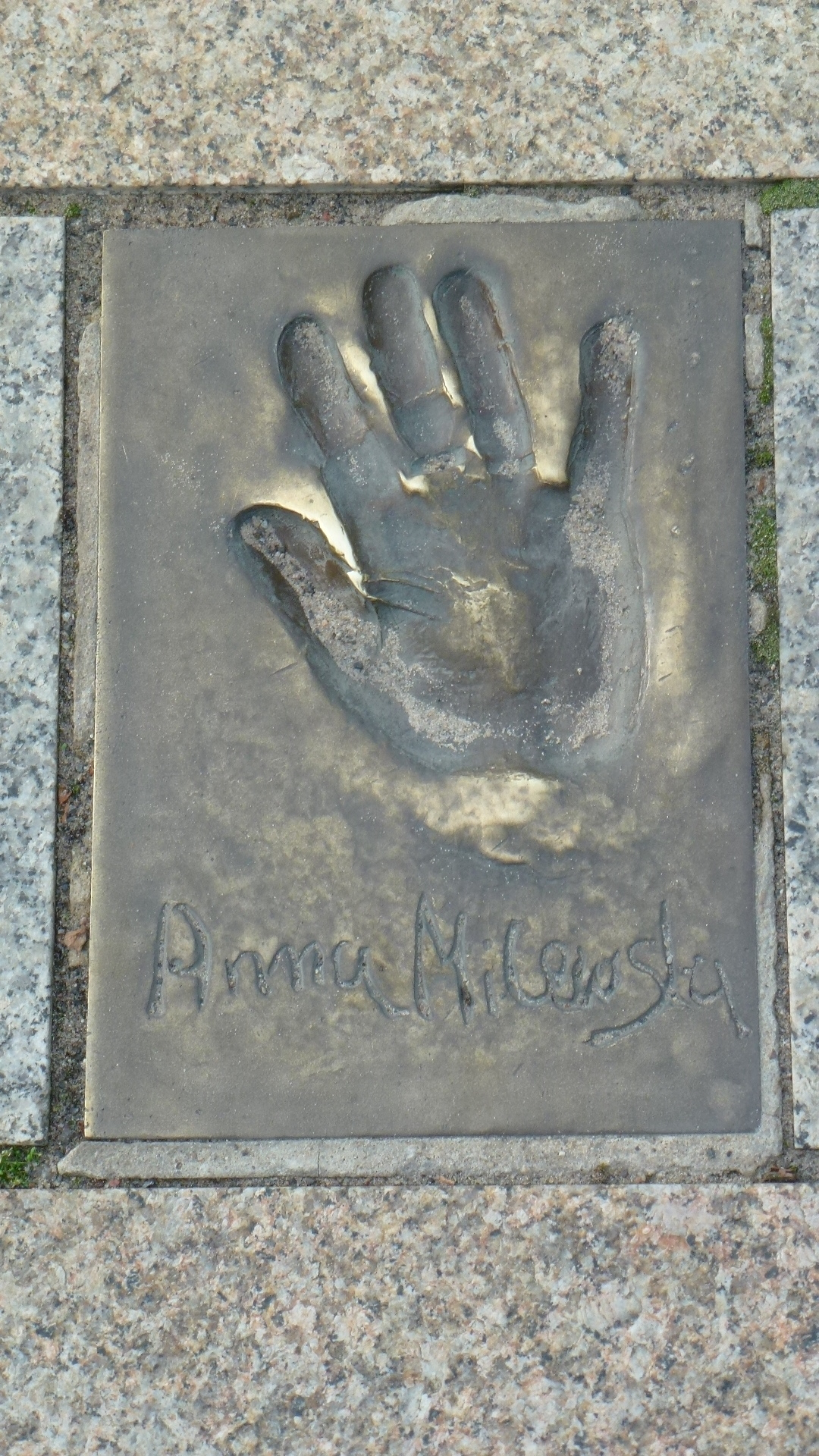
Odcisk dłoni Anny Milewskiej
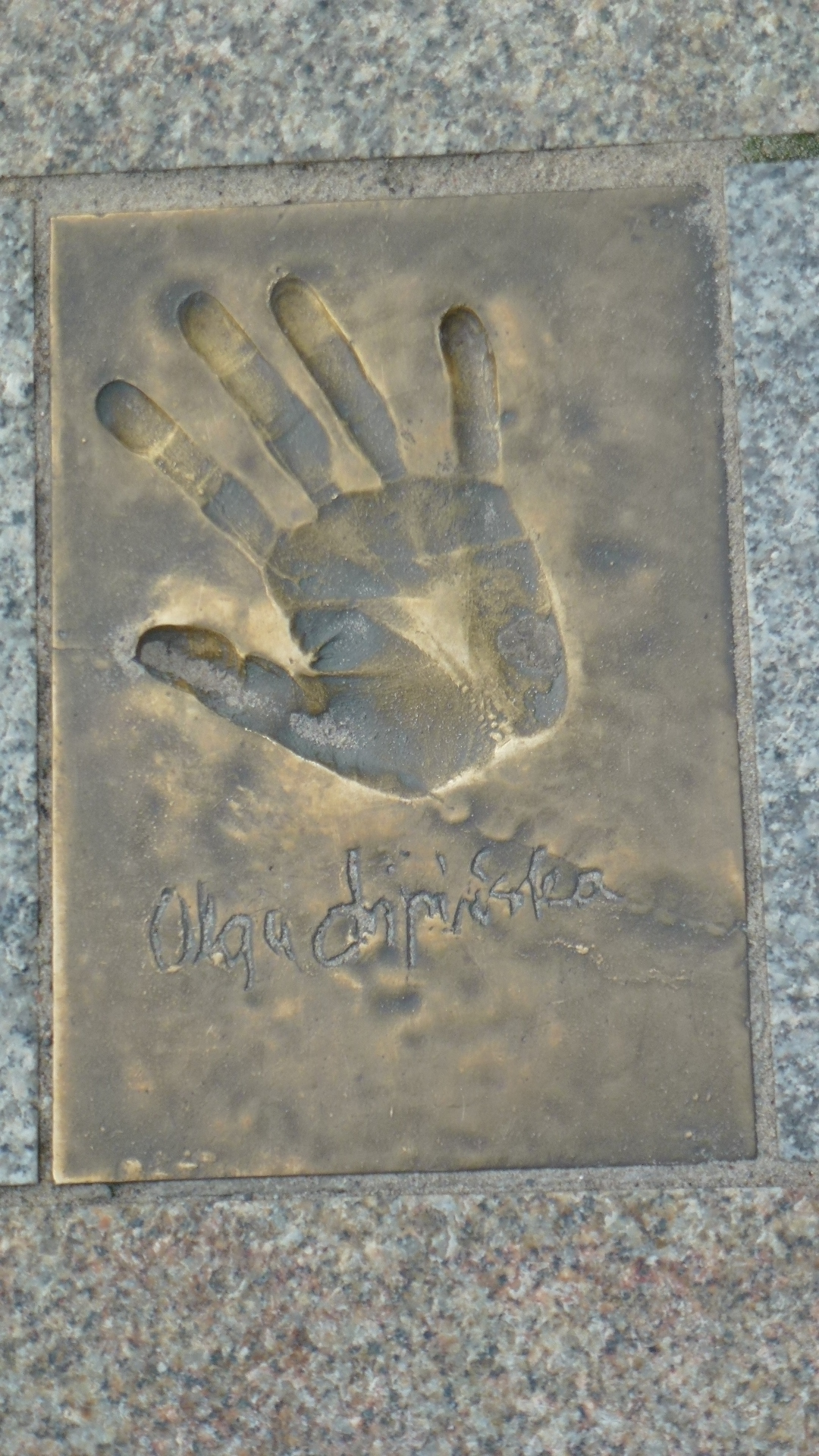
Odcisk dłoni Olgi Lipińskiej
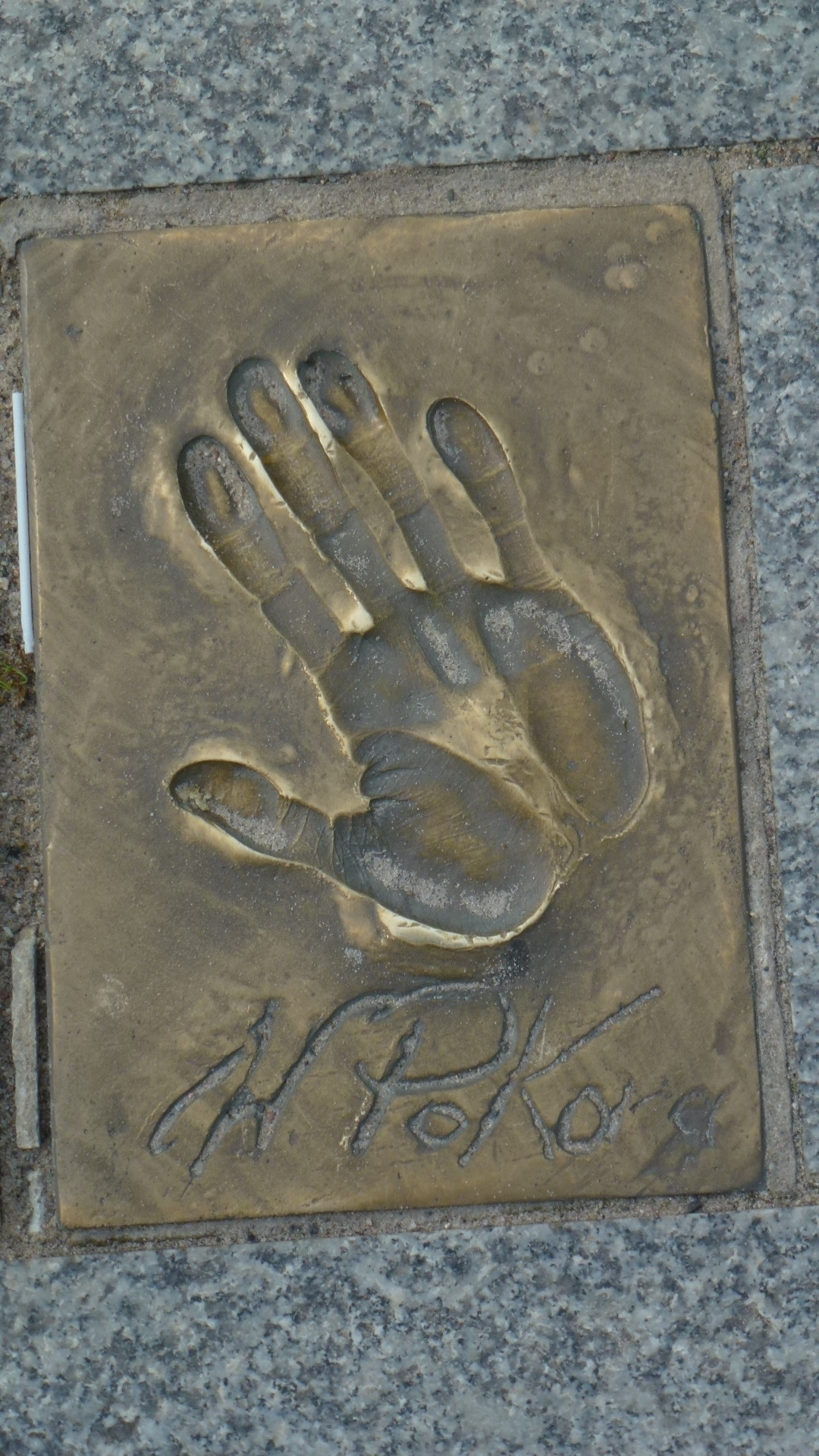
Odcisk dłoni Wojciecha Pokory
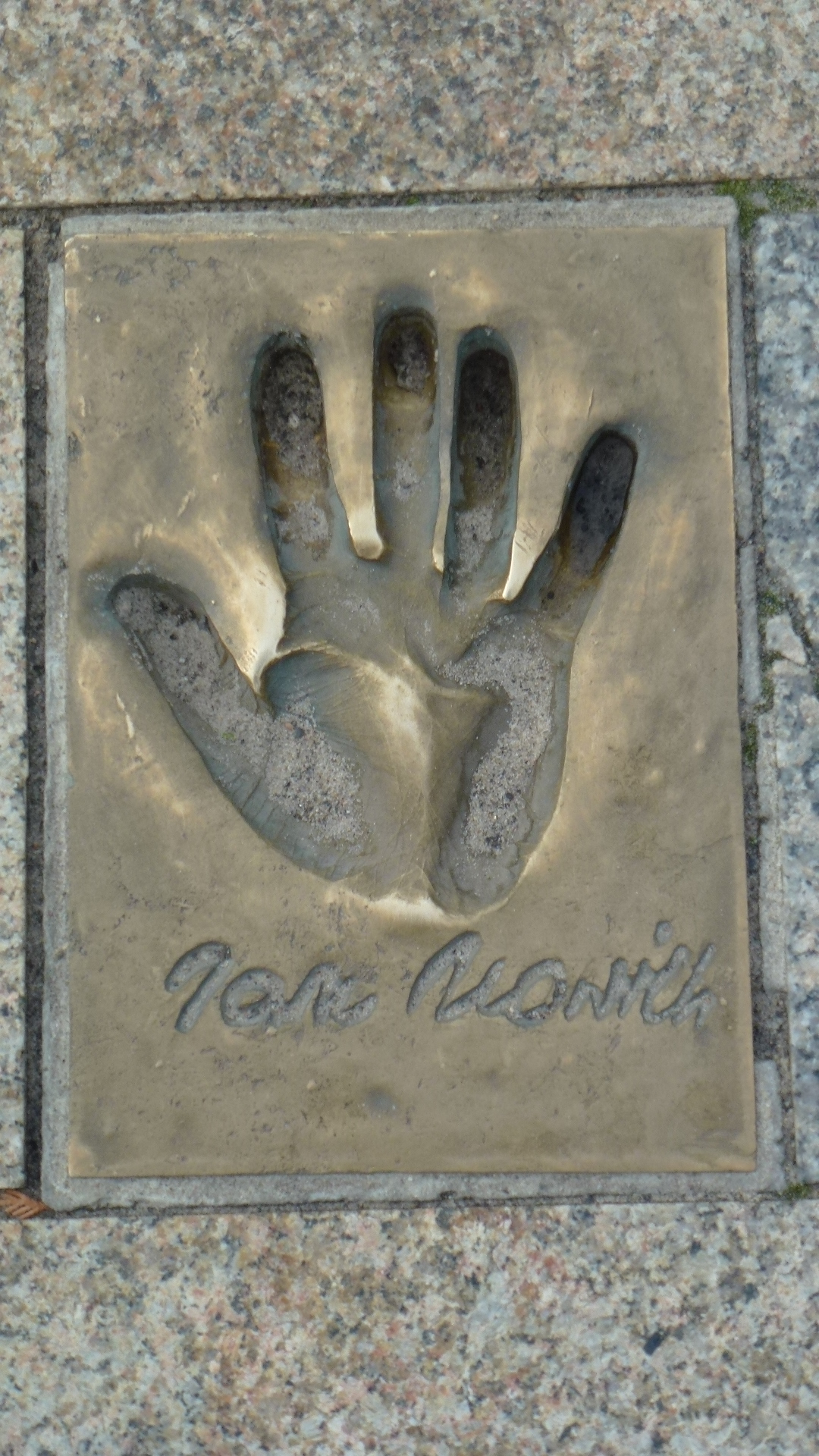
Odcisk dłoni Jana Nowickiego
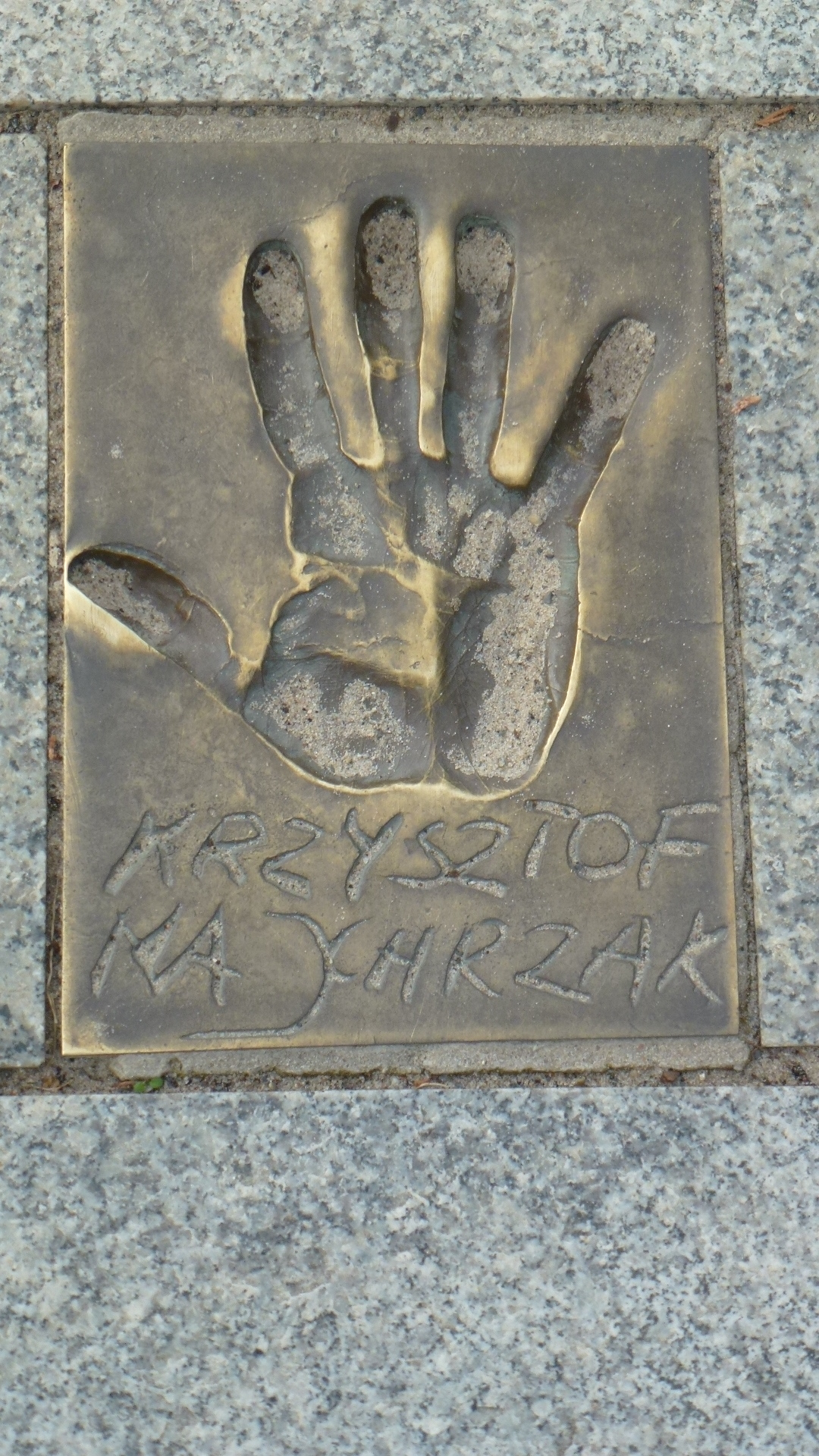
Odcisk dłoni Krzysztofa Majchrzaka
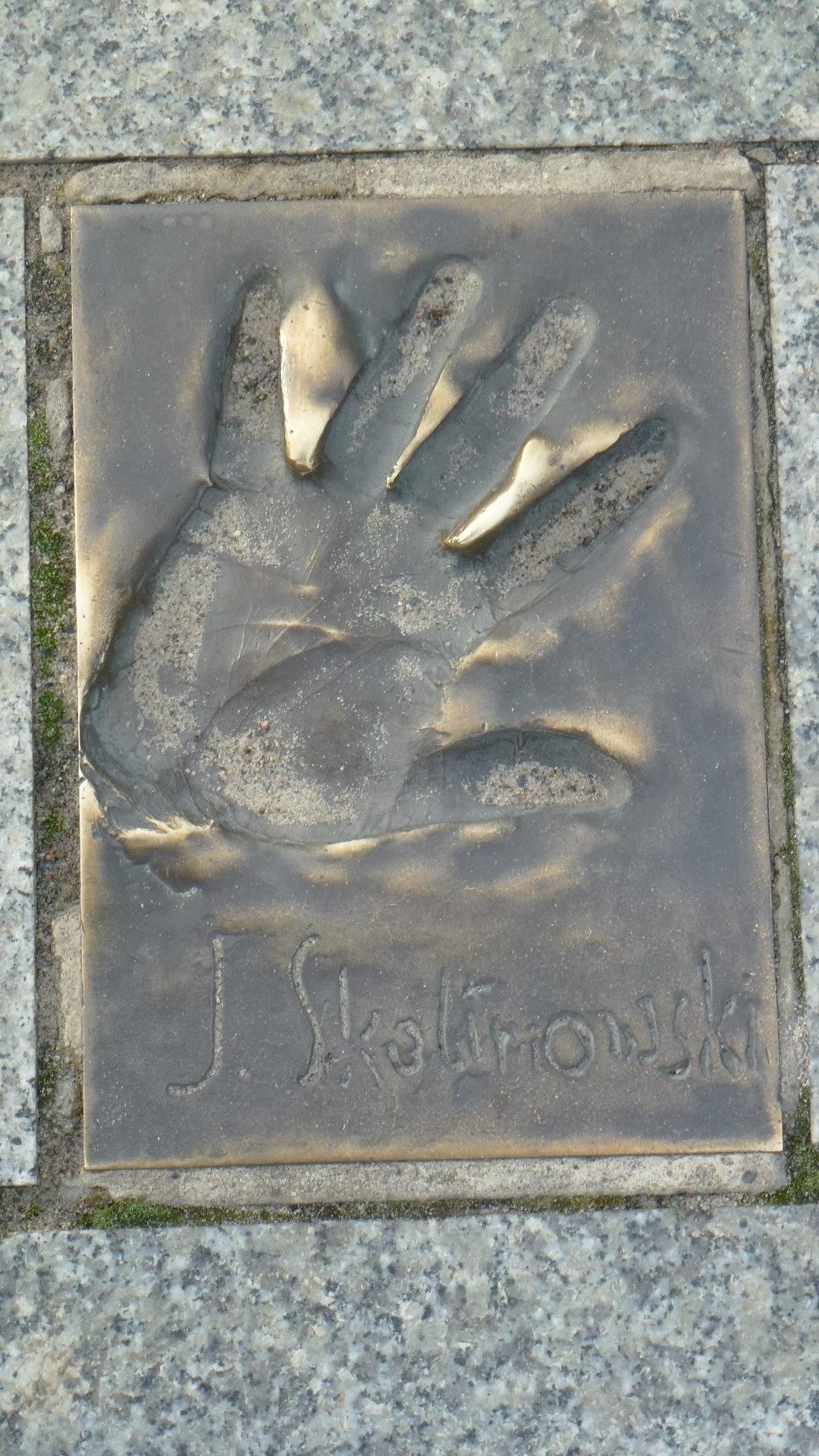
Odcisk dłoni Jerzego Skolimowskiego
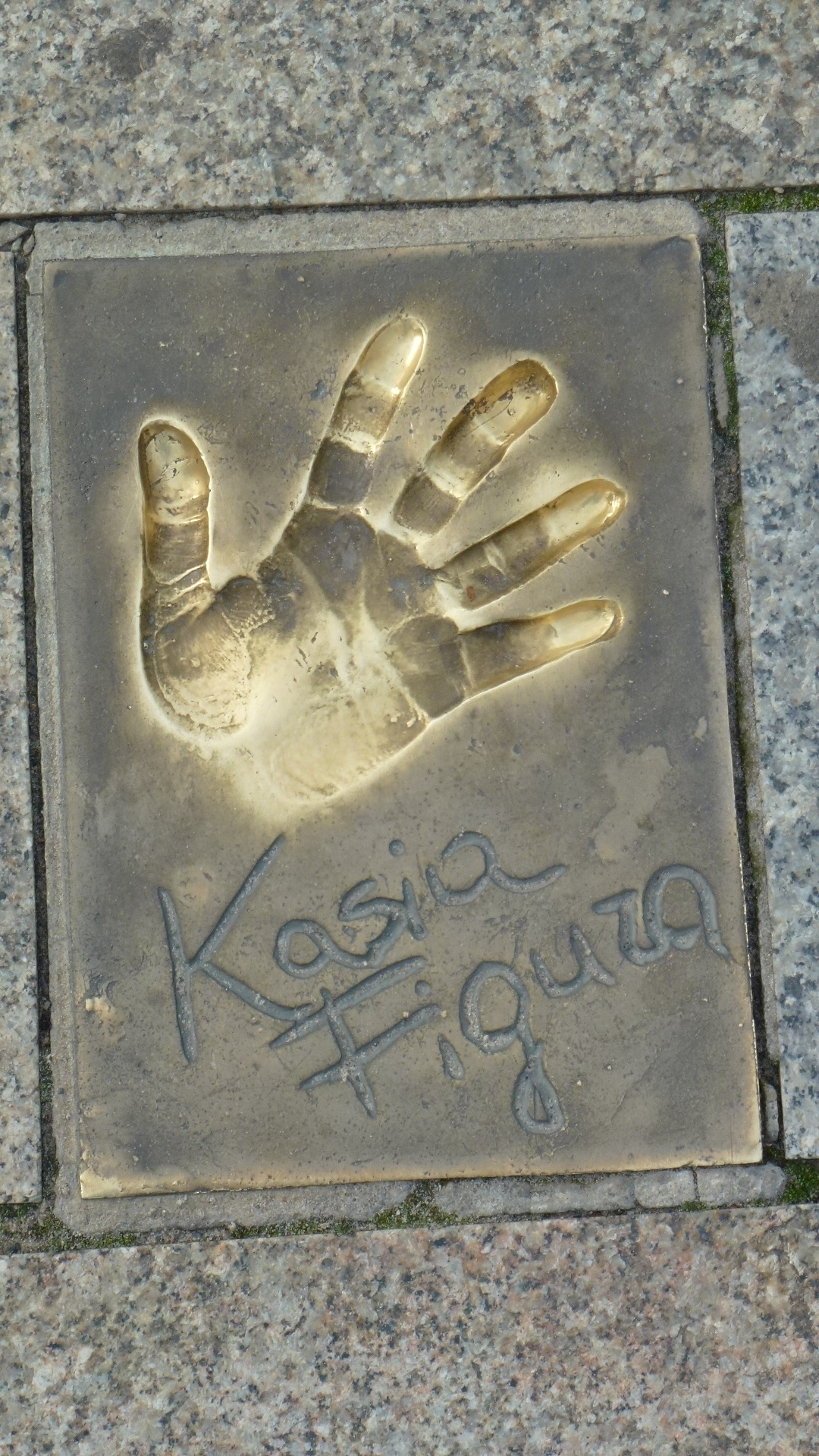
Odcisk dłoni Katarzyny Figury
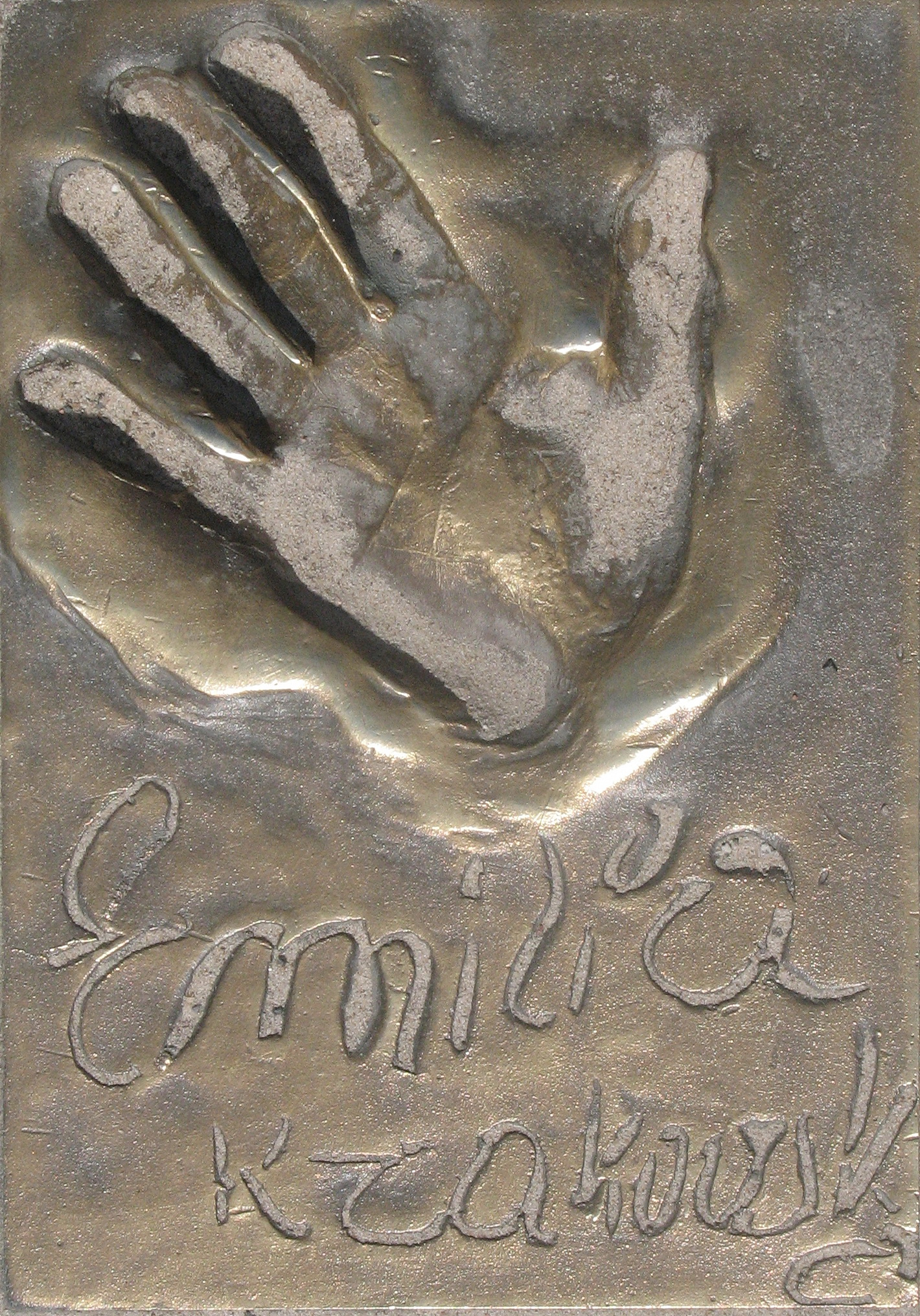
Odcisk dłoni Emilii Krakowskiej
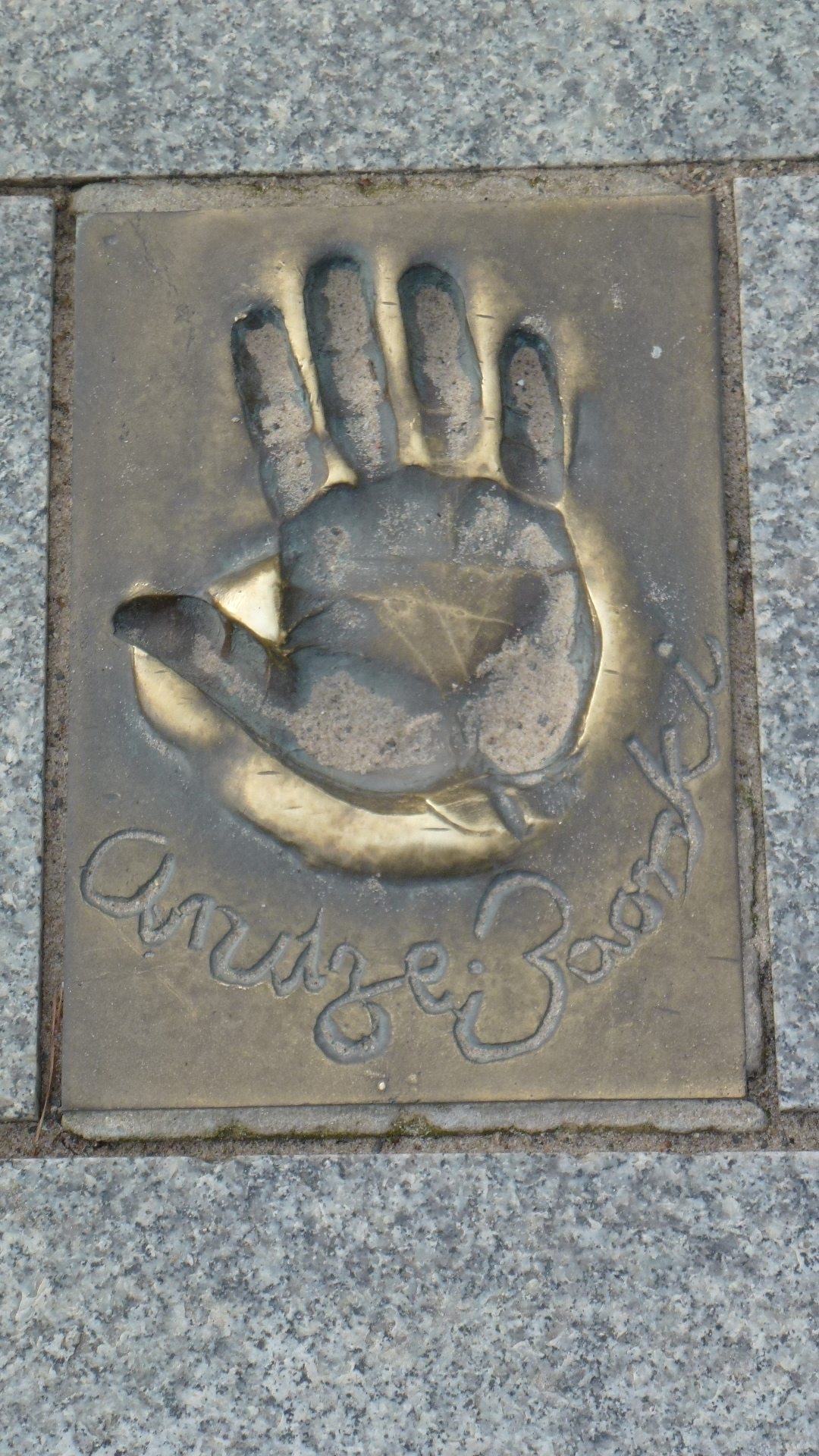
Odcisk dłoni Wojciecha Młynarskiego
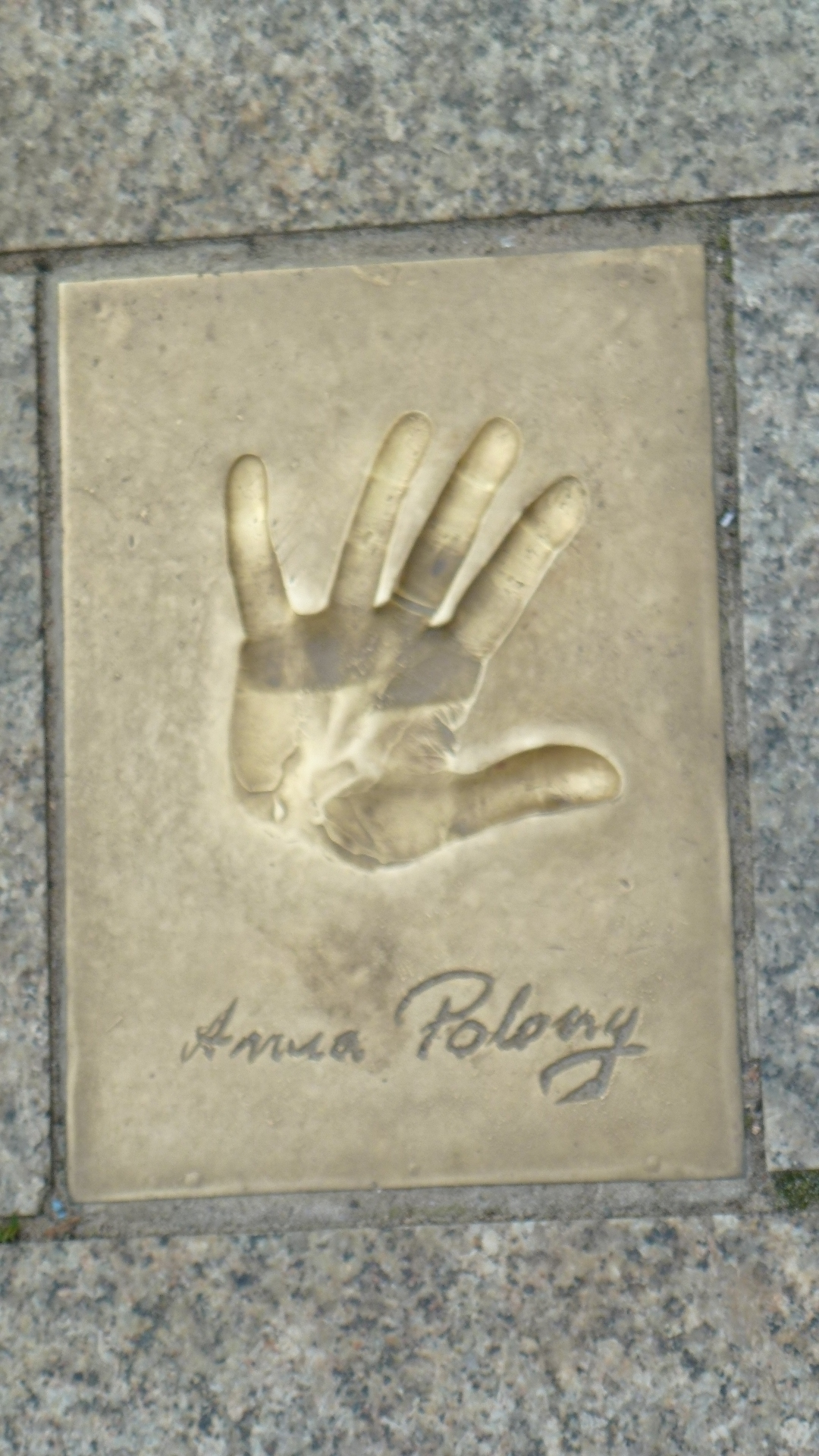
Odcisk dłoni Anny Polony
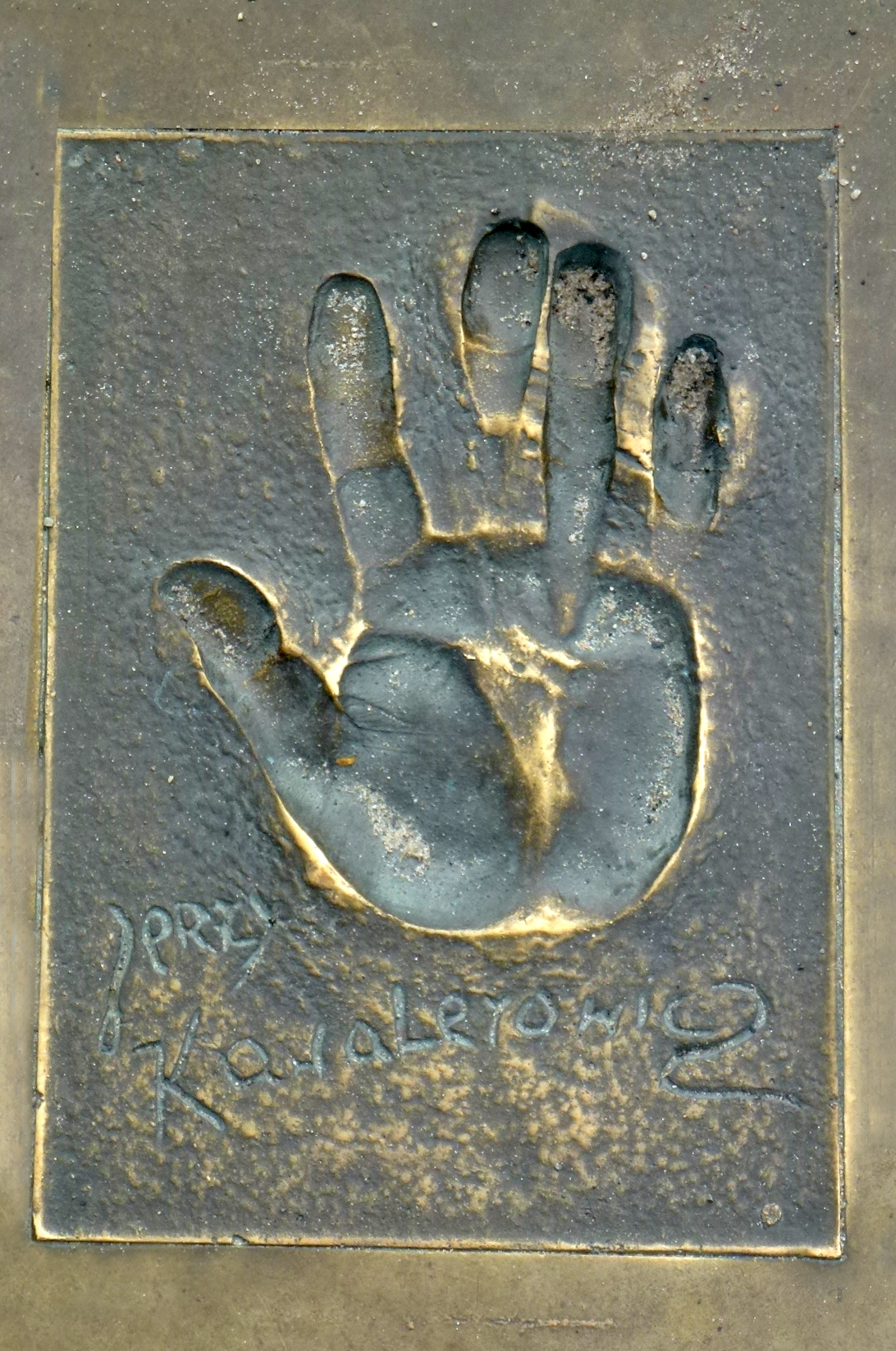
Odcisk dłoni Jerzego Kawalerowicza
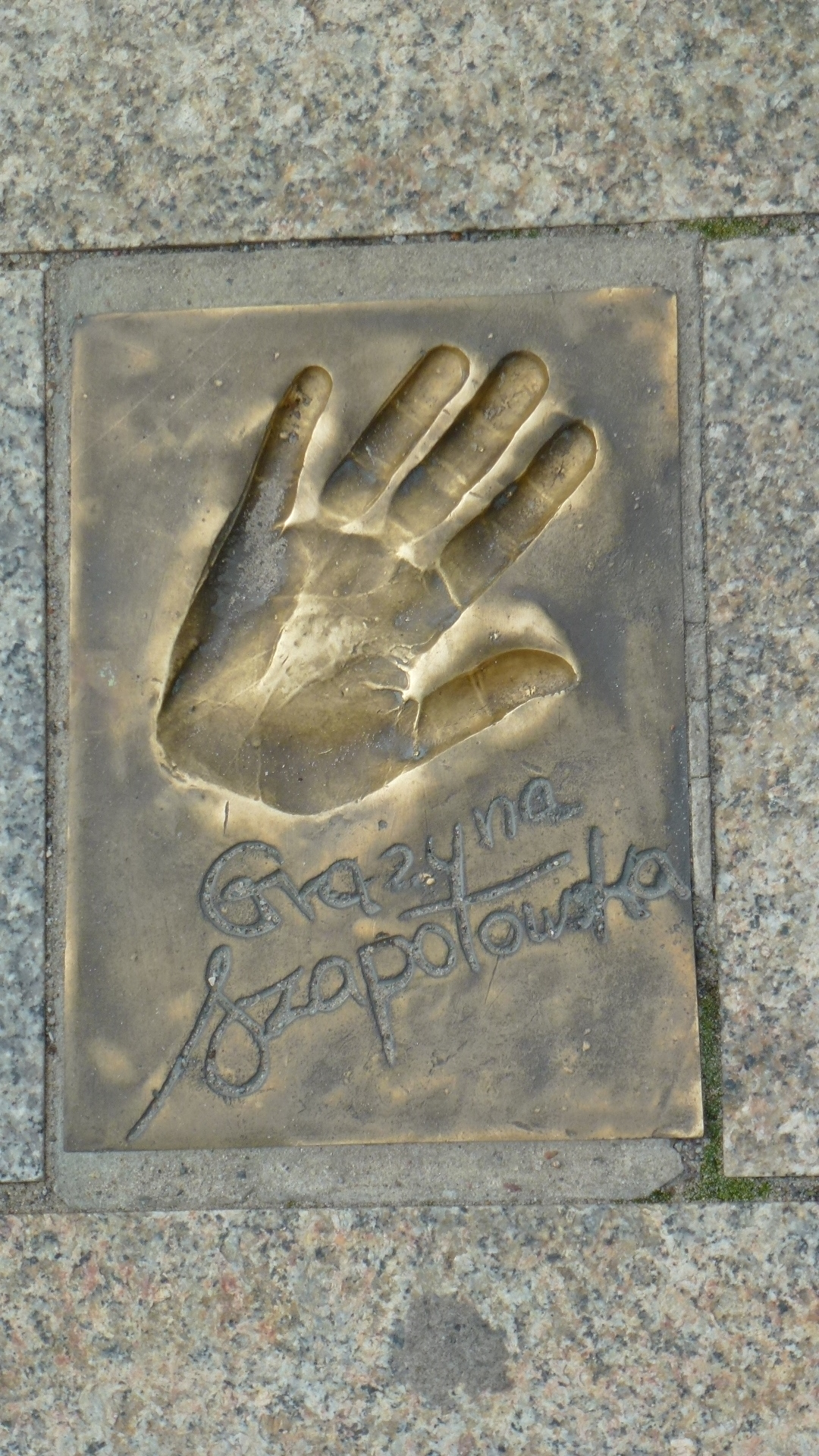
Odcisk dłoni Grażyny Szapołowskiej
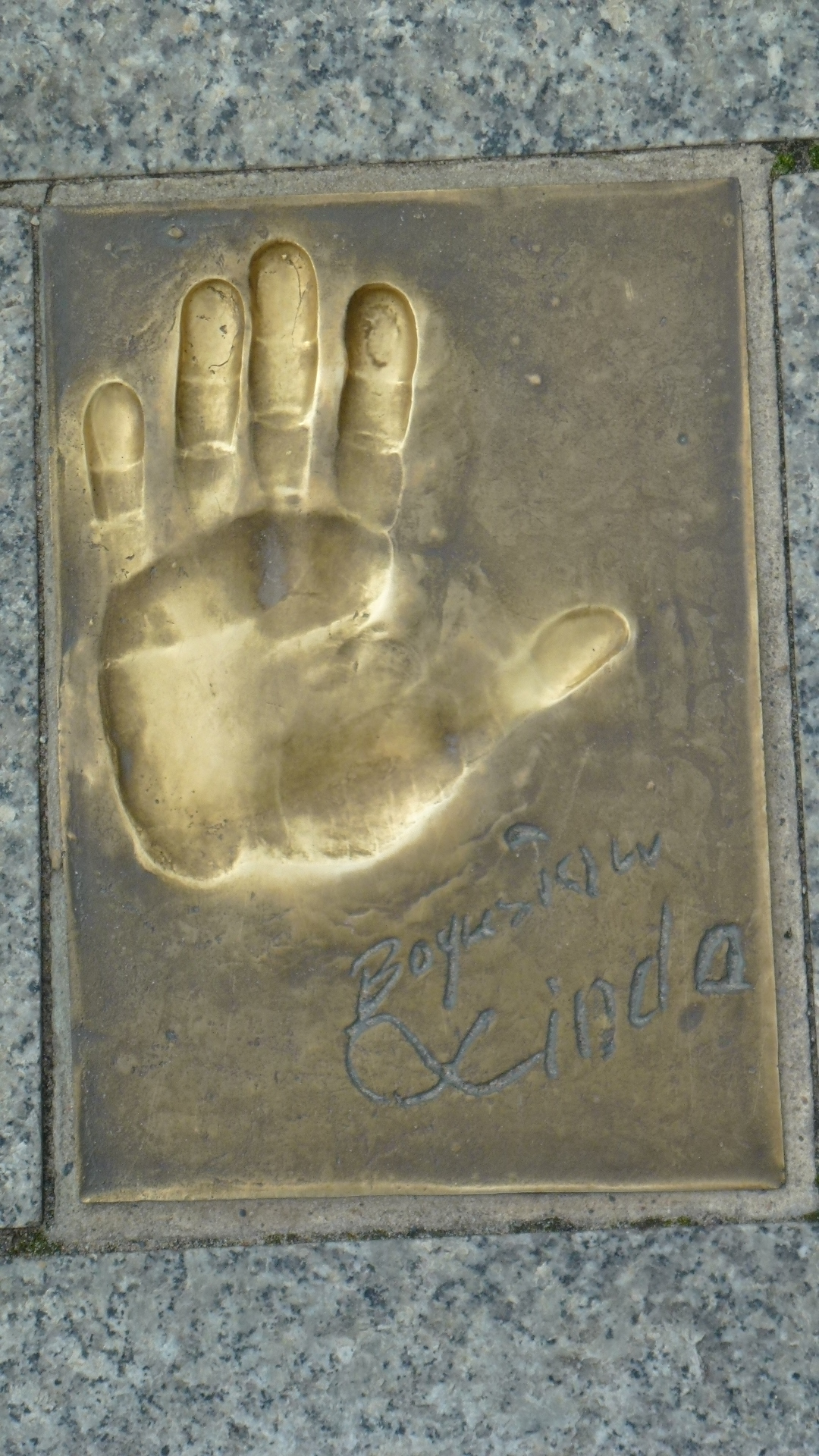
Odcisk dłoni Bogusława Lindy
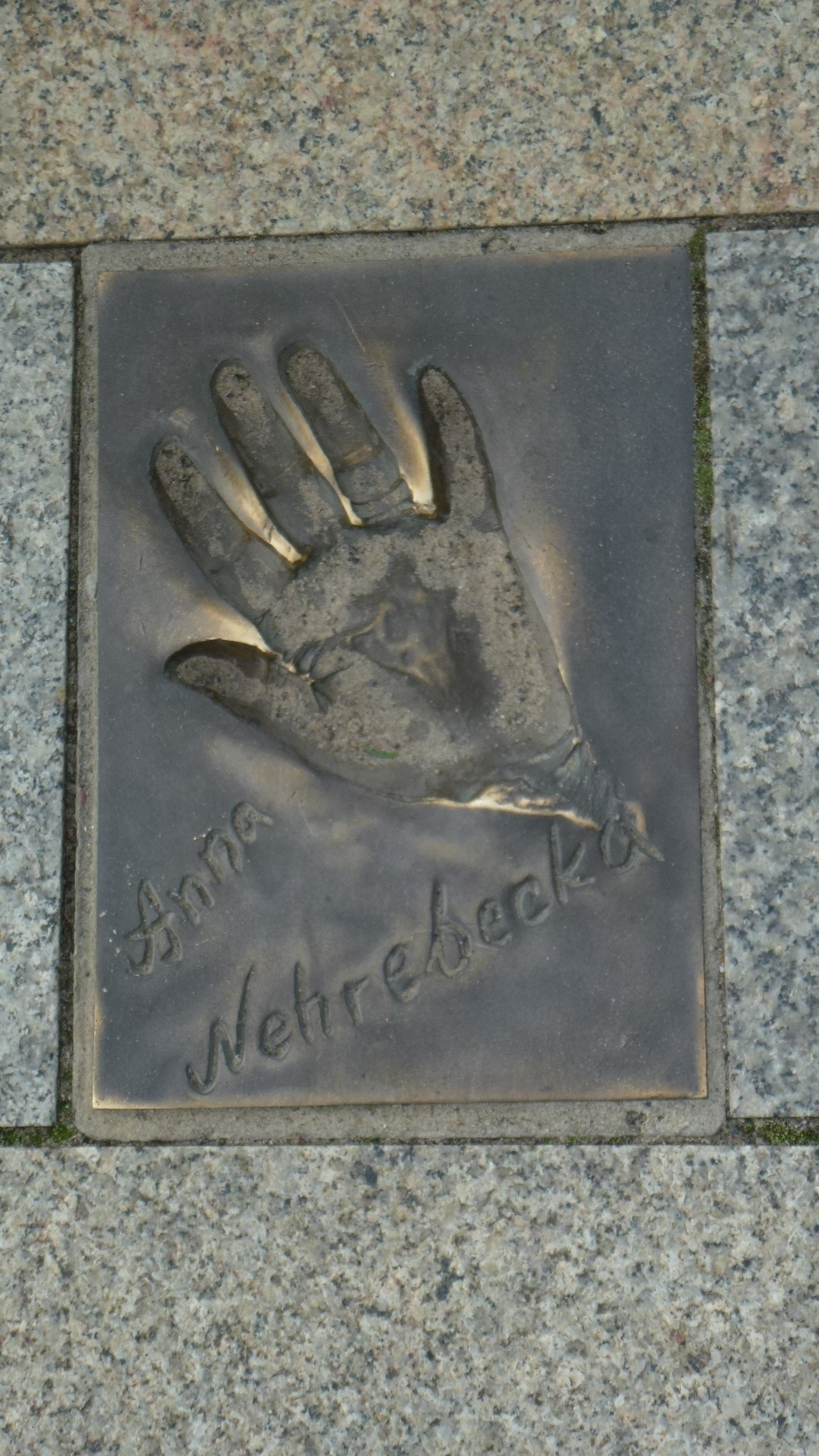
Odcisk dłoni Anny Nehrebeckiej
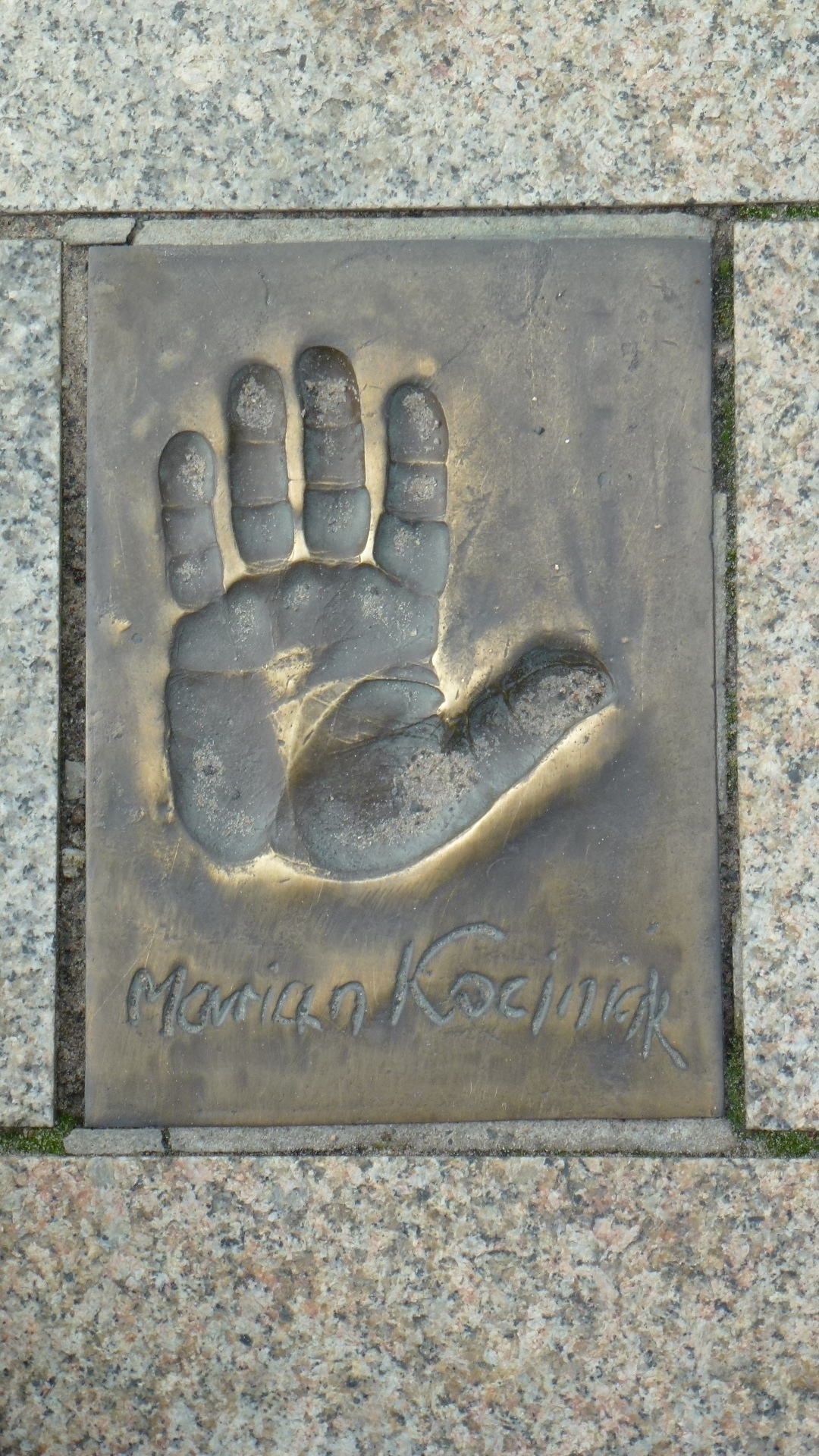
Odcisk dłoni Mariana Kociniaka
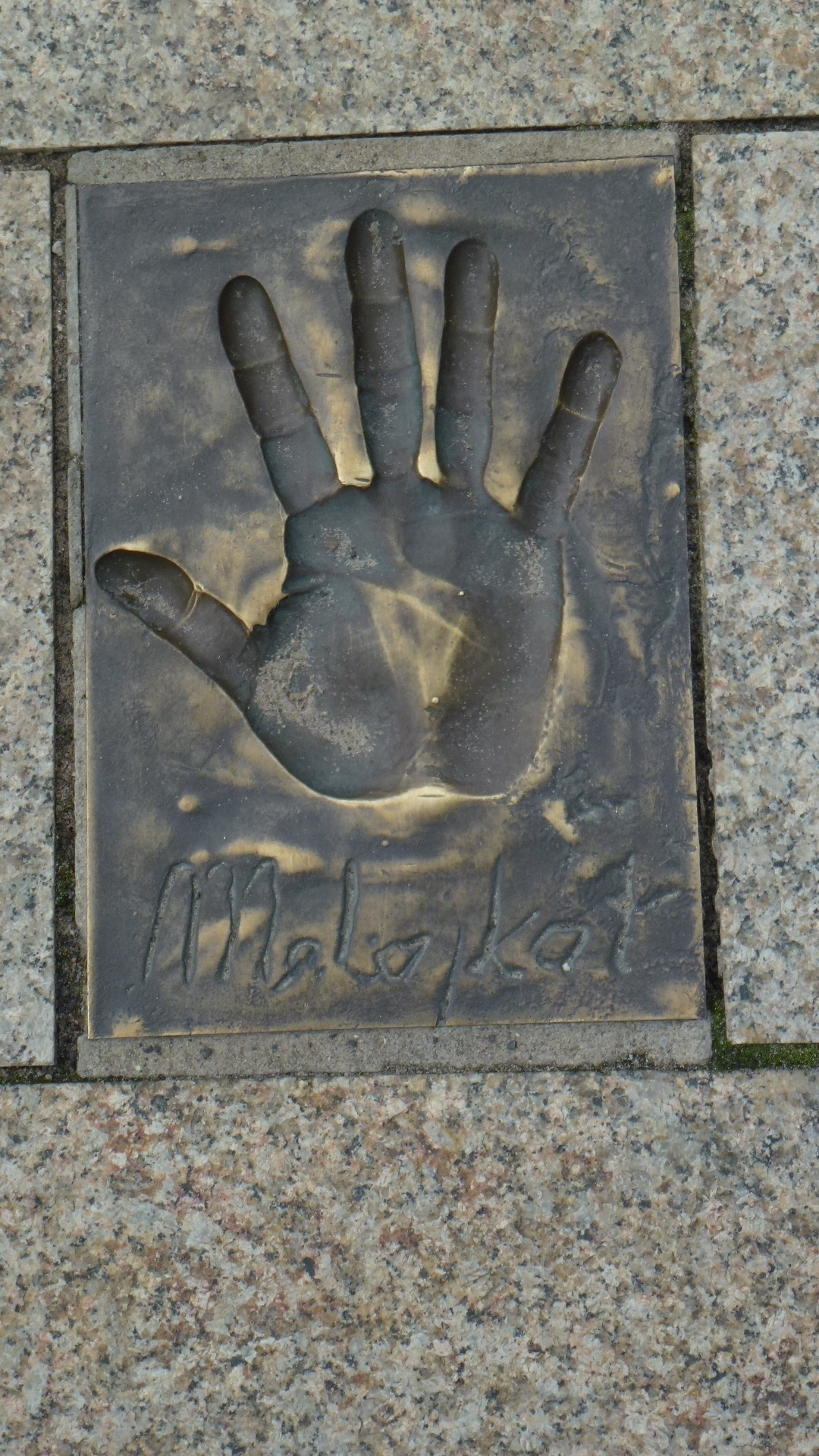
Odcisk dłoni Wojciecha Malajkata
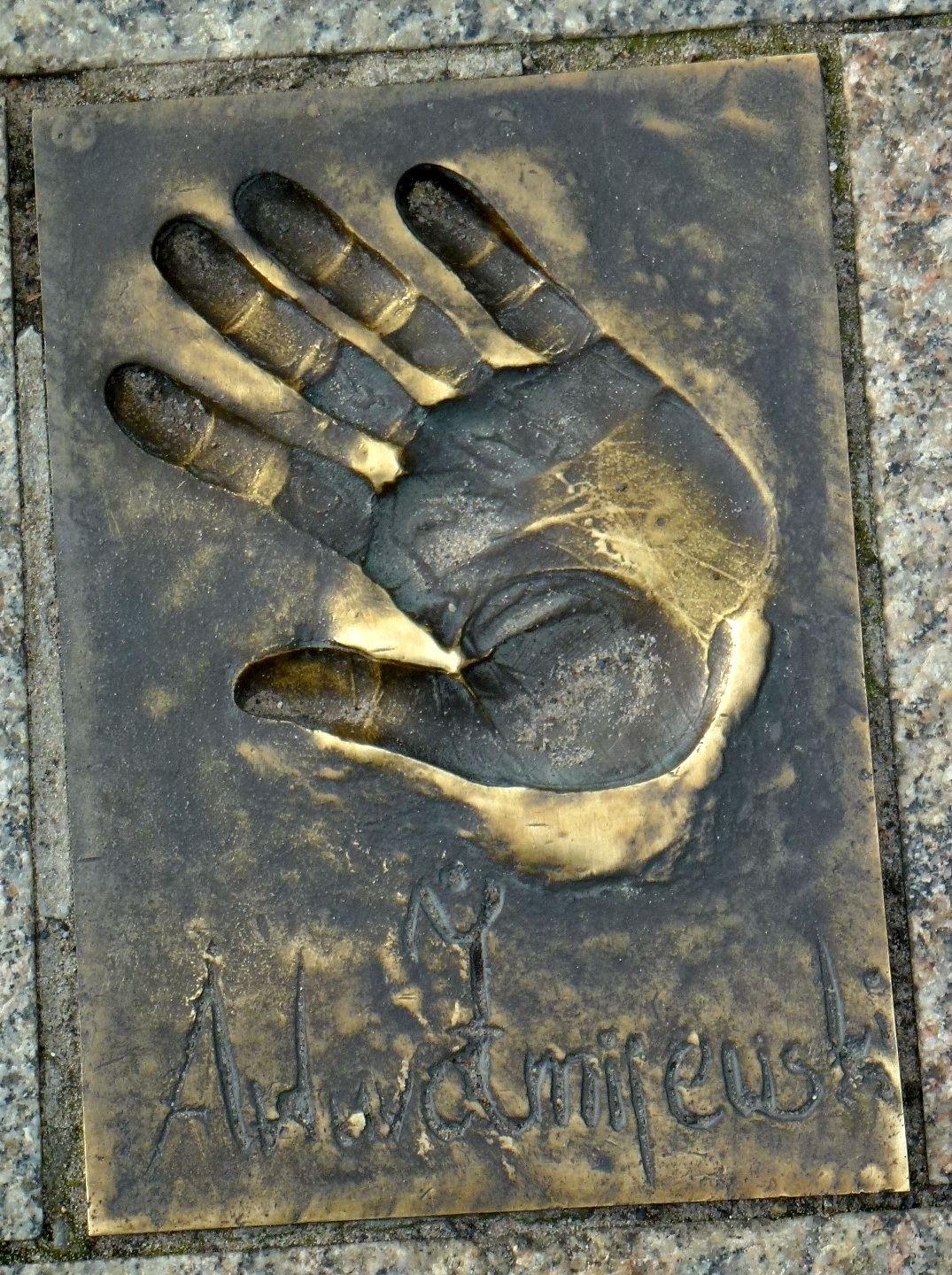
Odcisk dłoni Artura Żmijewskiego
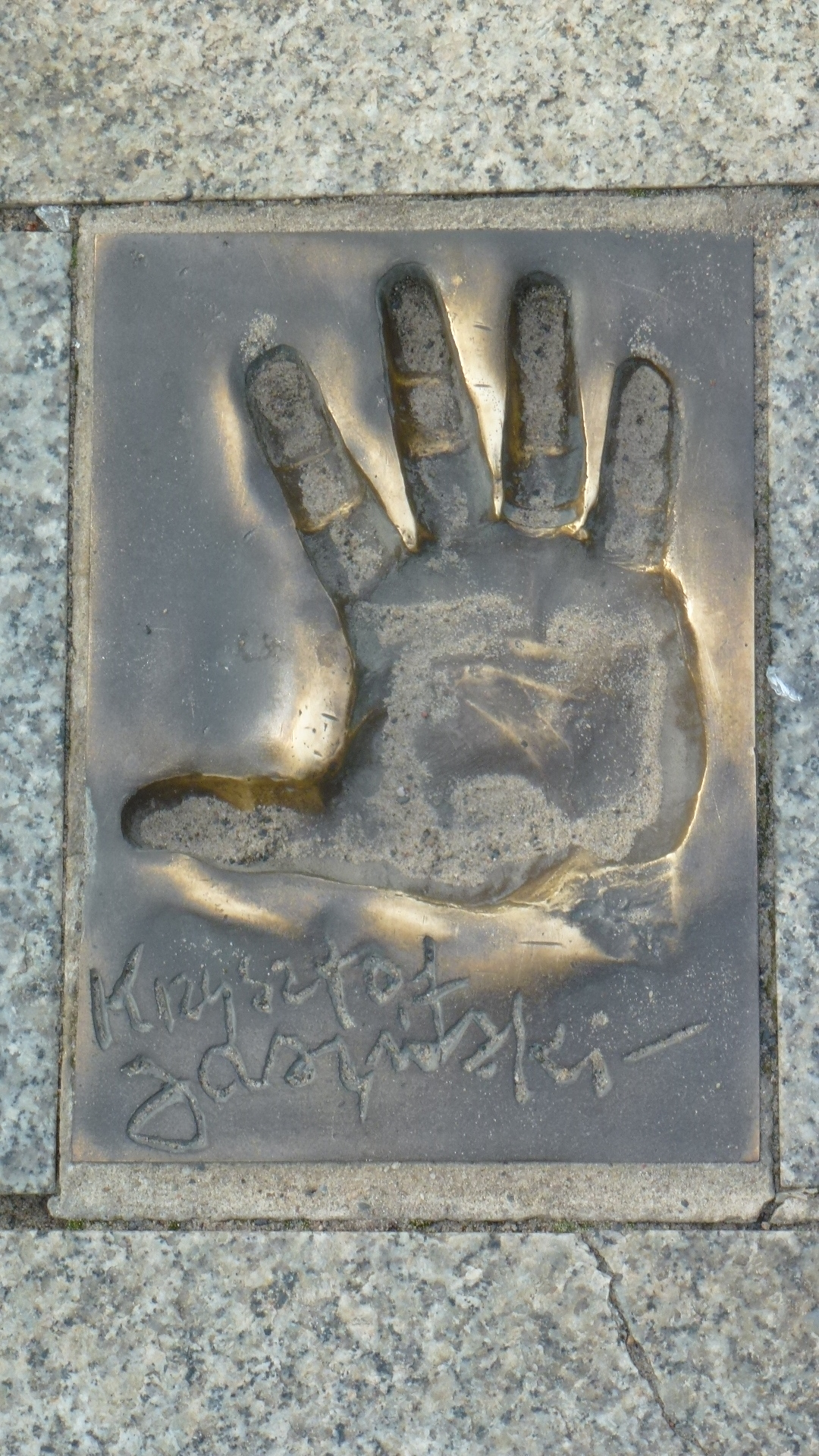
Odcisk dłoni Krzysztofa Jasińskiego
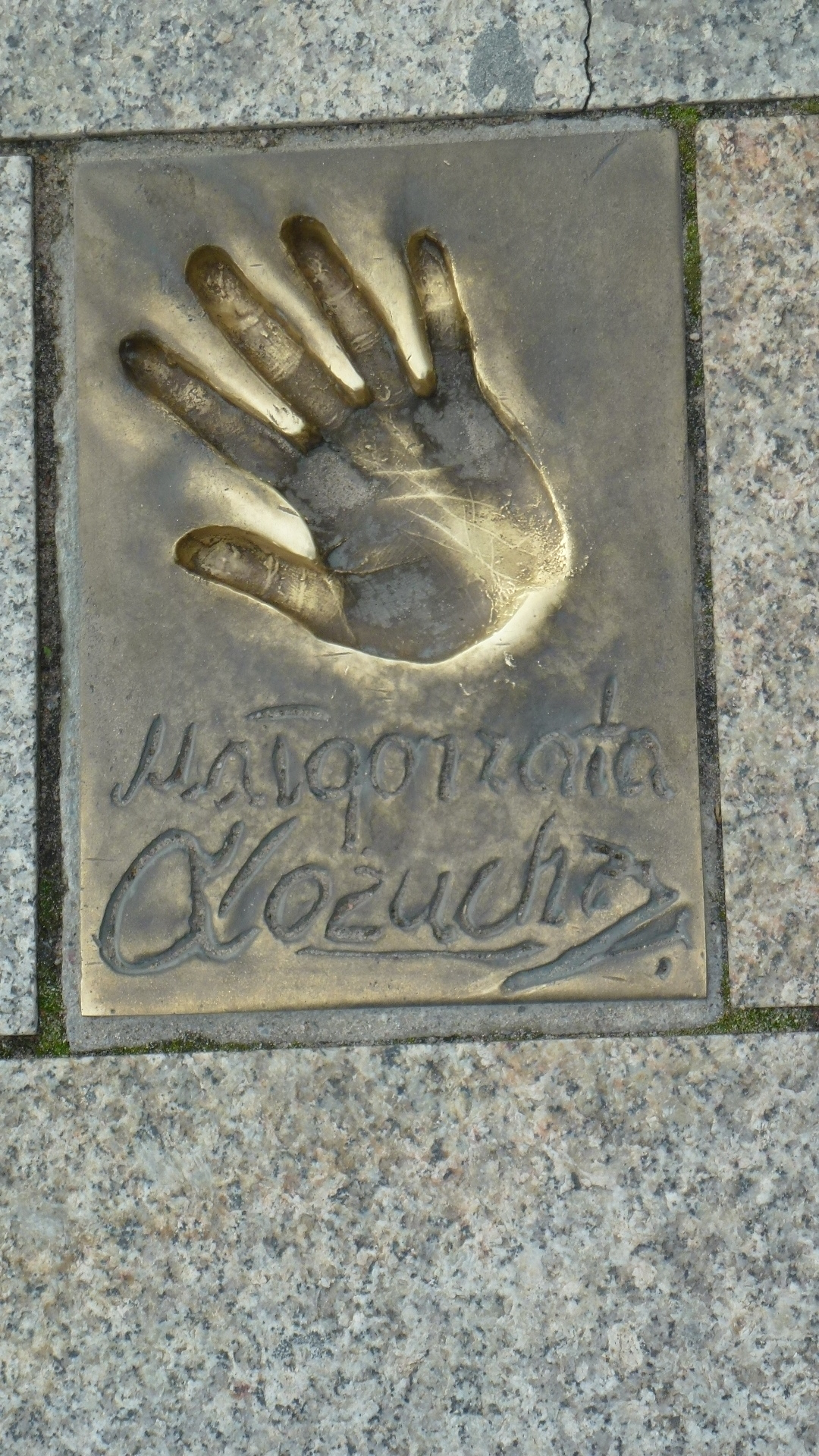
Odcisk dłoni Małgorzaty Kożuchowskiej
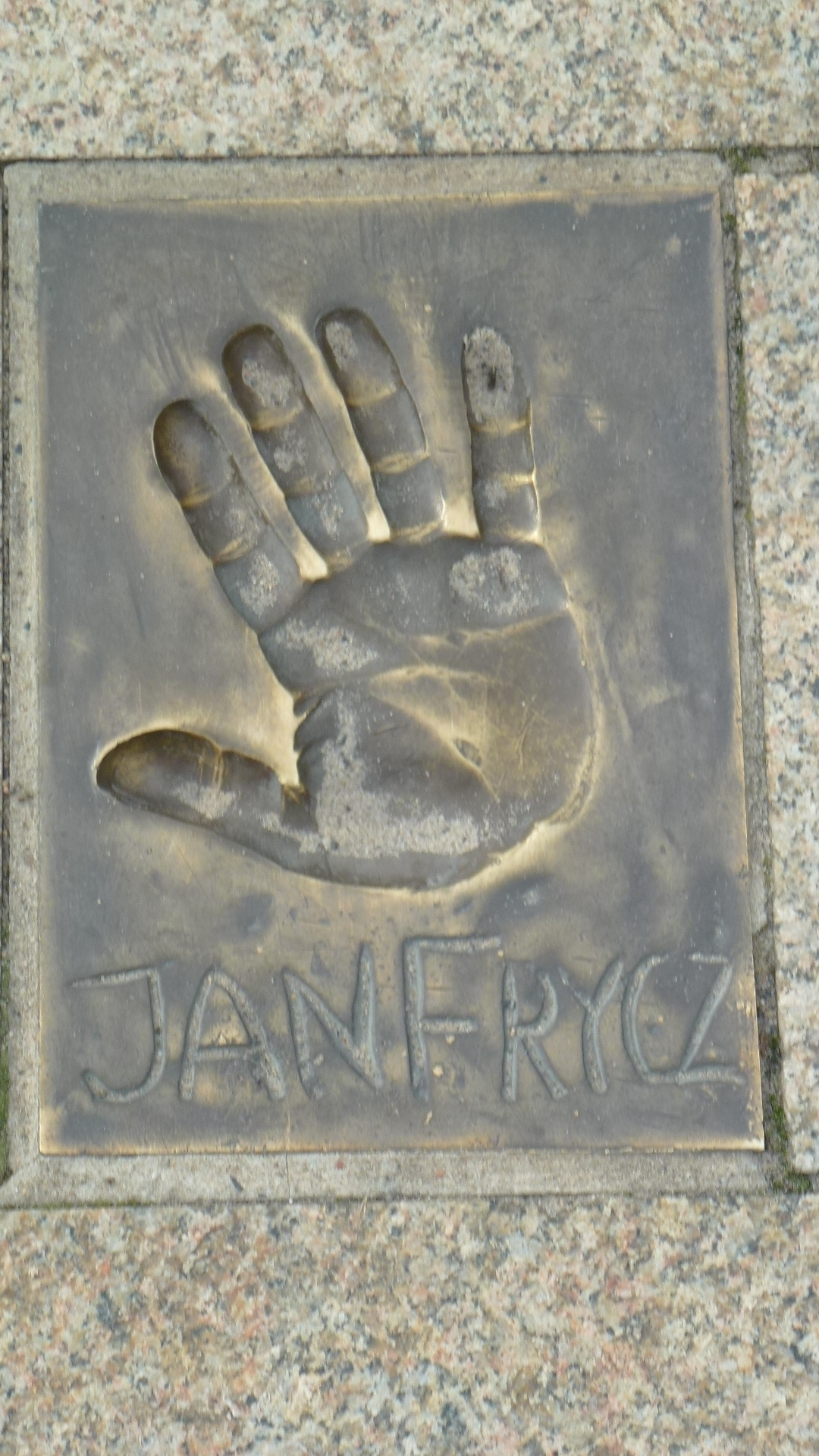
Odcisk dłoni Jana Frycza
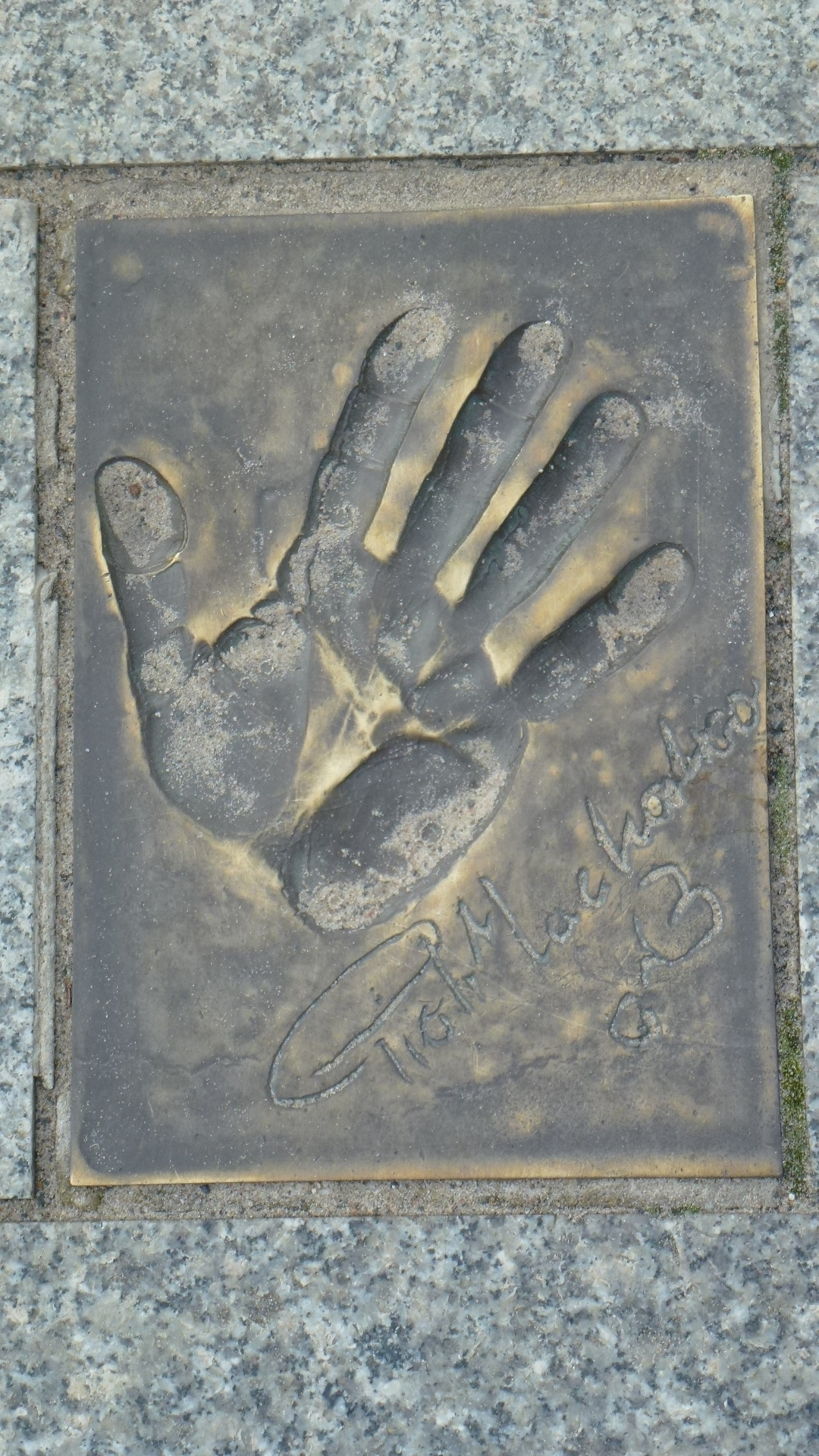
Odcisk dłoni Piotra Machalicy
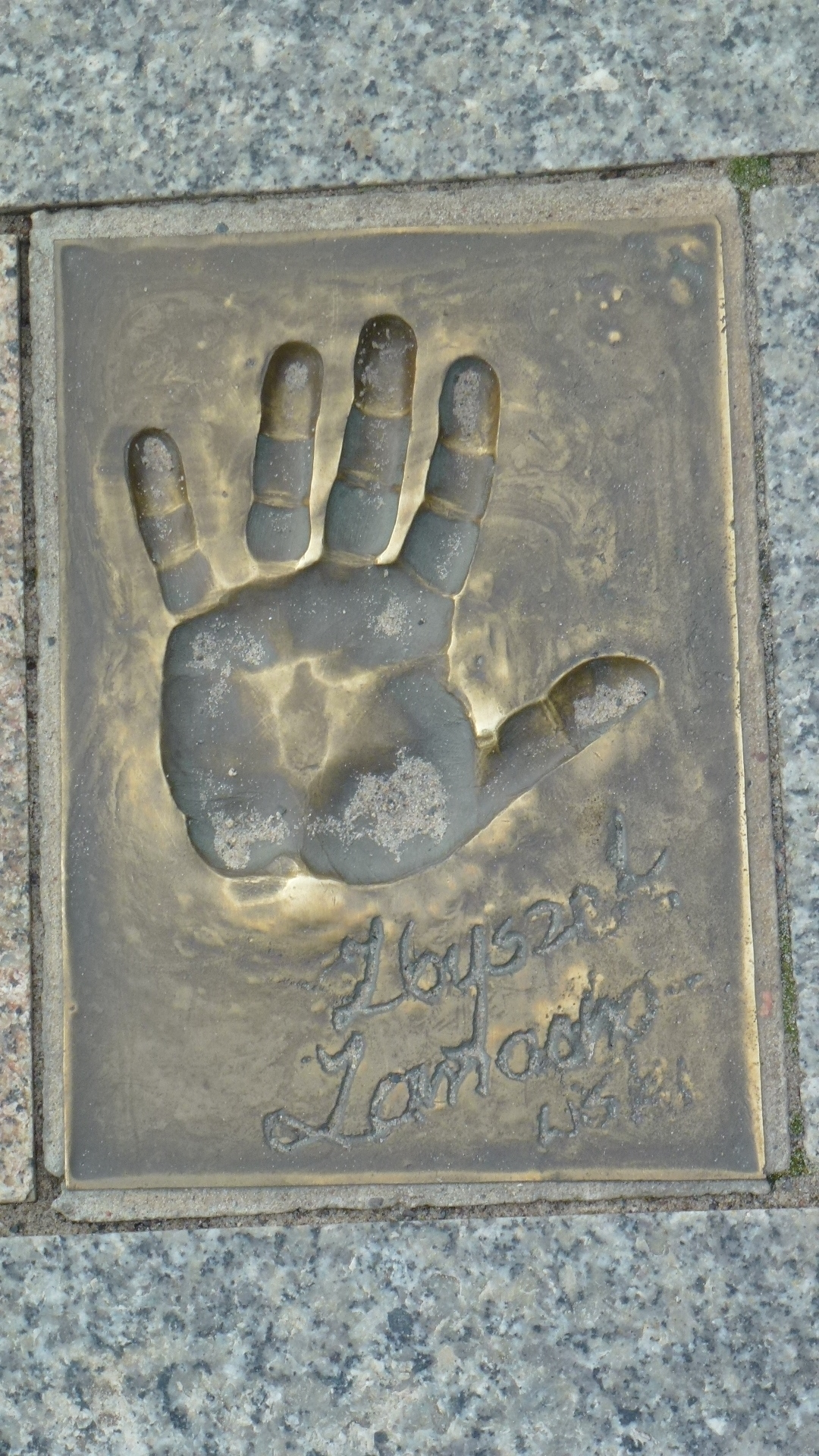
Odcisk dłoni Zbigniewa Zamachowskiego
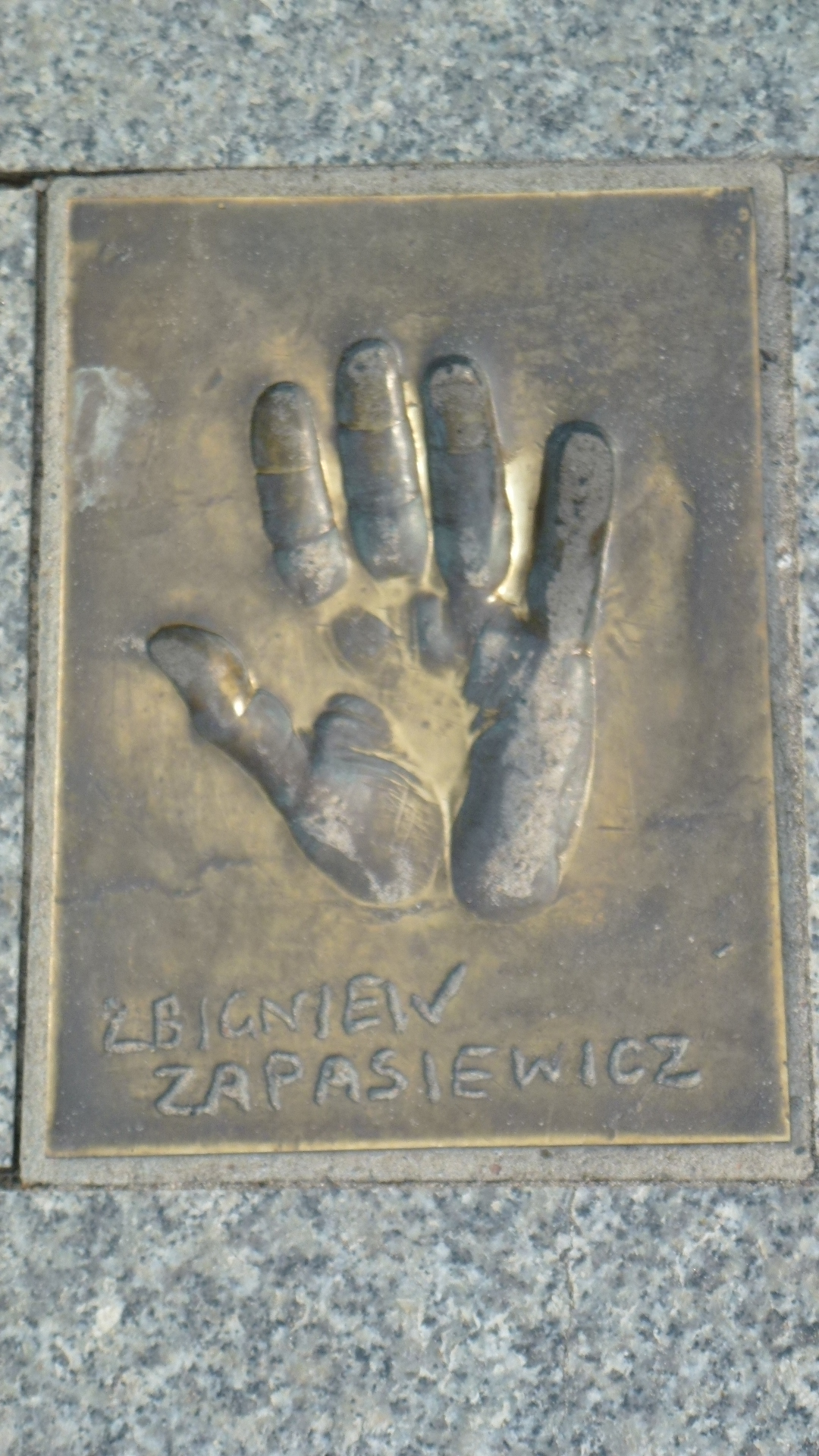
Odcisk dłoni Zbigniewa Zapasiewicza
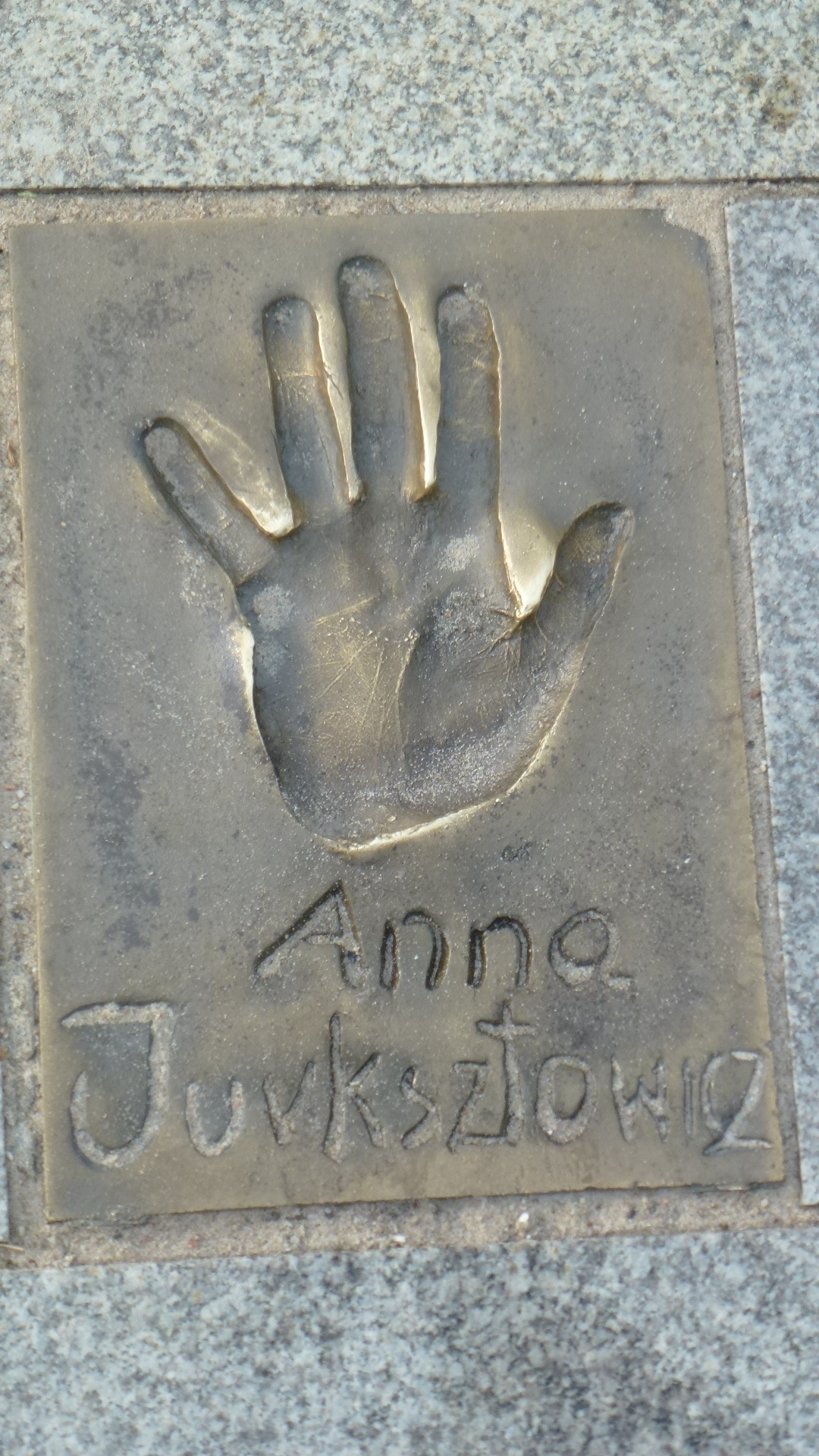
Odcisk dłoni Anny Jurksztowicz
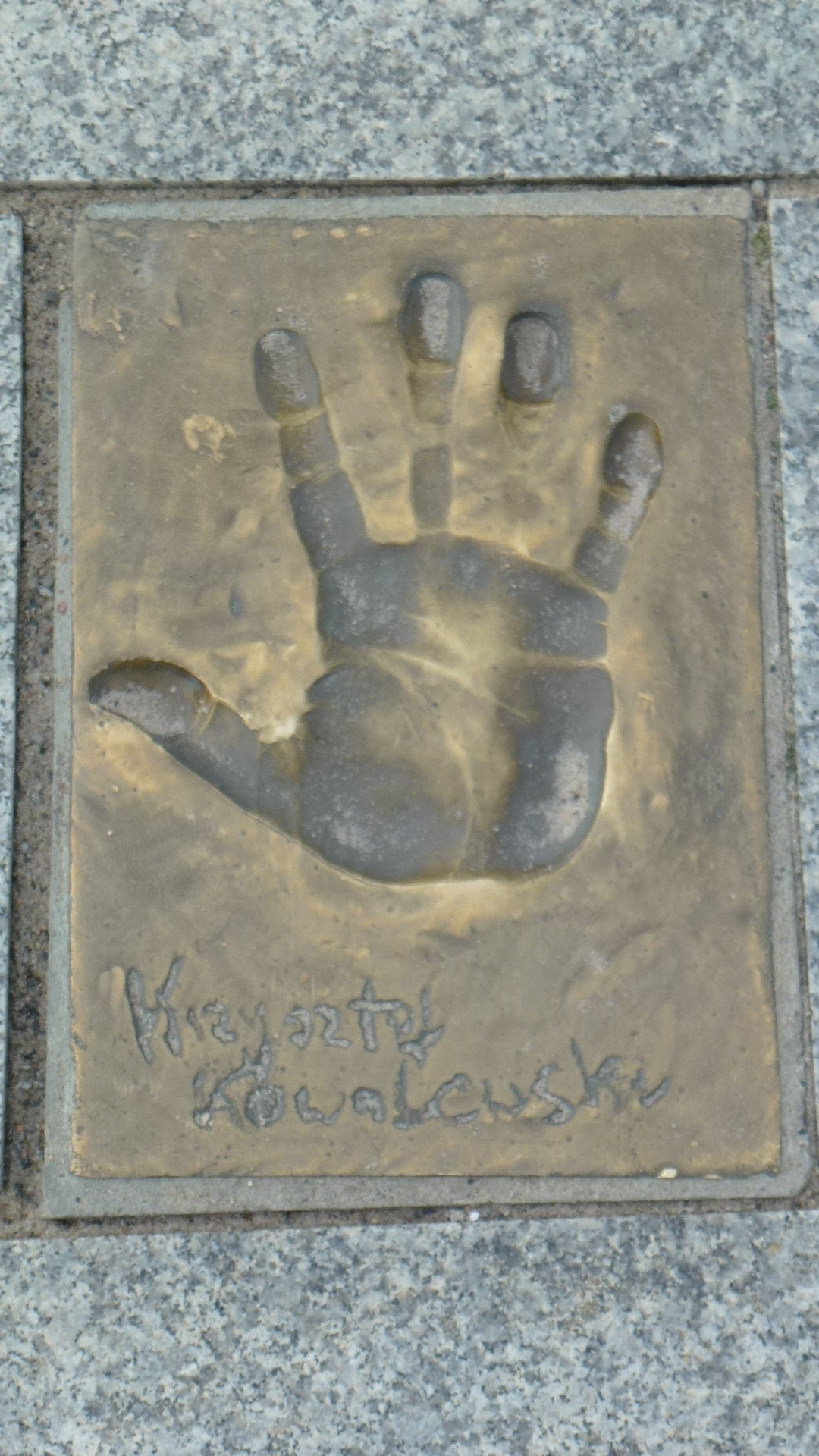
Odcisk dłoni Krzysztofa Kowalewskiego
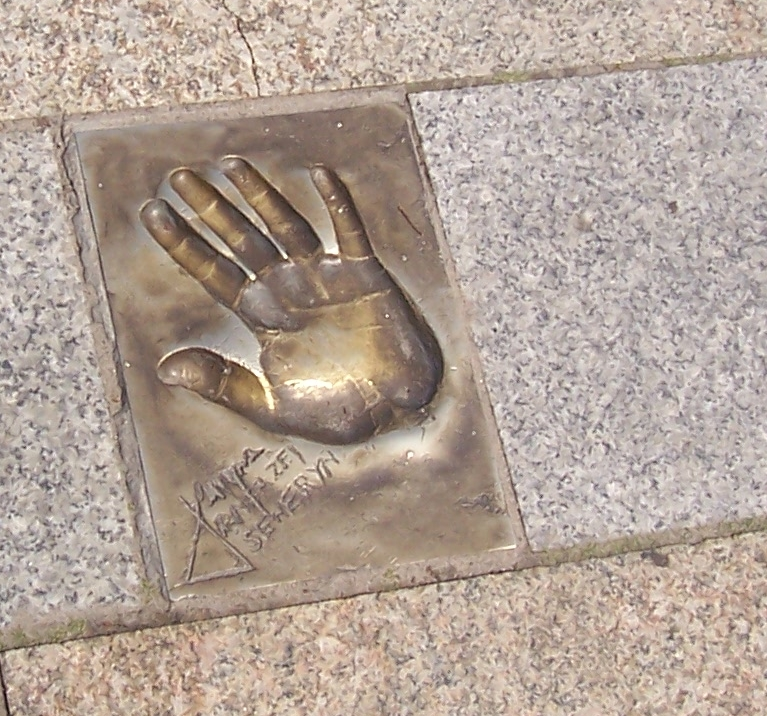
Odcisk dłoni Andrzeja Seweryna
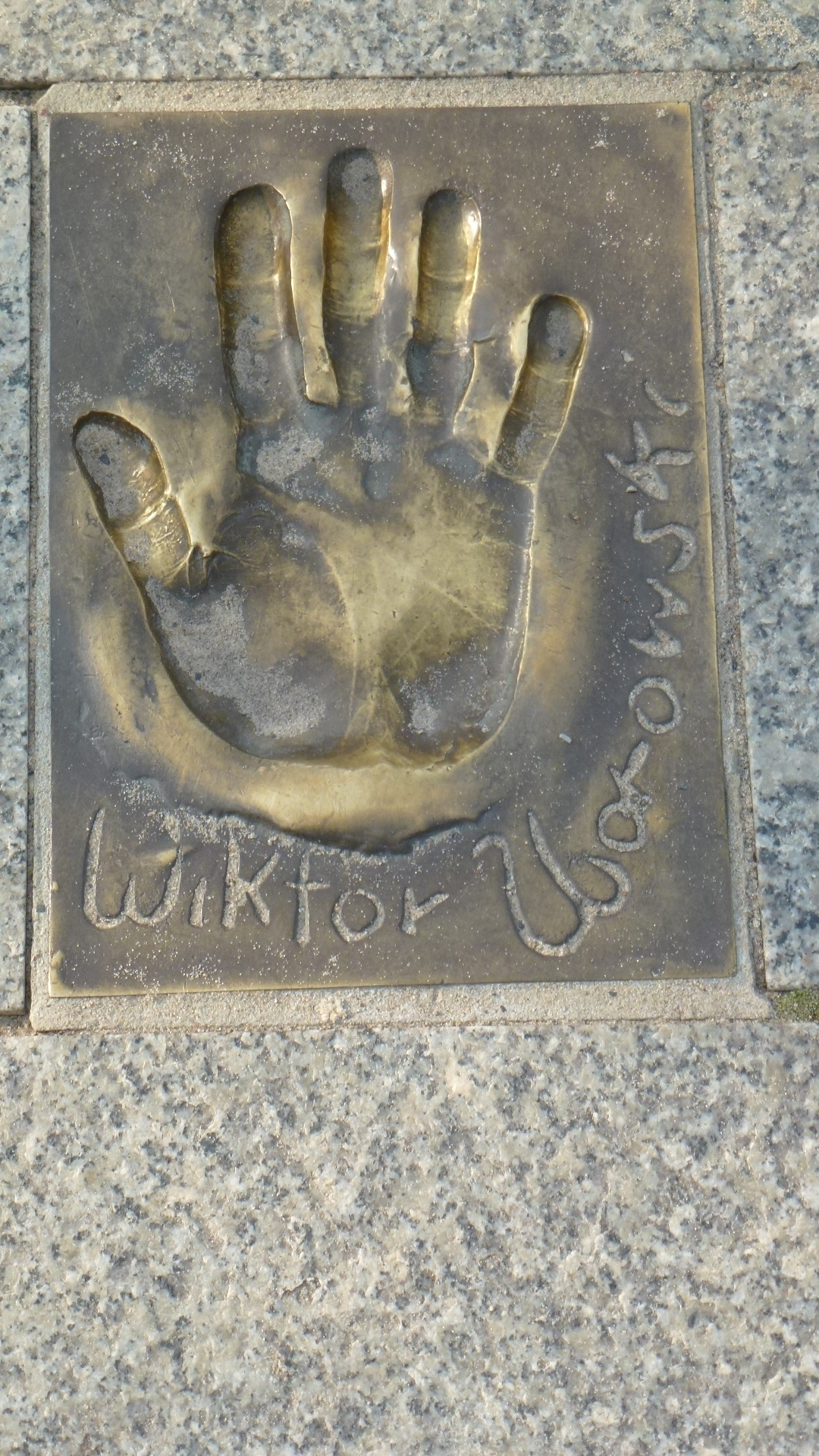
Odcisk dłoni Wiktora Zborowskiego
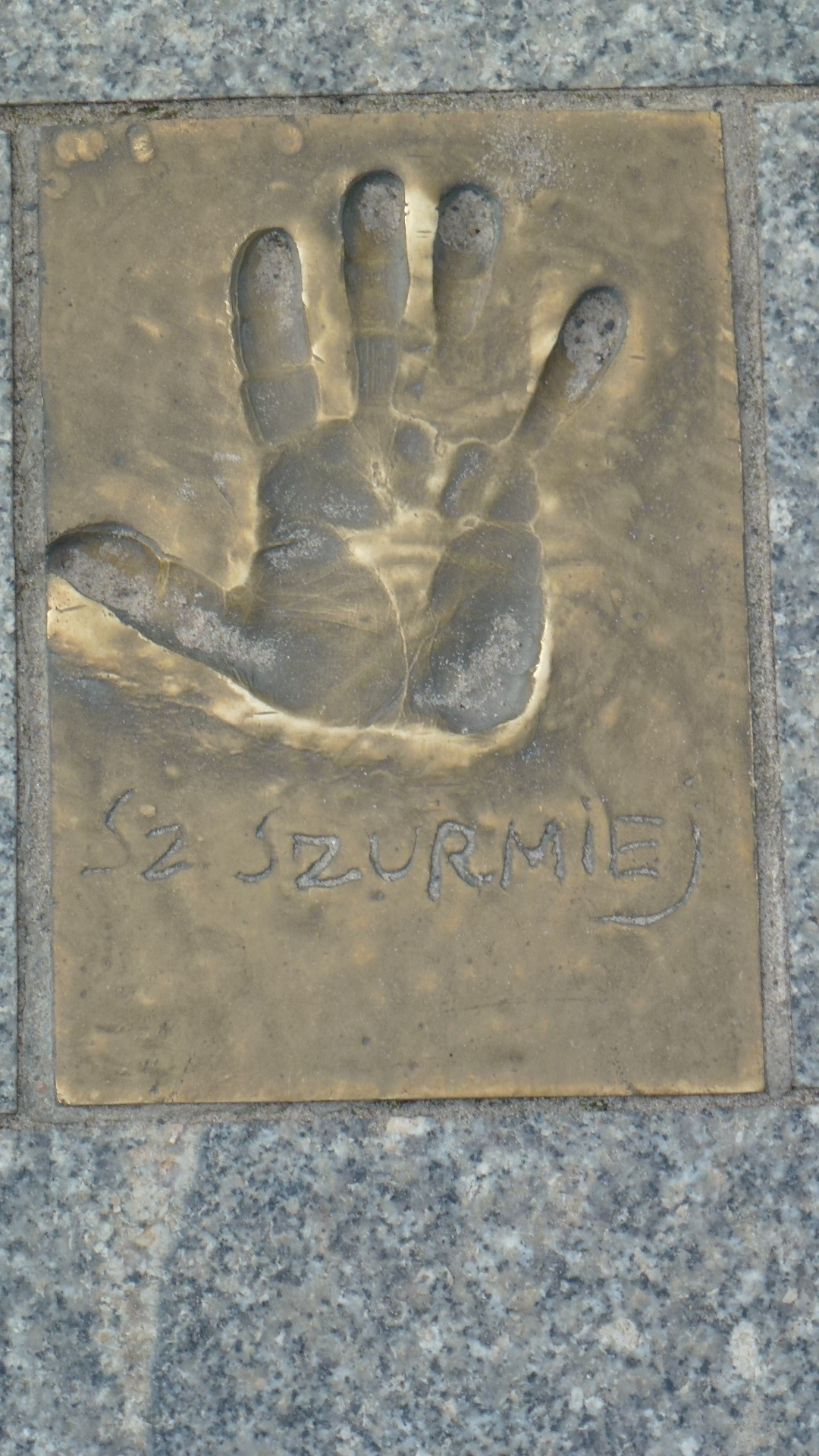
Odcisk dłoni Szymona Szurmieja
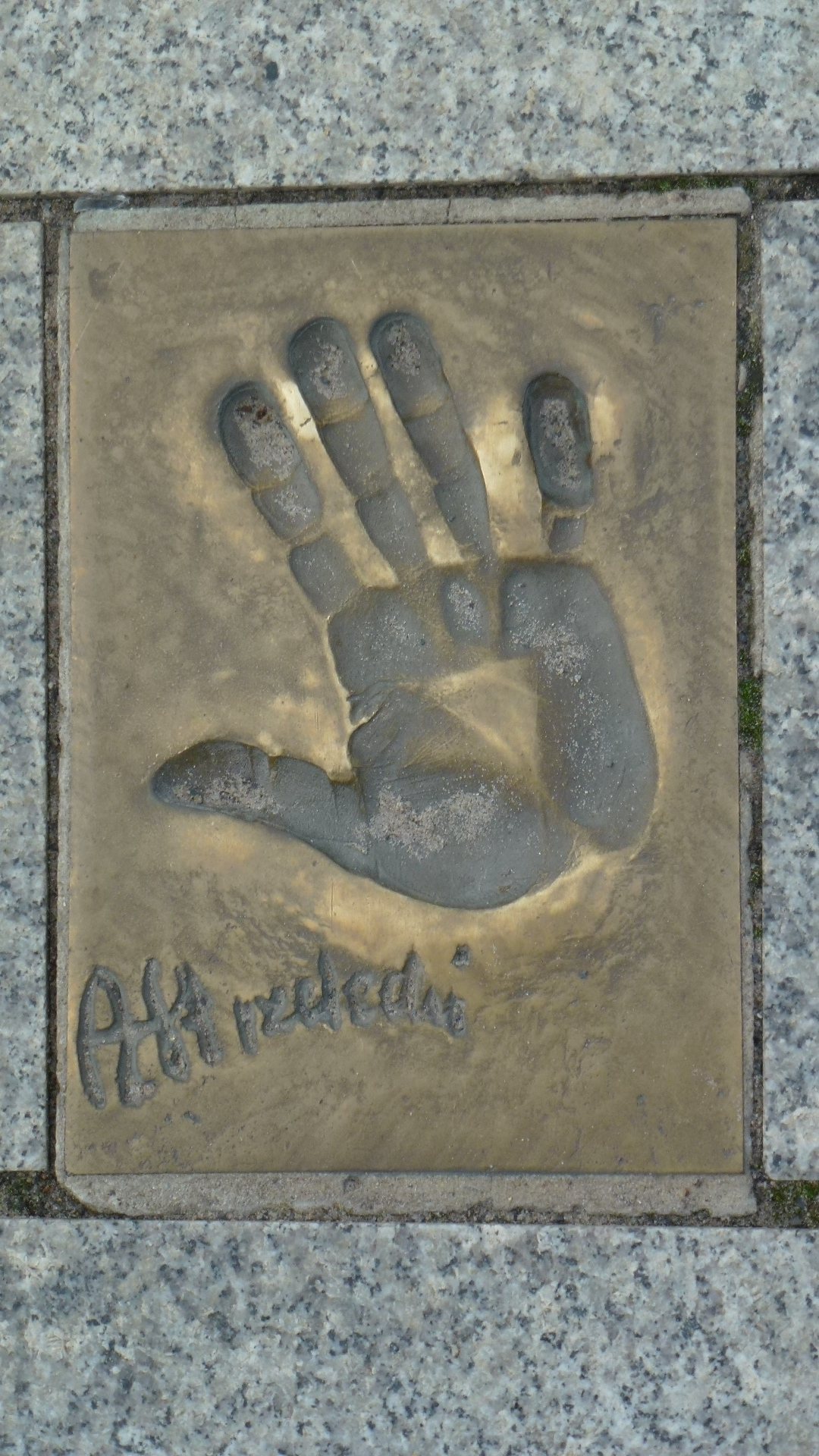
Odcisk dłoni Andrzeja Strzeleckiego
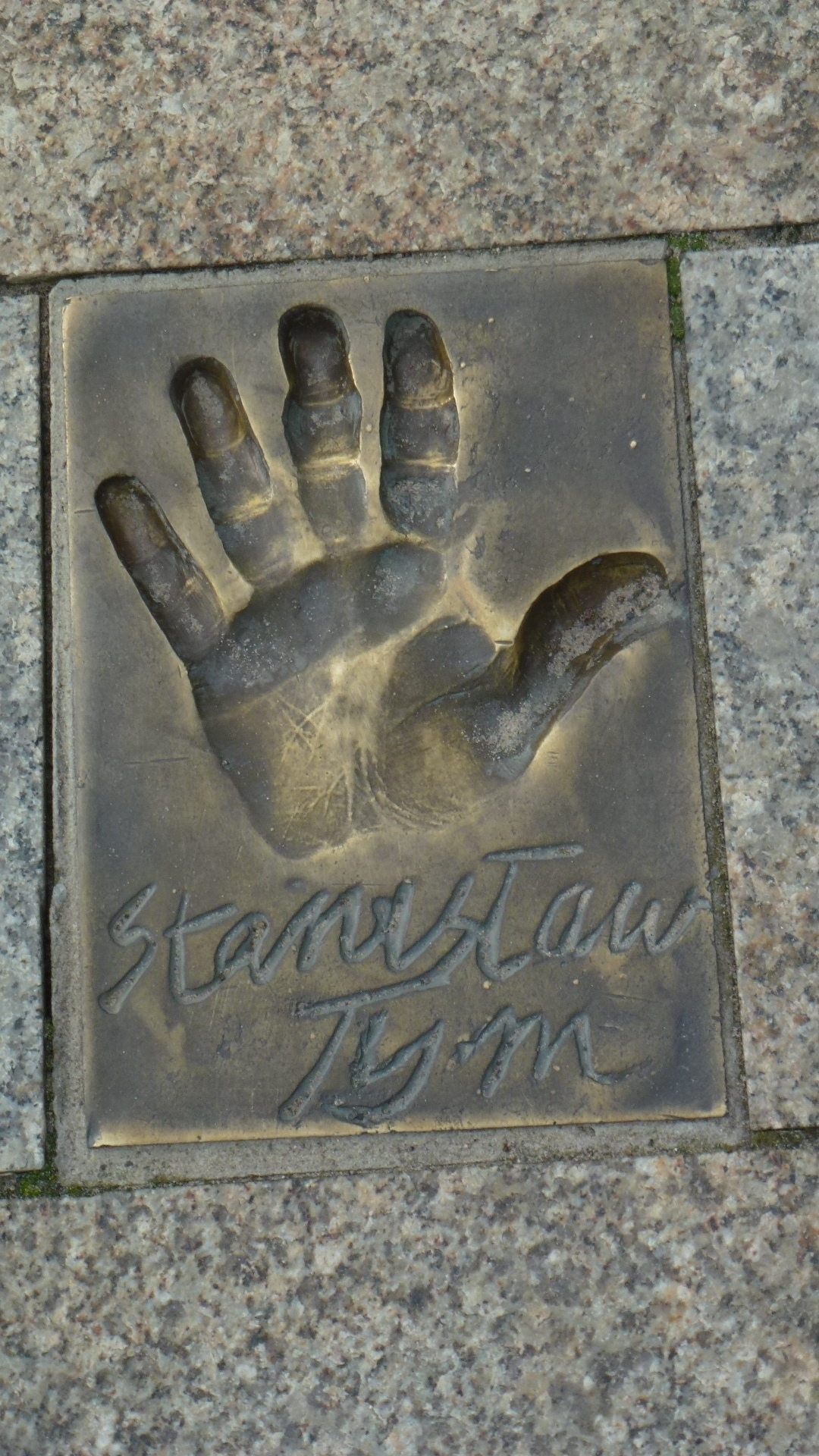
Odcisk dłoni Stanisława Tyma
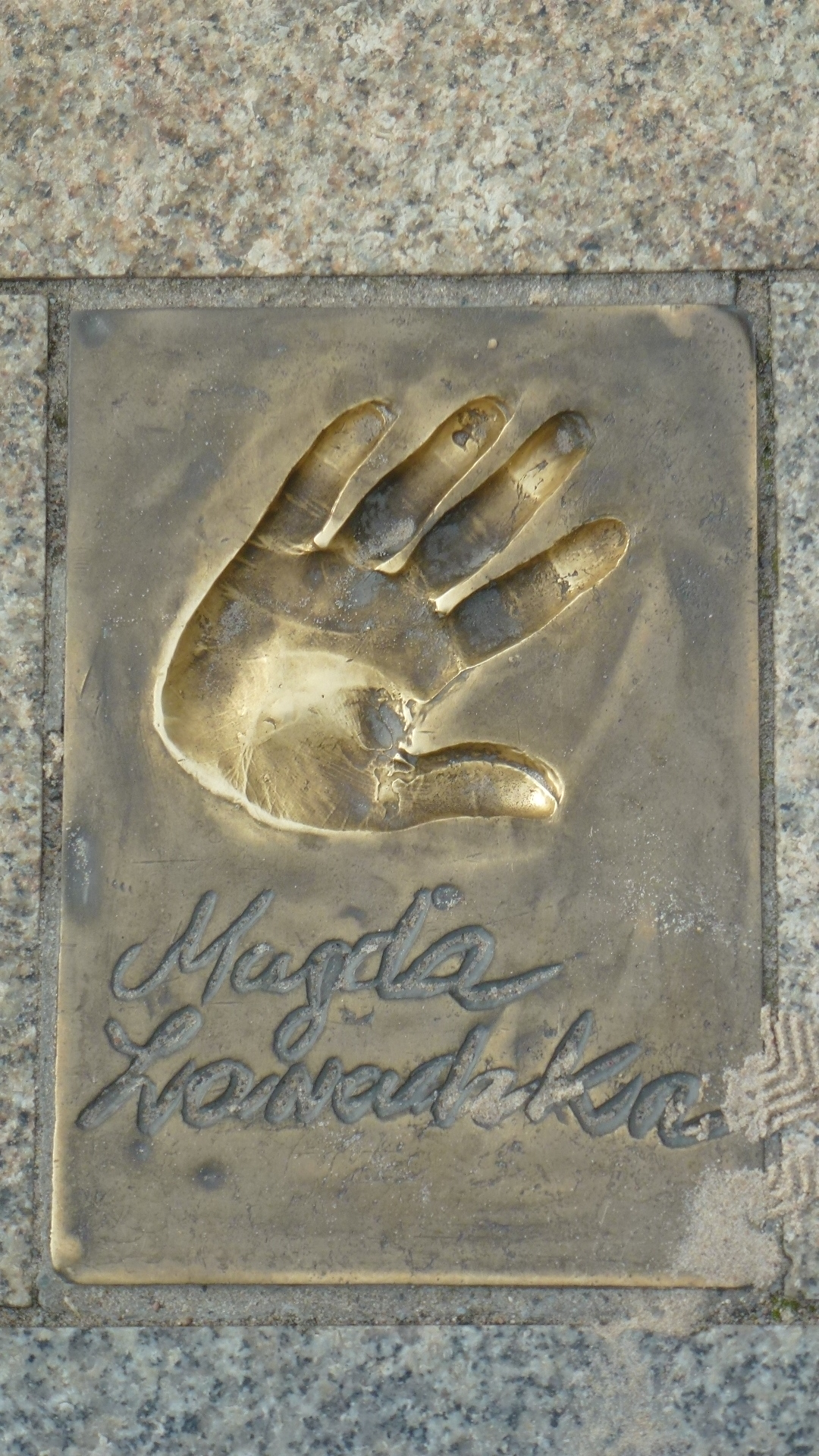
Odcisk dłoni Magdaleny Zawadzkiej
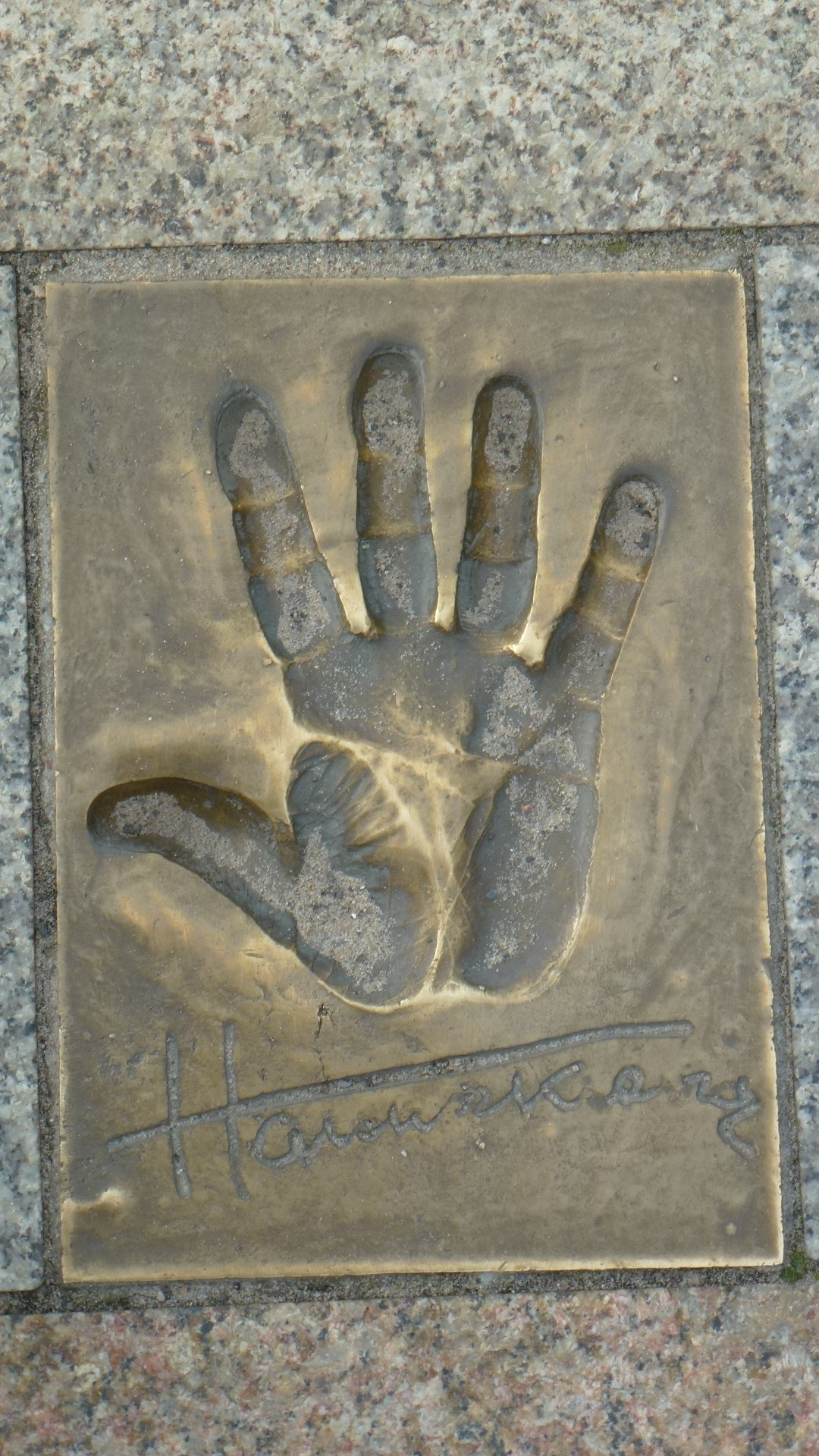
Odcisk dłoni Adama Hanuszkiewicza
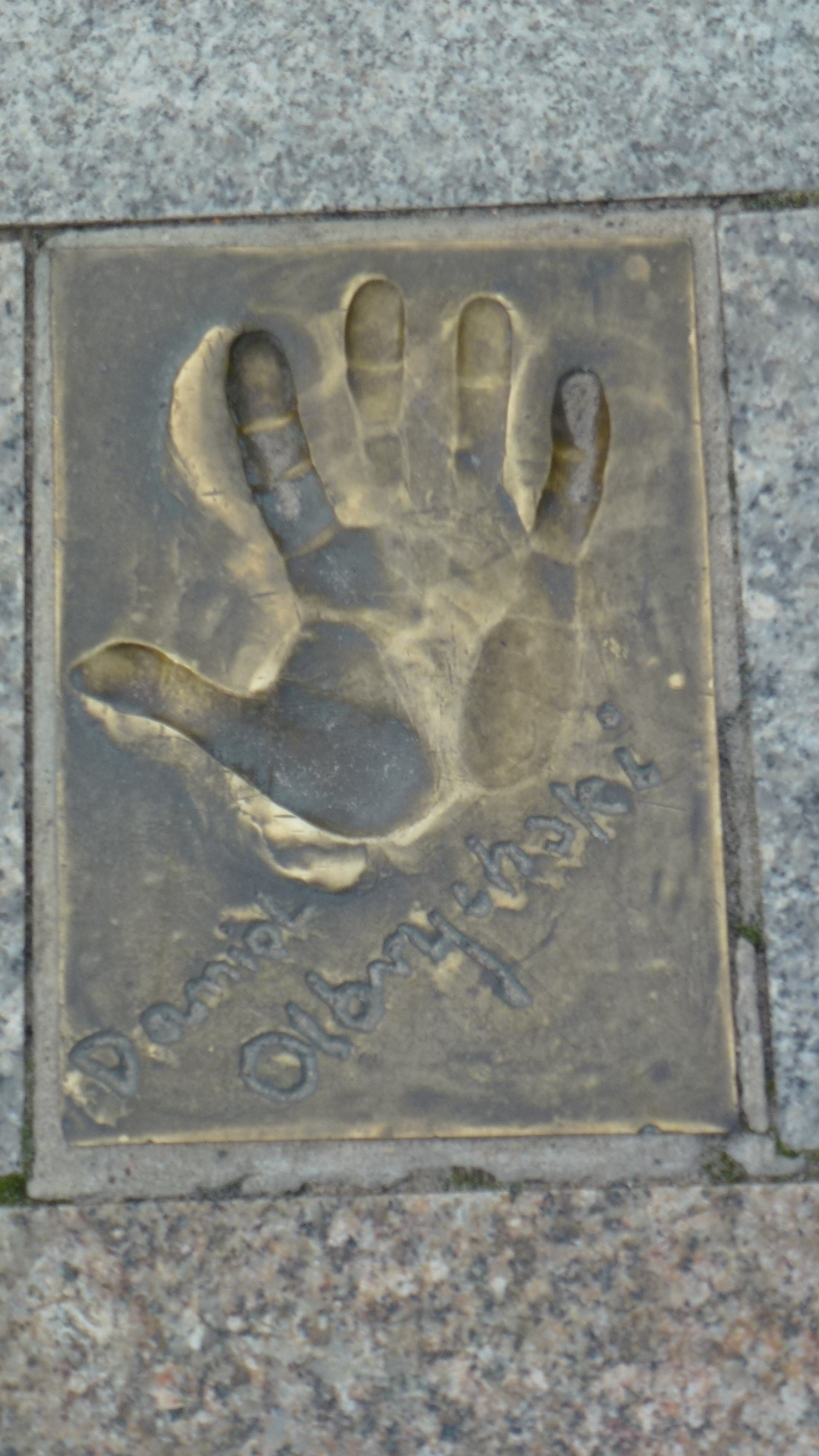
Odcisk dłoni Daniela Olbrychskiego
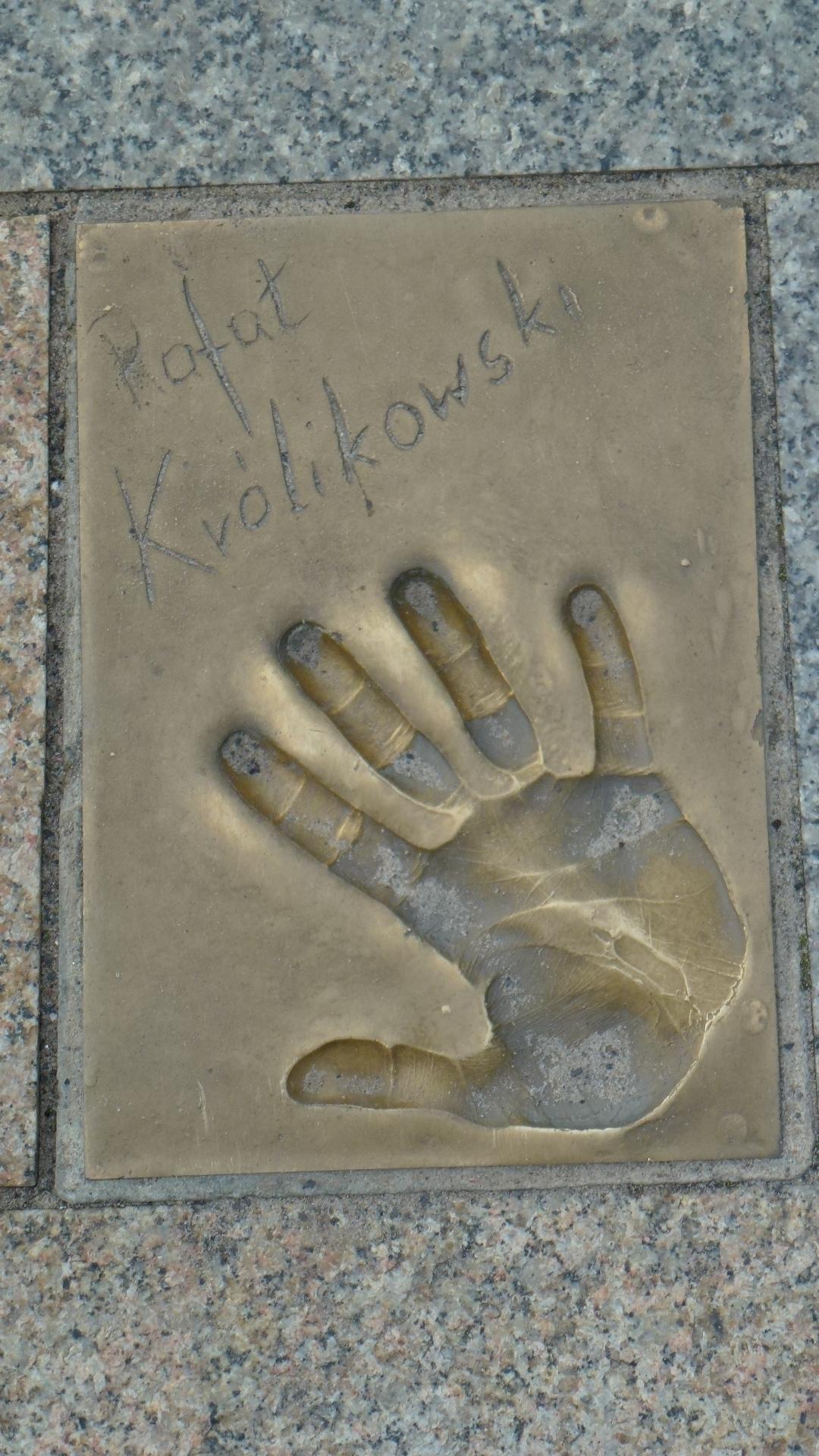
Odcisk dłoni Rafała Królikowskiego
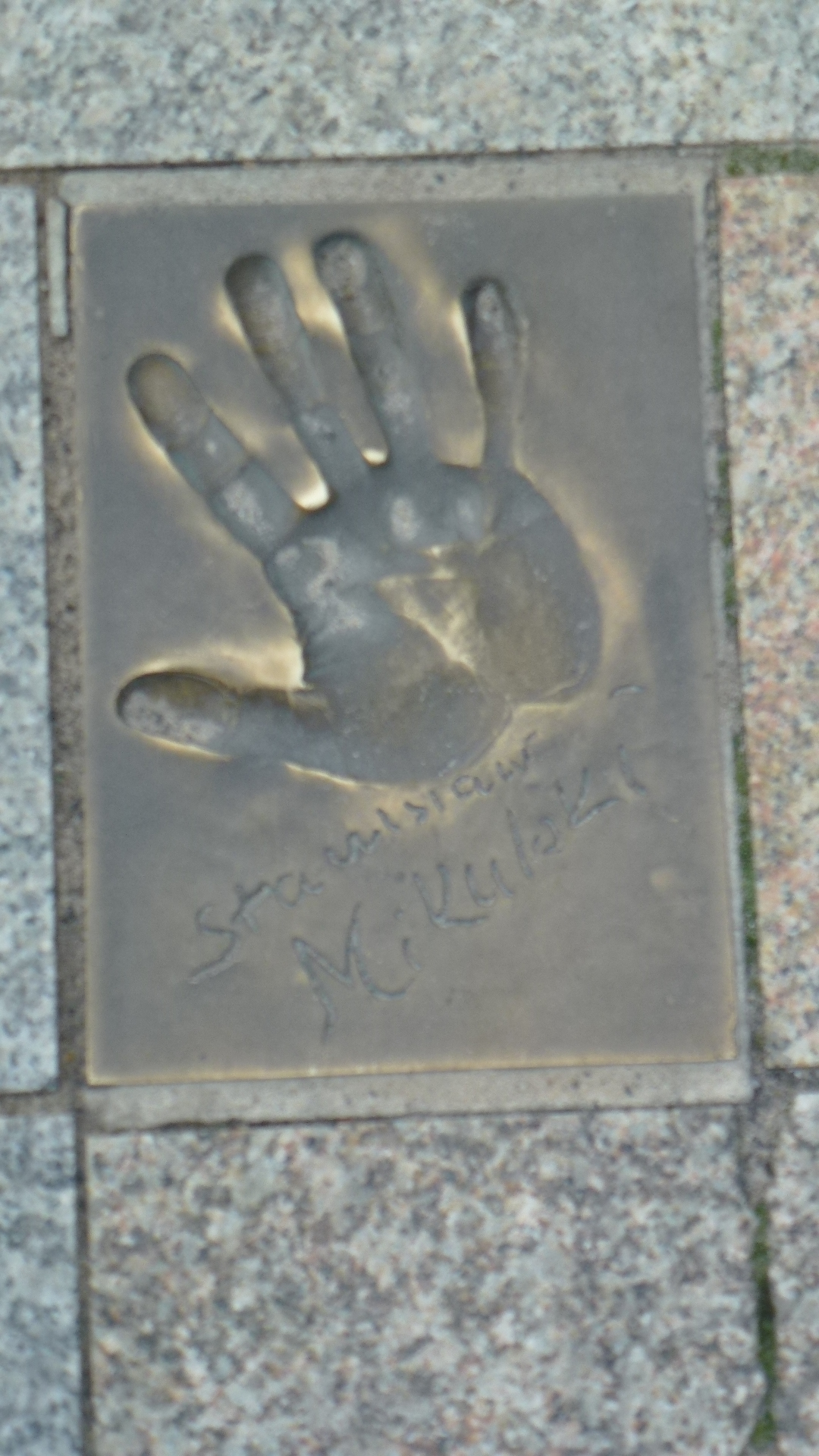
Odcisk dłoni Stanisława Mikulskiego
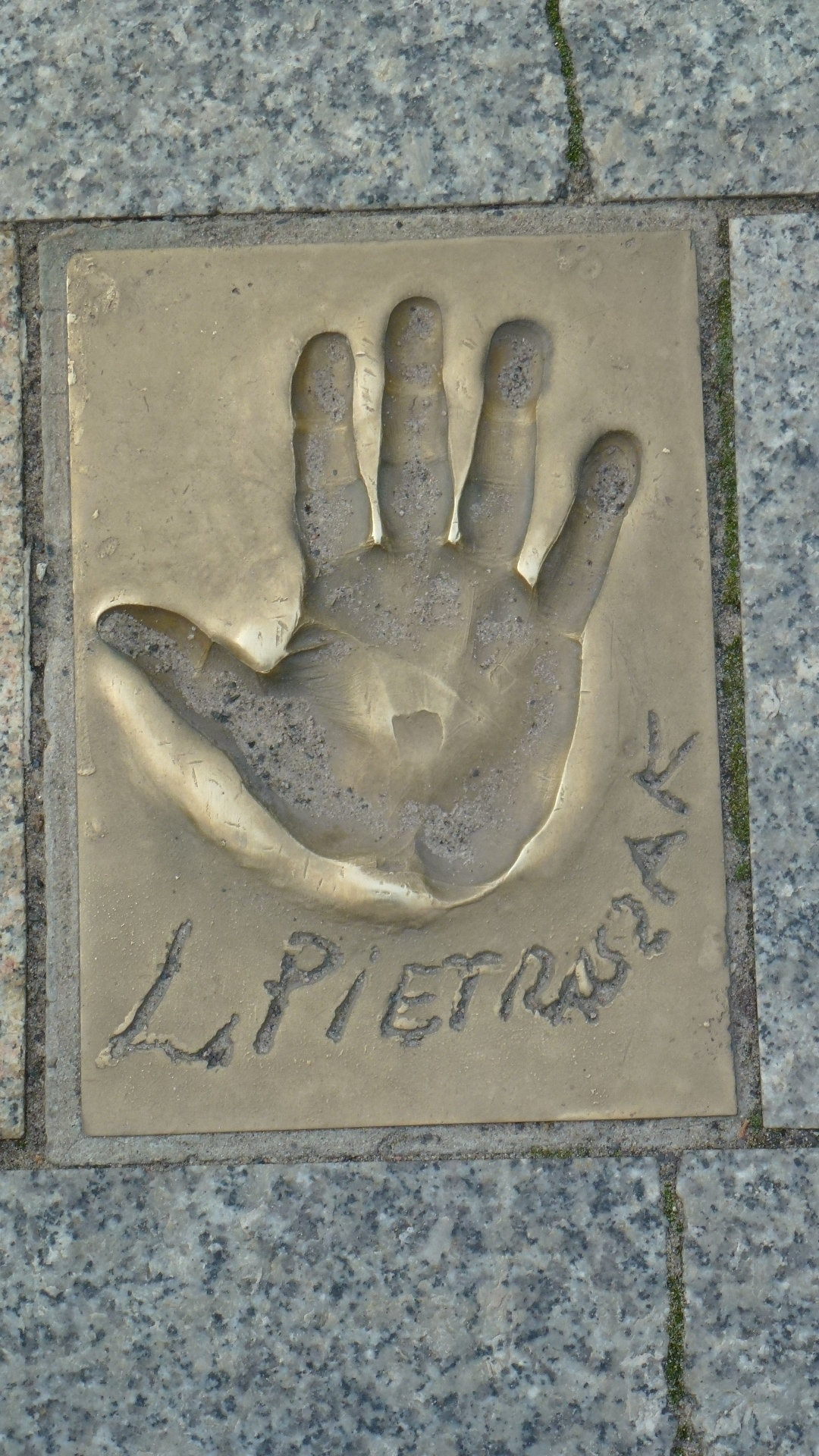
Odcisk dłoni Leonarda Pietraszaka
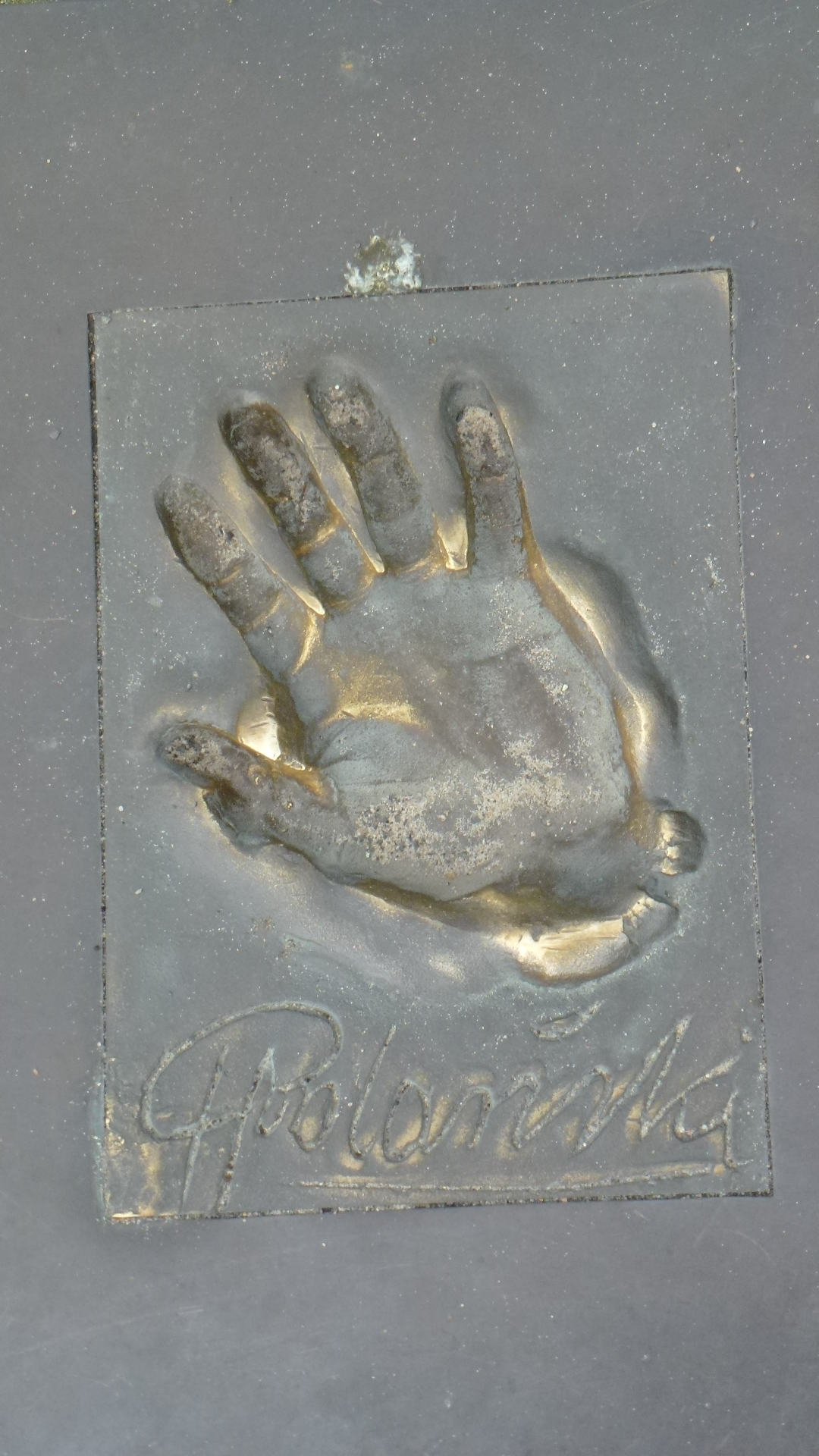
Odcisk dłoni Romana Polańskiego
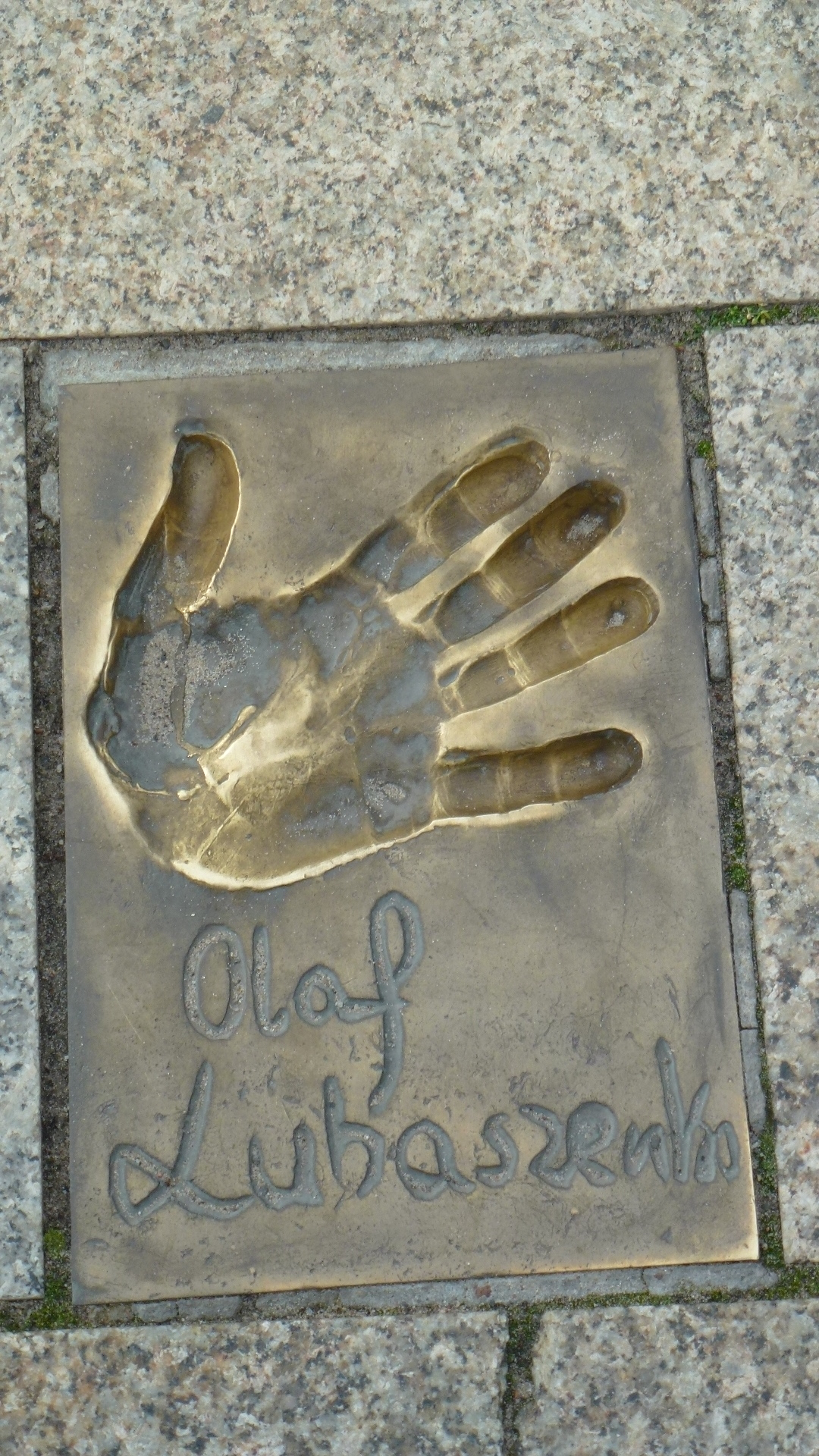
Odcisk dłoni Olafa Lubaszenki
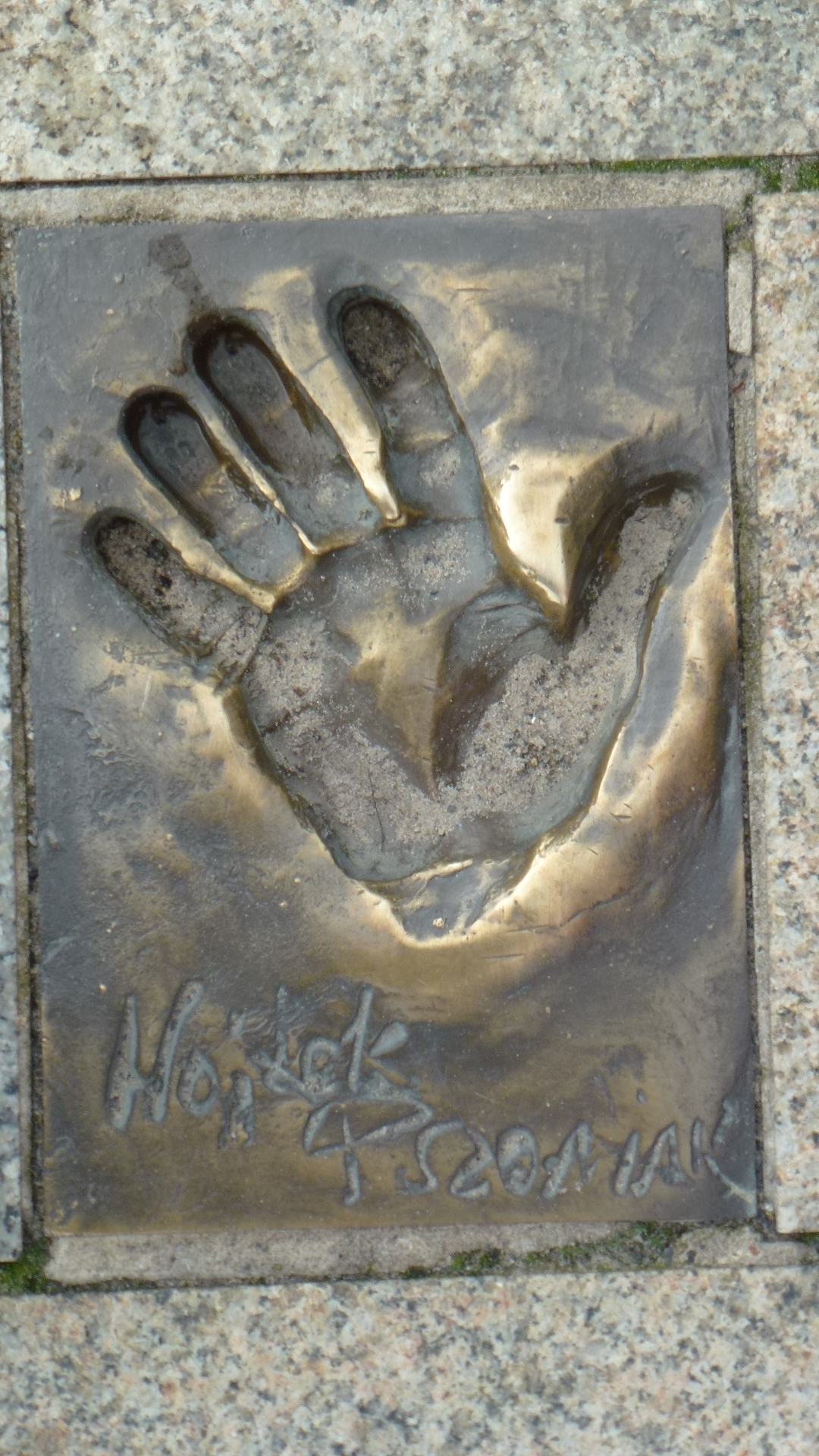
Odcisk dłoni Wojciecha Pszoniaka
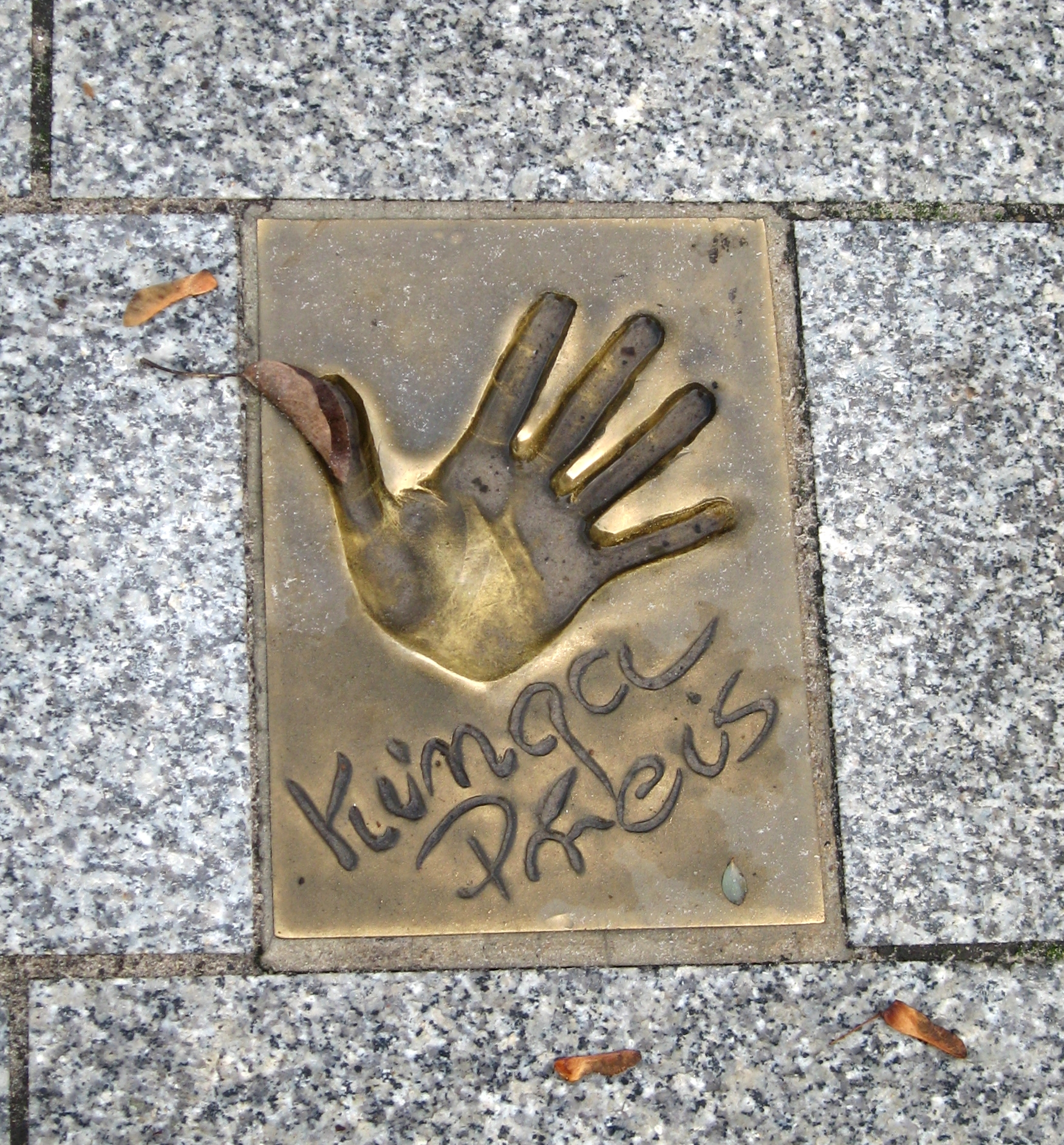
Odcisk dłoni Kingi Preis
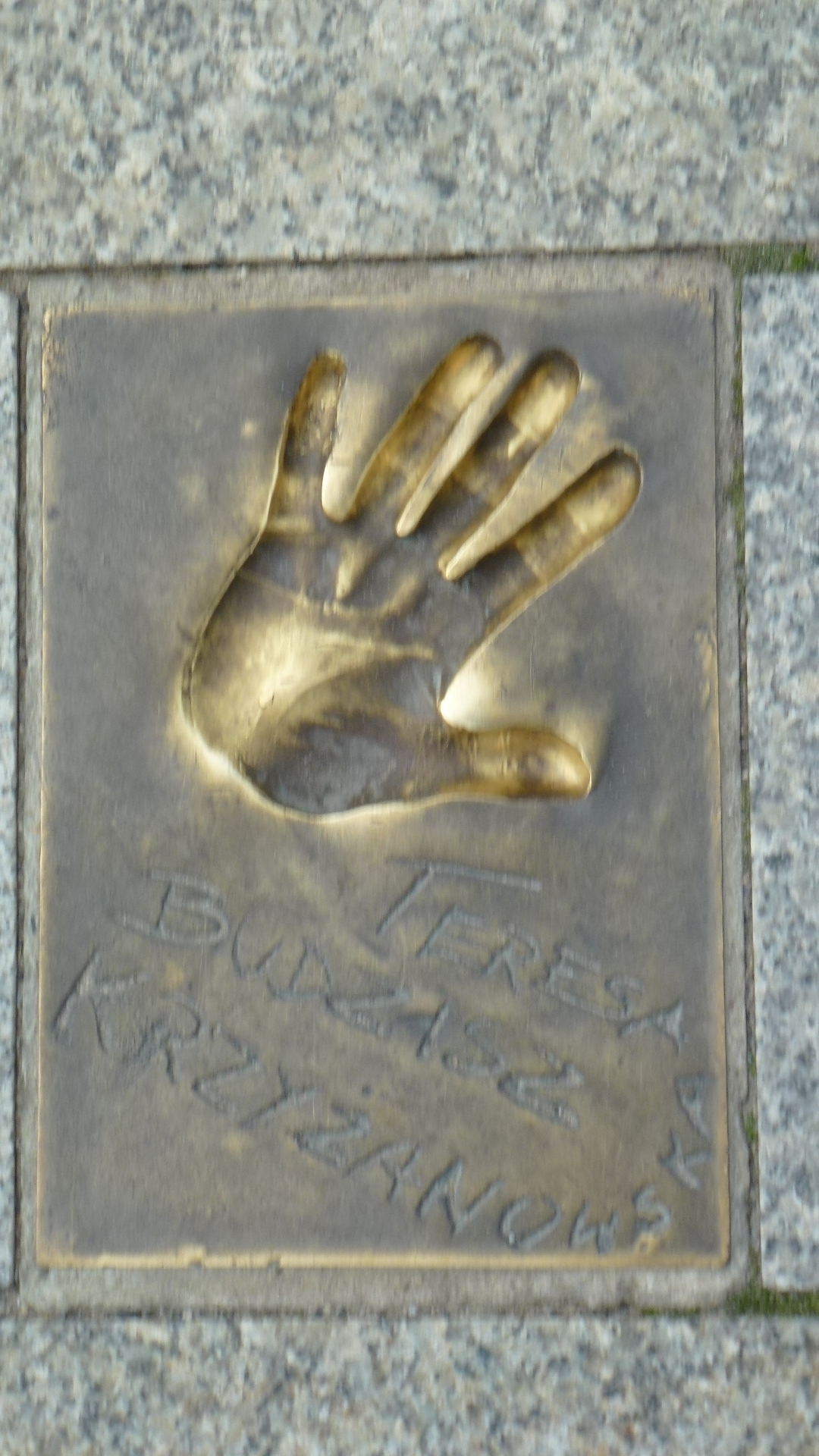
Odcisk dłoni Teresy Budzisz-Krzyżanowskiej
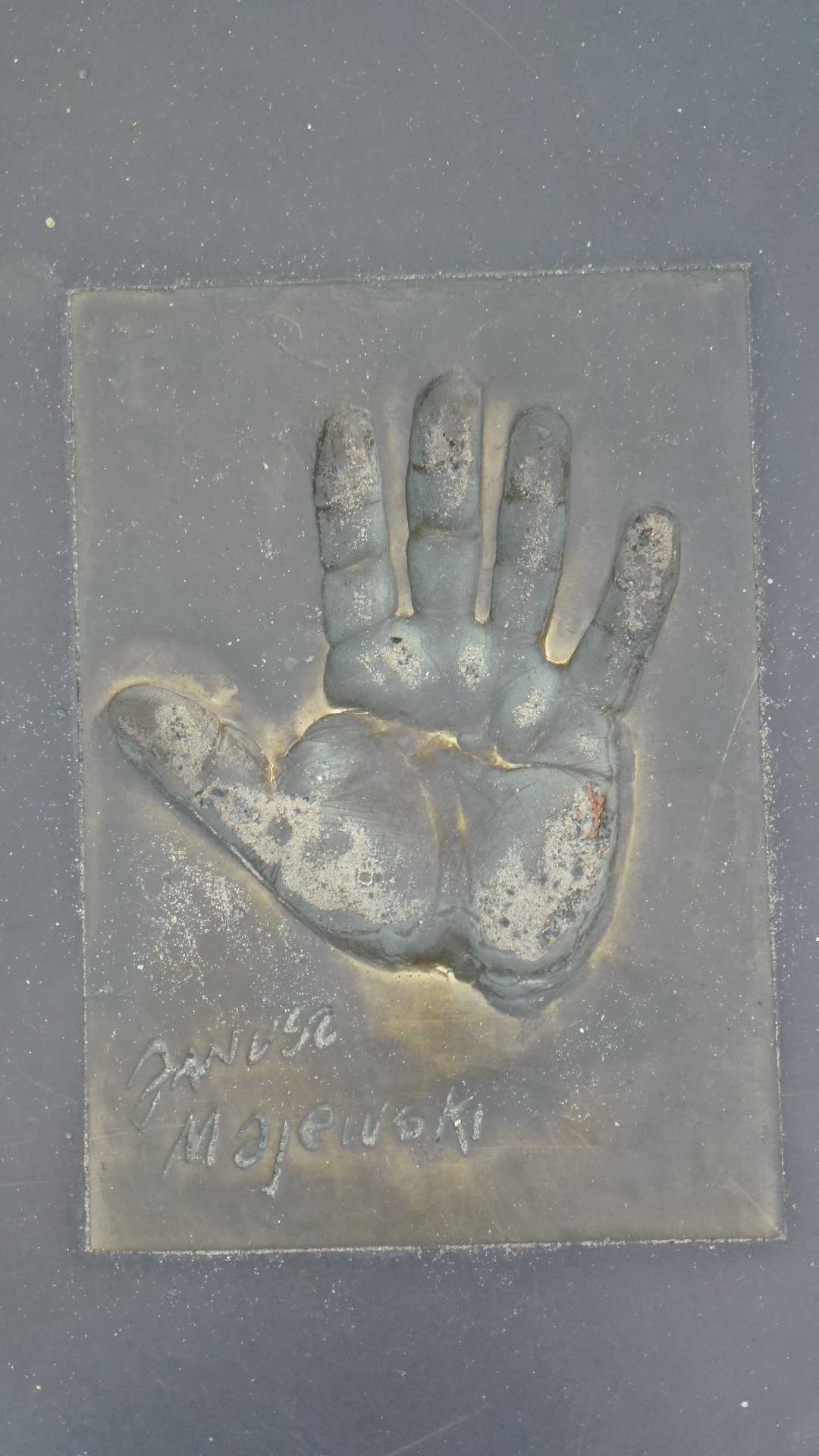
Odcisk dłoni Janusza Majewskiego
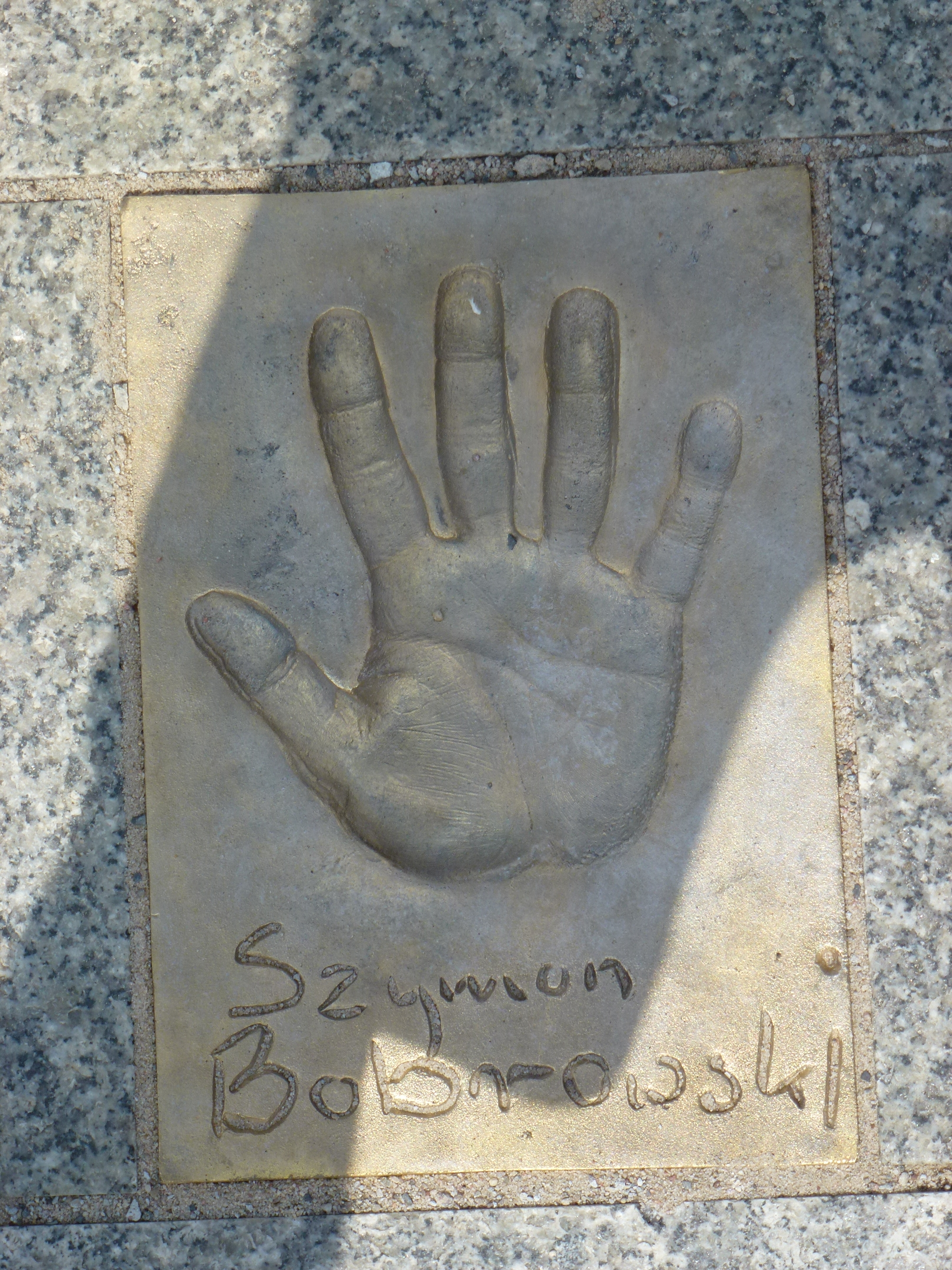
Odcisk dłoni Szymona Bobrowskiego
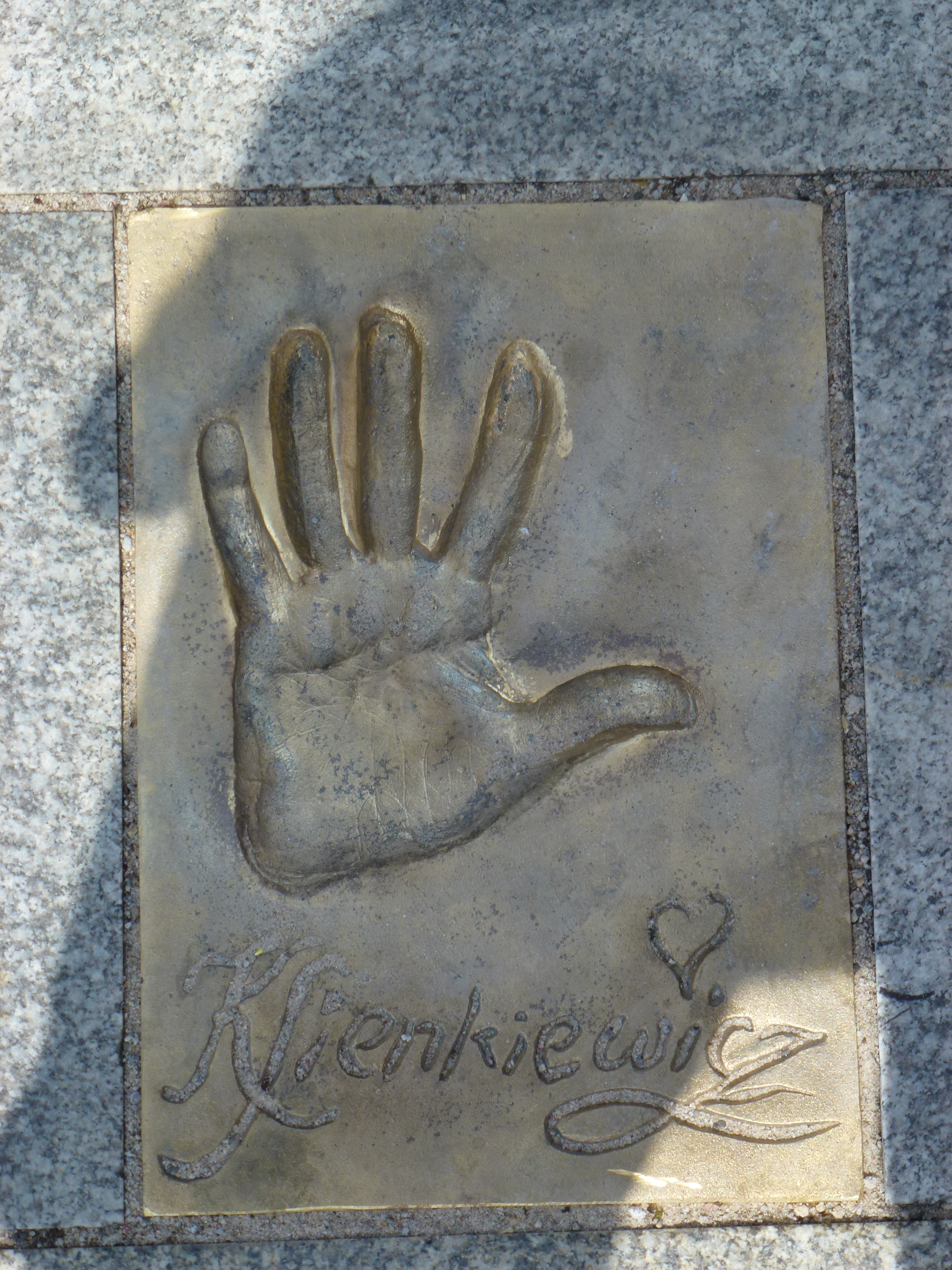
Odcisk dłoni Krystyny Sienkiewicz
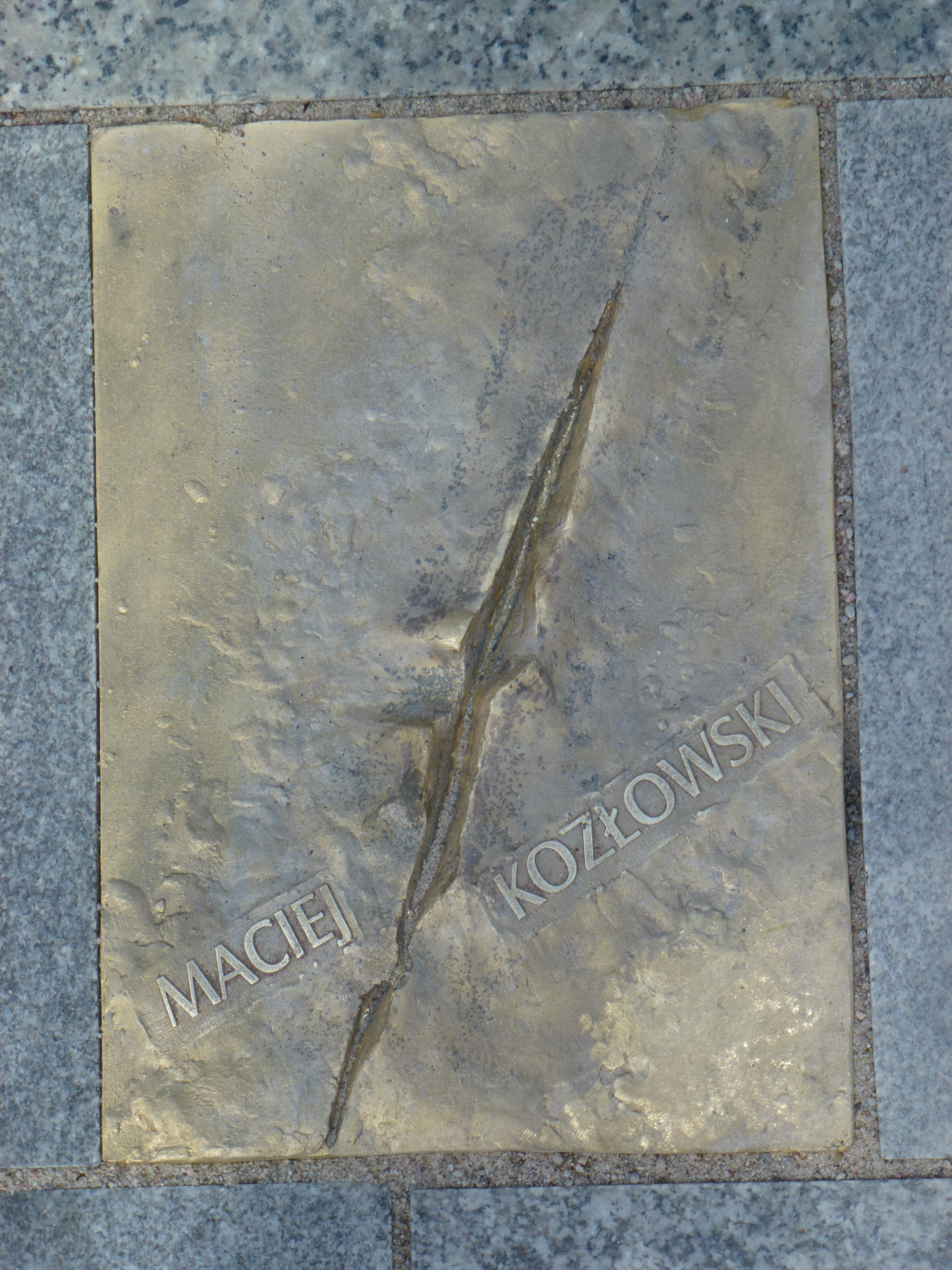
Pamiątkowa tablica poświęcona Maciejowi Kozłowskiemu
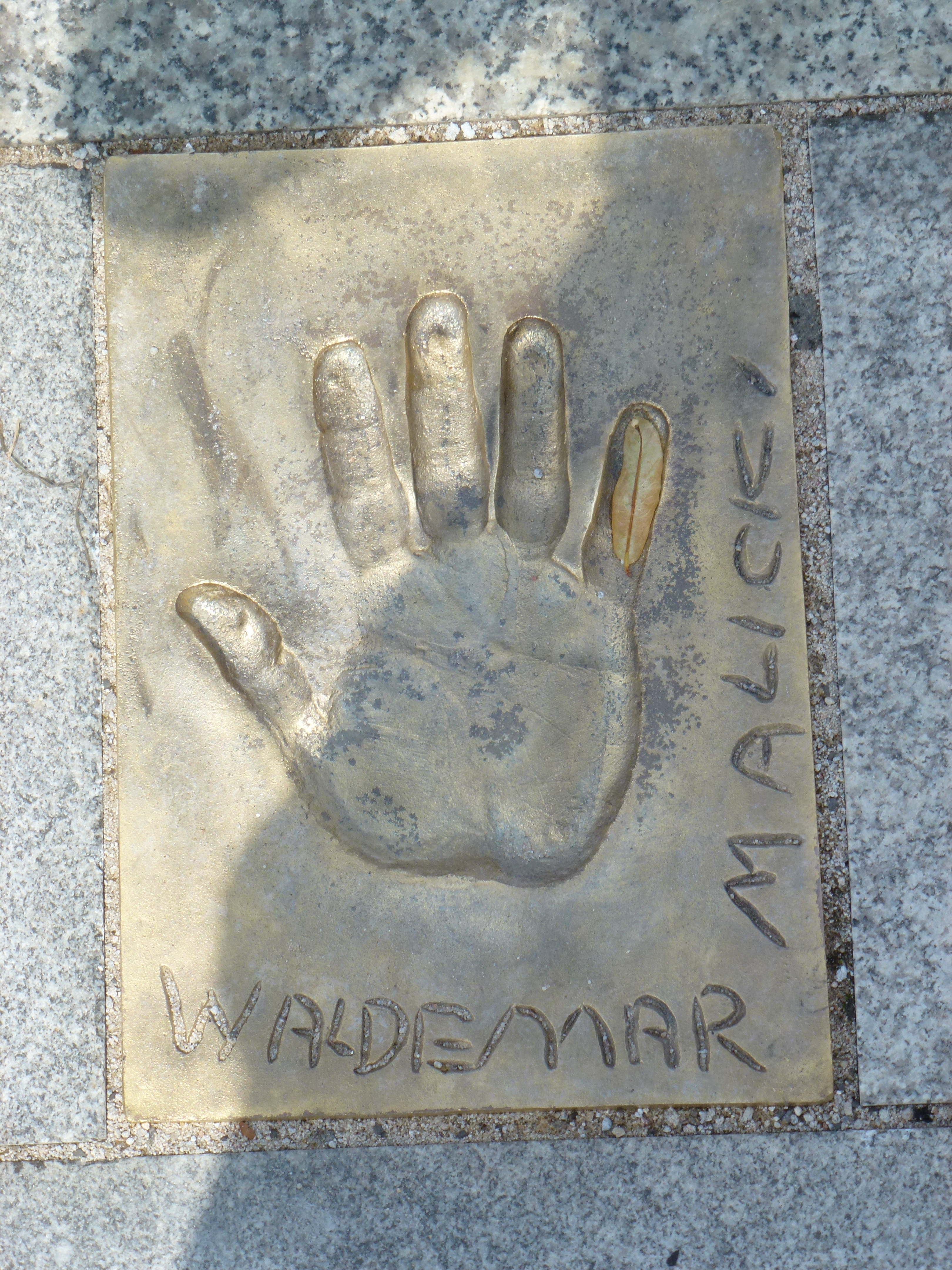
Odcisk dłoni Waldemara Malickiego
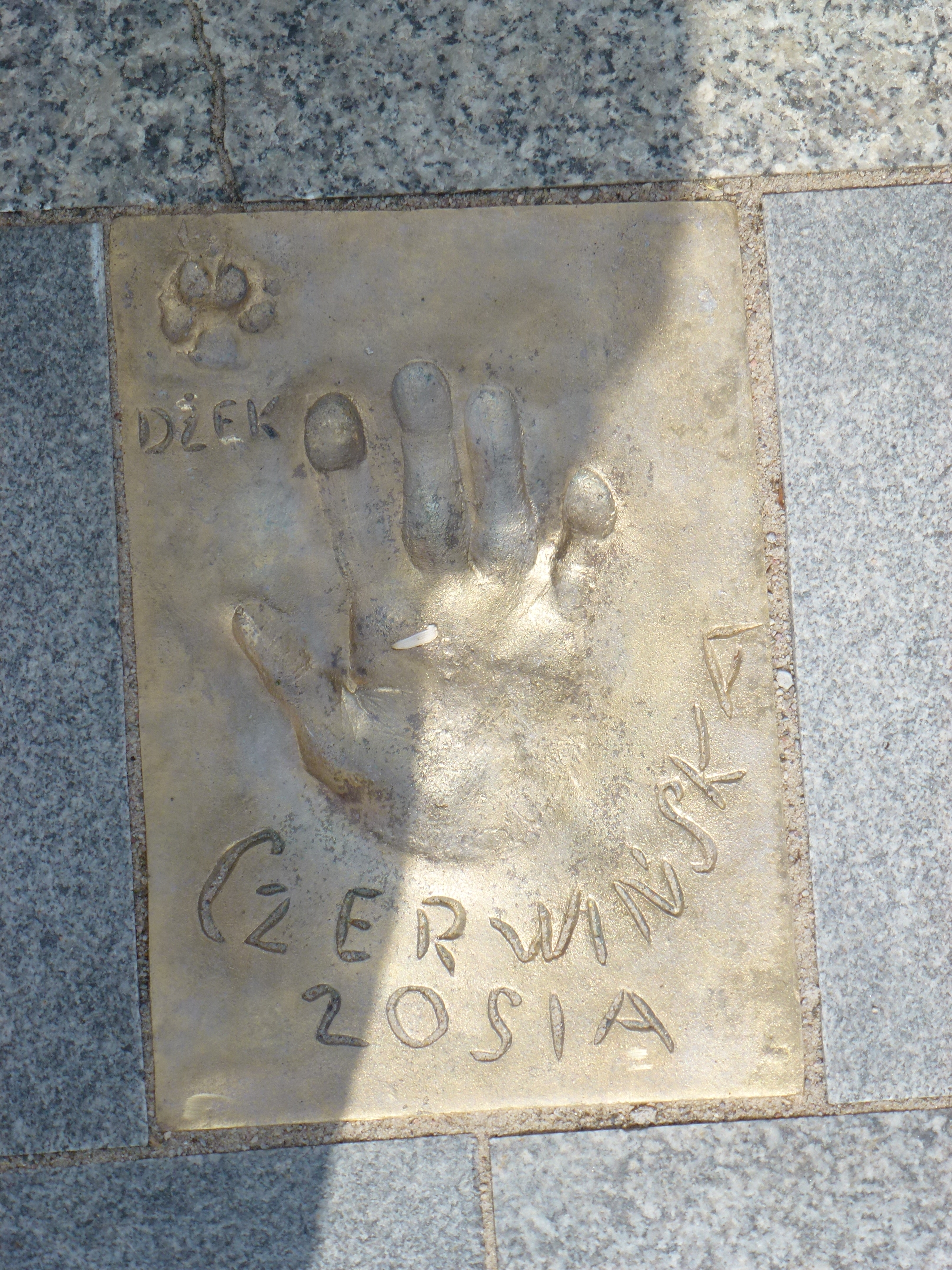
Odcisk dłoni Zofii Czerwińskiej i łapy jej psa
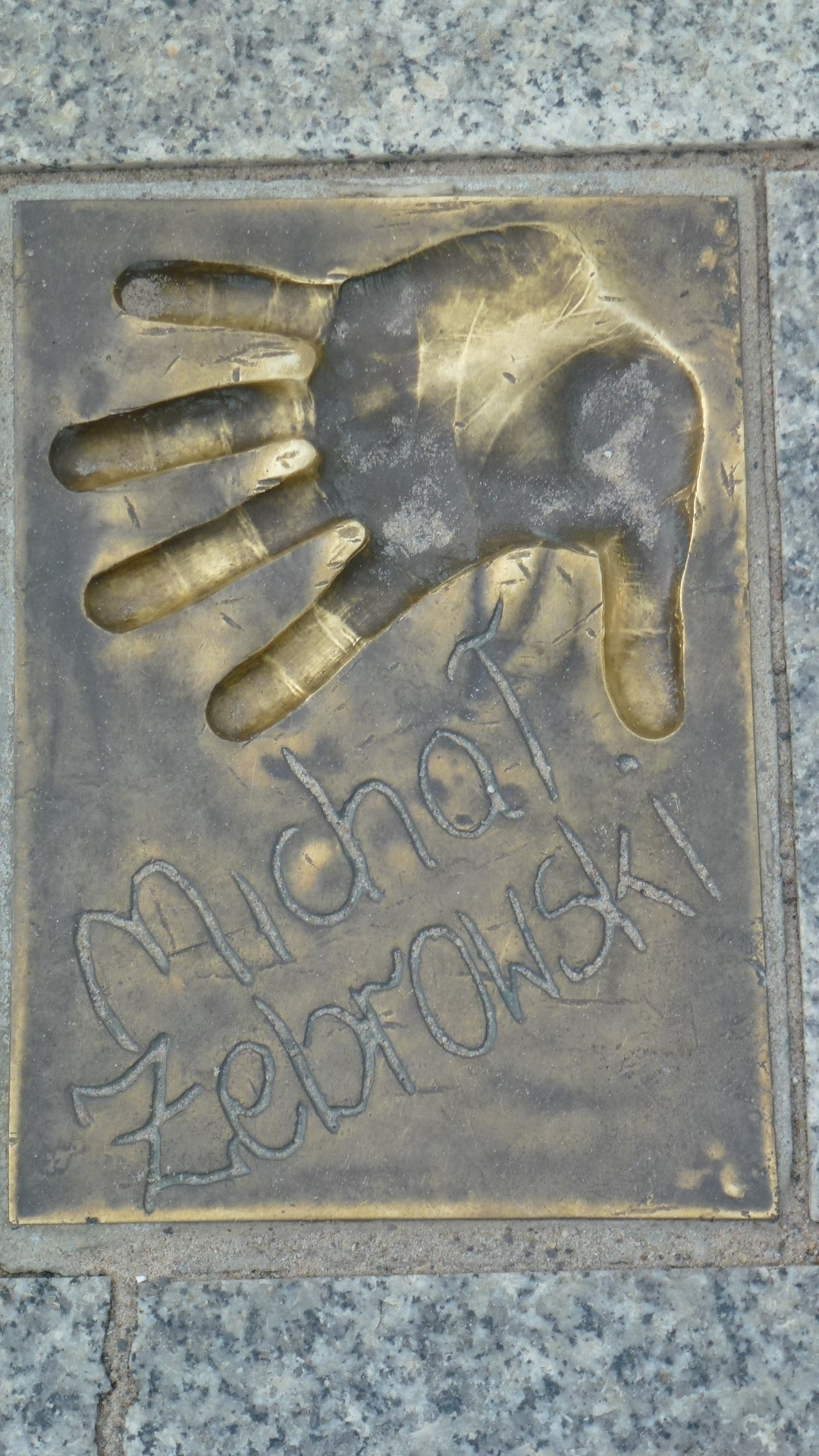
Odcisk dłoni Michała Żebrowskiego
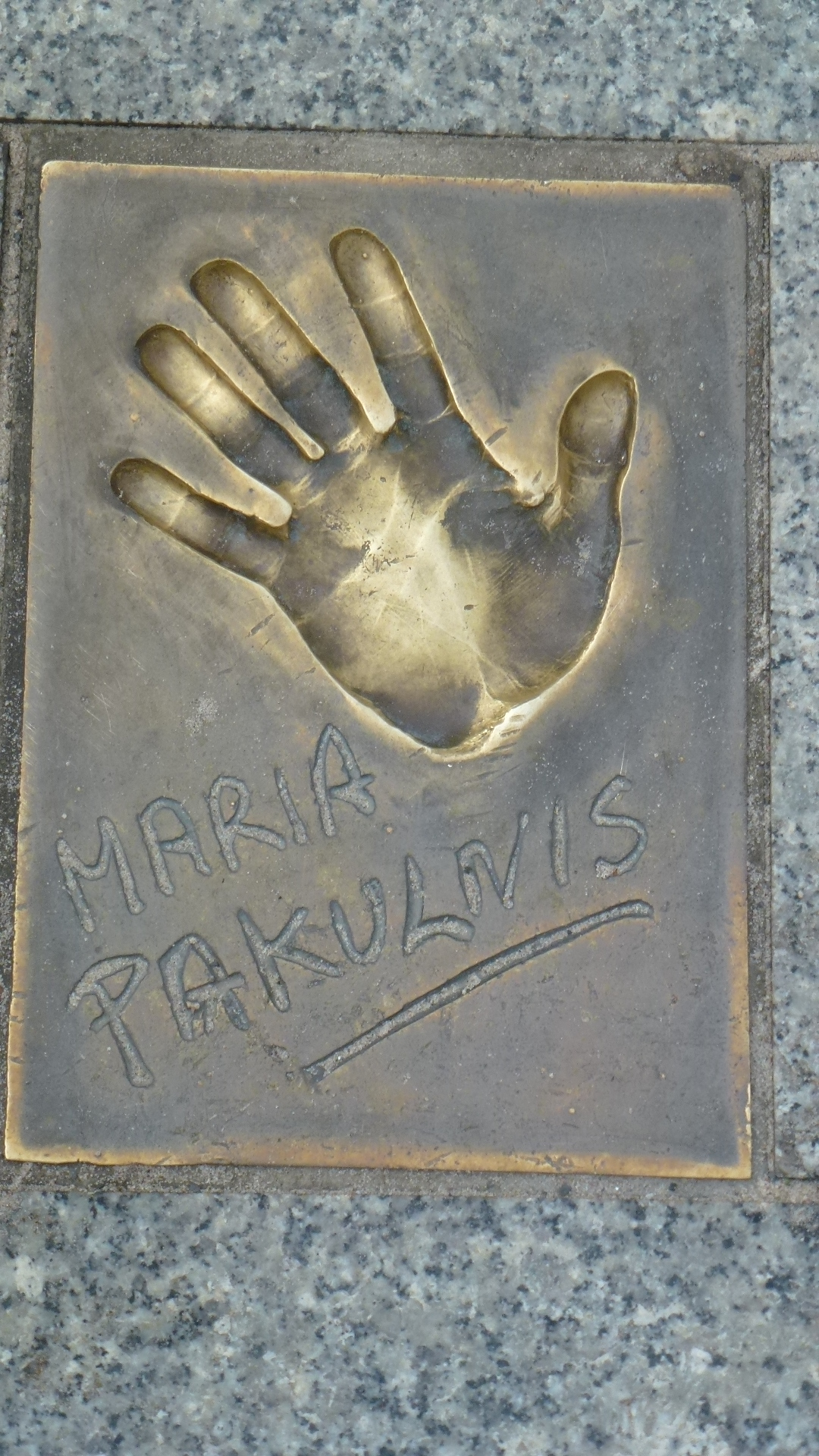
Odcisk dłoni Marii Pakulnis
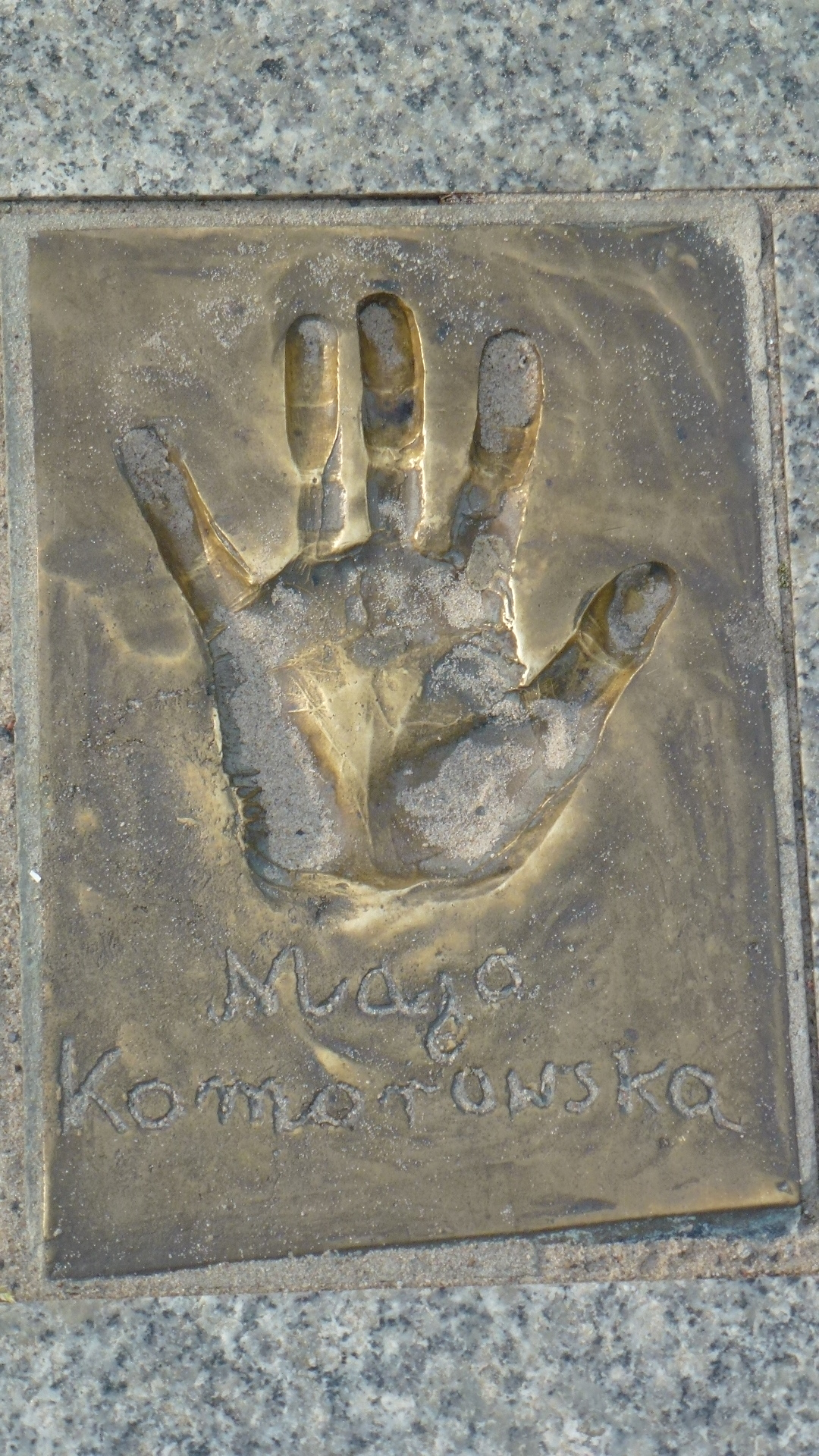
Odcisk dłoni Mai Komorowskiej
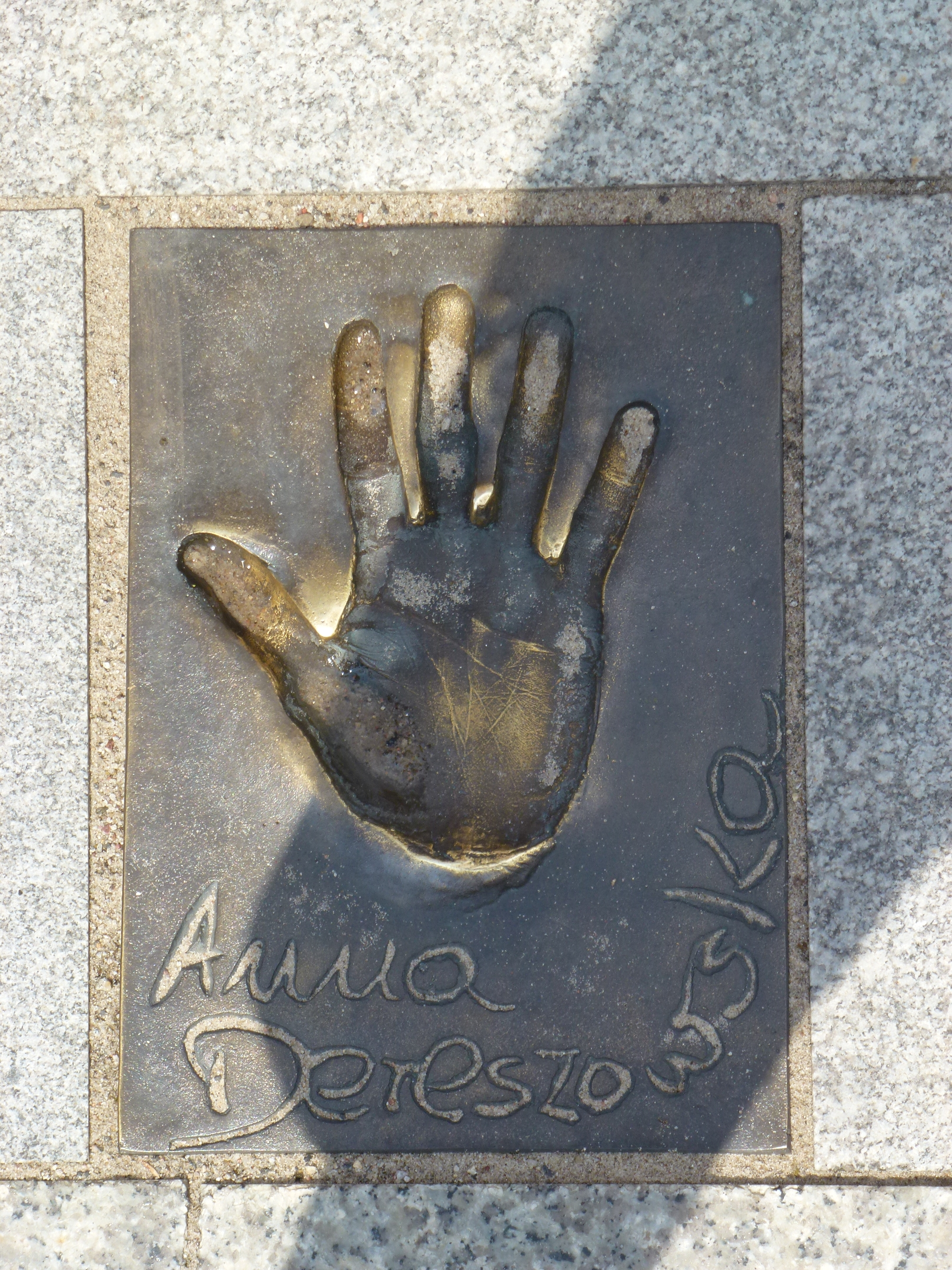
Odcisk dłoni Anny Dereszowskiej
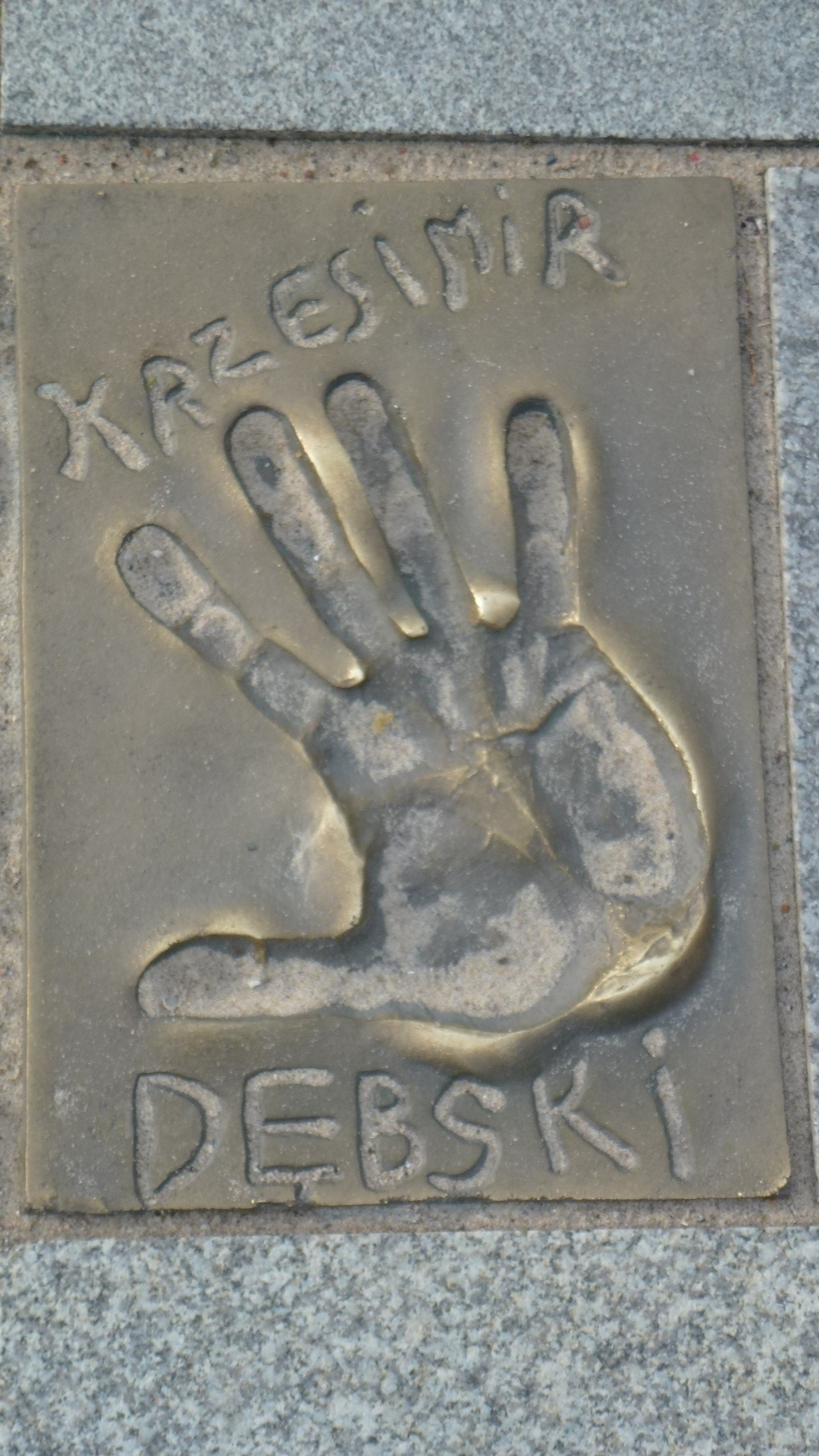
Odcisk dłoni Krzesimira Dębskiego
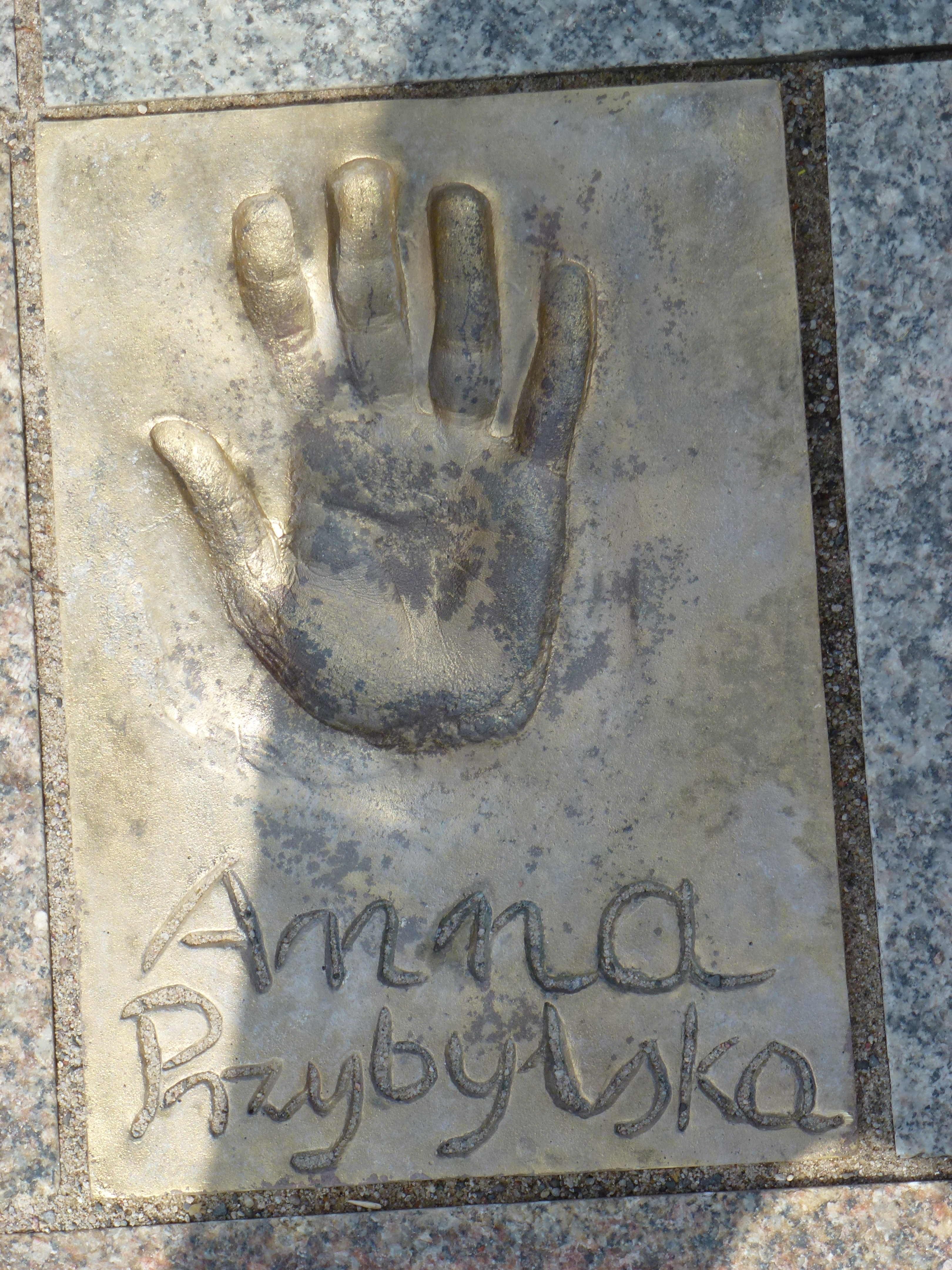
Odcisk dłoni Anny Przybylskiej
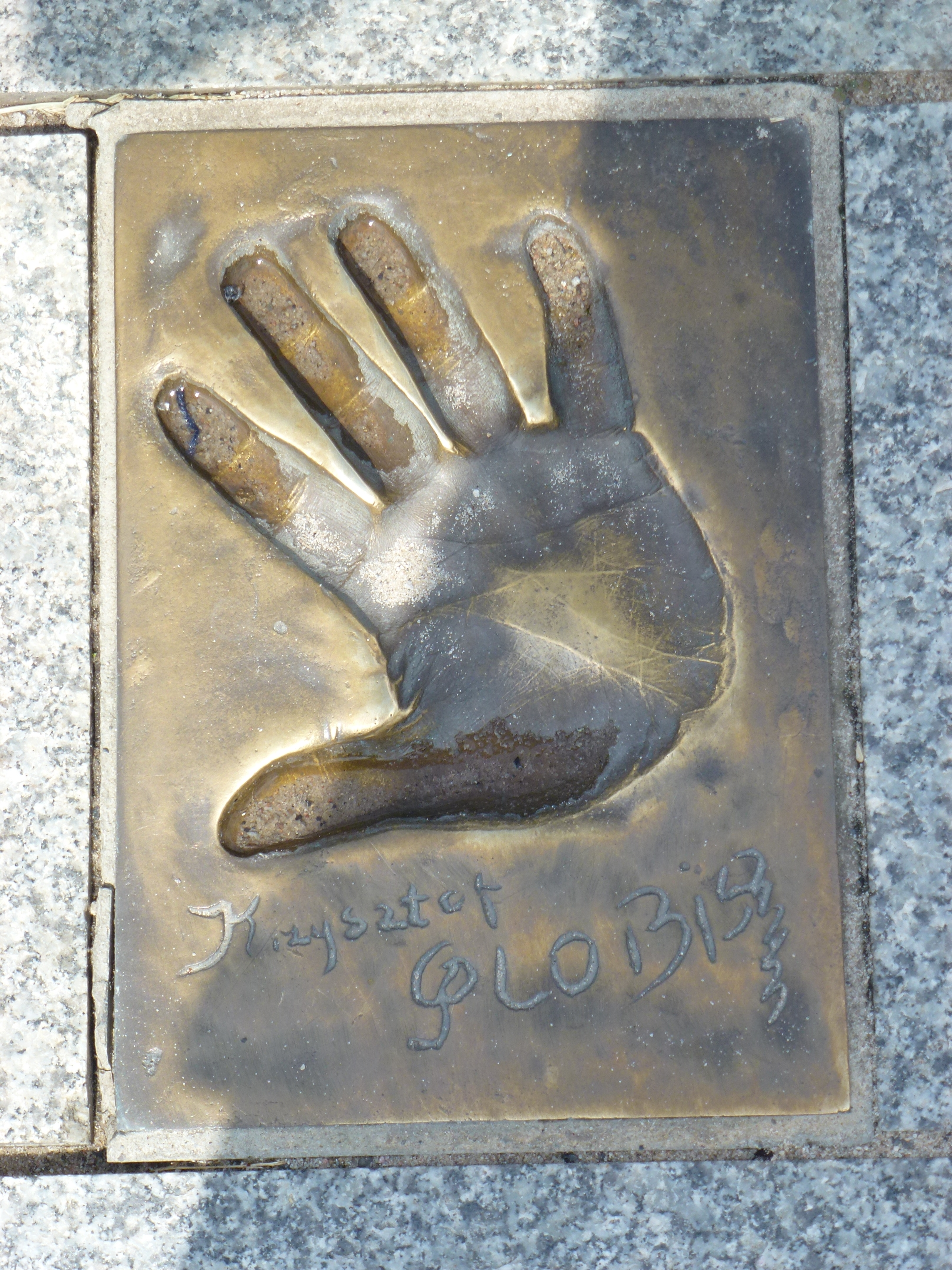
Odcisk dłoni Krzysztofa Globisza
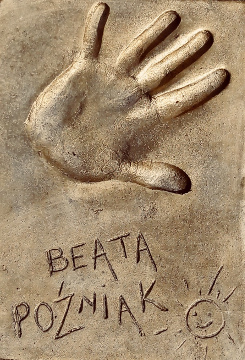
Odcisk dłoni Beaty Poźniak